# Võ bị chí

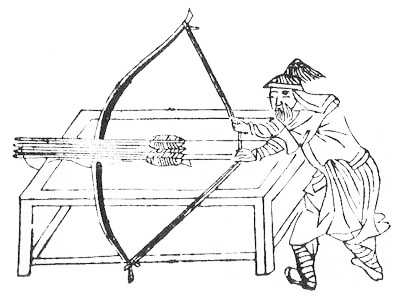
Minh họa một loại nỏ lớn trong Võ bị chí.

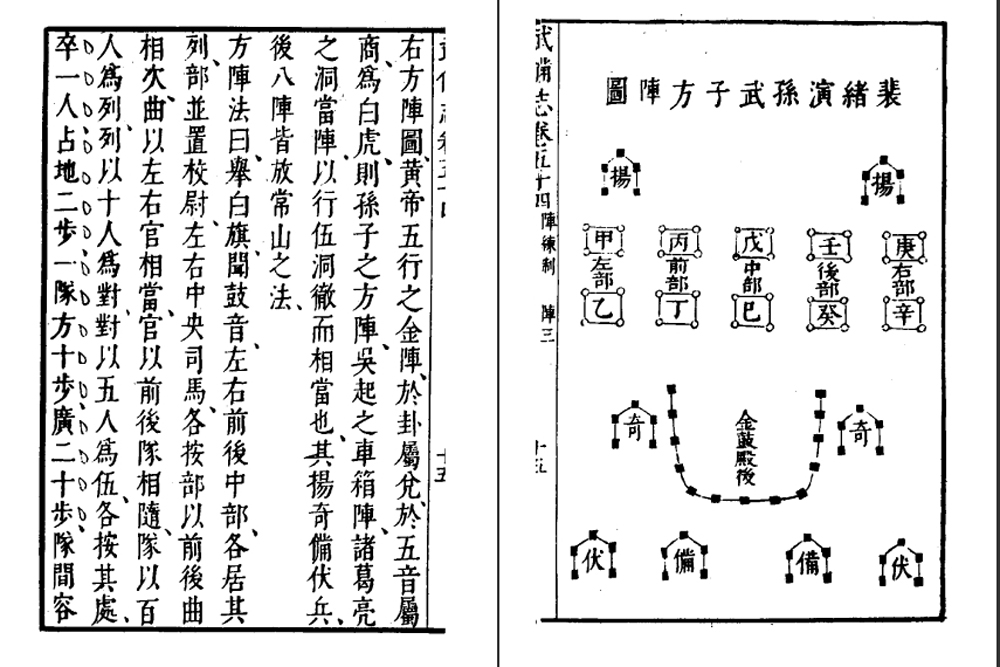
Minh họa một thế trận của Tôn Tử trong Võ bị chí.

Võ bị chí (Hán tự: 武備志; Chuyên luận về công nghệ vũ khí hoặc Tài liệu về vũ khí và các kỹ thuật quân sự), hay còn gọi là Võ bị toàn thư (武備全書), cũng thường được biết đến qua bản dịch tiếng Nhật mang tên Bubishi, là một bộ sách về các kỹ thuật quân sự cổ đại trong lịch sử Trung Hoa. Bộ sách do Mao Nguyên Nghi (茅元仪; Máo Yuányí; 1594-1640), một sĩ quan thuỷ quân thời nhà Minh, tập hợp và biên soạn, hoàn thành năm 1621, gồm 240 quyển, 10.405 trang, hơn 200.000 Hán tự. Sách được tổng hợp từ các thư tịch quân sử cổ xưa với hơn 2000 họa đồ về các trận pháp, vũ khí, hơn gấp nhiều lần so với sách Võ kinh tổng yếu thời nhà Tống. Tuy nhiền, có rất nhiều họa đồ về hỏa khí không thể xác định được, chỉ mang yếu tố tham khảo.

## Cấu trúc
Võ bị chí bao gồm 5 phần mục:

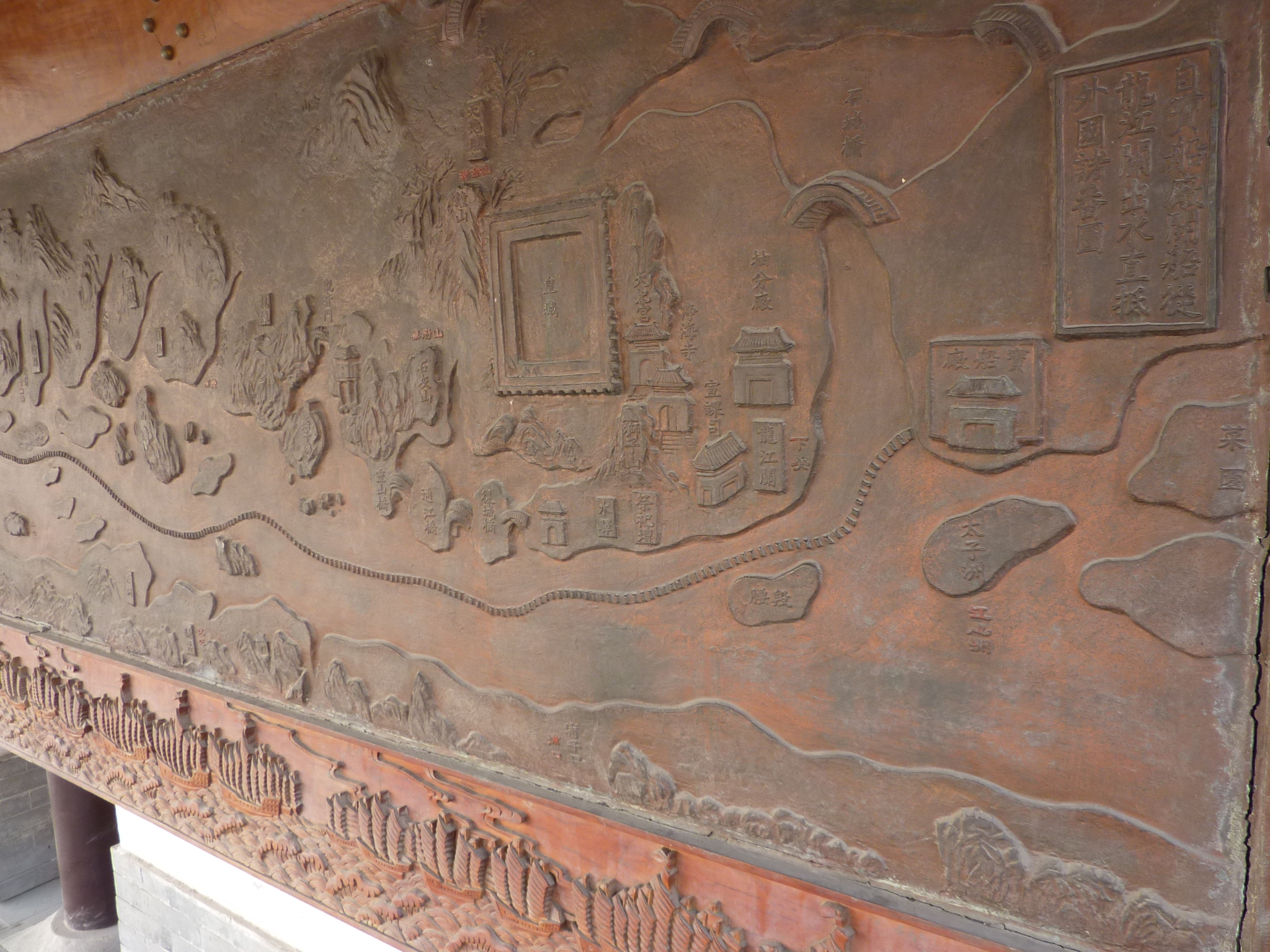
Một đoạn của bản đồ Mao Khôn mô tả các vùng phụ cận xưởng đóng tàu tạiNam Kinh.

- "Binh quyết bình" (bàn về binh lược):

Gồm 18 chương, tập hợp các lý thuyết quân sự Cửu gia binh thư cổ đại Trung Quốc như "Tôn tử", "Ngô tử", "Tư Mã pháp", "Tam lược", "Lục thao", "Úy Liêu tử", "Lý Vệ công vấn đối", "Thái Bạch âm kinh". Một số các thuyết này có từ những năm cuối thời Đông Chu, hơn 1.800 năm trước thời người biên tập.
- "Chiến lược khảo" (Khảo cứu về chiến lược)

Gồm 31 chương, tập hợp mô tả về hơn 600 trận chiến tiêu biểu trong lịch sử Trung Hoa, từ thời nhà Đông Chu đến tận đời nhà Nguyên. Trong số này có nói về trận Mã Lăng và trận Xích Bích, trong đó, ví dụ sau là một điển hình của việc lấy yếu thắng cường địch.
- "Trận luyện chế" (Nghiên cứu về đội hình và việc huấn luyện)

Gồm 41 chương, giới thiệu các đại trận pháp, phương pháp huấn luyện tướng sĩ bộ binh, kị binh và chiến xa, xe ngựa, cũng như việc luyện tập võ nghệ với nhiều loại vũ khí khác nhau như thương và đao.
- "Quân tư thặng" (Tổng quan về hậu cần quân sự)

Gồm 55 đầu mục, giới thiệu các nội dung liên quan đến hậu cần thời chiến, chẳng hạn như hành quân, cắm trại, dàn quân, truyền đạt mệnh lệnh, phương pháp công - thủ thành, cung cấp lương thực, vũ khí, chăm sóc sức khoẻ và vận tải, cùng với một số mục khác.
- "Chiếm độ tải":

Gồm 96 chương dài, tập hợp các phương pháp vận dụng yếu tố thời tiết và đặc điểm địa lý liên quan đến chiến tranh (bao gồm cả bói toán Trung Hoa cổ truyền), hải phòng, giang phòng, hàng hải. Trong phần này còn có một "bản đồ Mao Khôn", bản đồ duy nhất còn sót lại đại diện cho các tuyến vận chuyển Thái Bình Dương và Ấn Độ Dương được sử dụng bởi các đội tàu của Trịnh Hòa.

## Ảnh hưởng
Được xem là "Bách khoa toàn thư quân sự Trung Hoa cổ xưa", Võ bị chí là một trong những tác phẩm có ảnh hưởng lớn nhất trong lịch sử Trung Quốc về chiến tranh. Nó là một nguồn tài liệu hiếm có về một số bản đồ, thiết kế vũ khí, và có đóng góp lớn tới sự phát triển của các lĩnh vực liên quan. Nó cũng là một tài liệu nghiên cứu để tìm hiểu về các lý thuyết quân sự Trung Hoa cổ xưa và tư tưởng của các nhà quân phiệt Trung Quốc.

### Vũ khí cận chiến

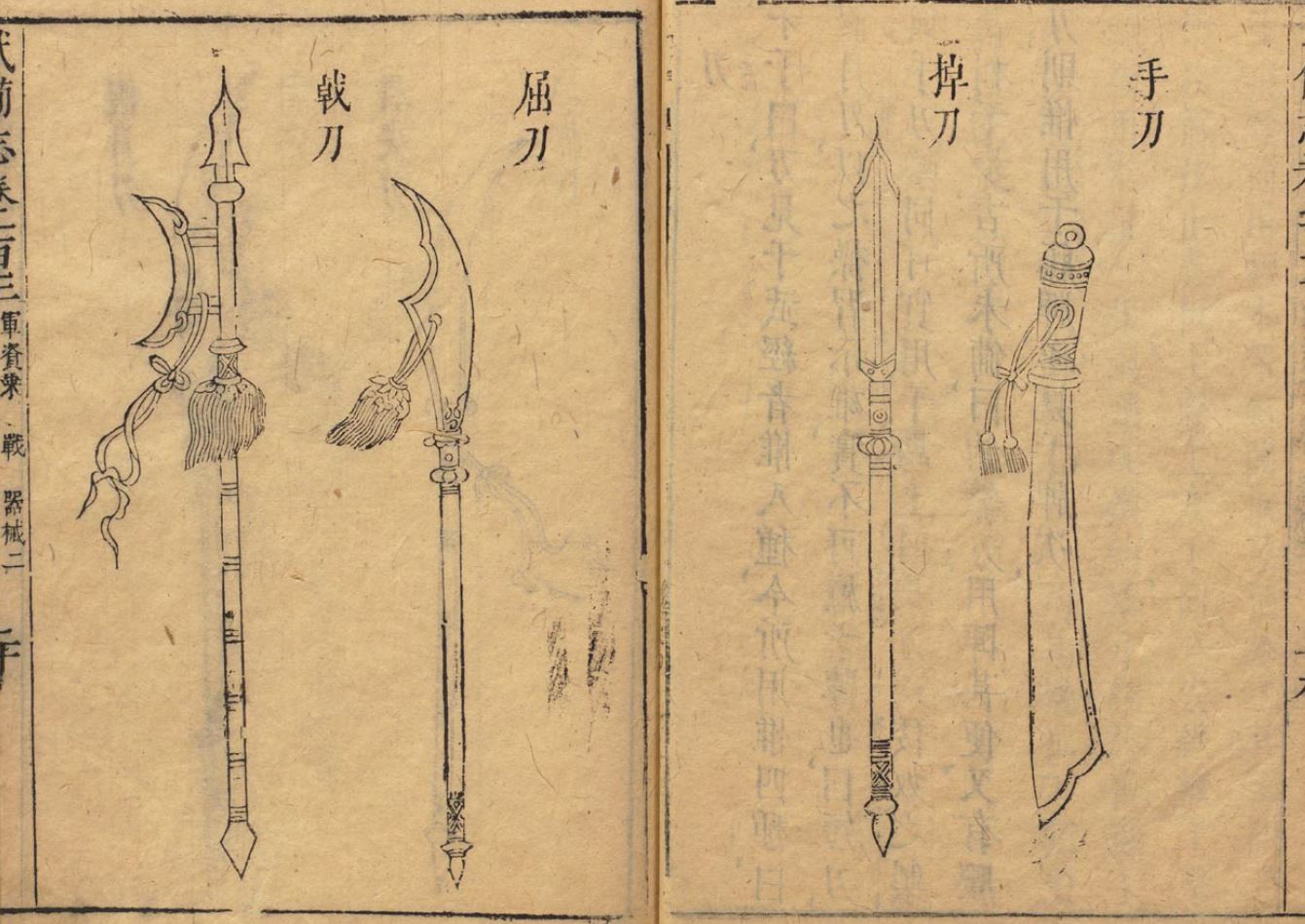
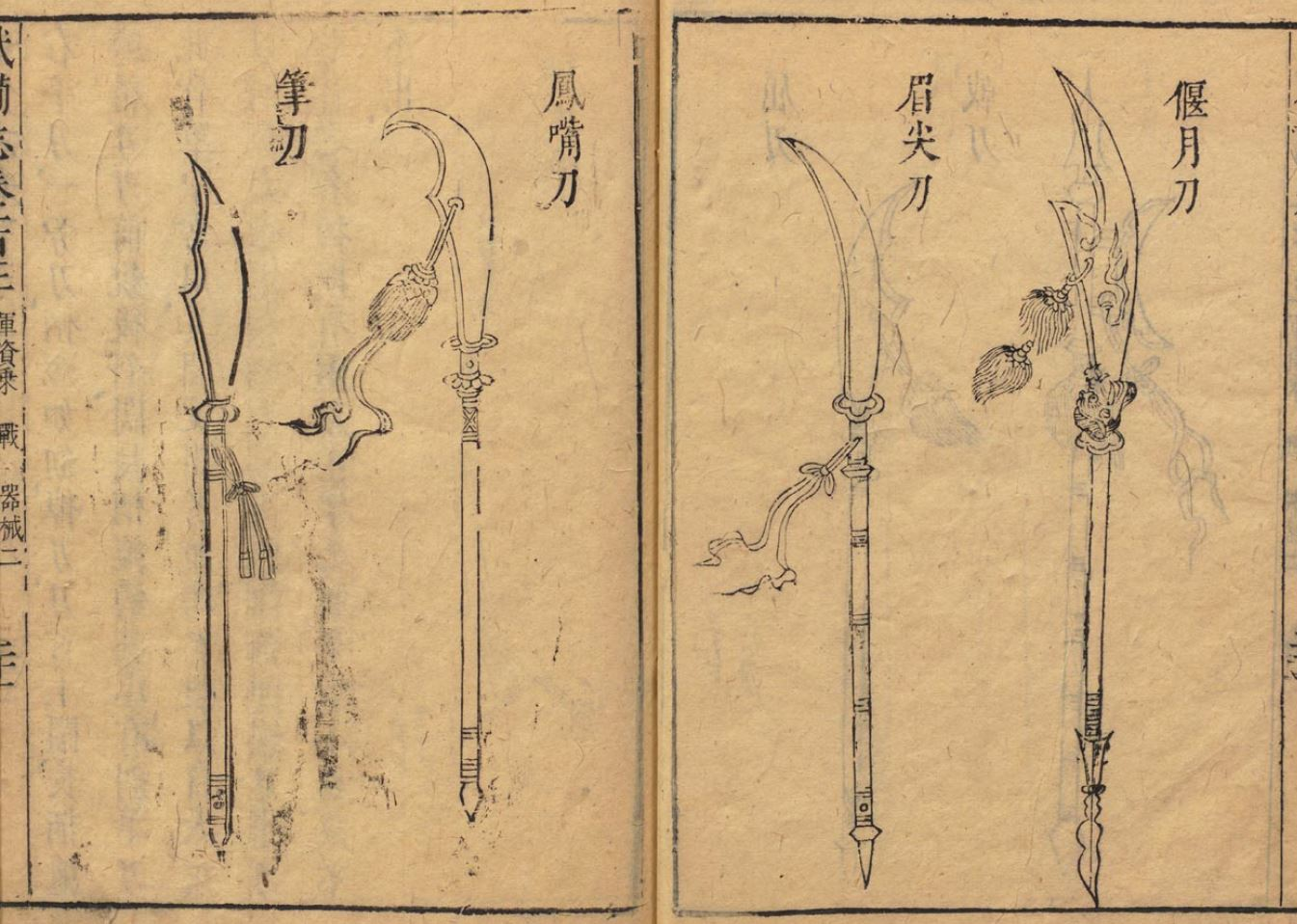
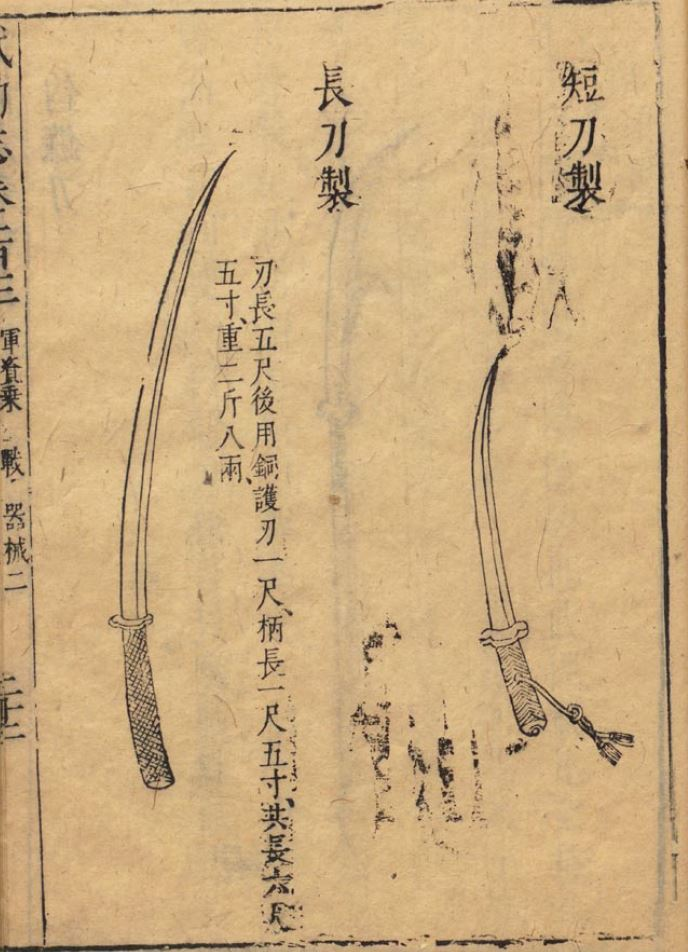
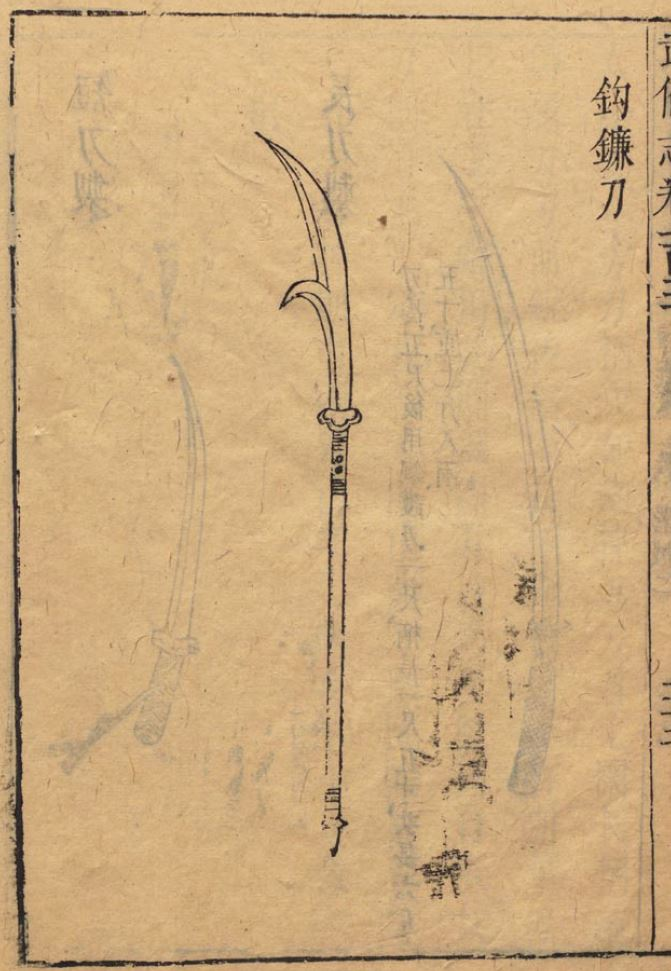
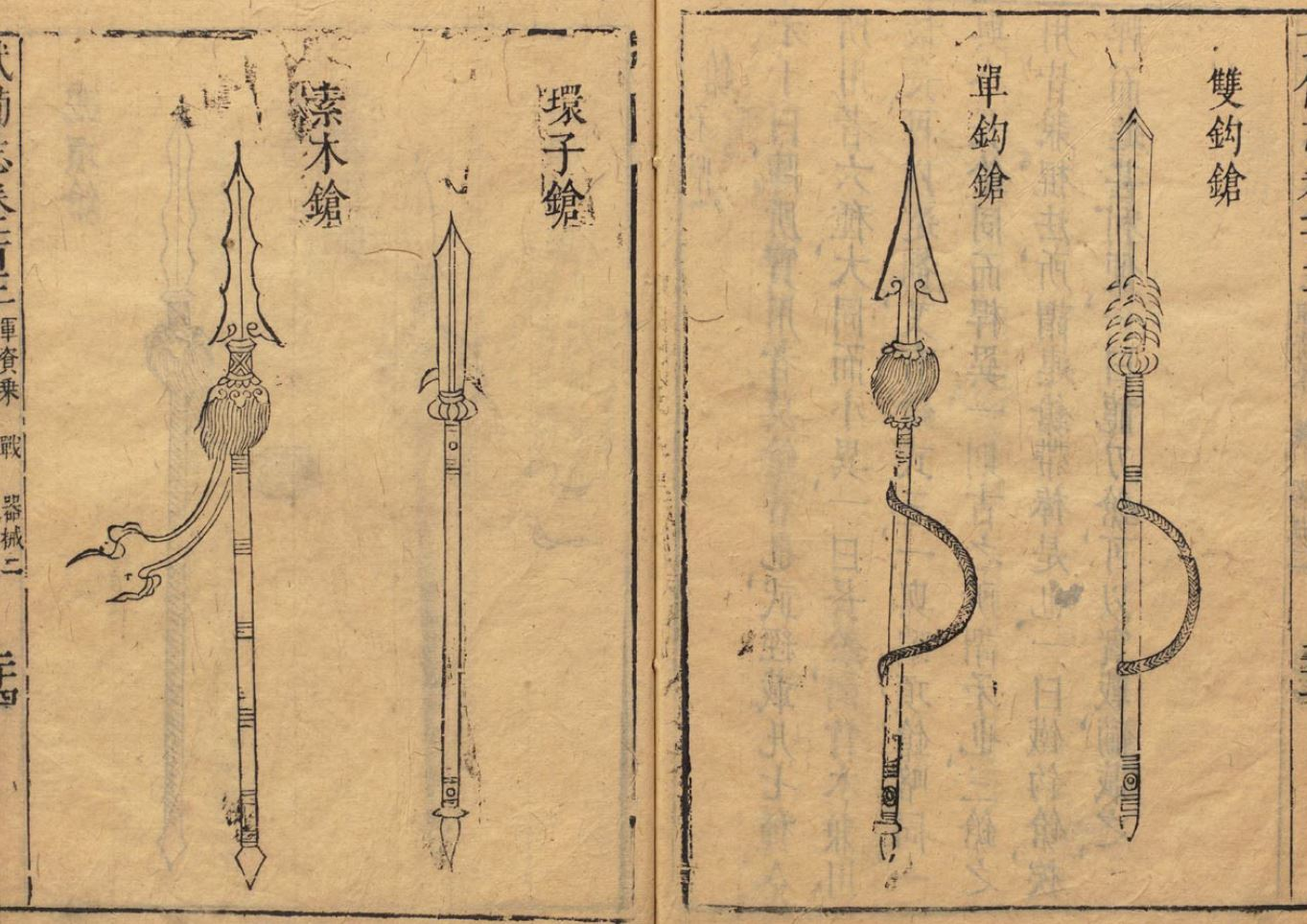
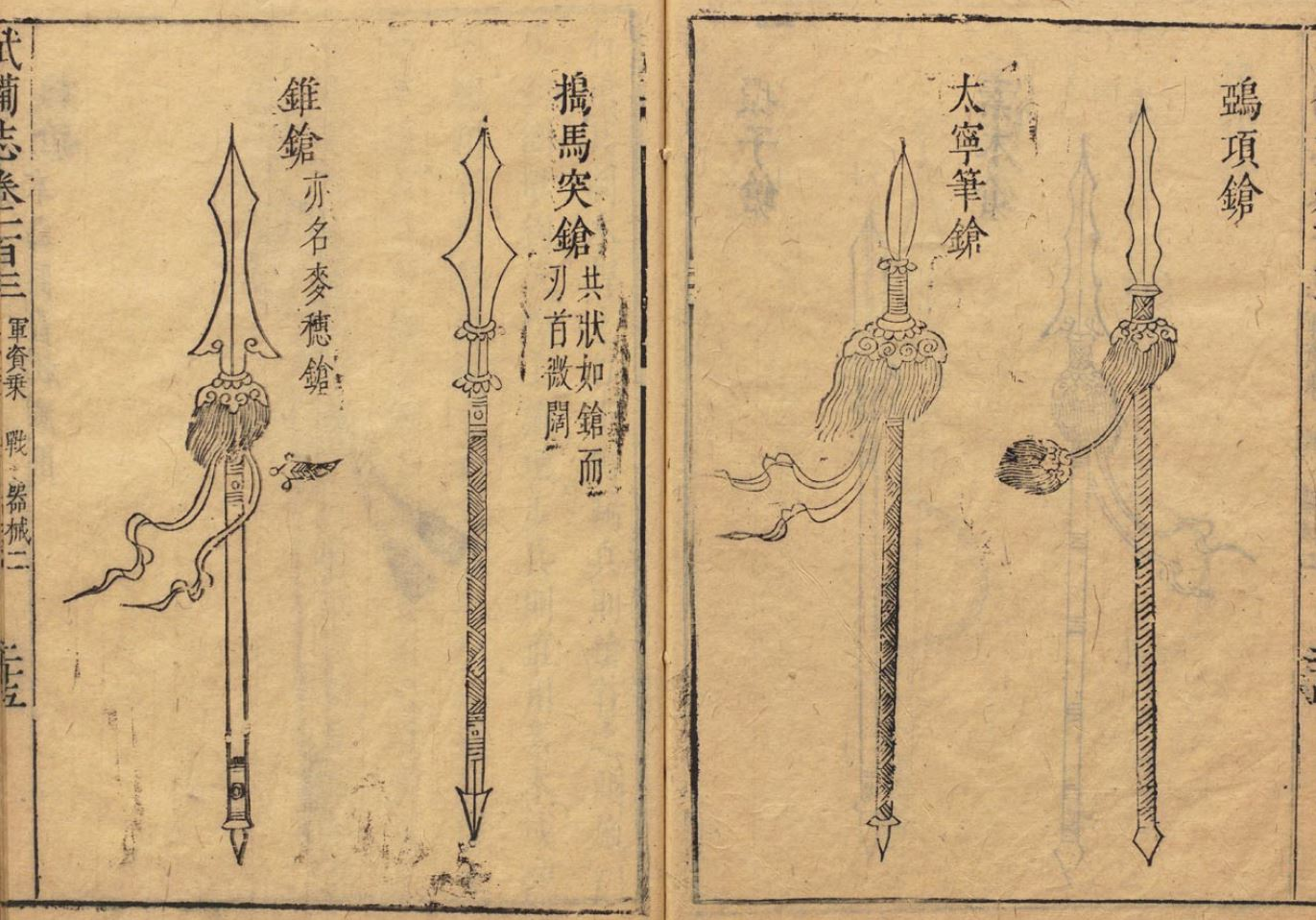
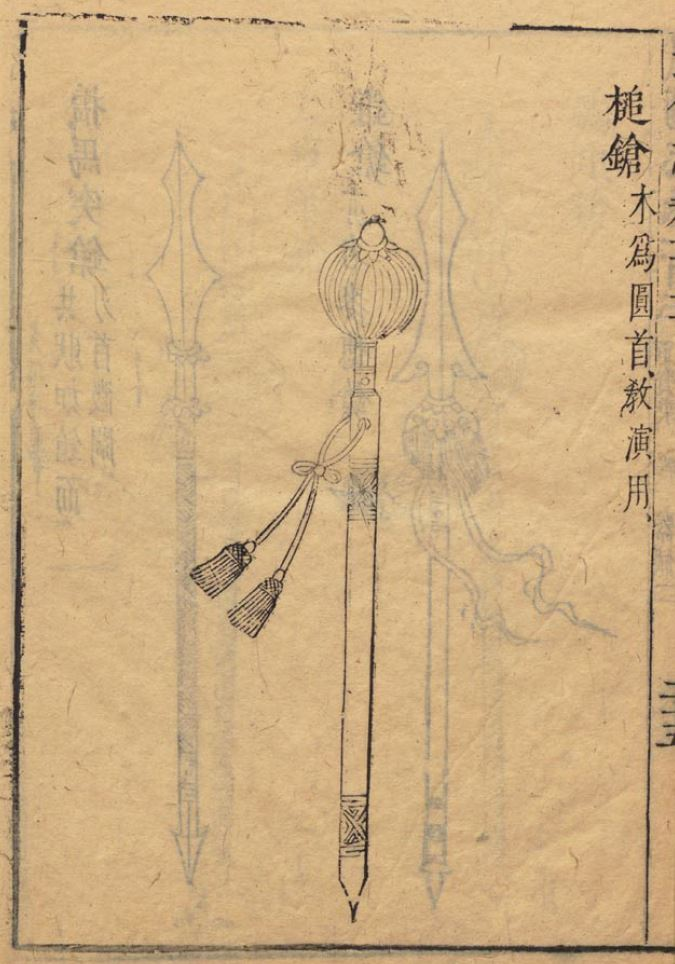
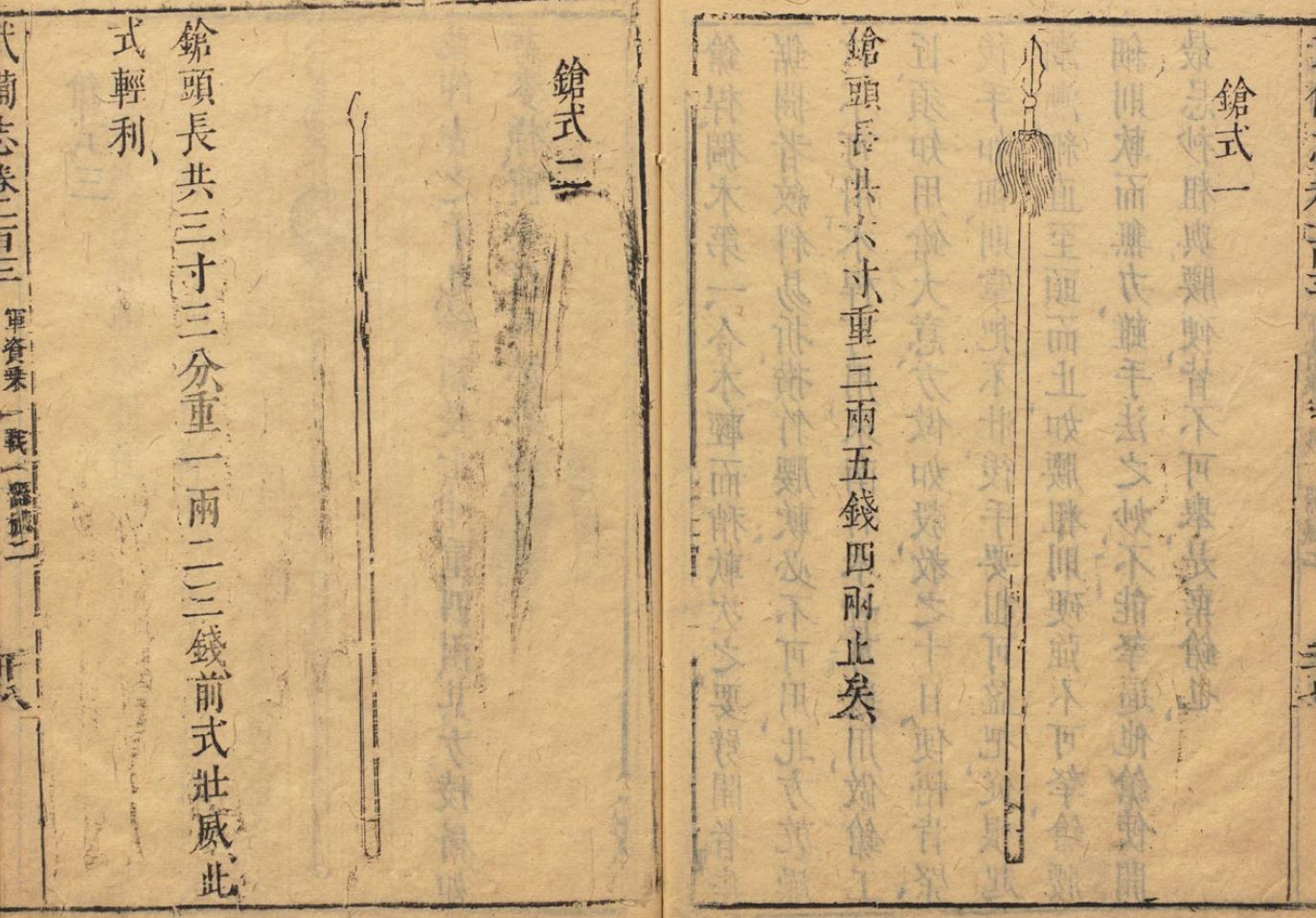
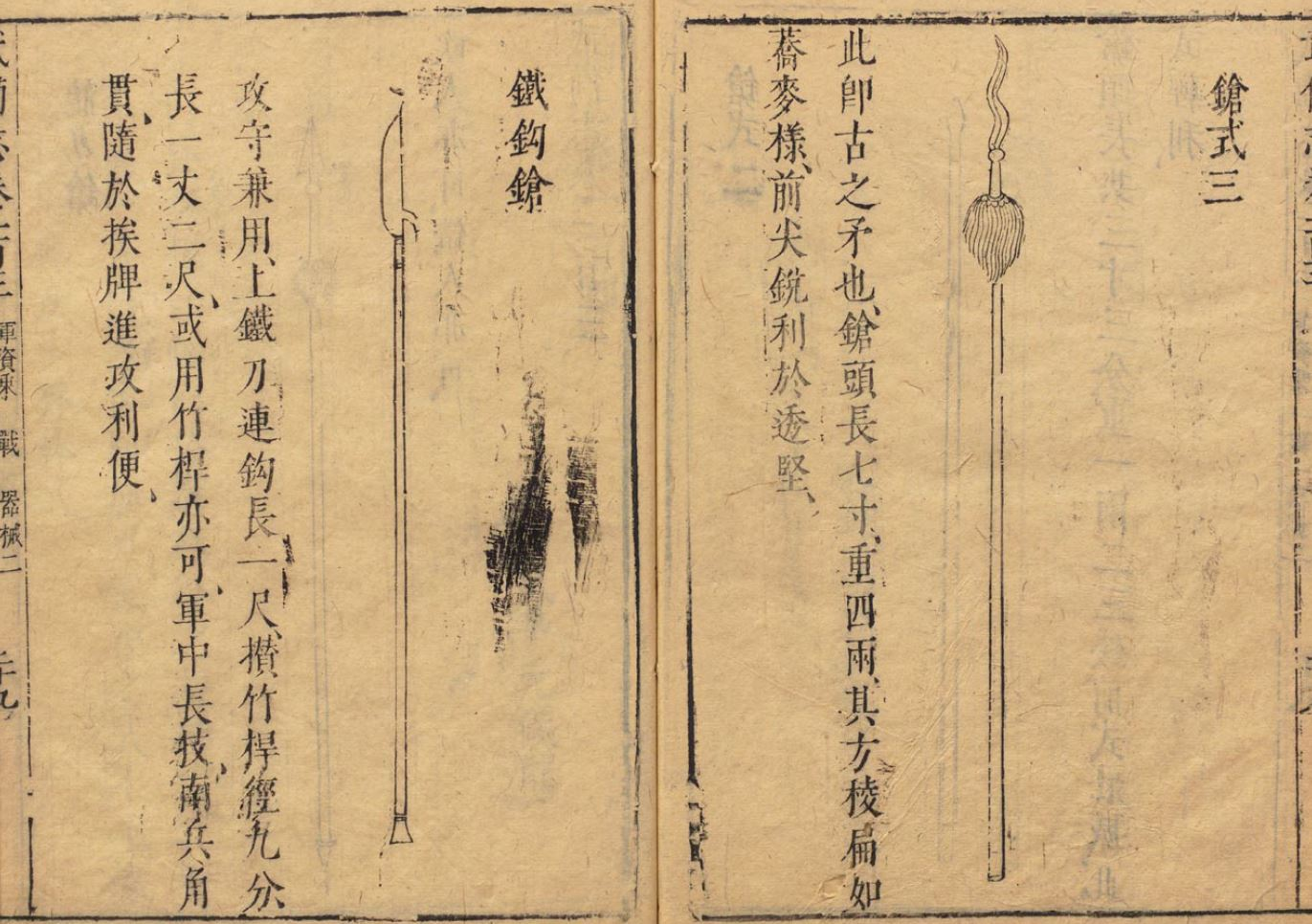
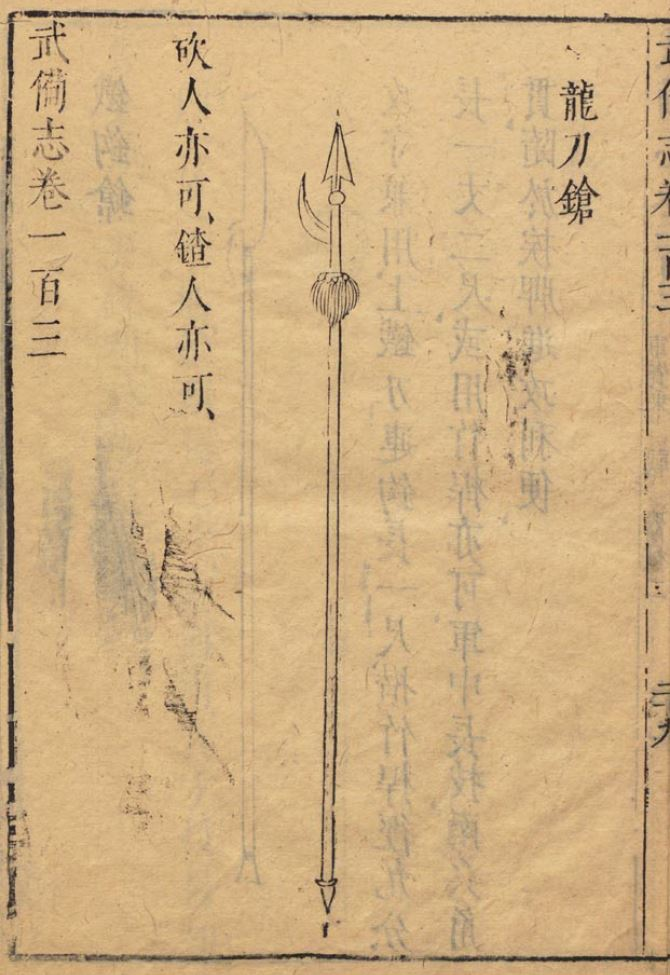
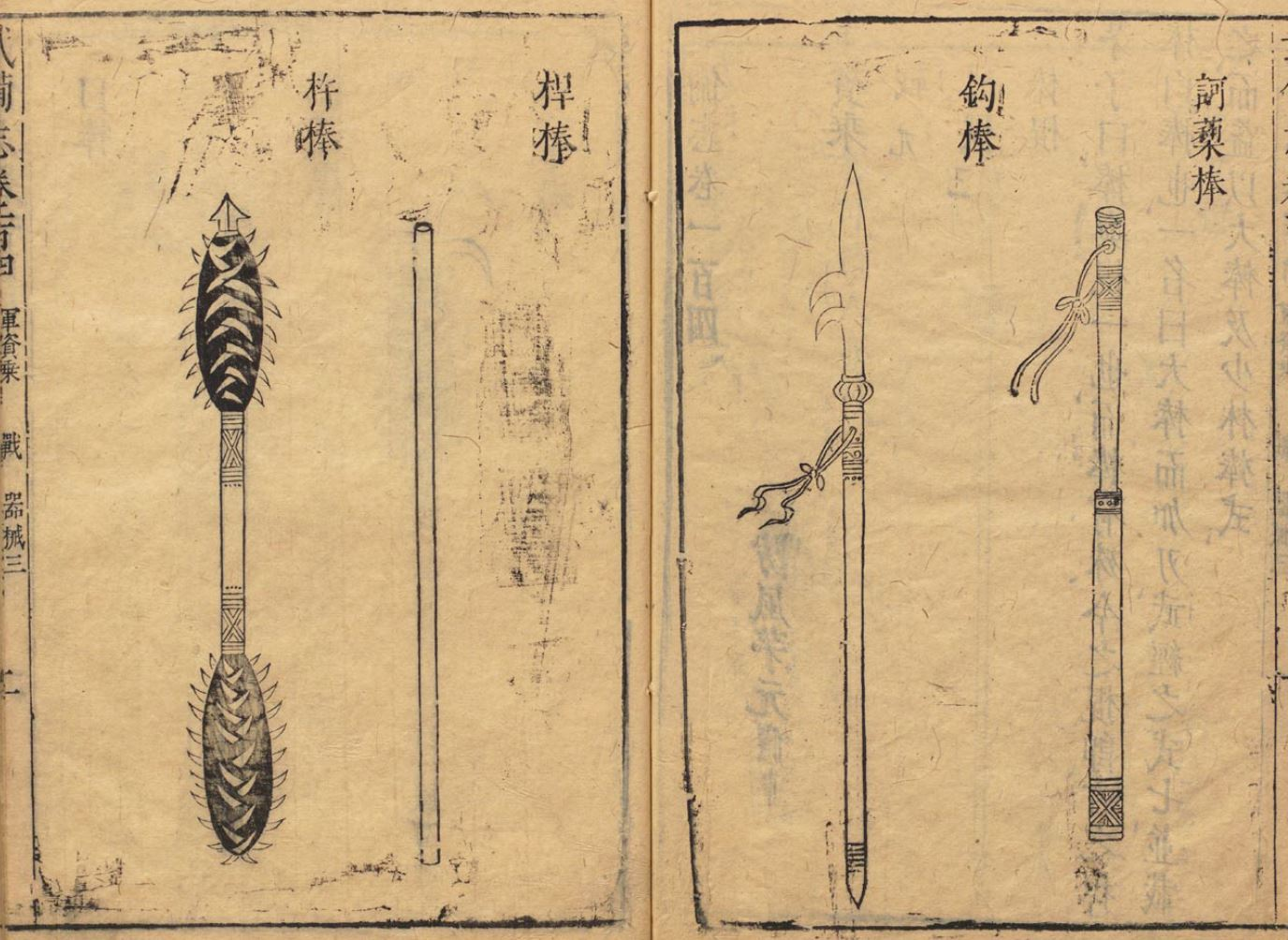
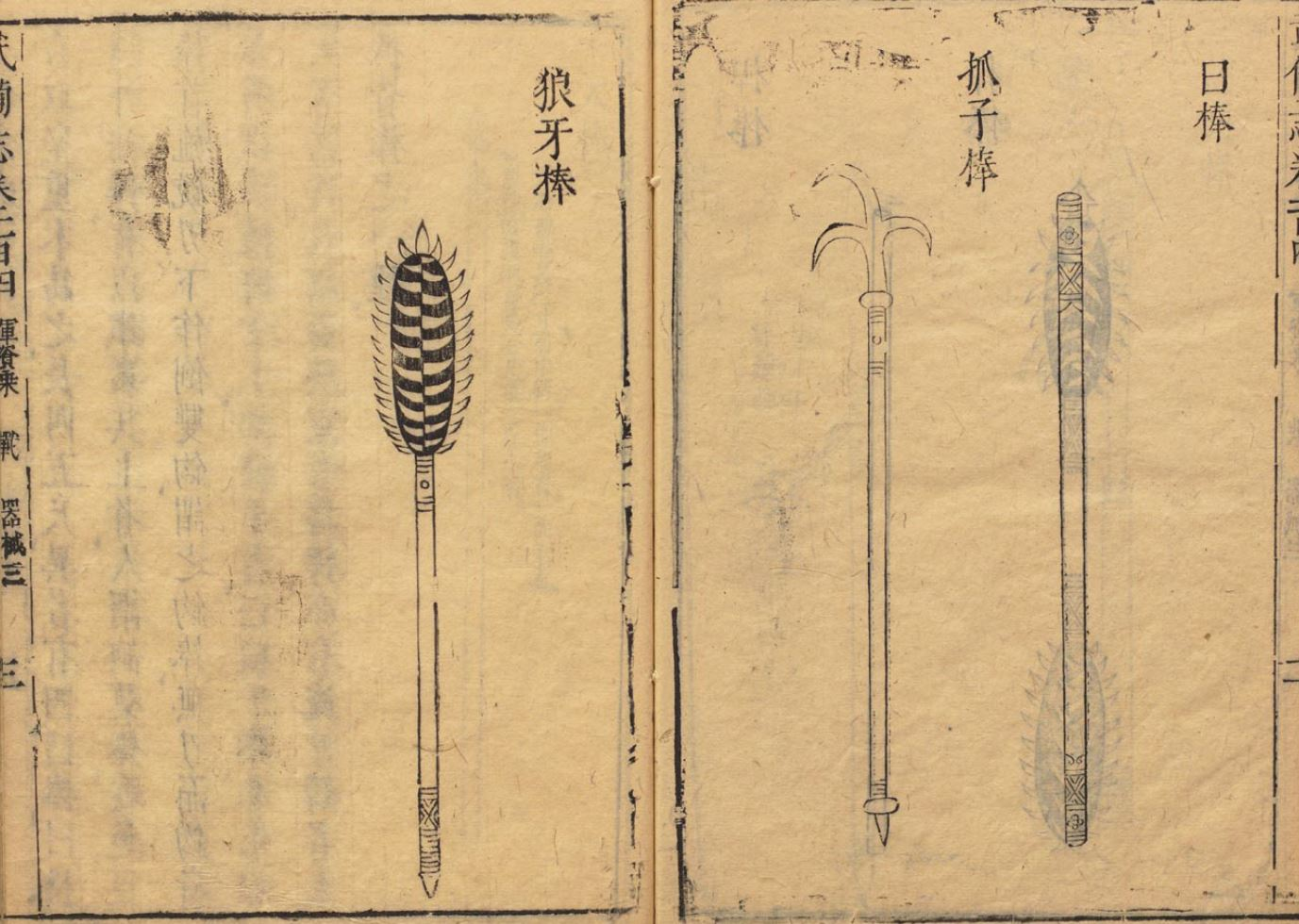
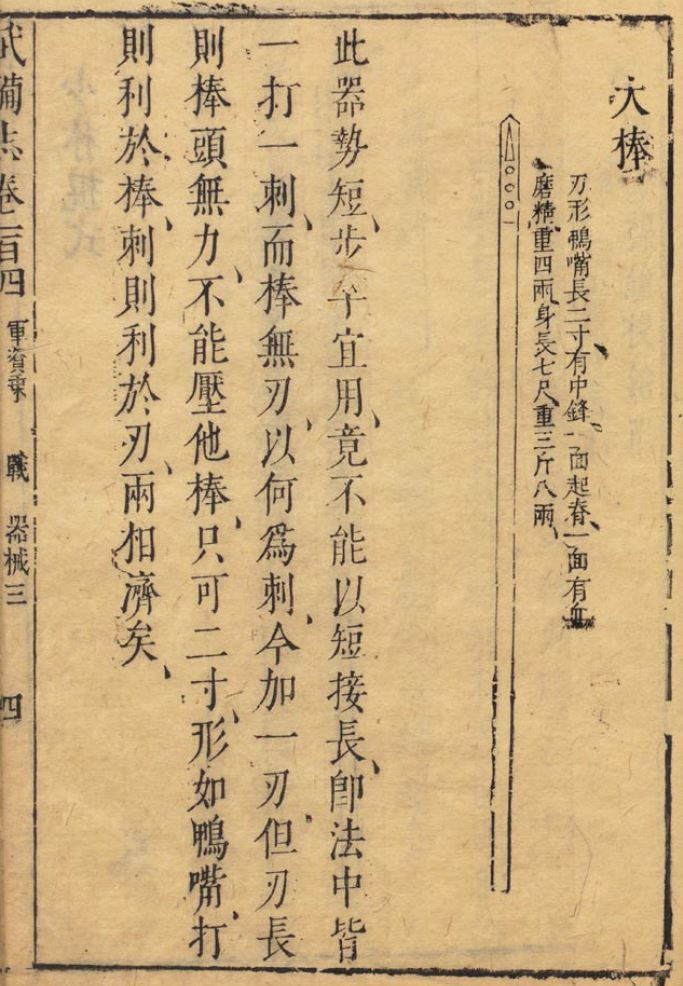
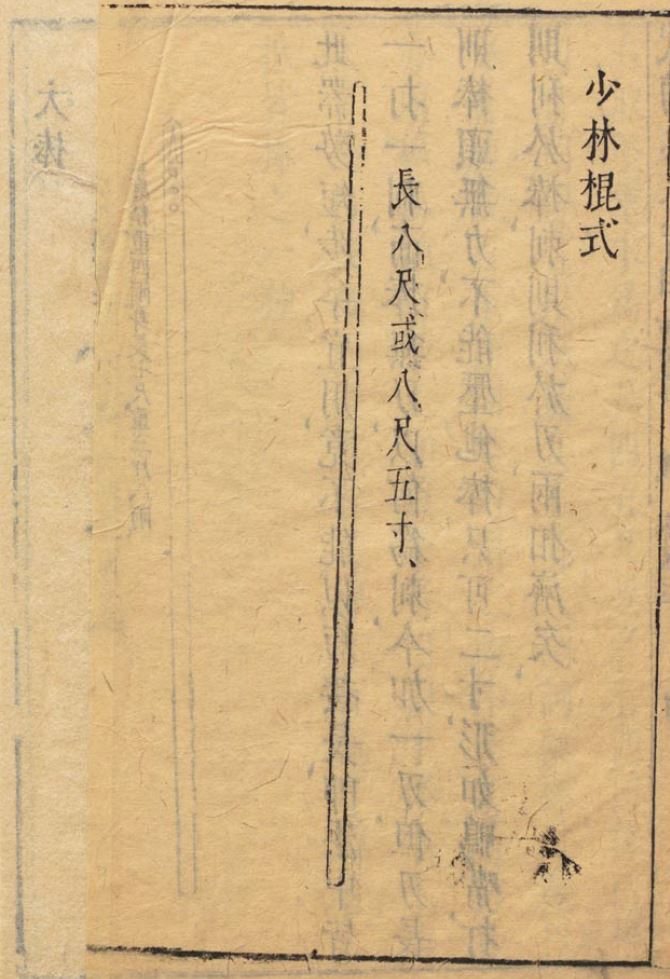
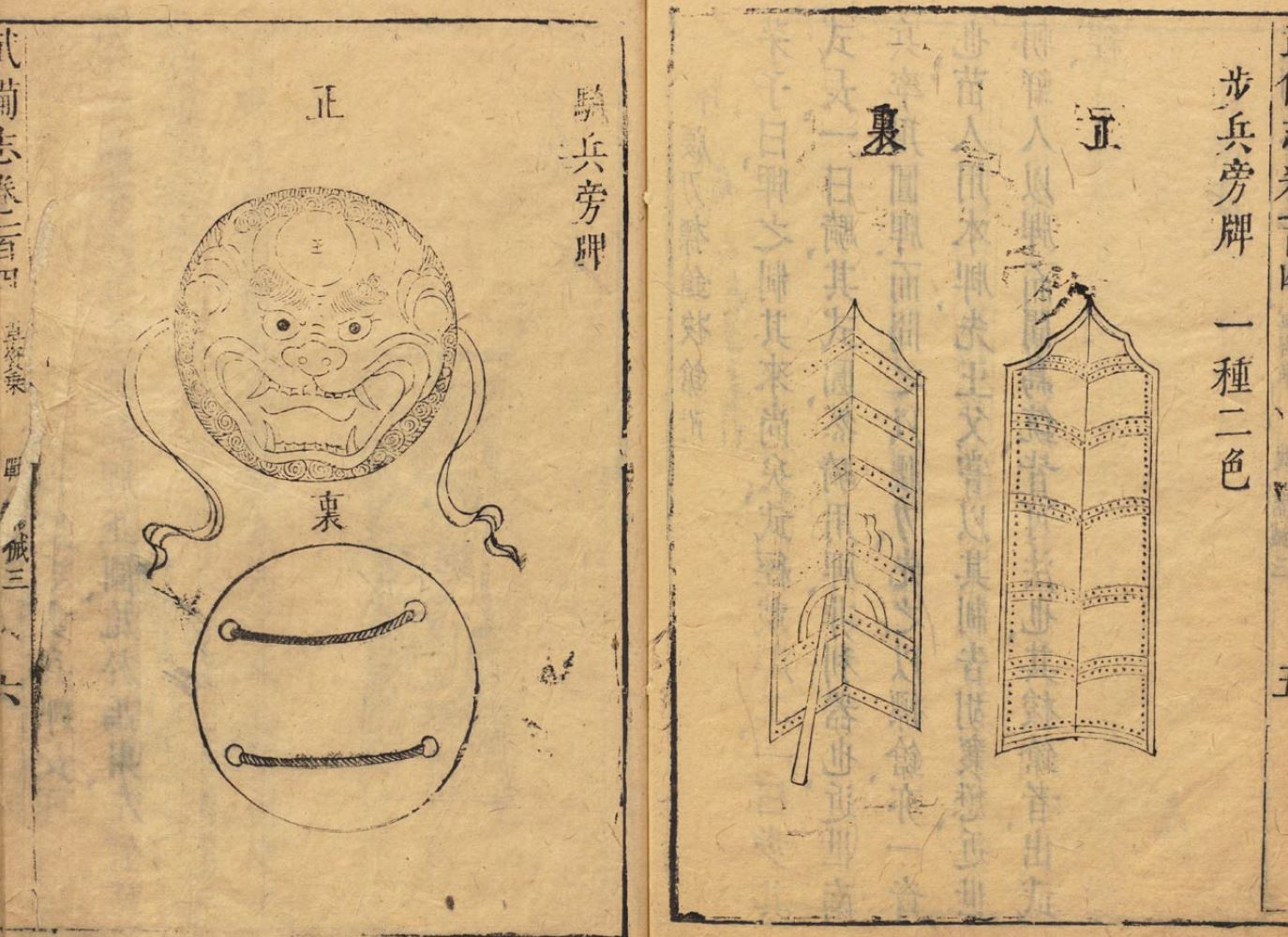
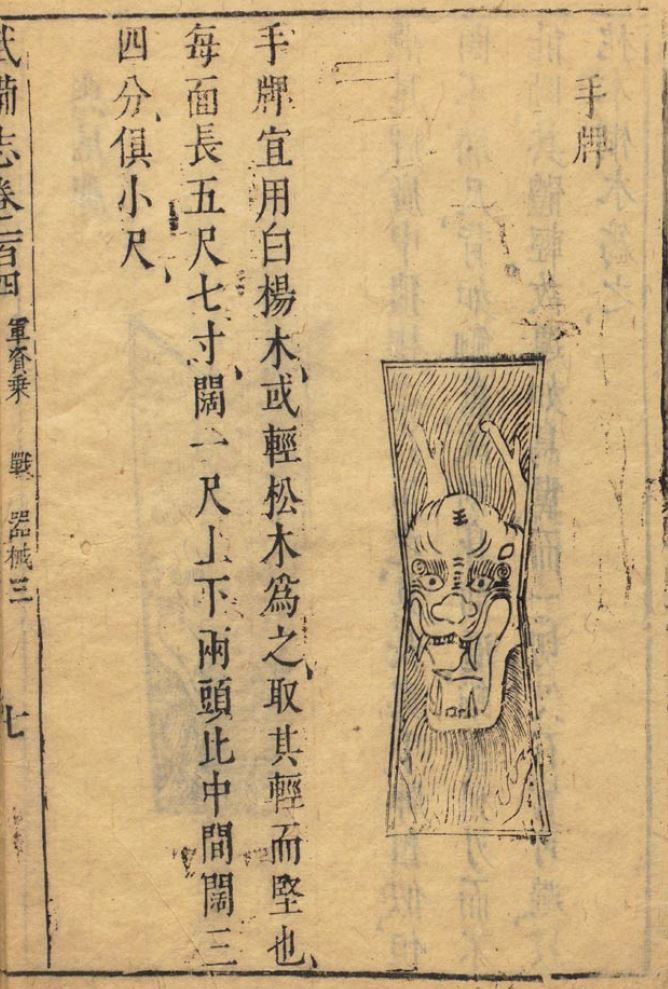
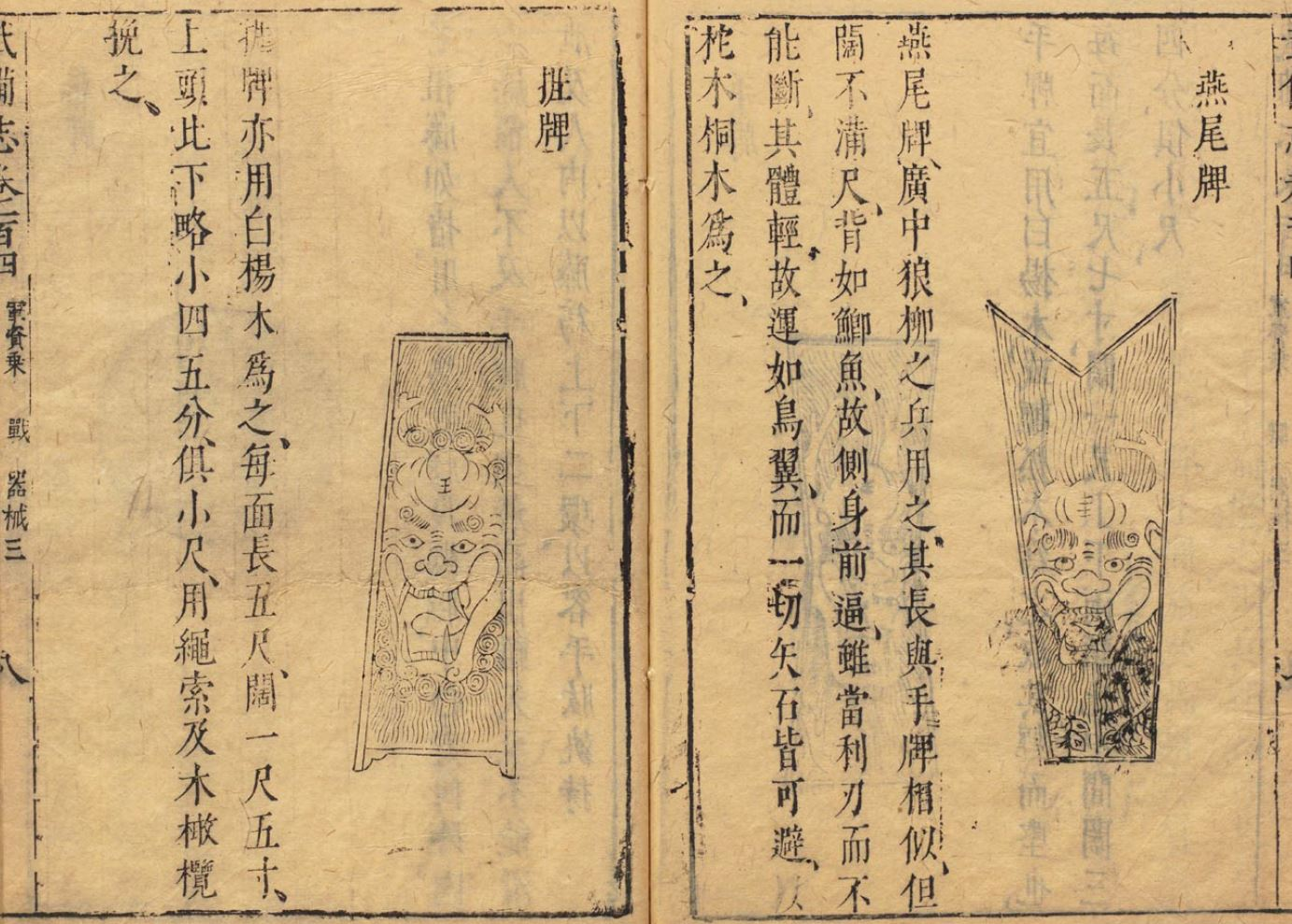
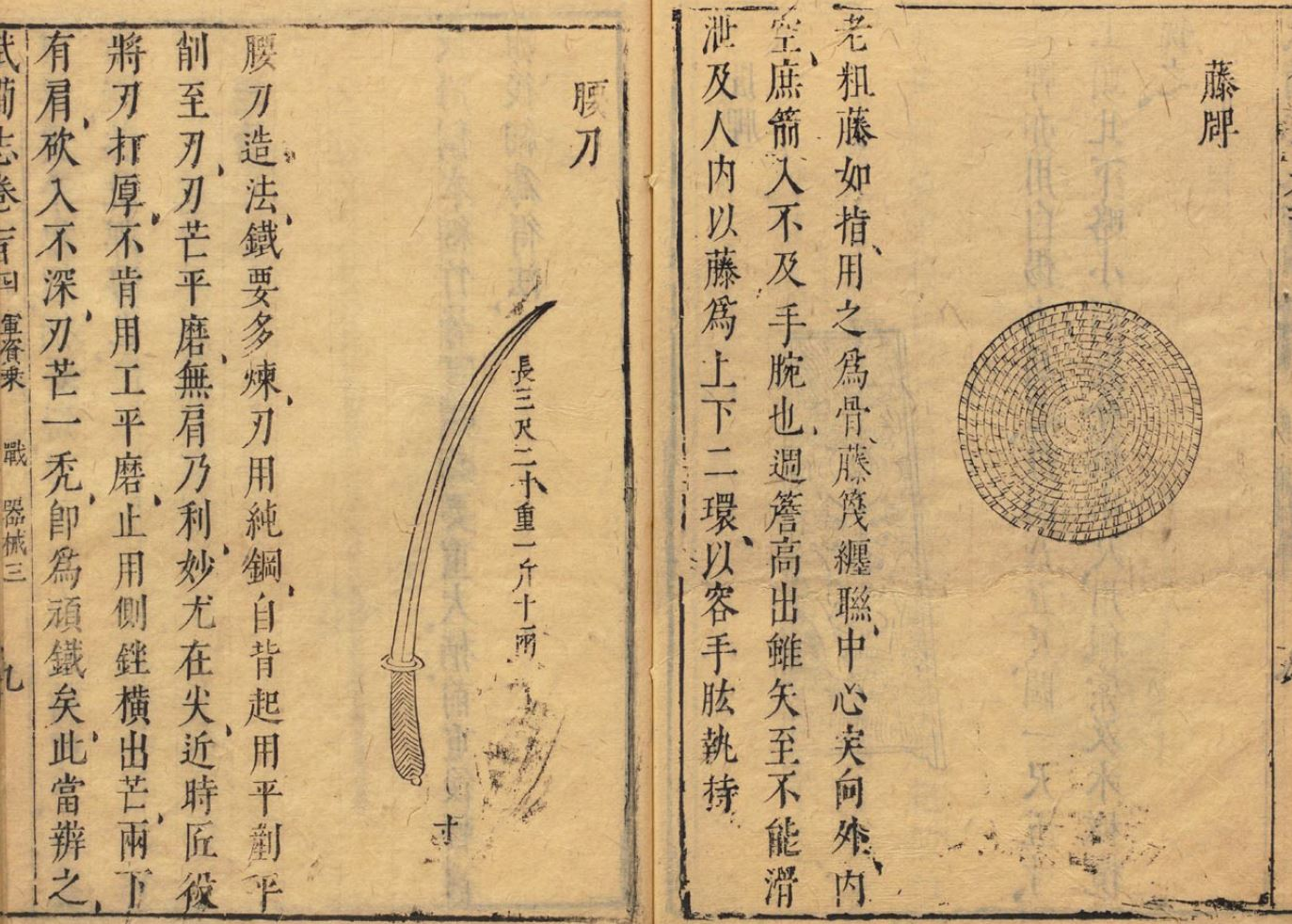
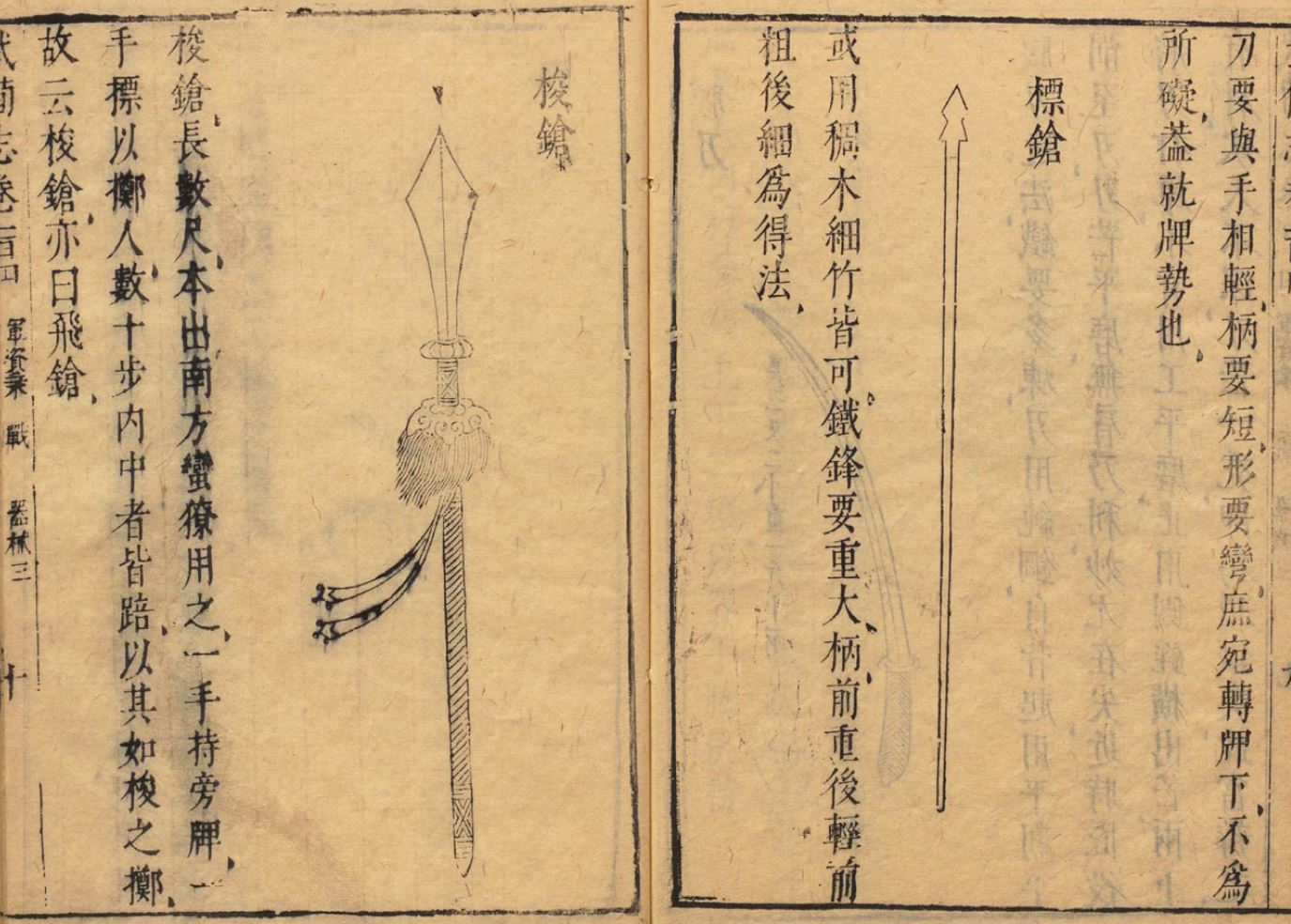
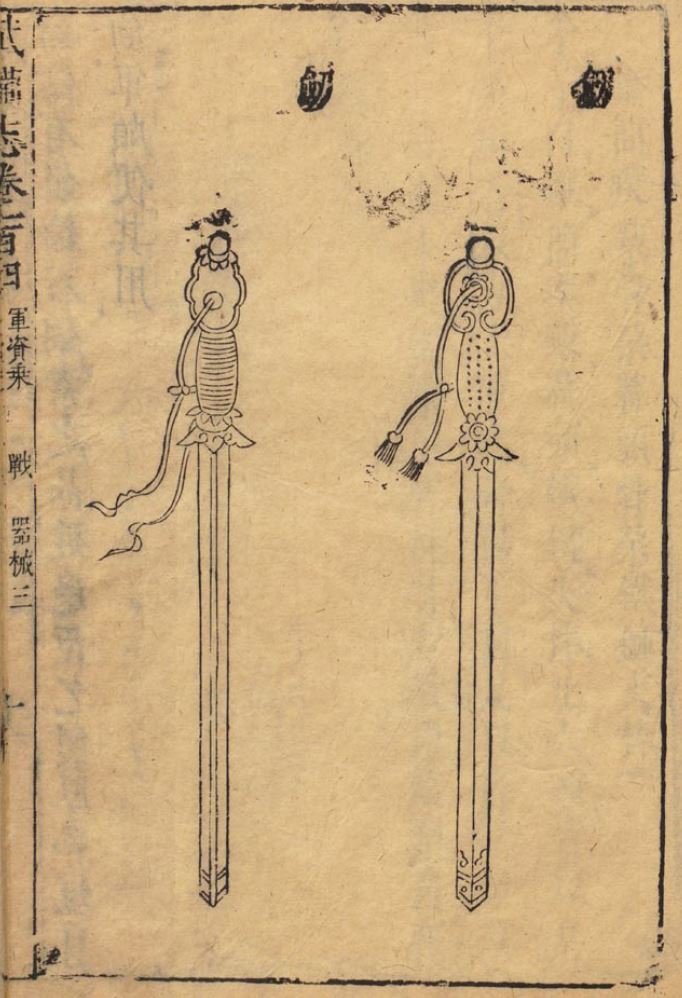
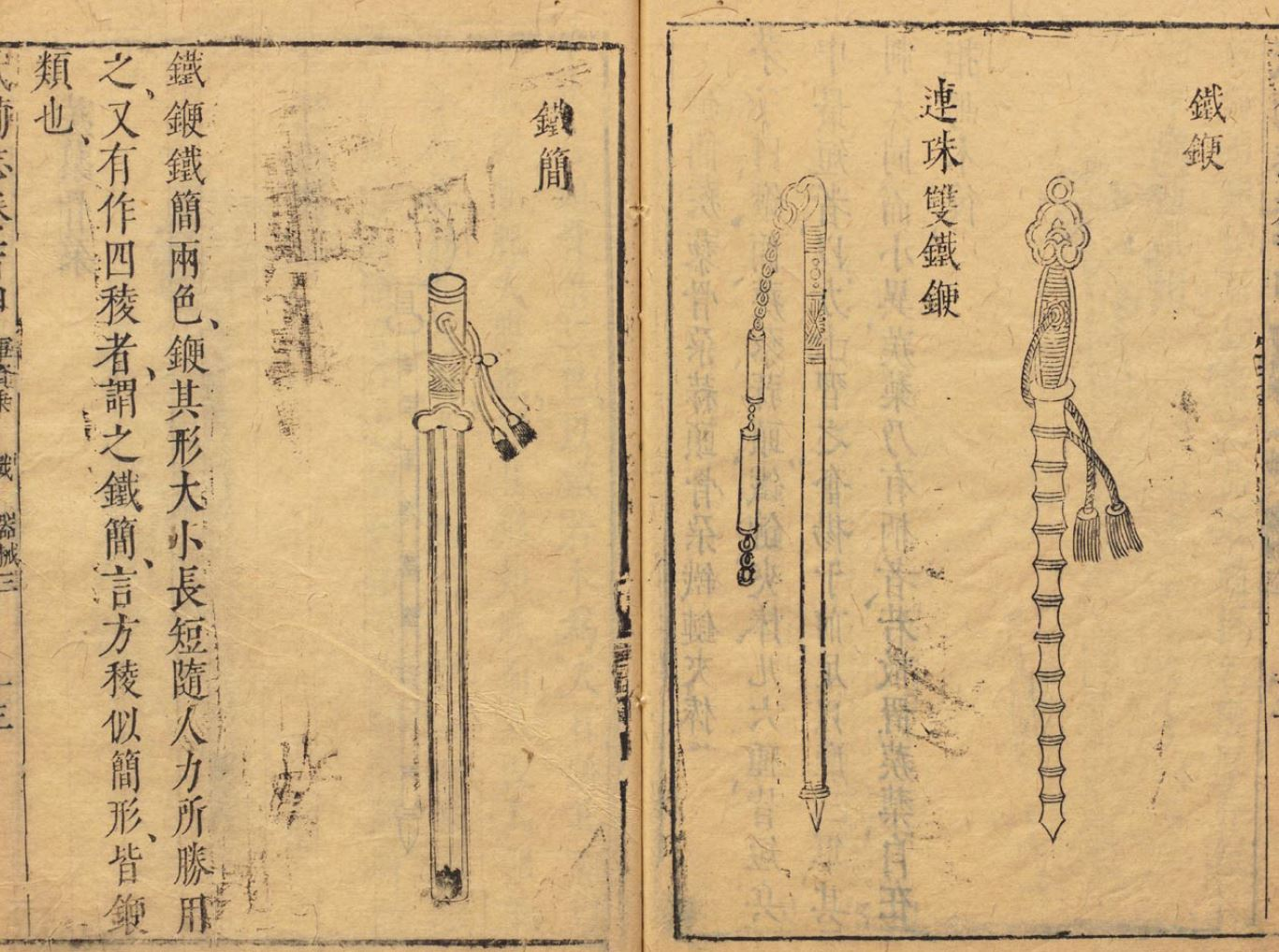
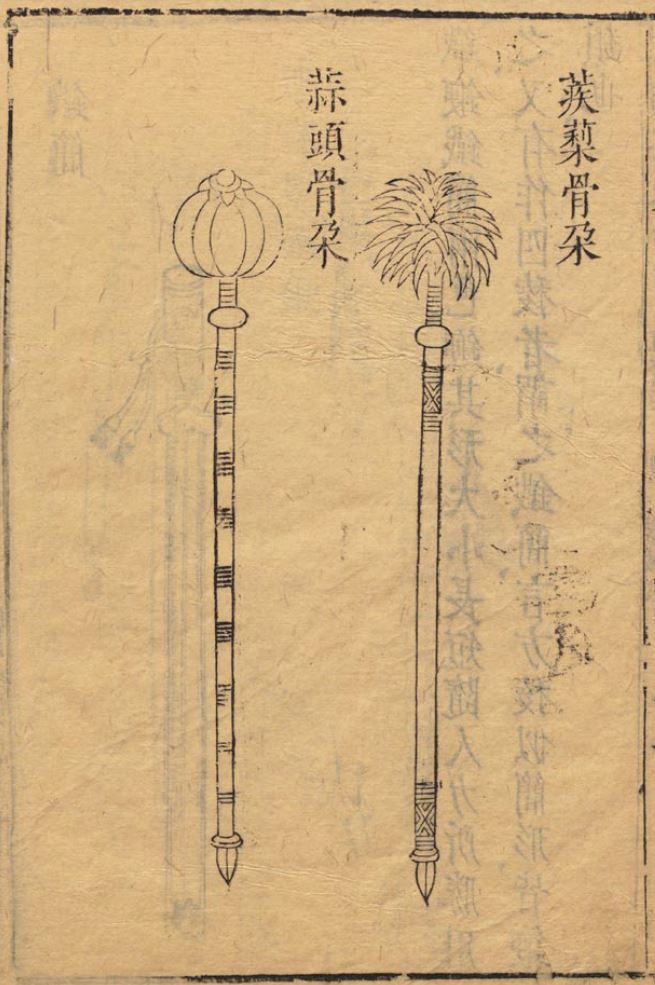
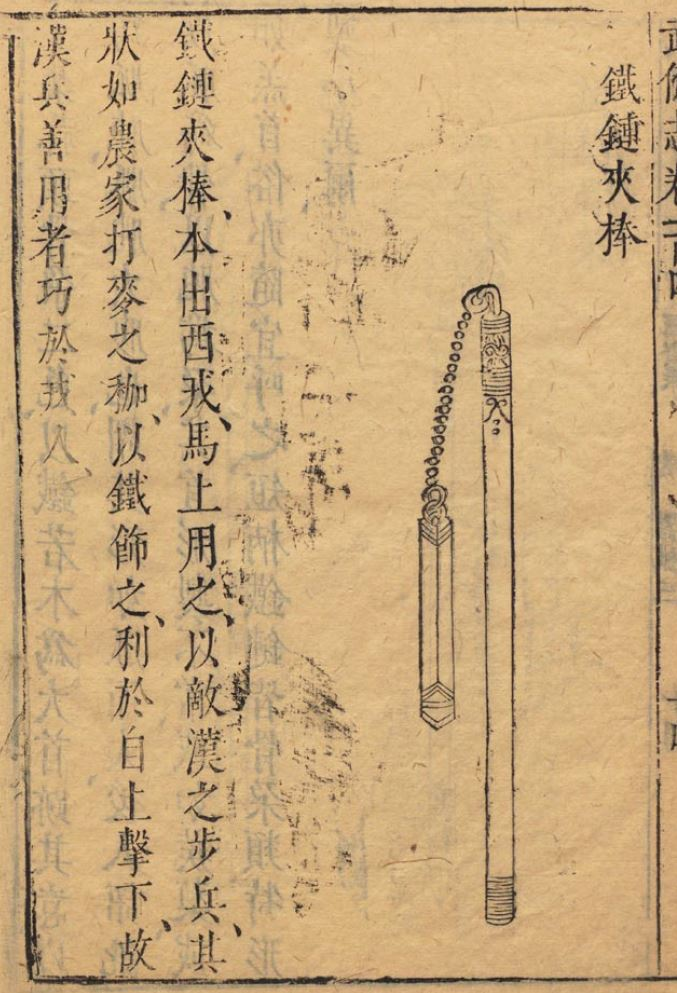
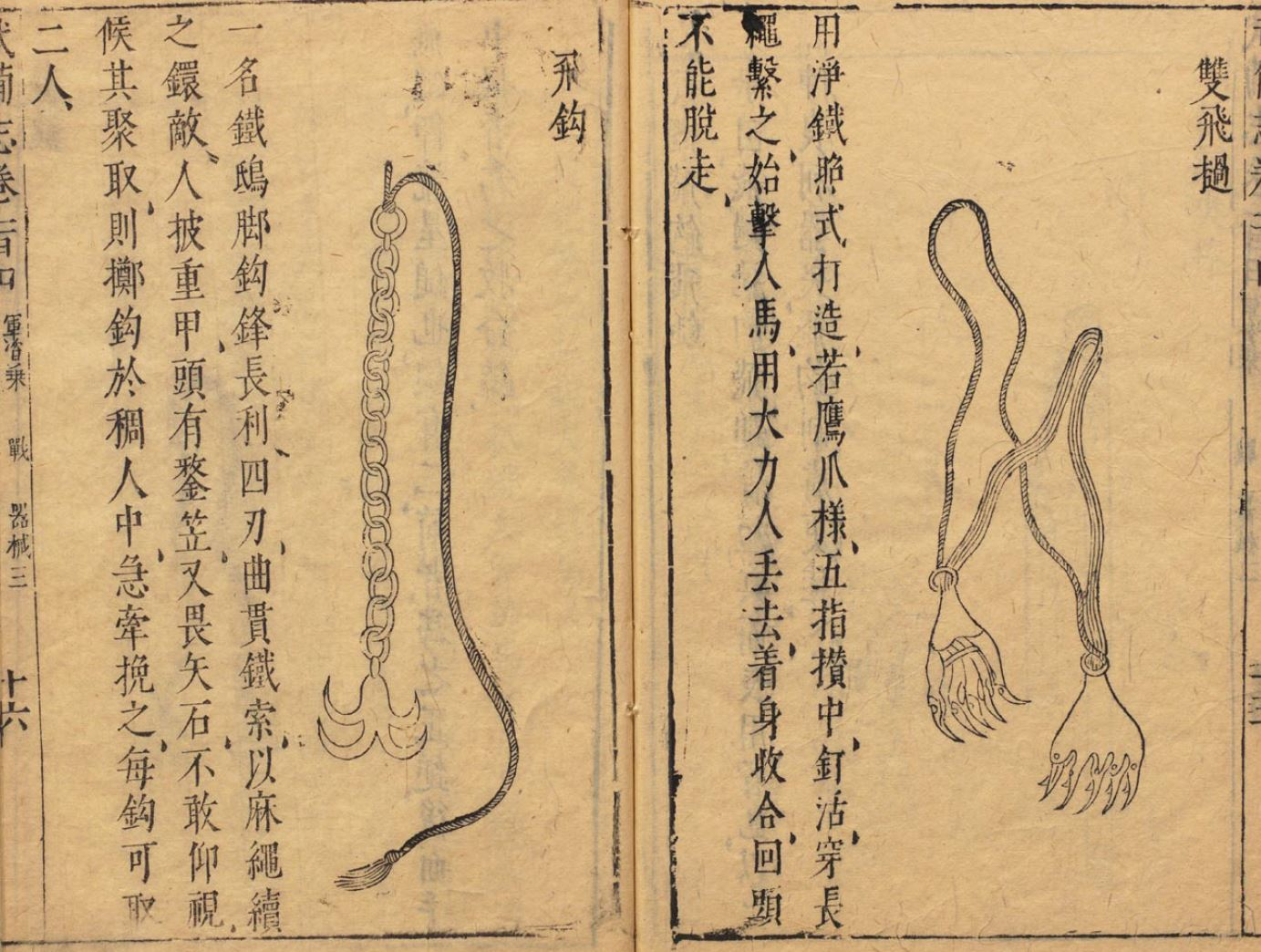
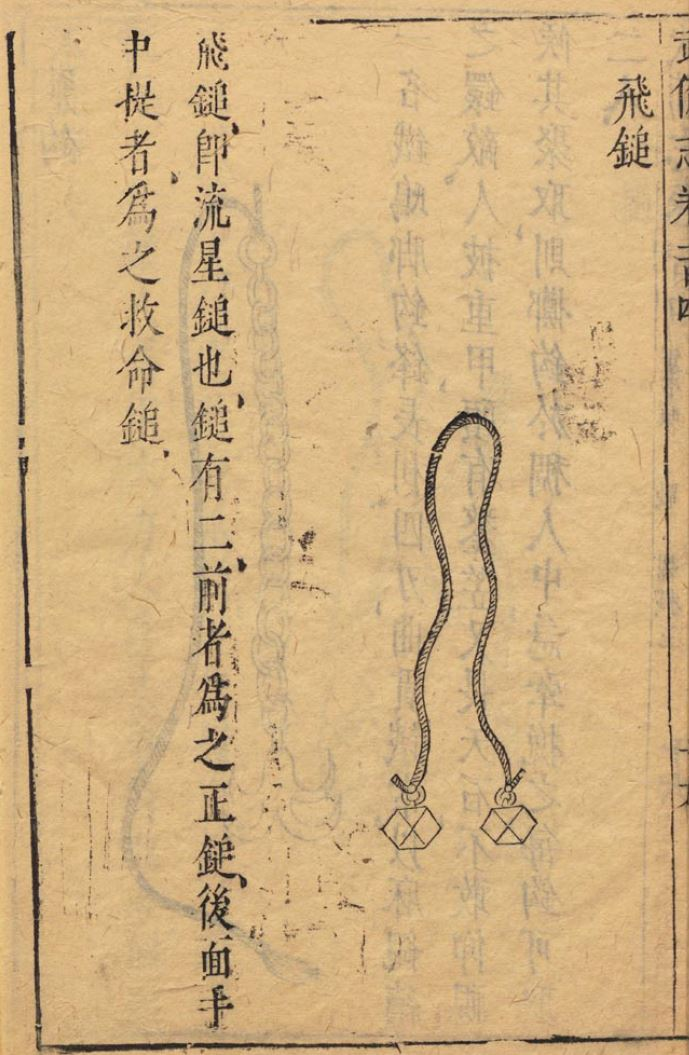
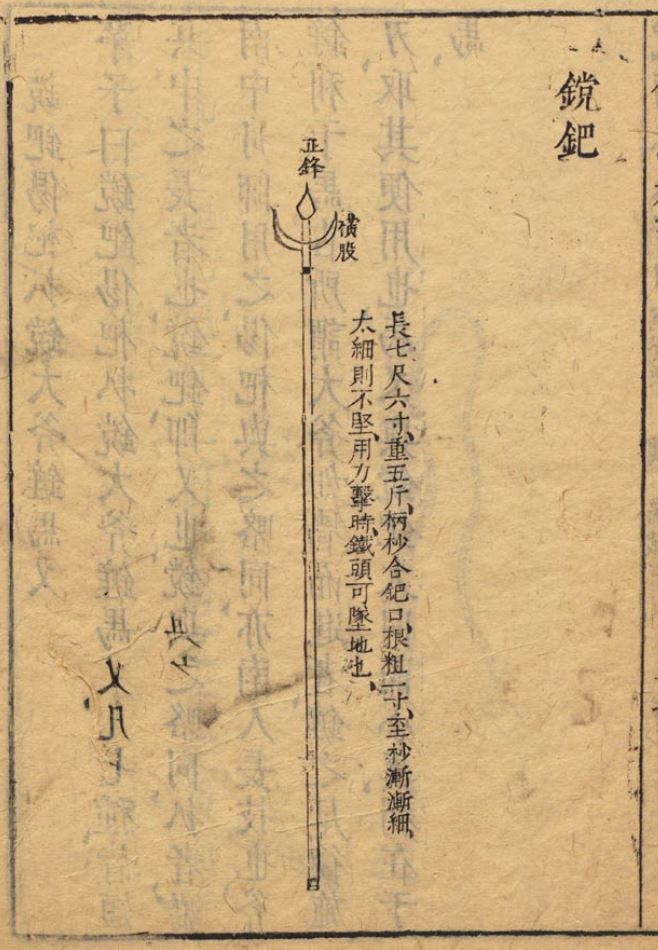
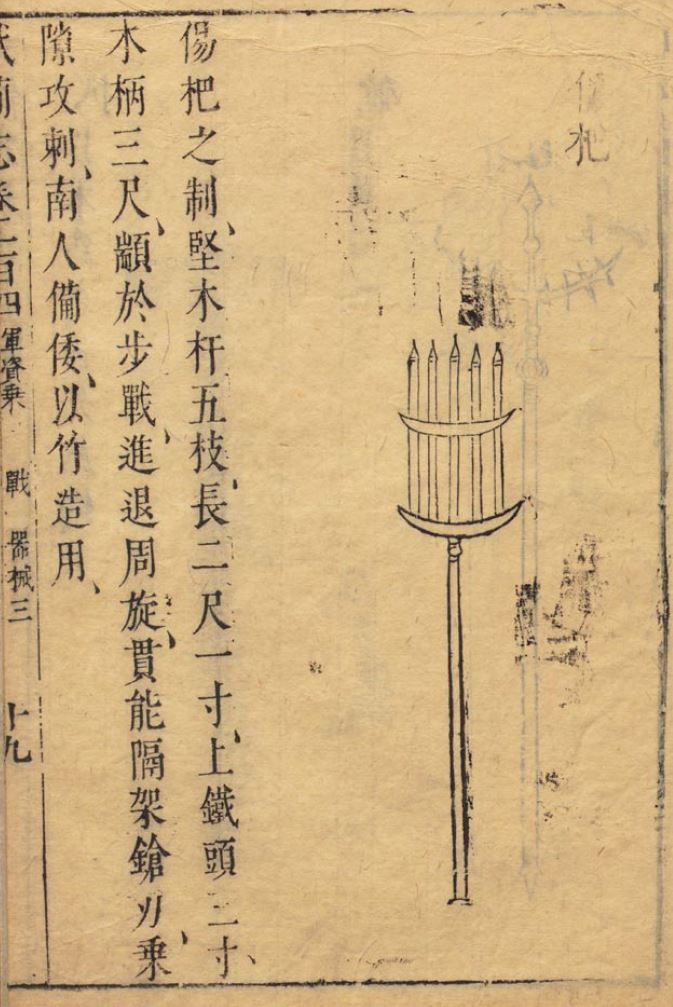
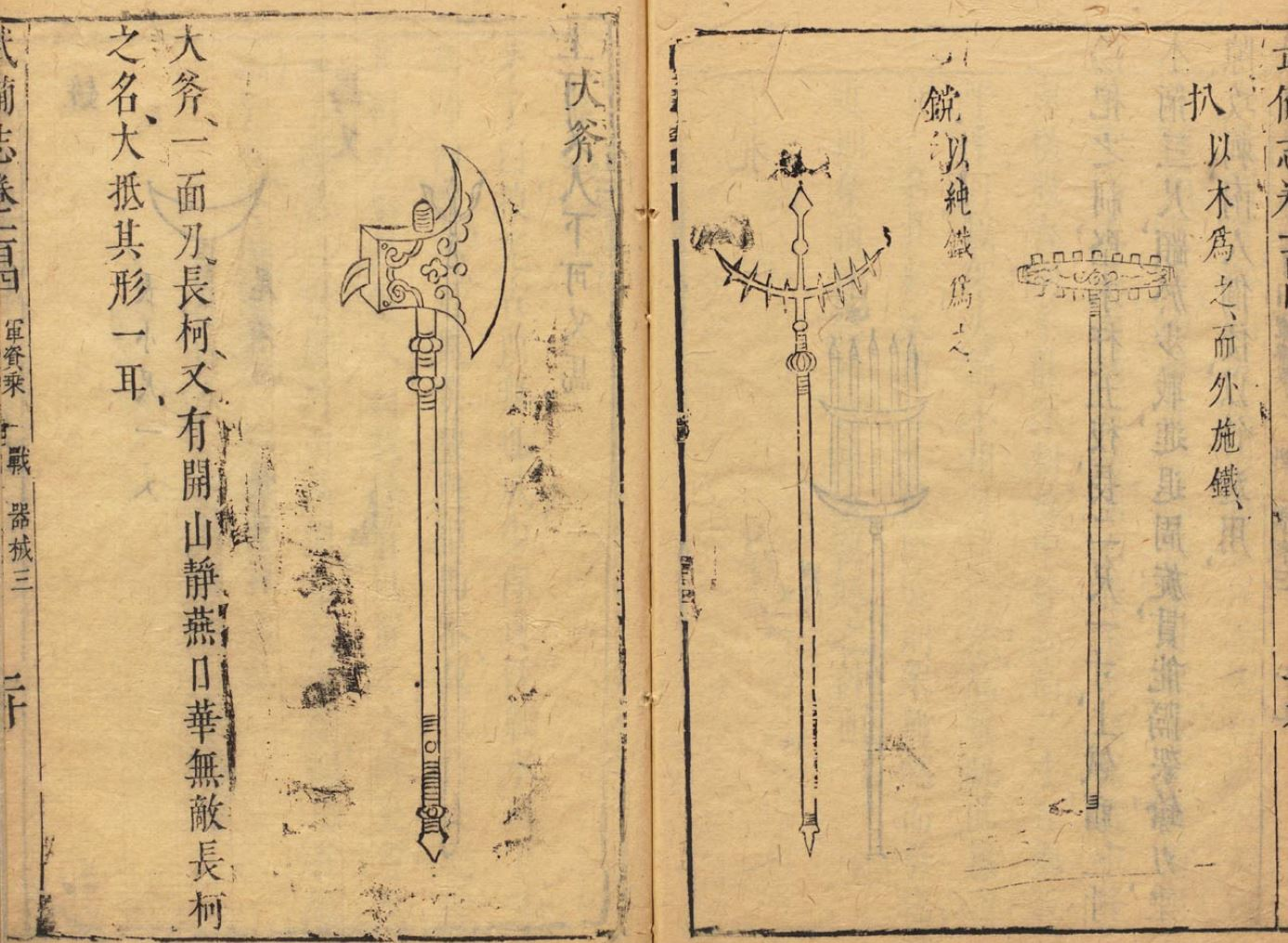
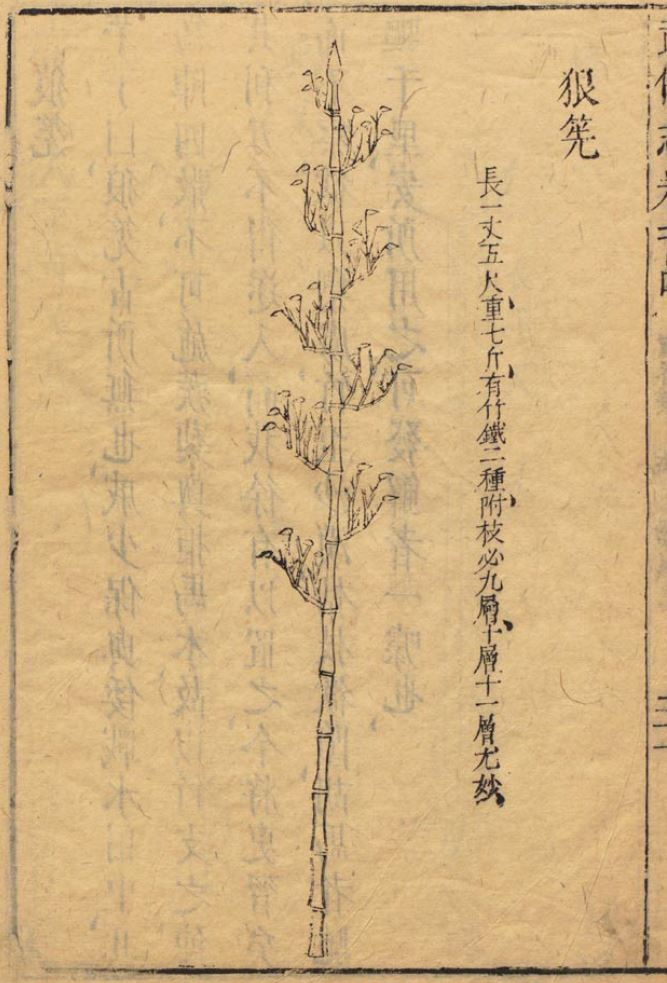
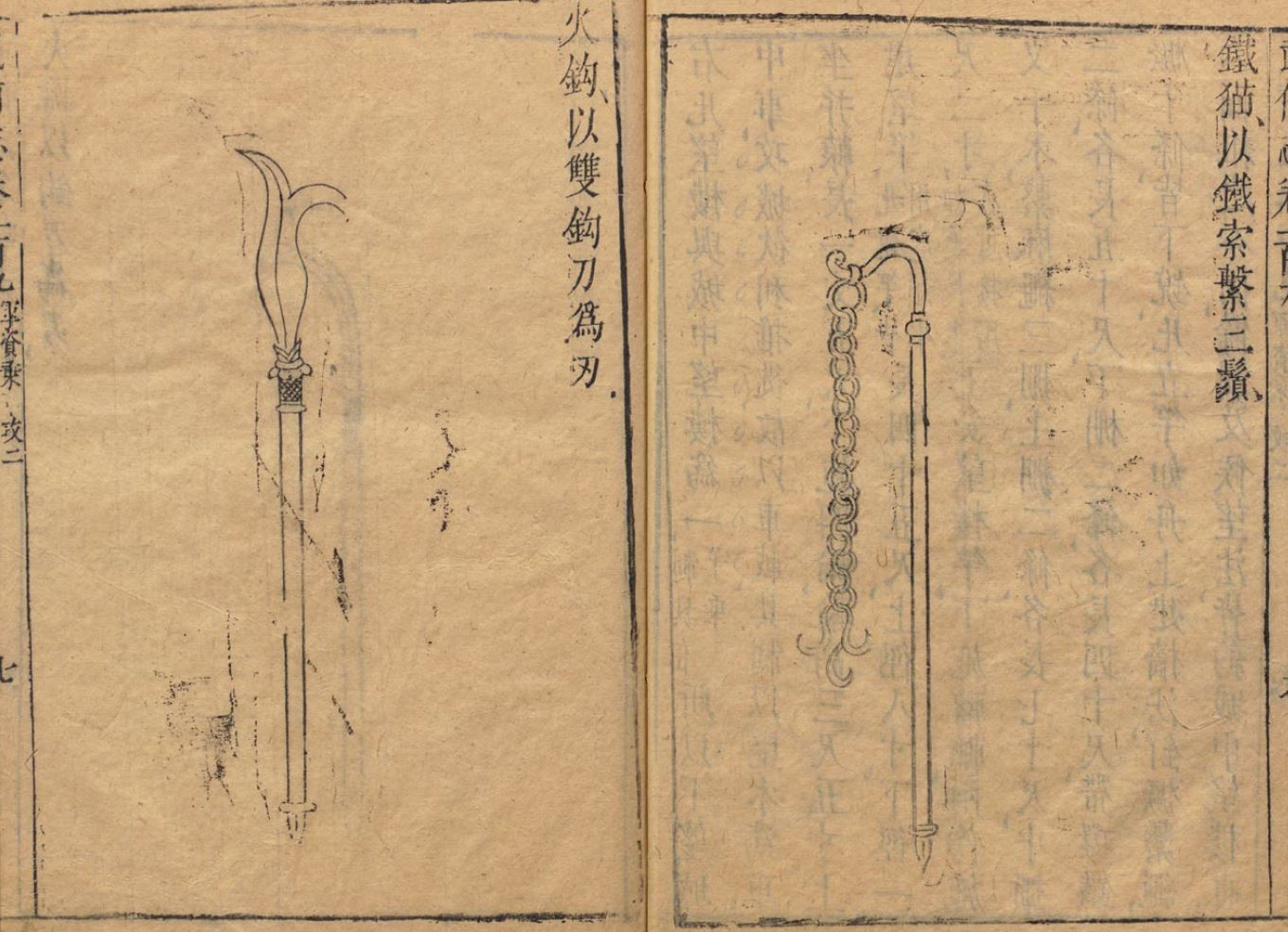
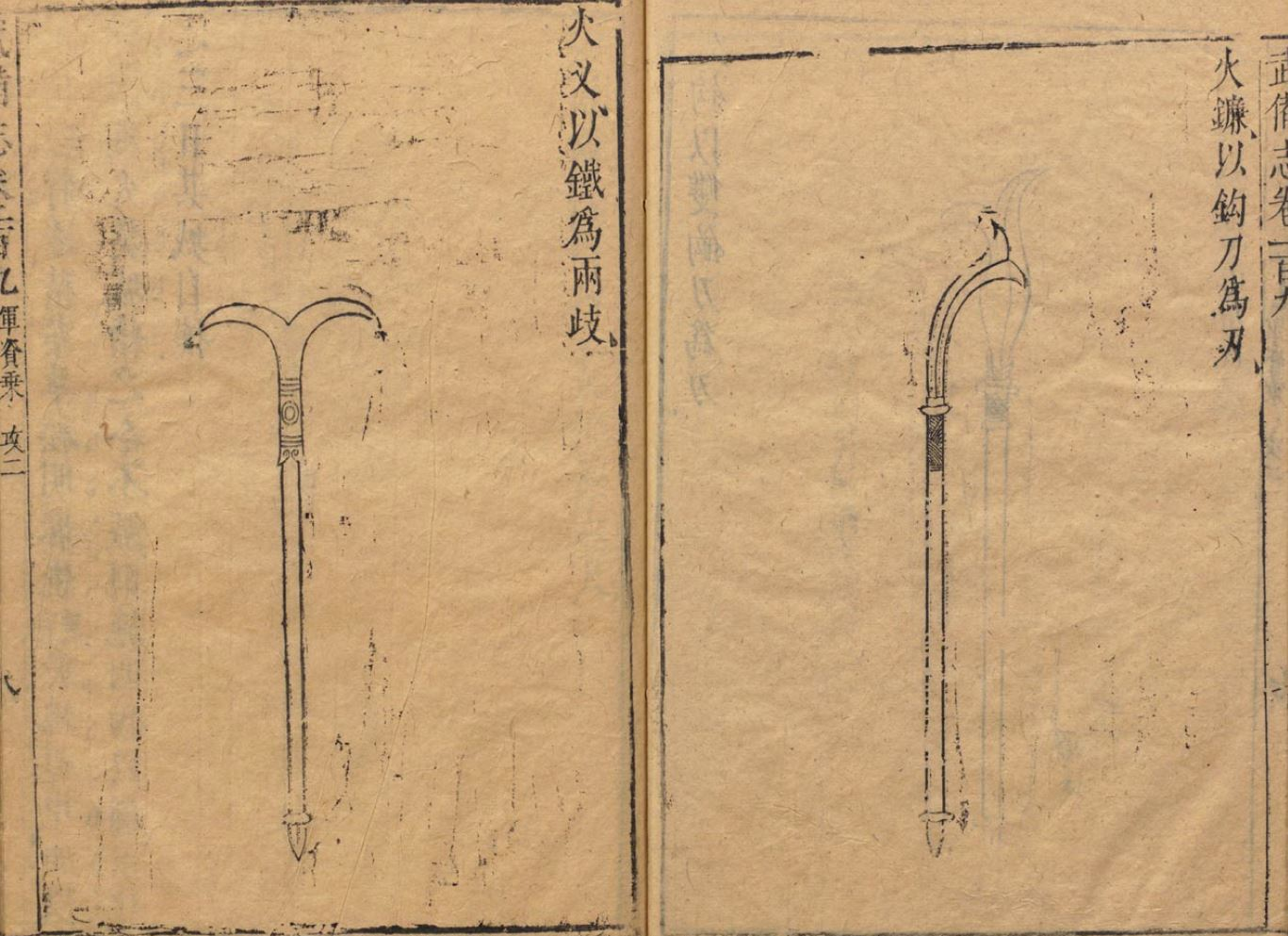
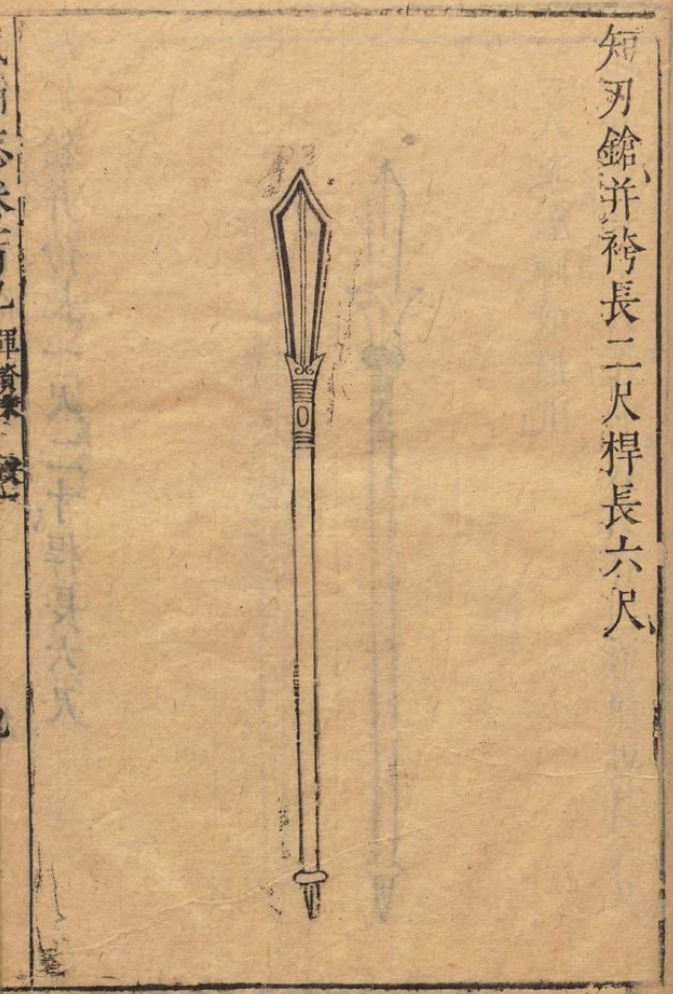
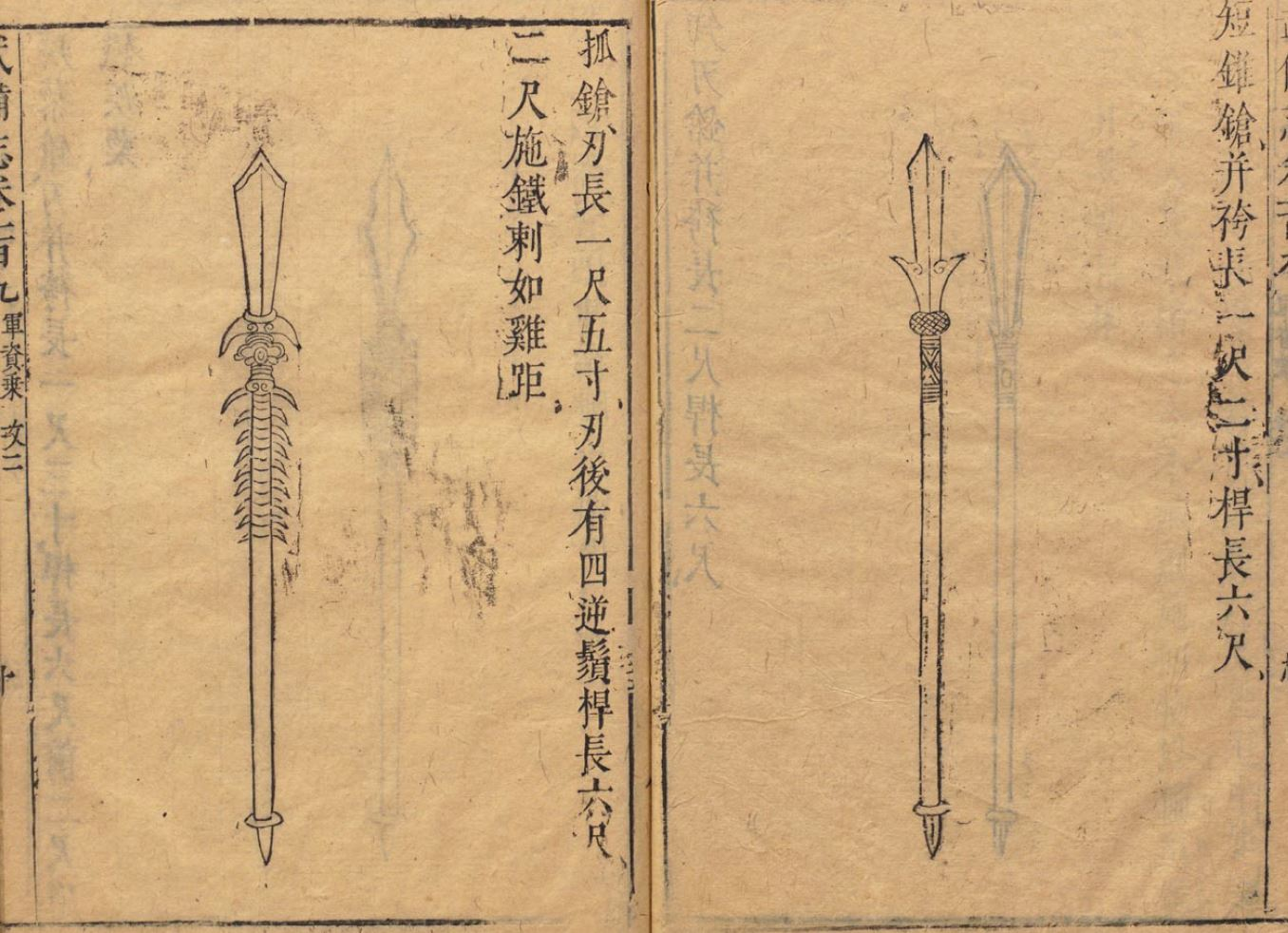
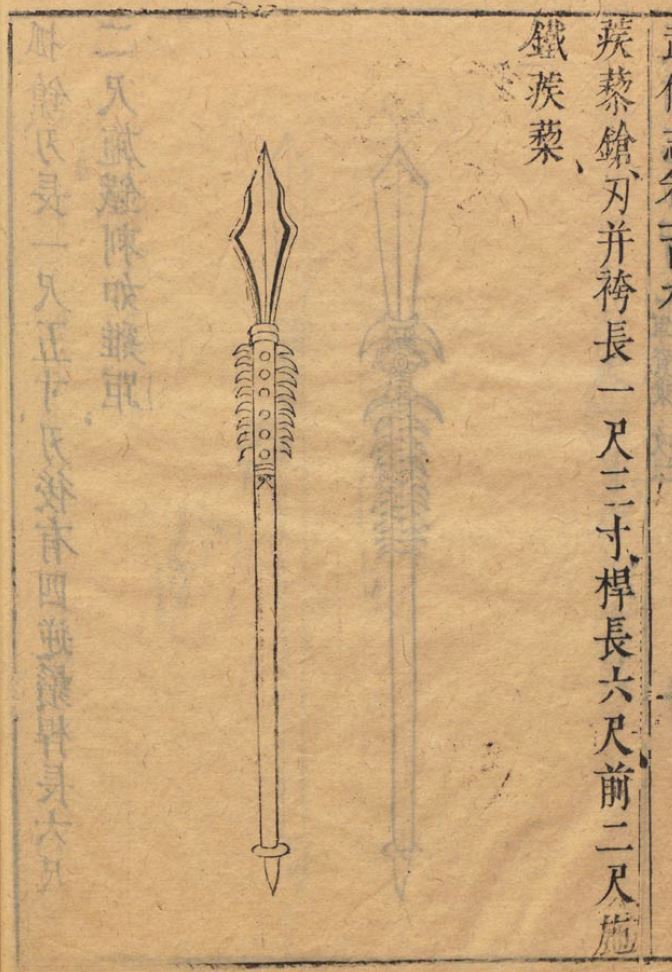
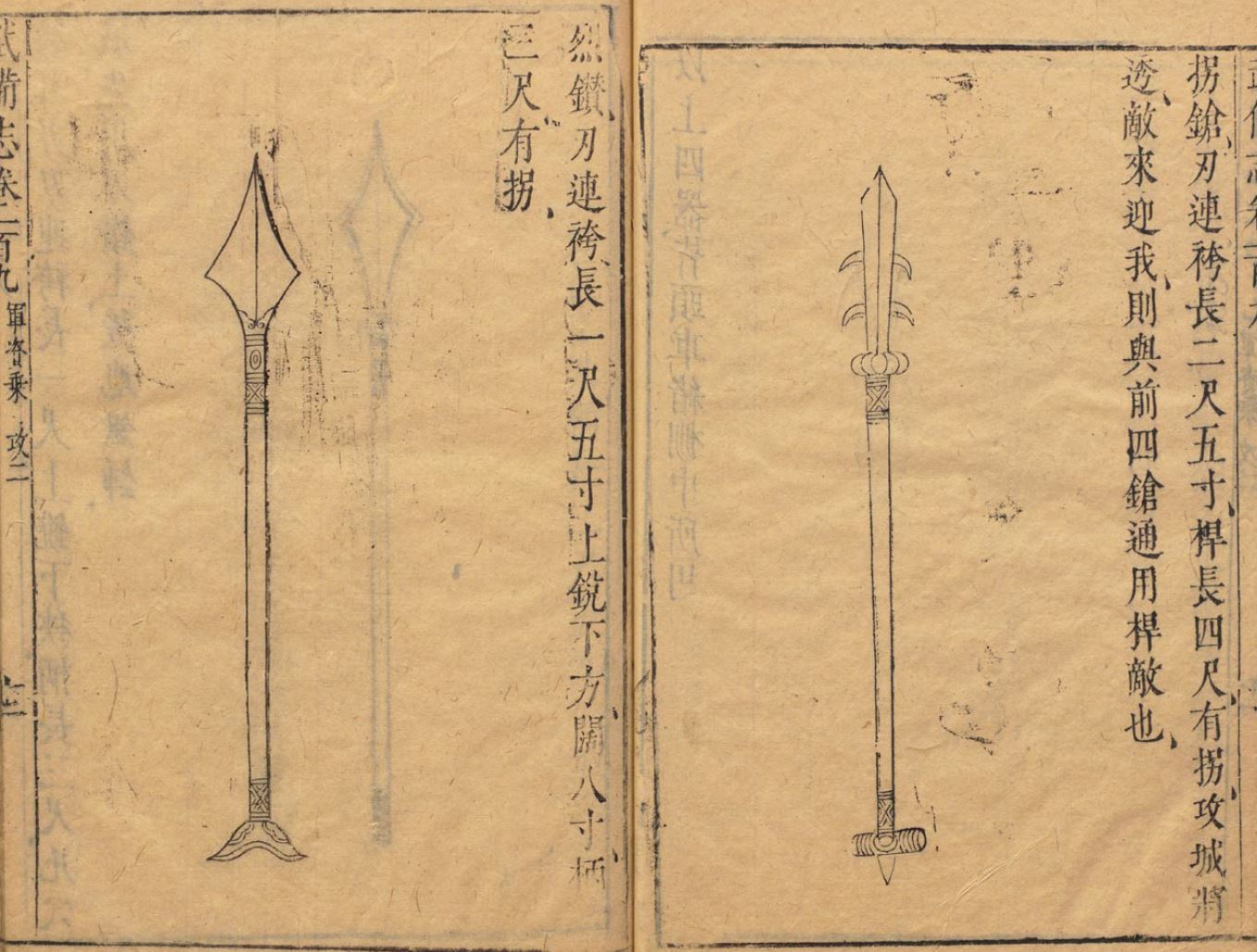
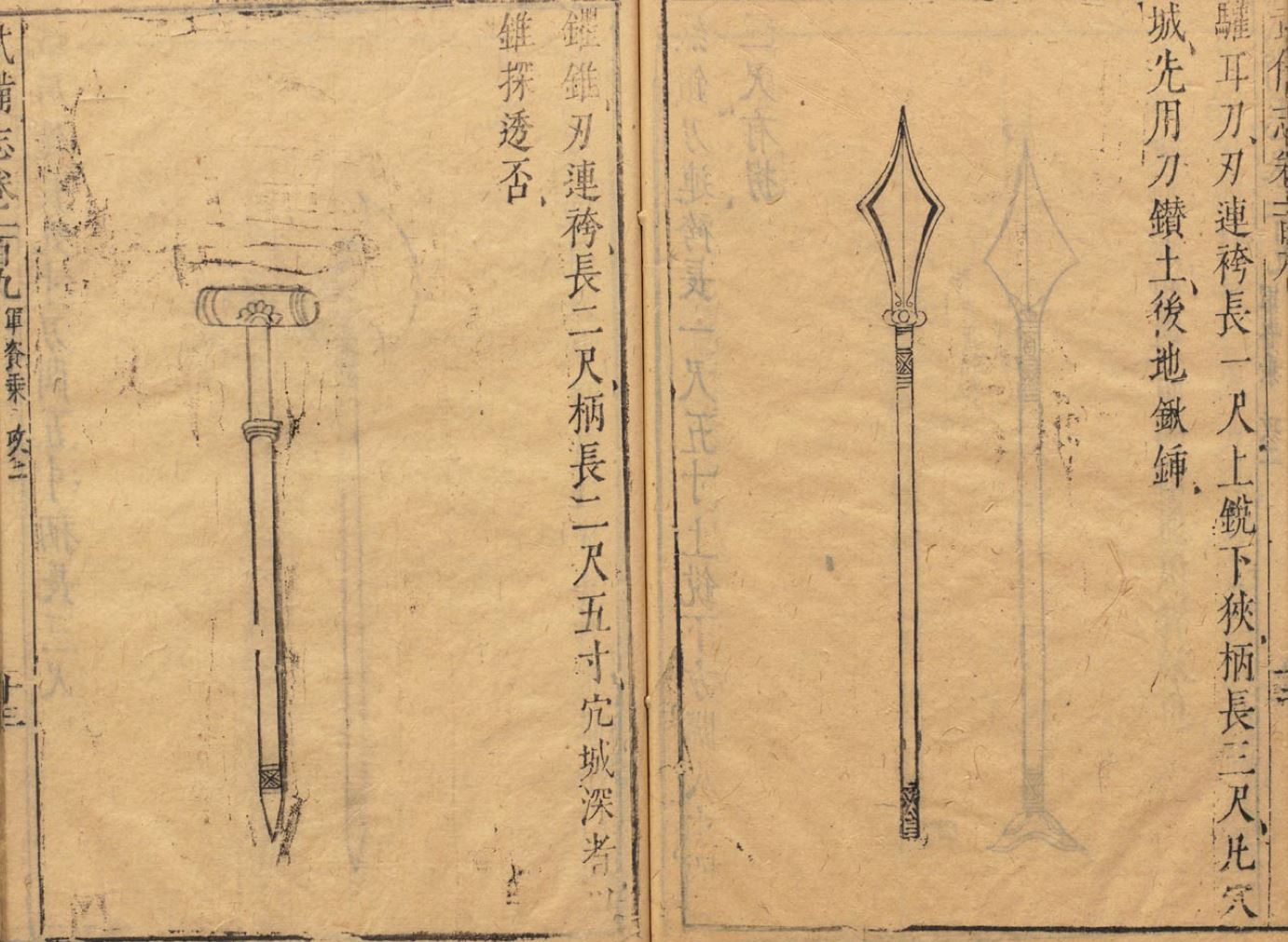
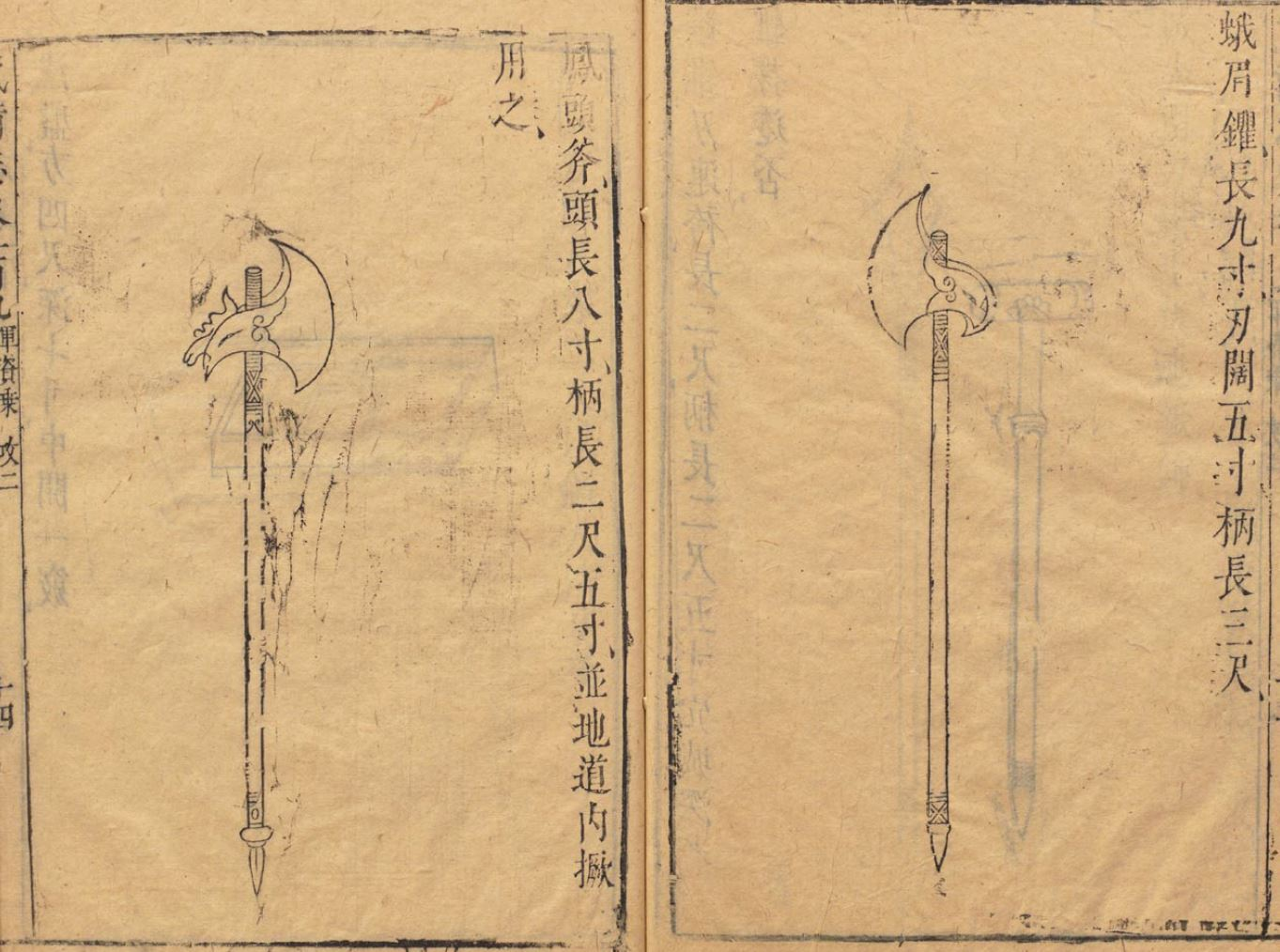
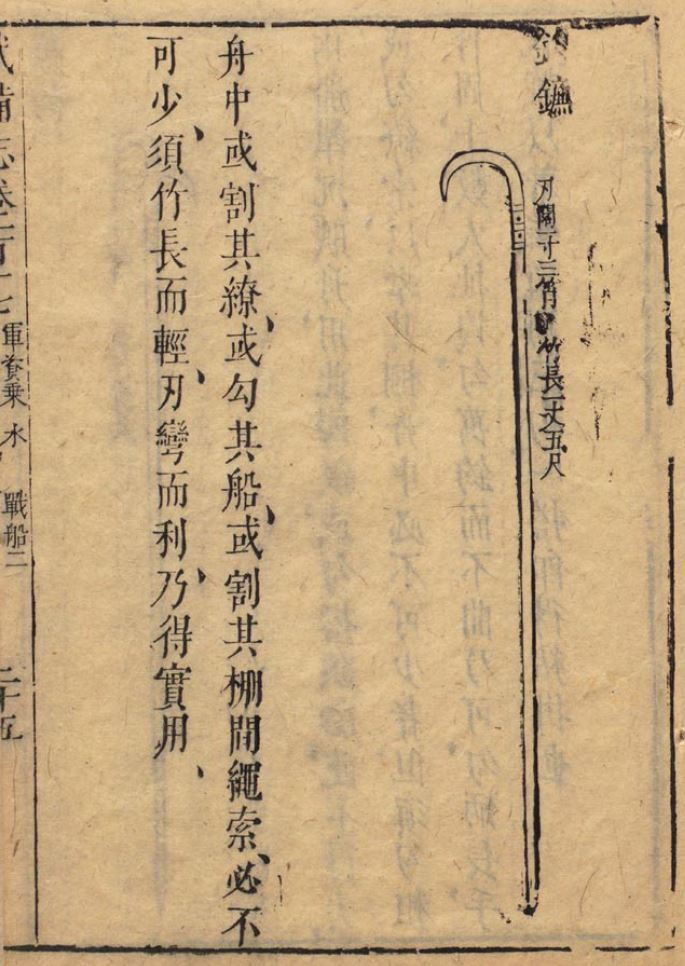
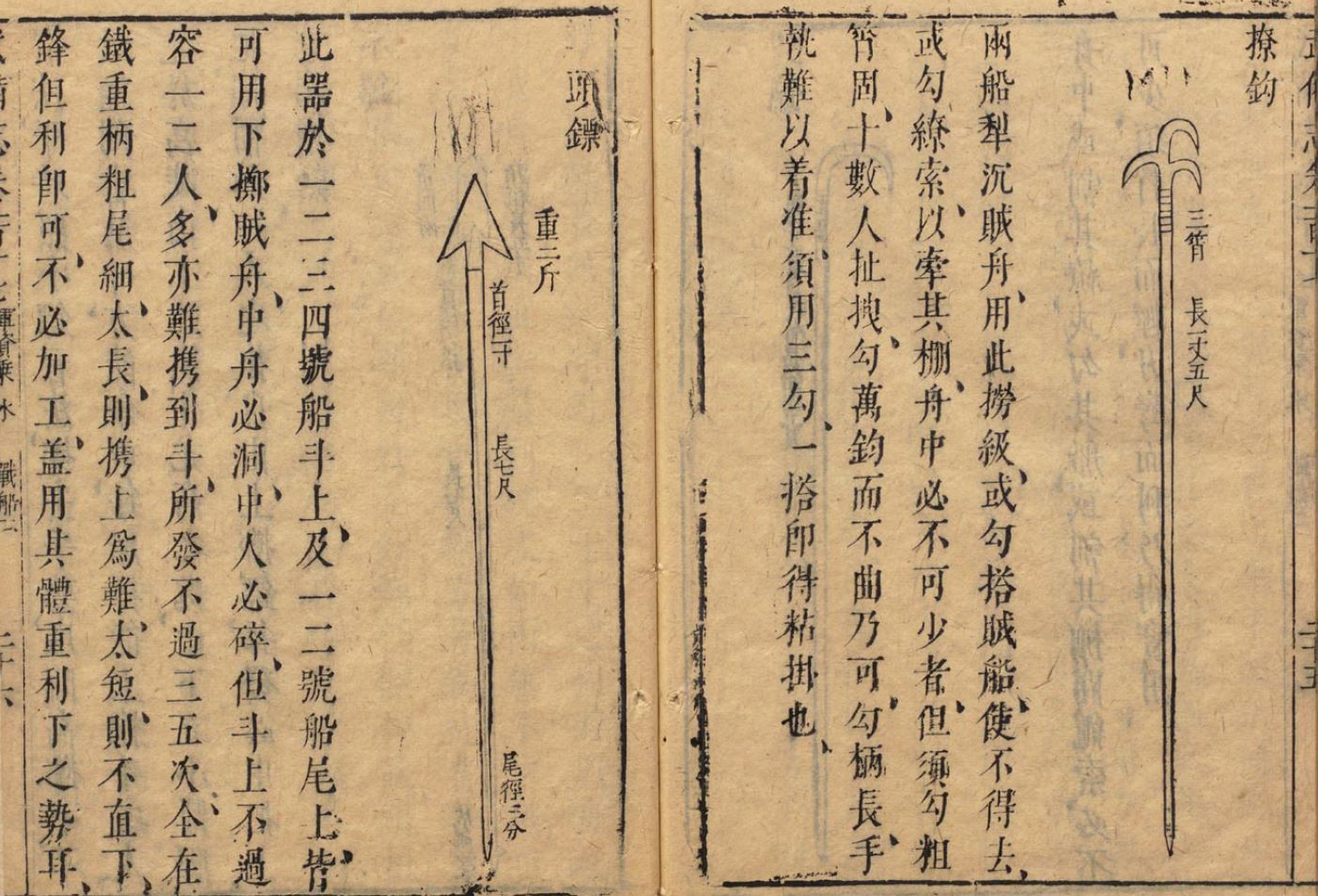
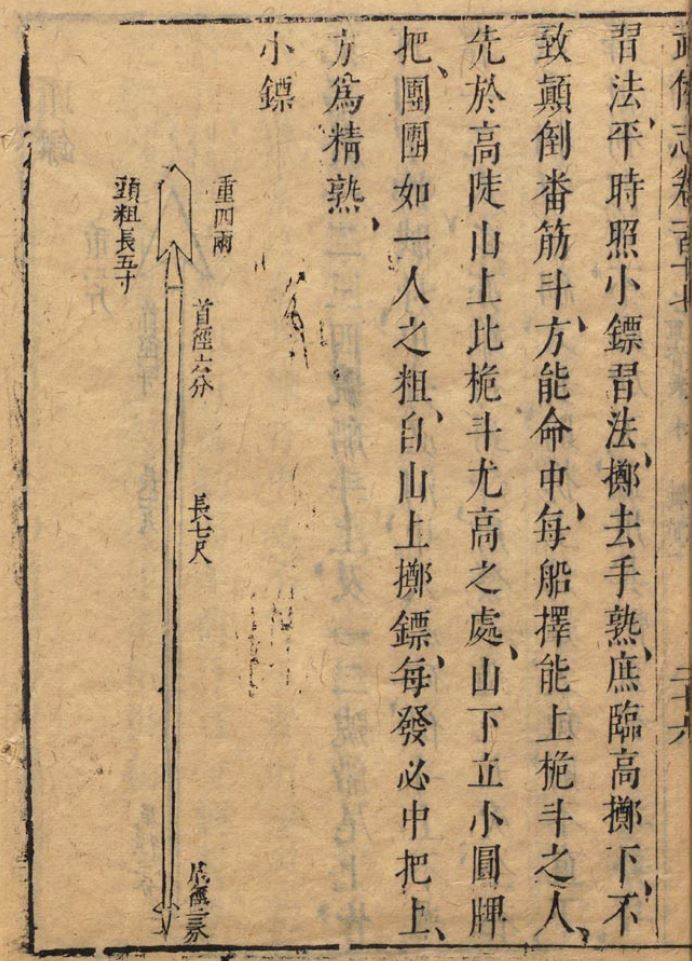

### Cung và nỏ

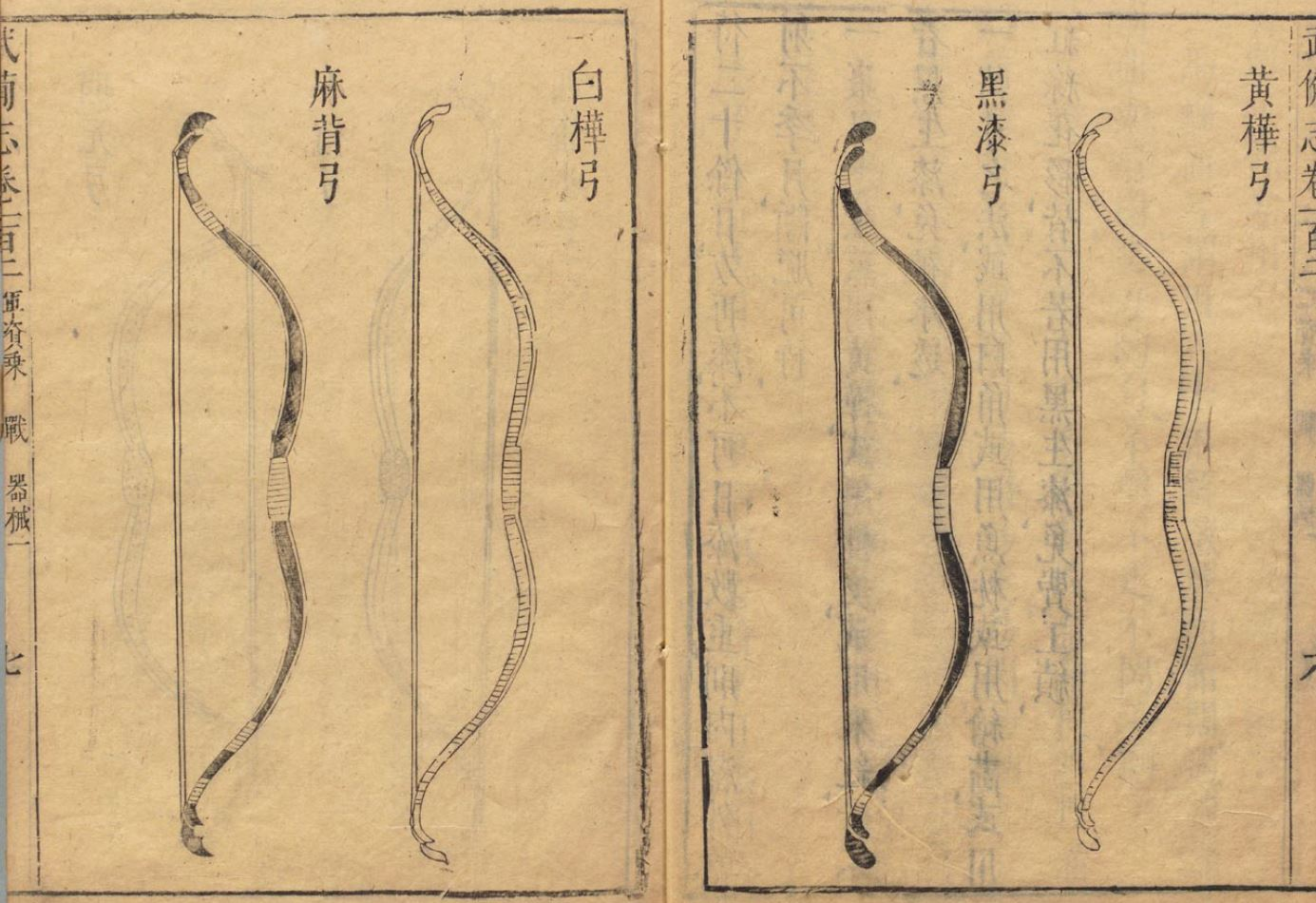
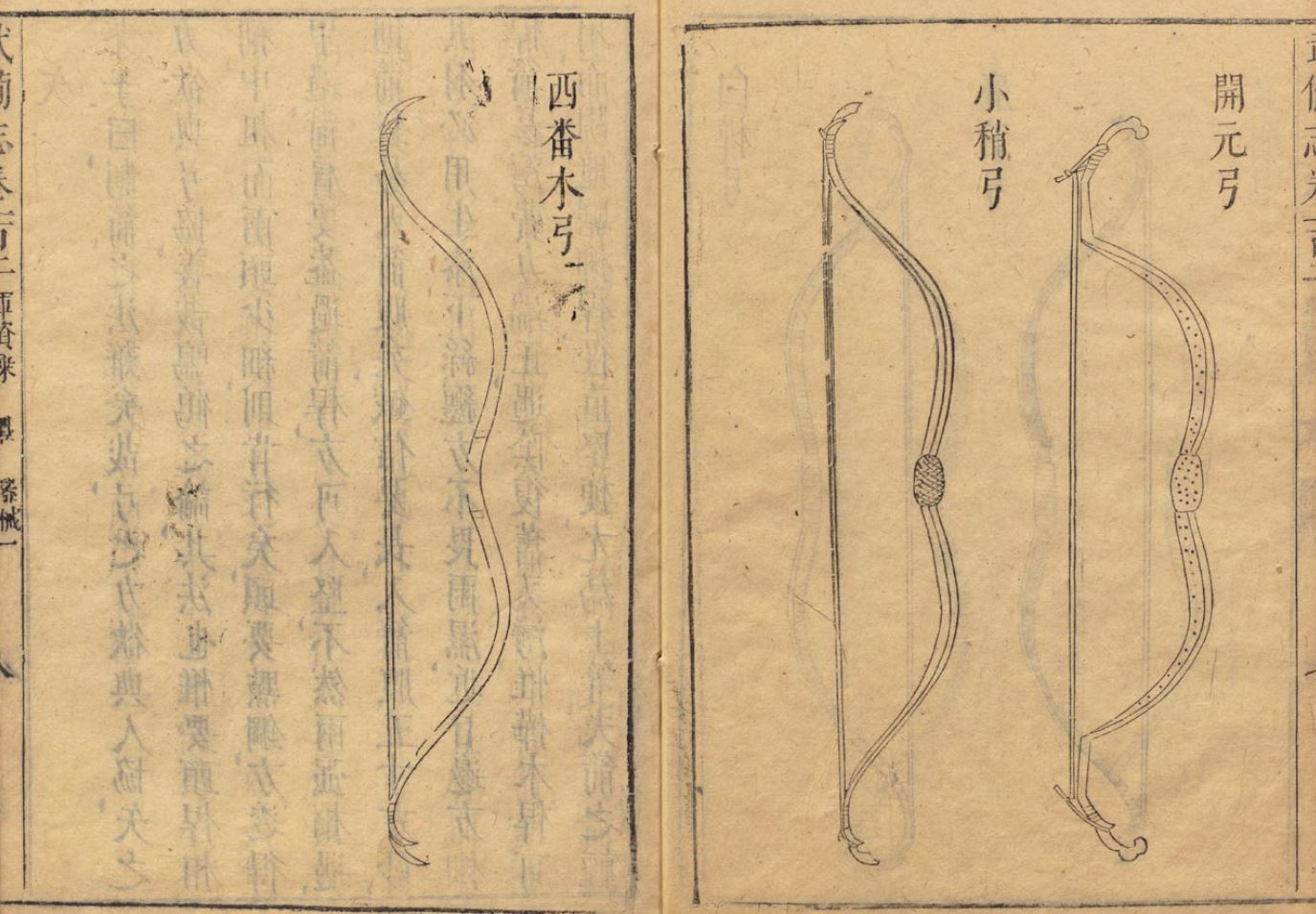
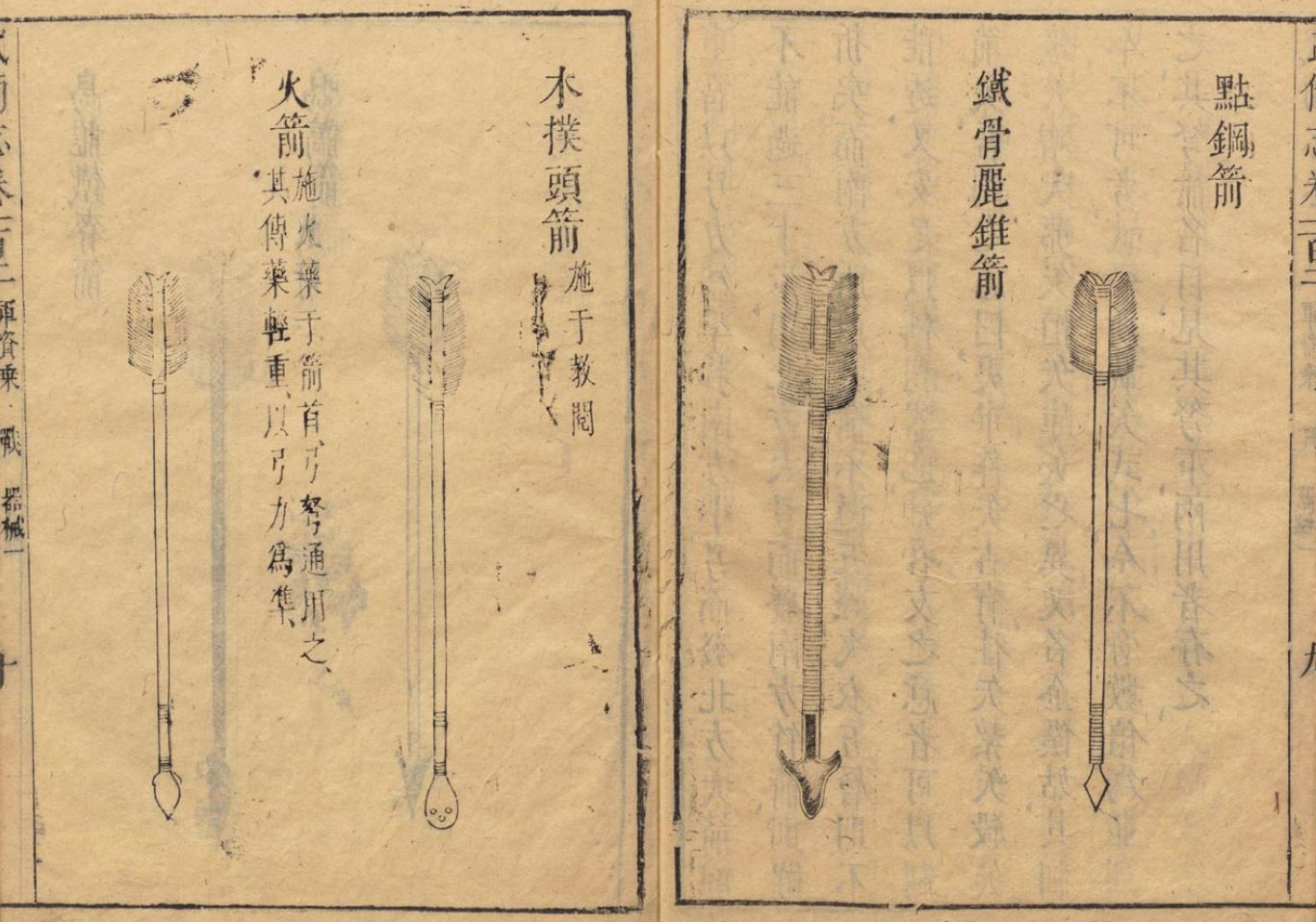
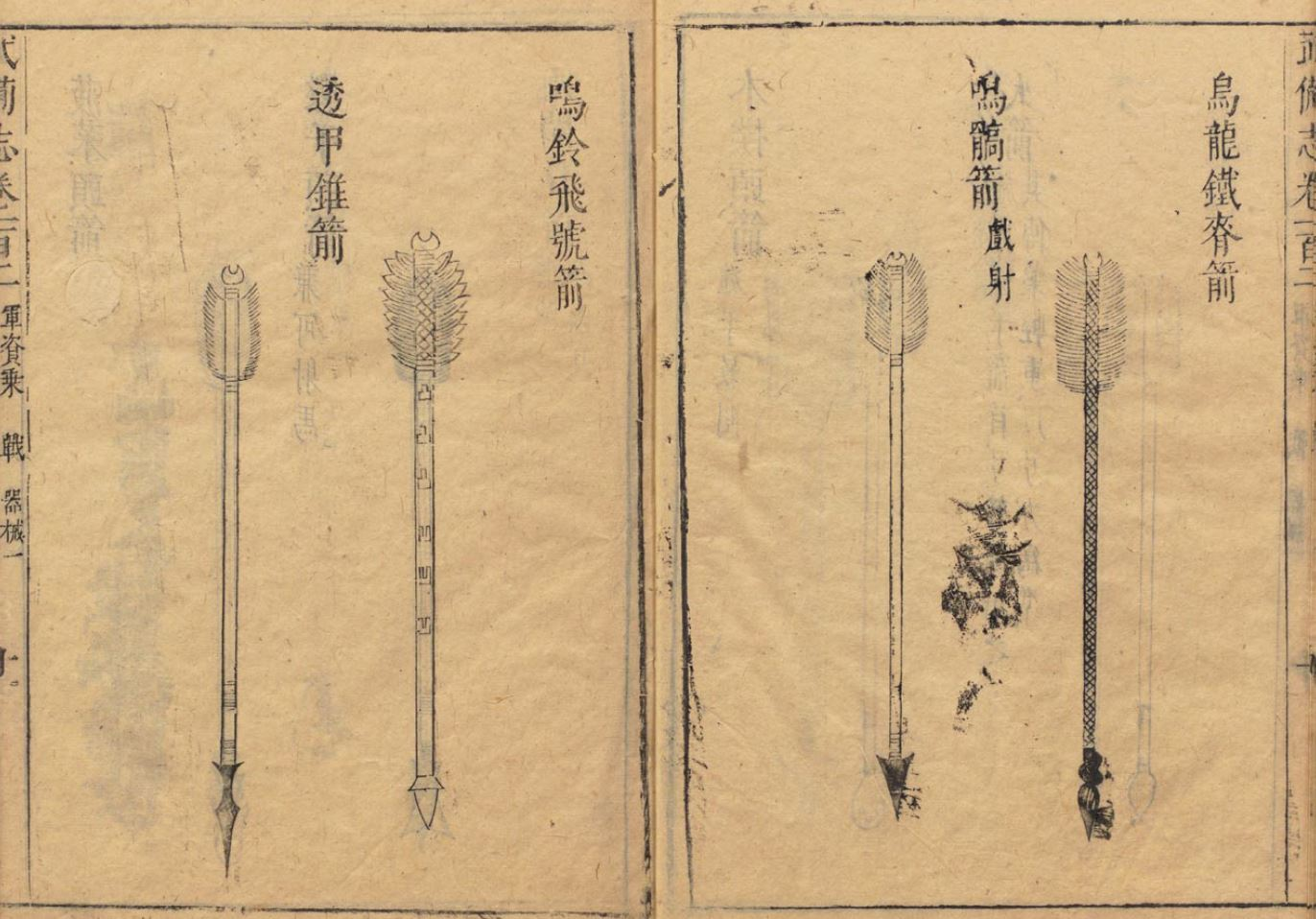
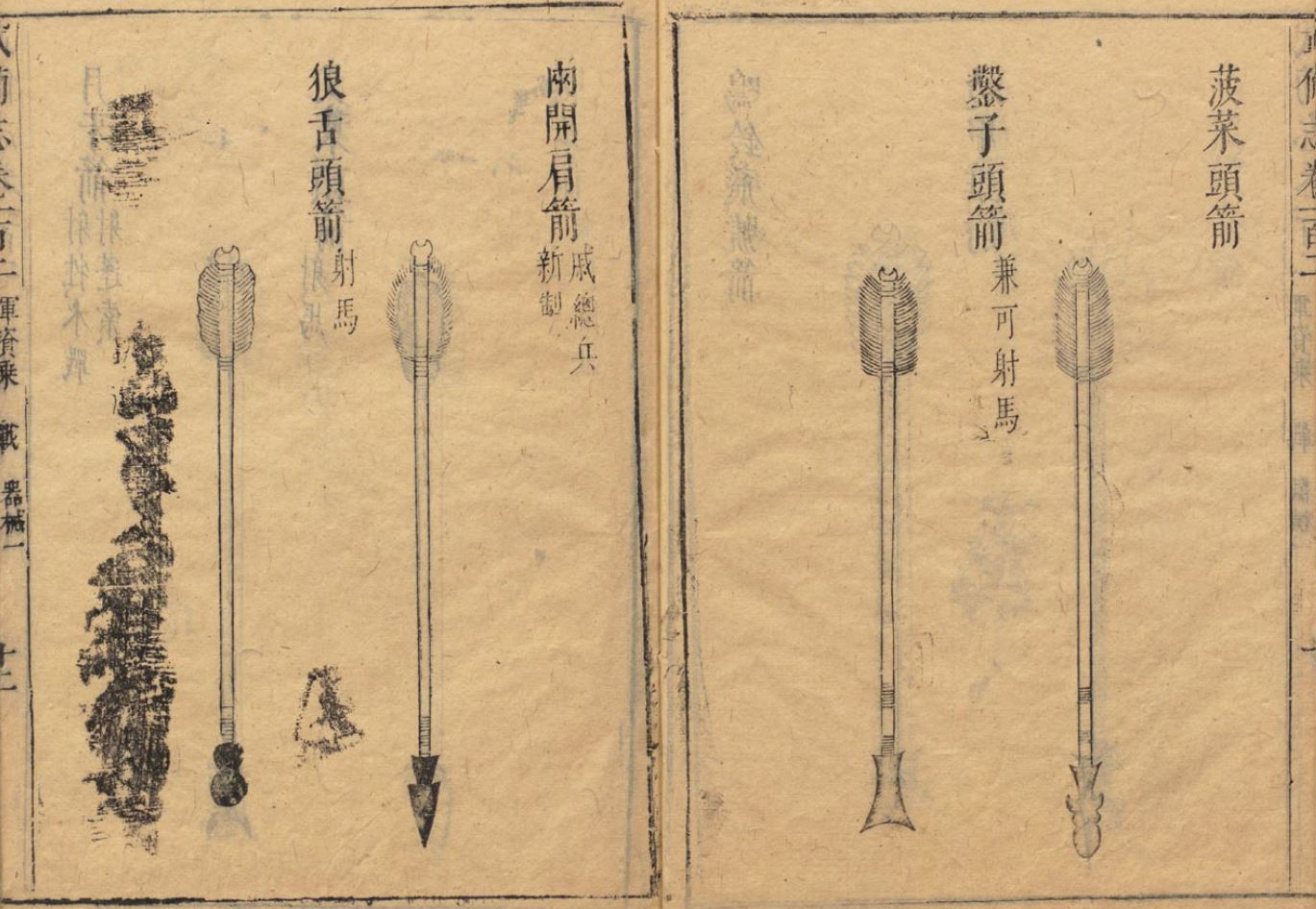
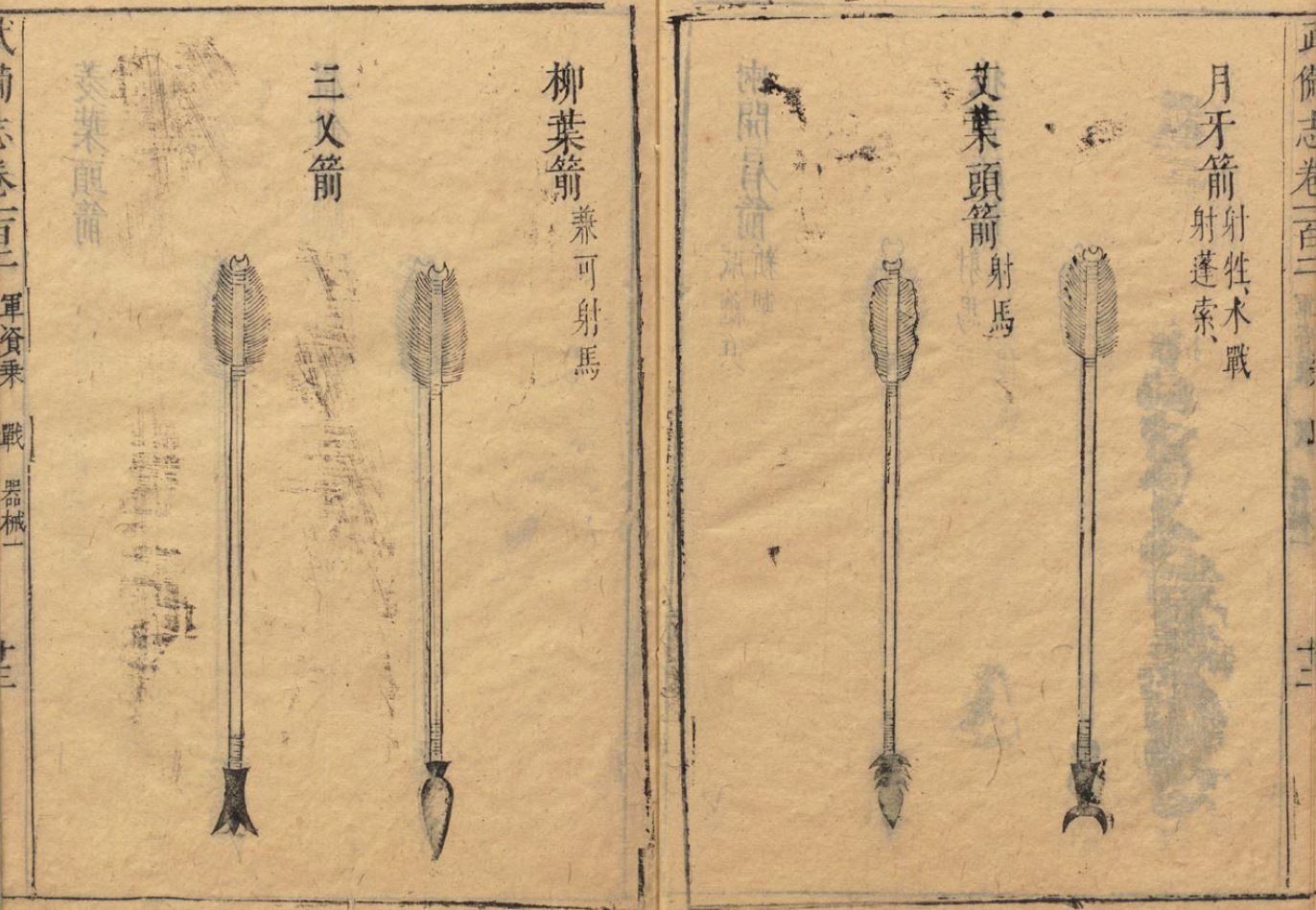
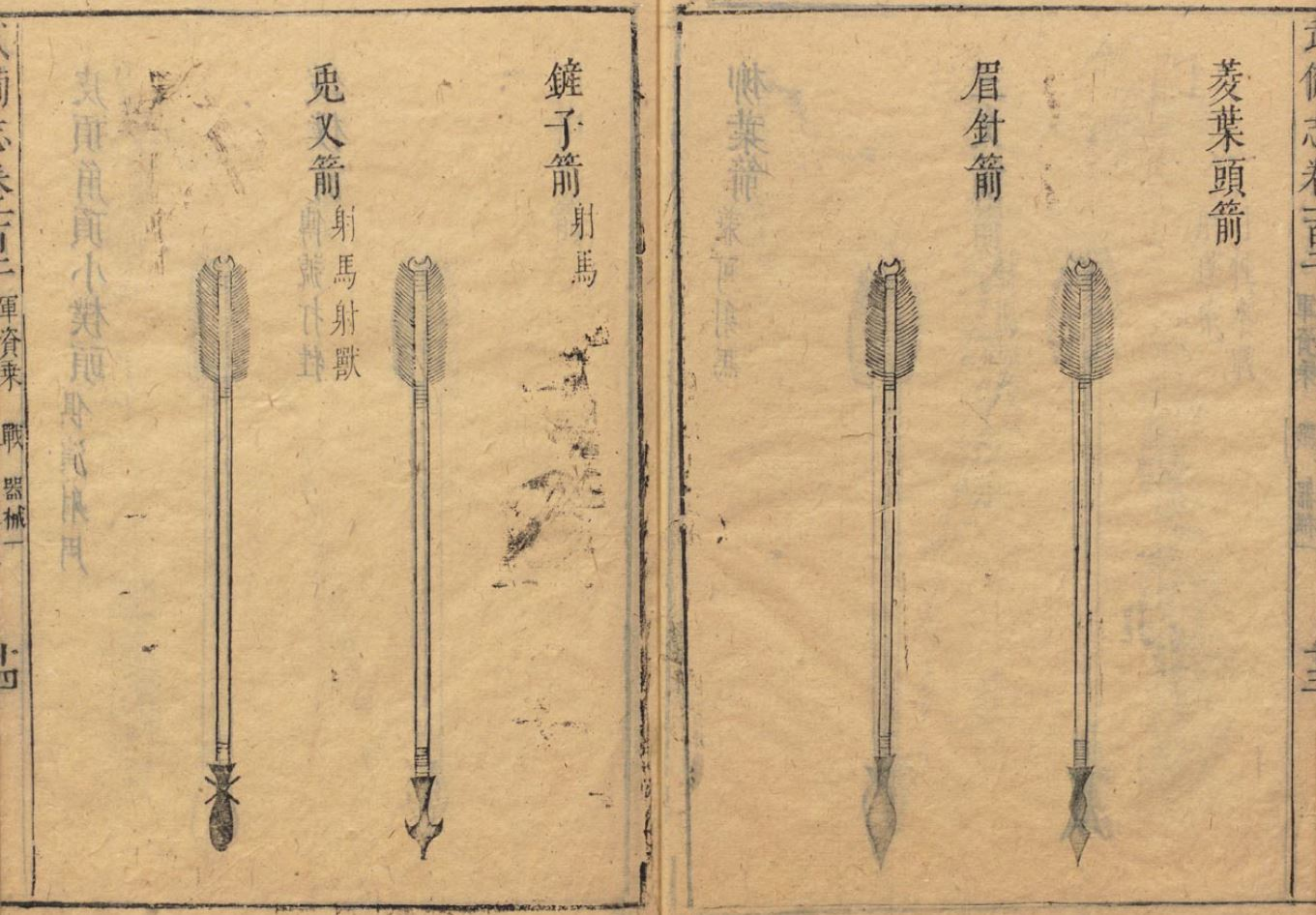
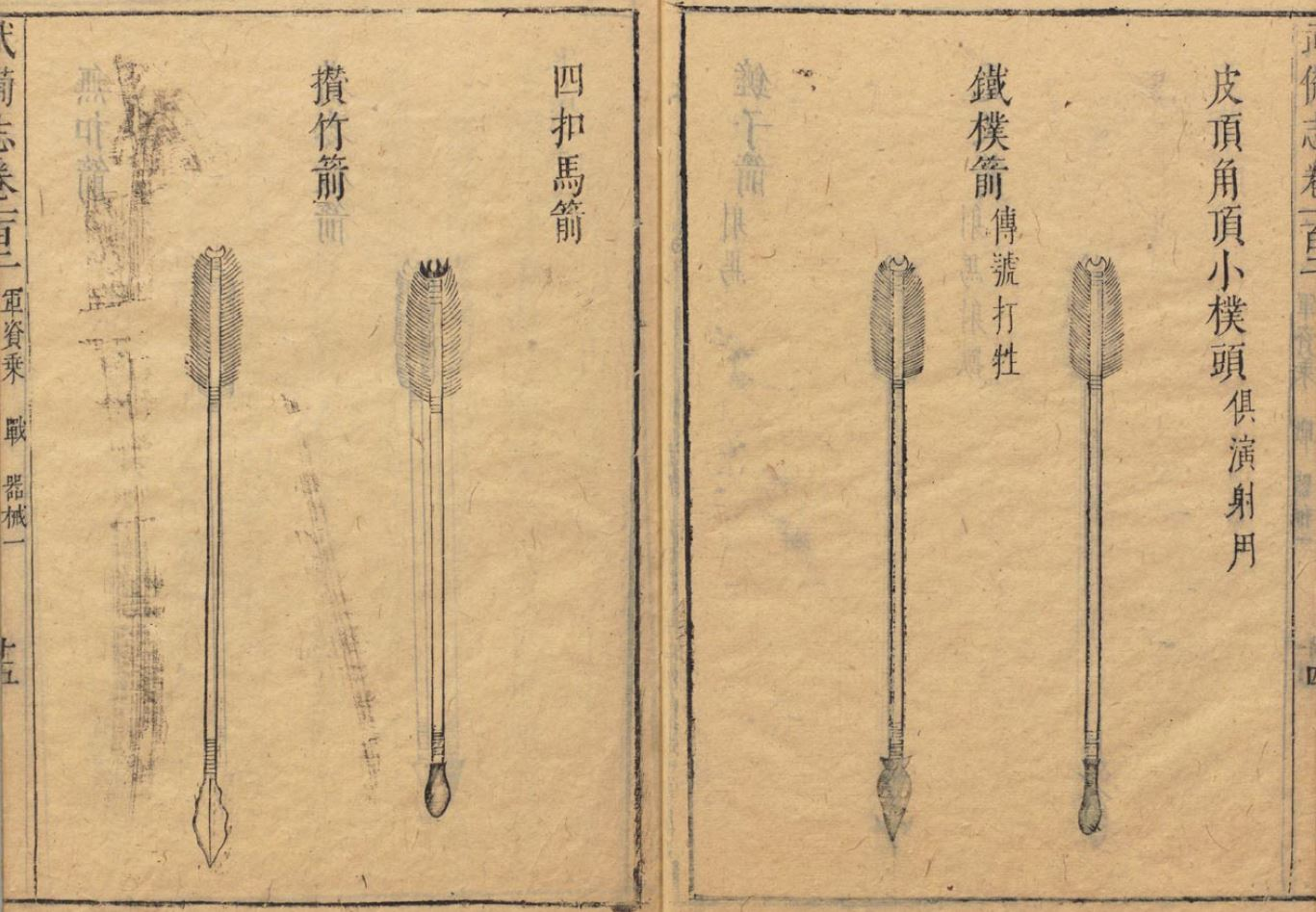
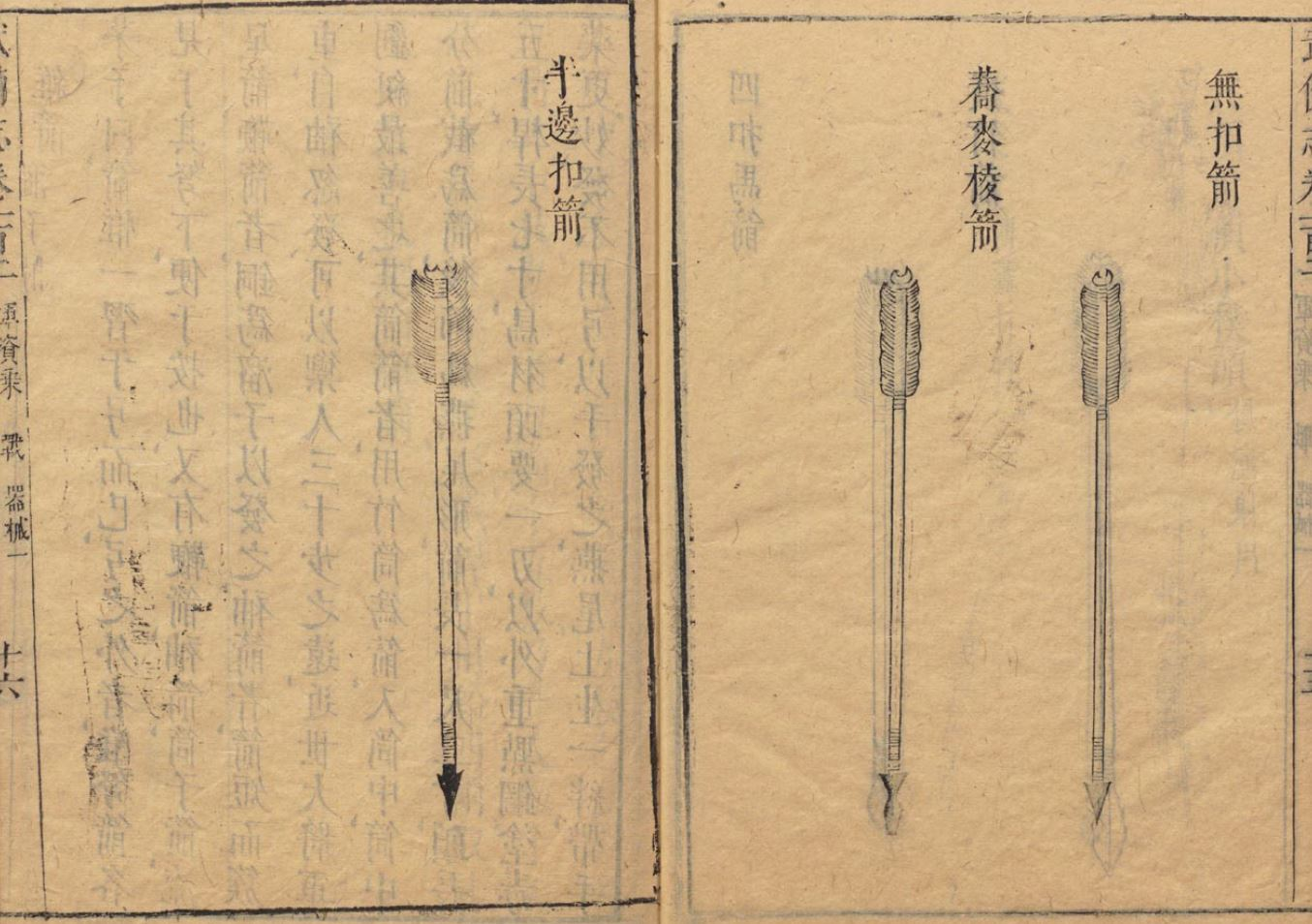
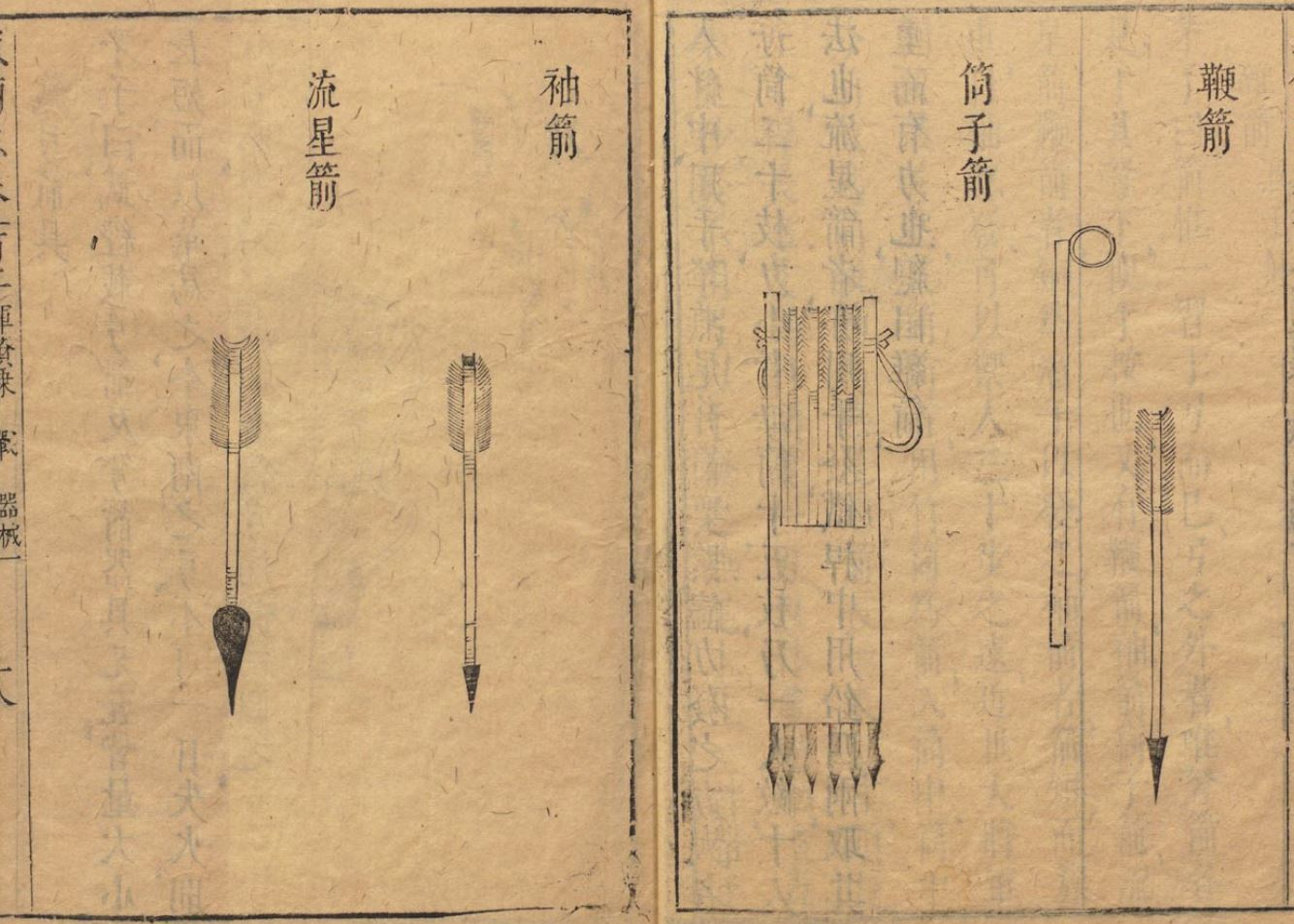
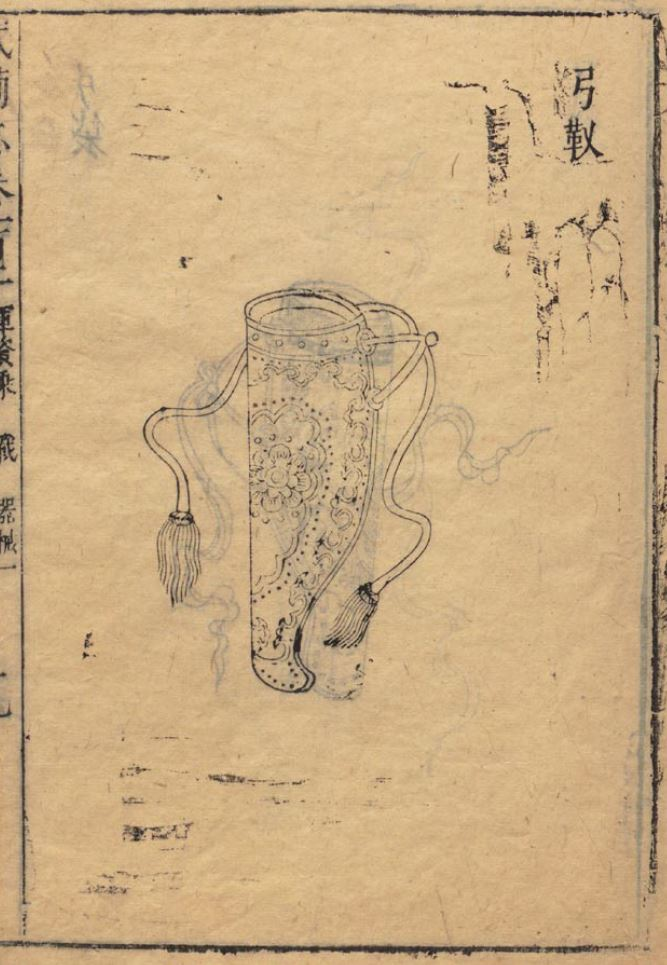
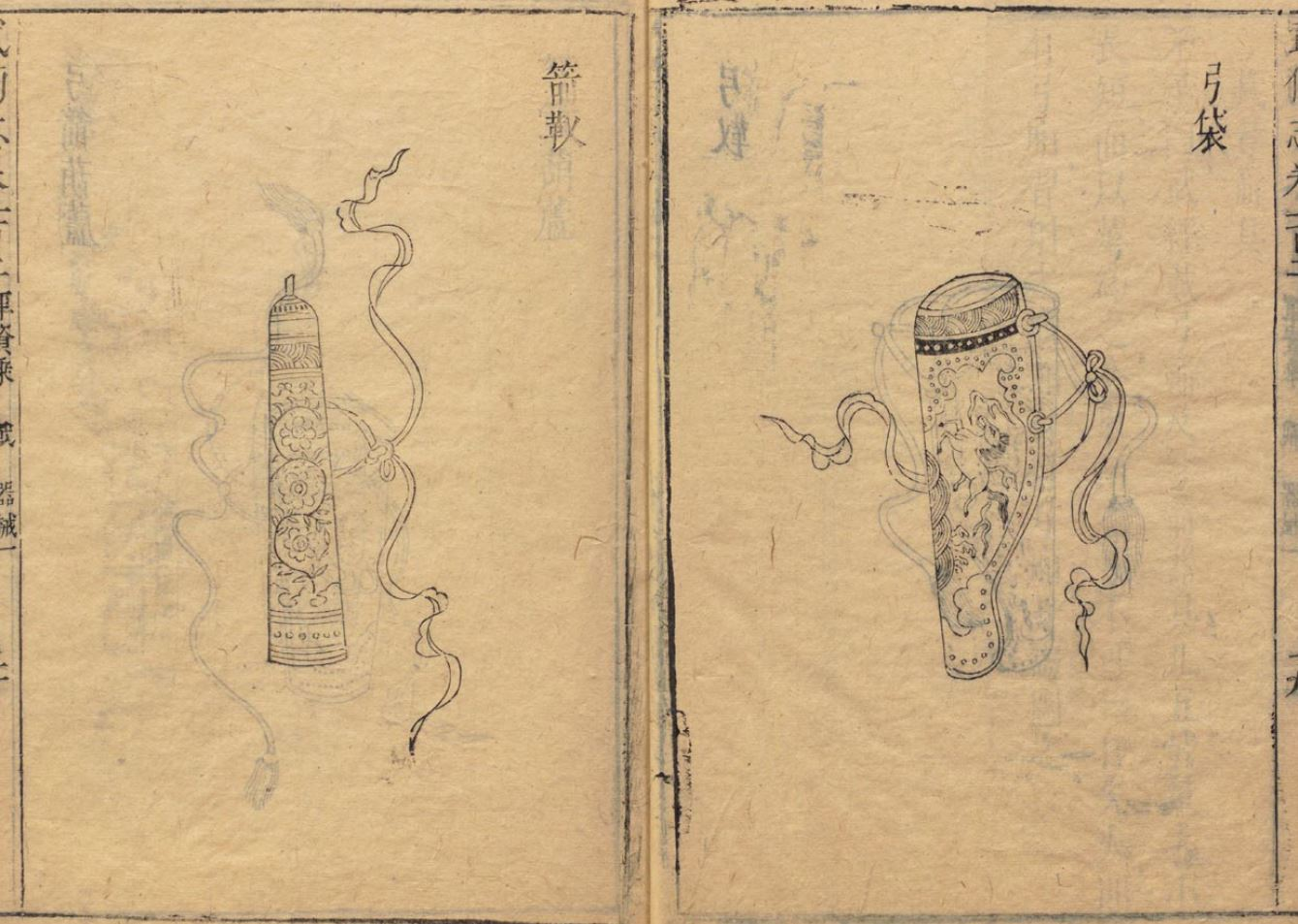
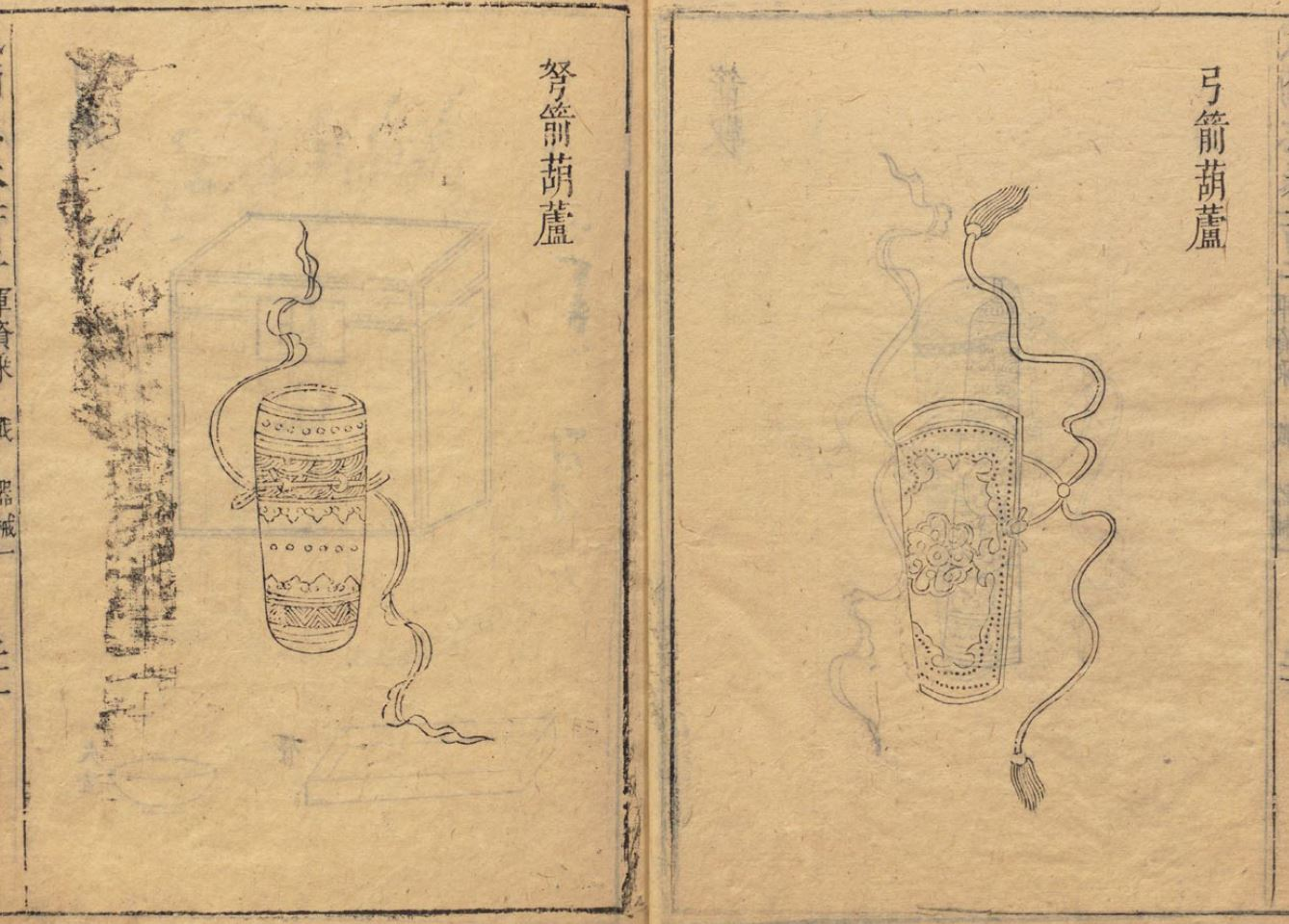
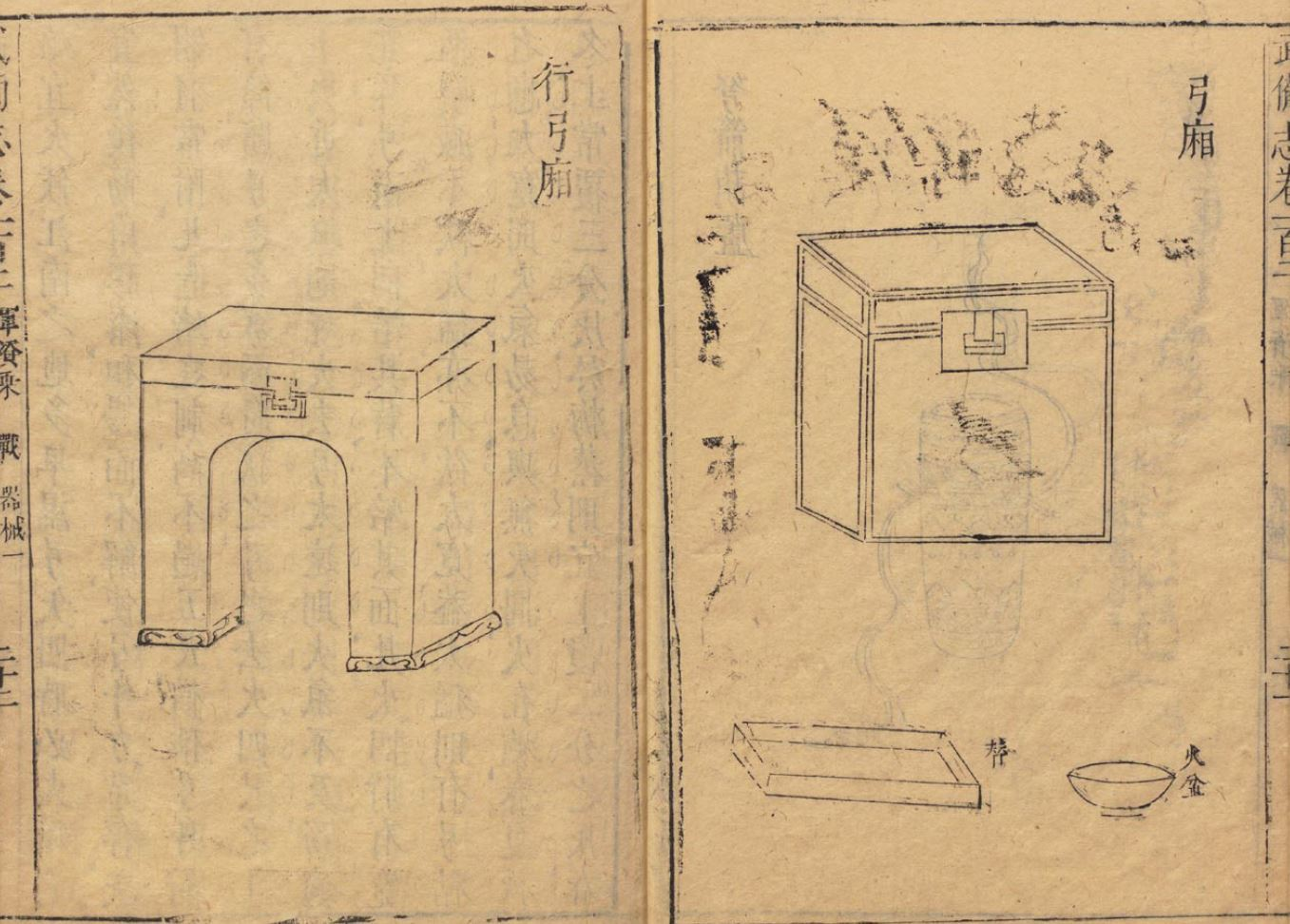
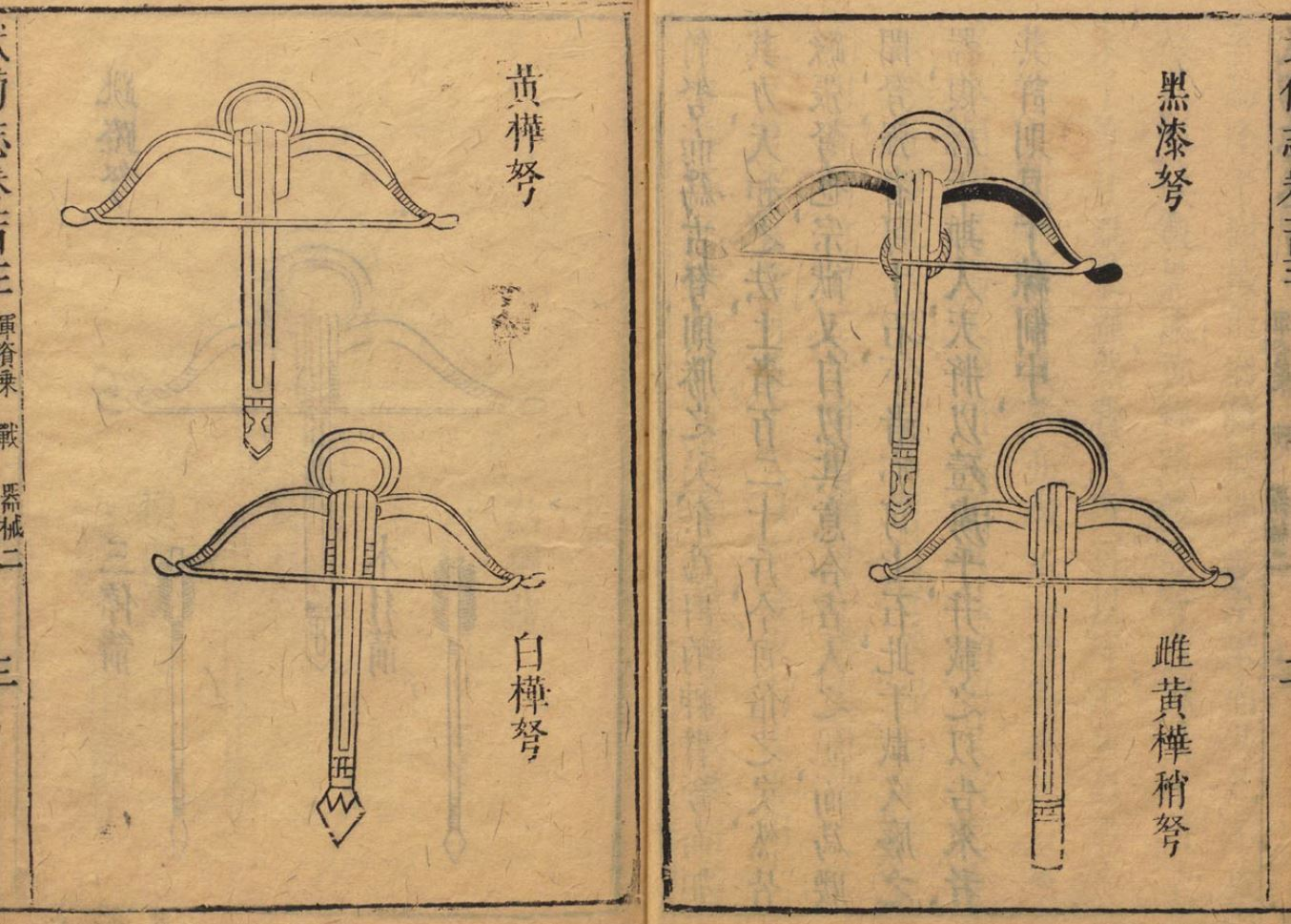
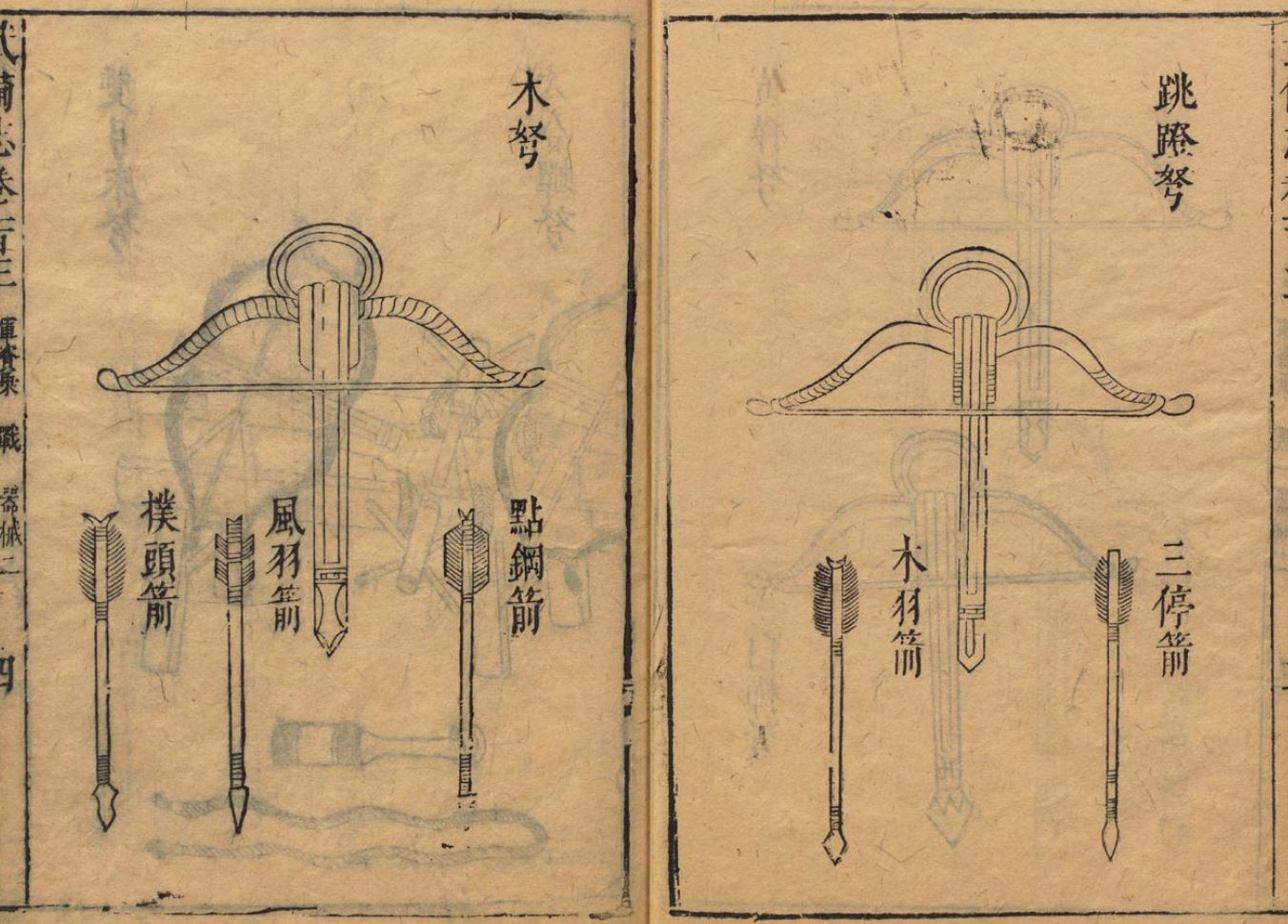
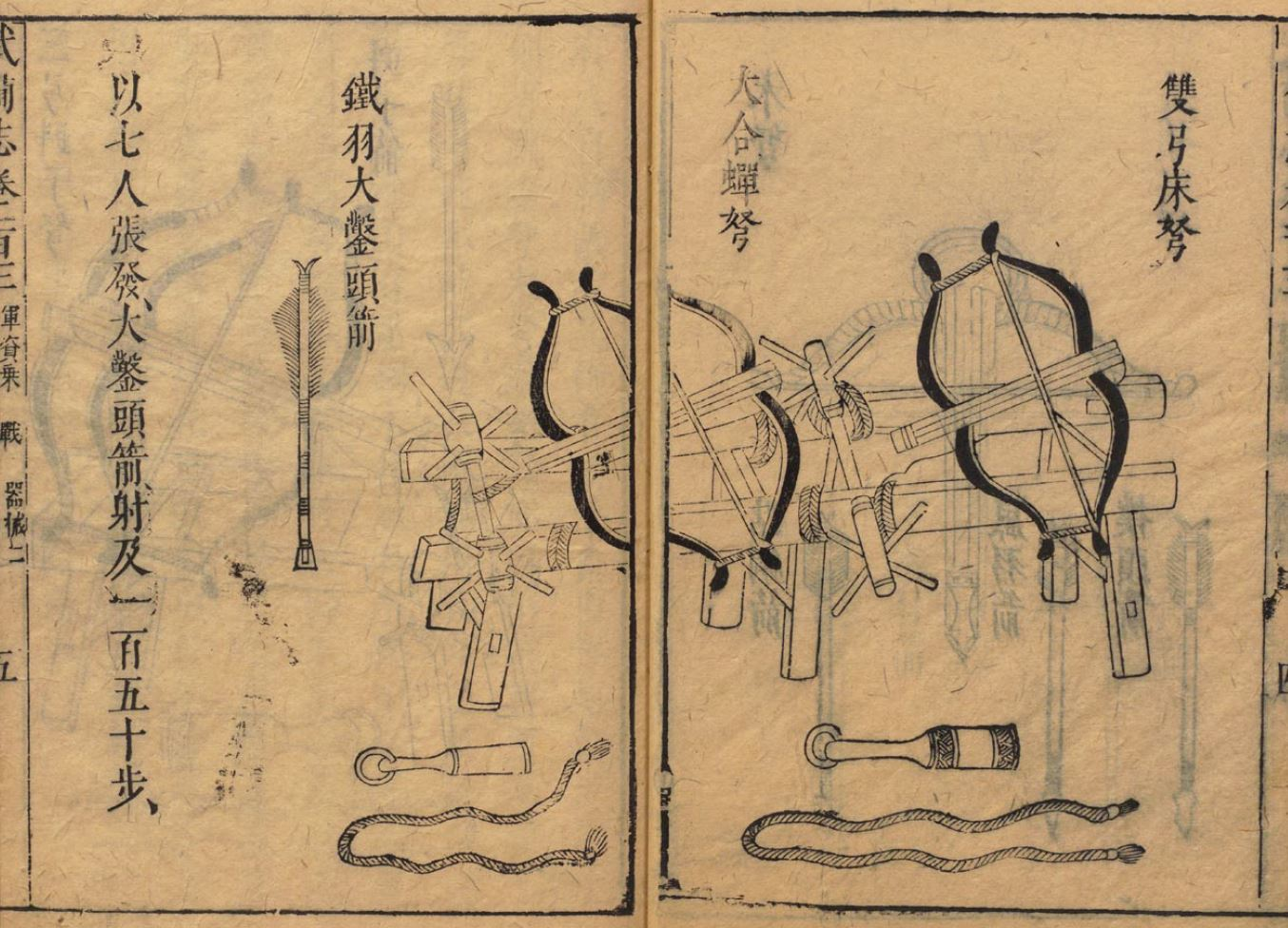
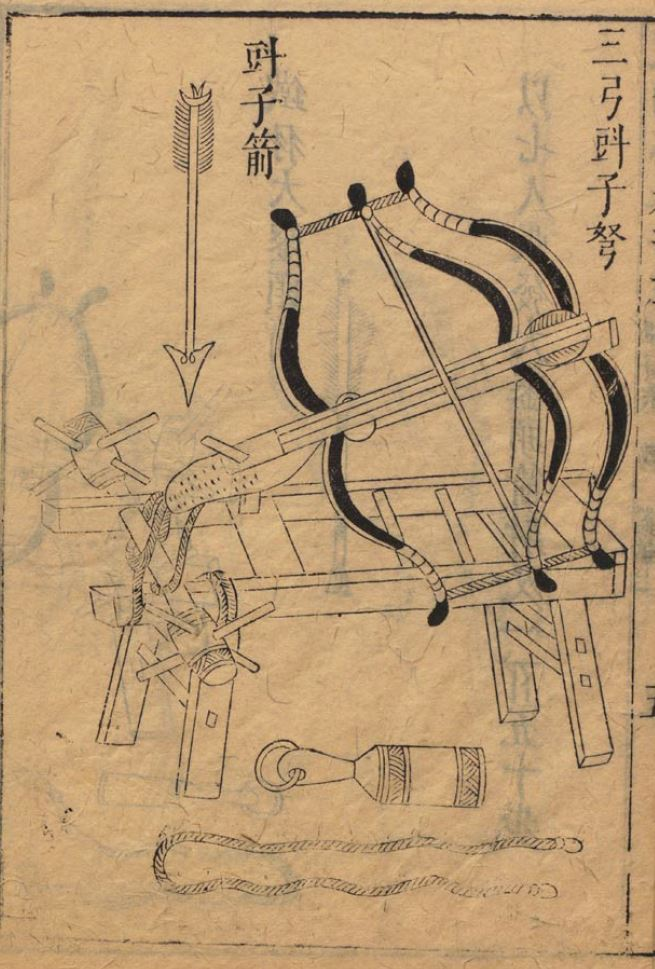
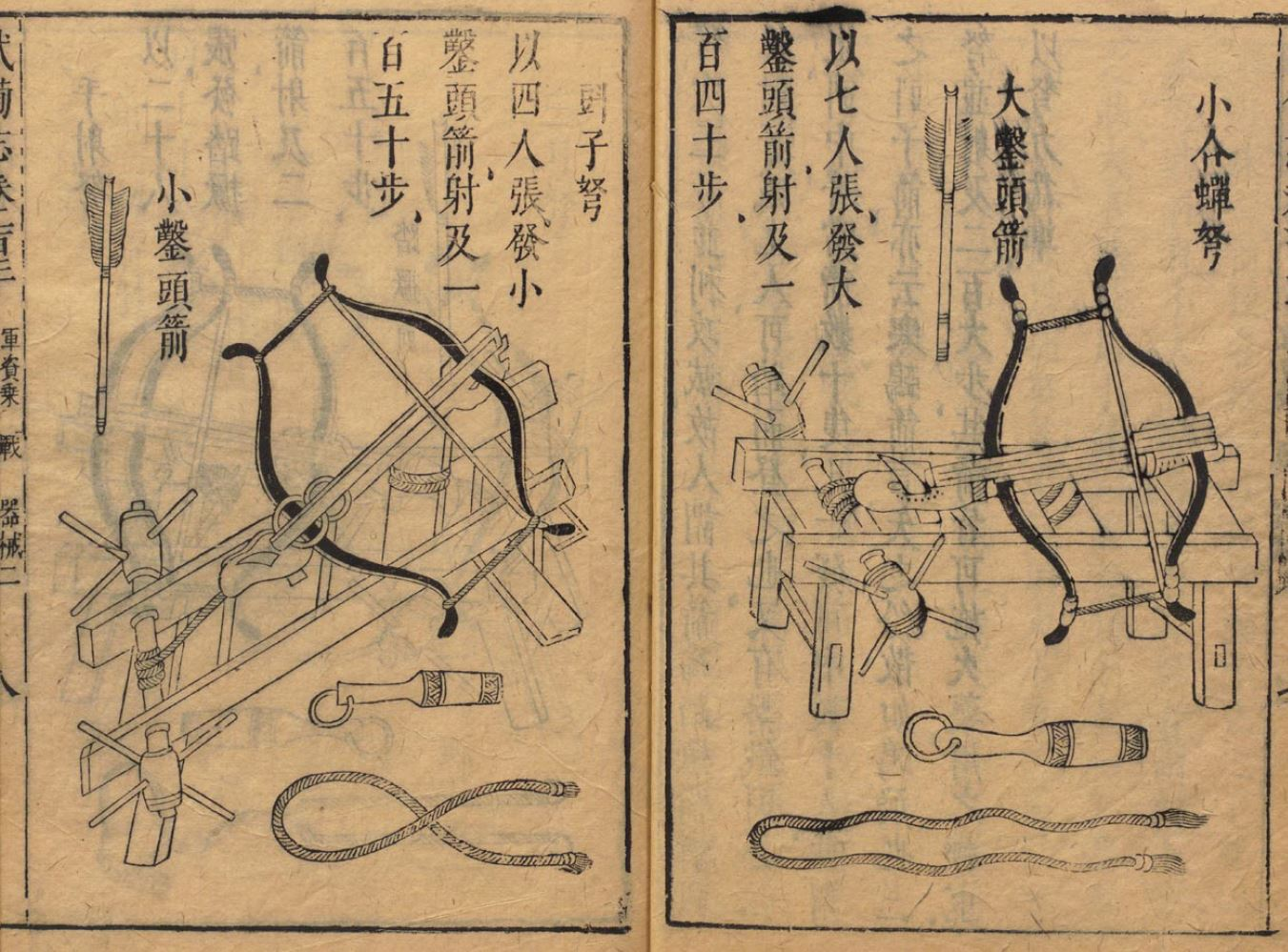
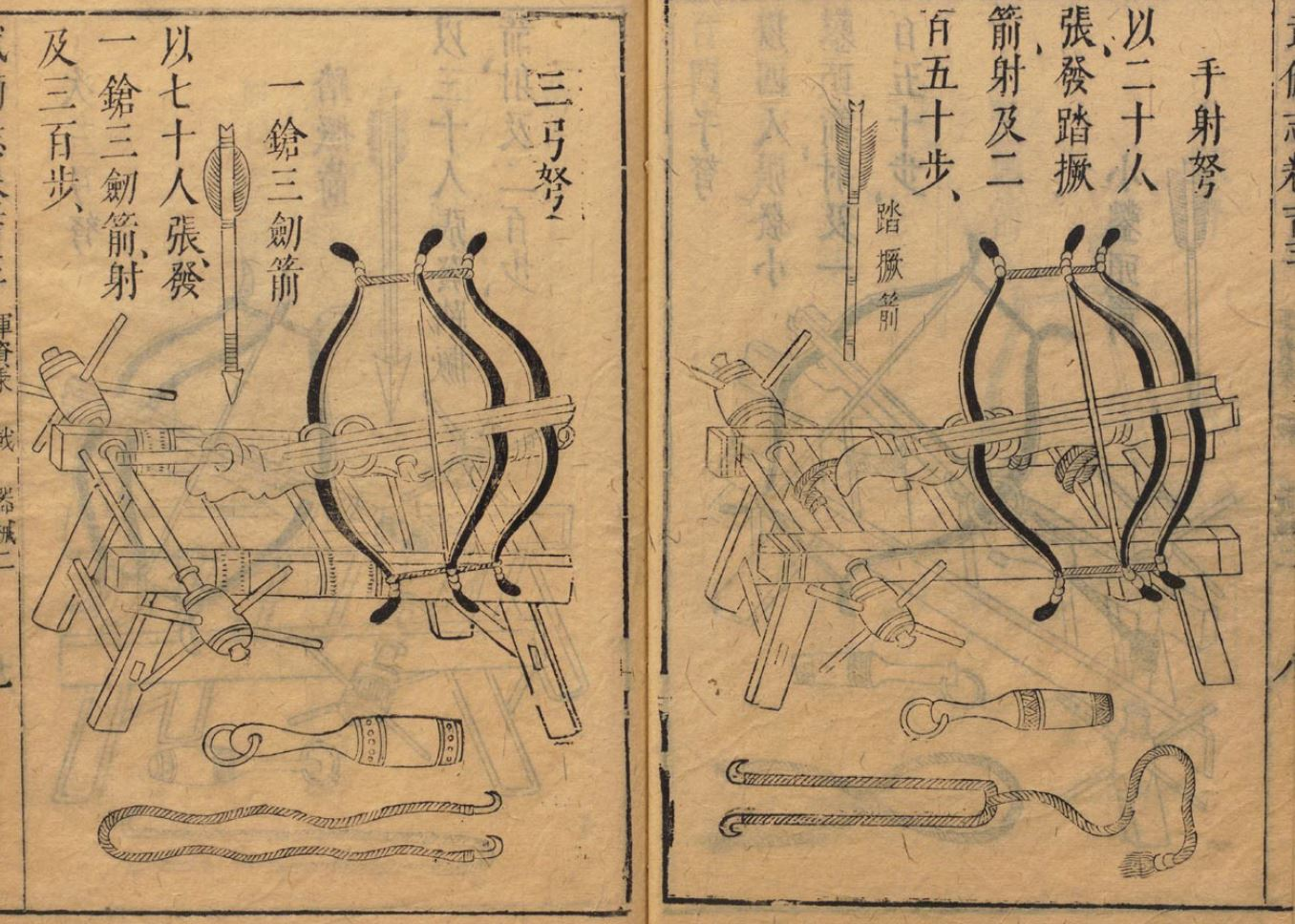
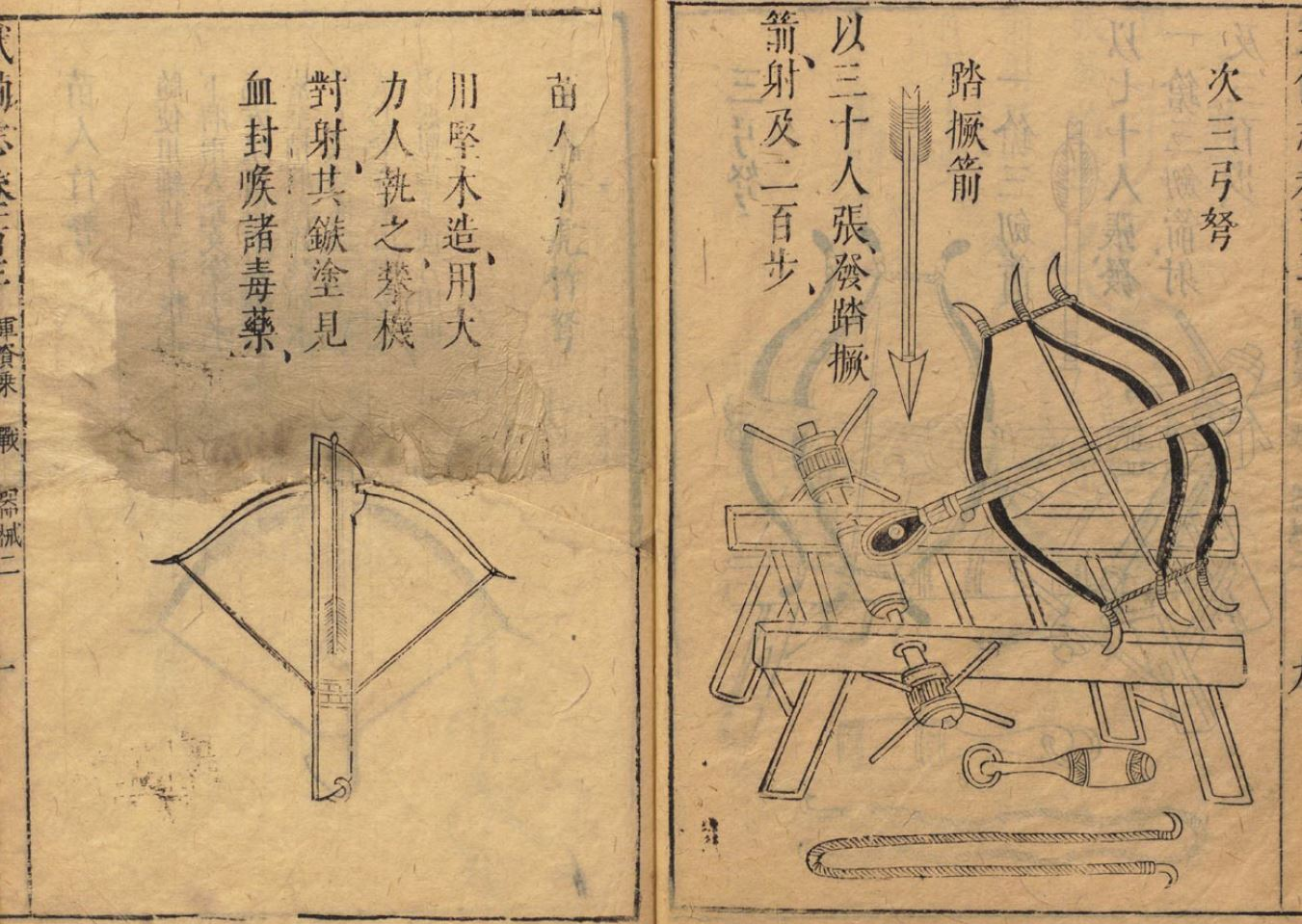
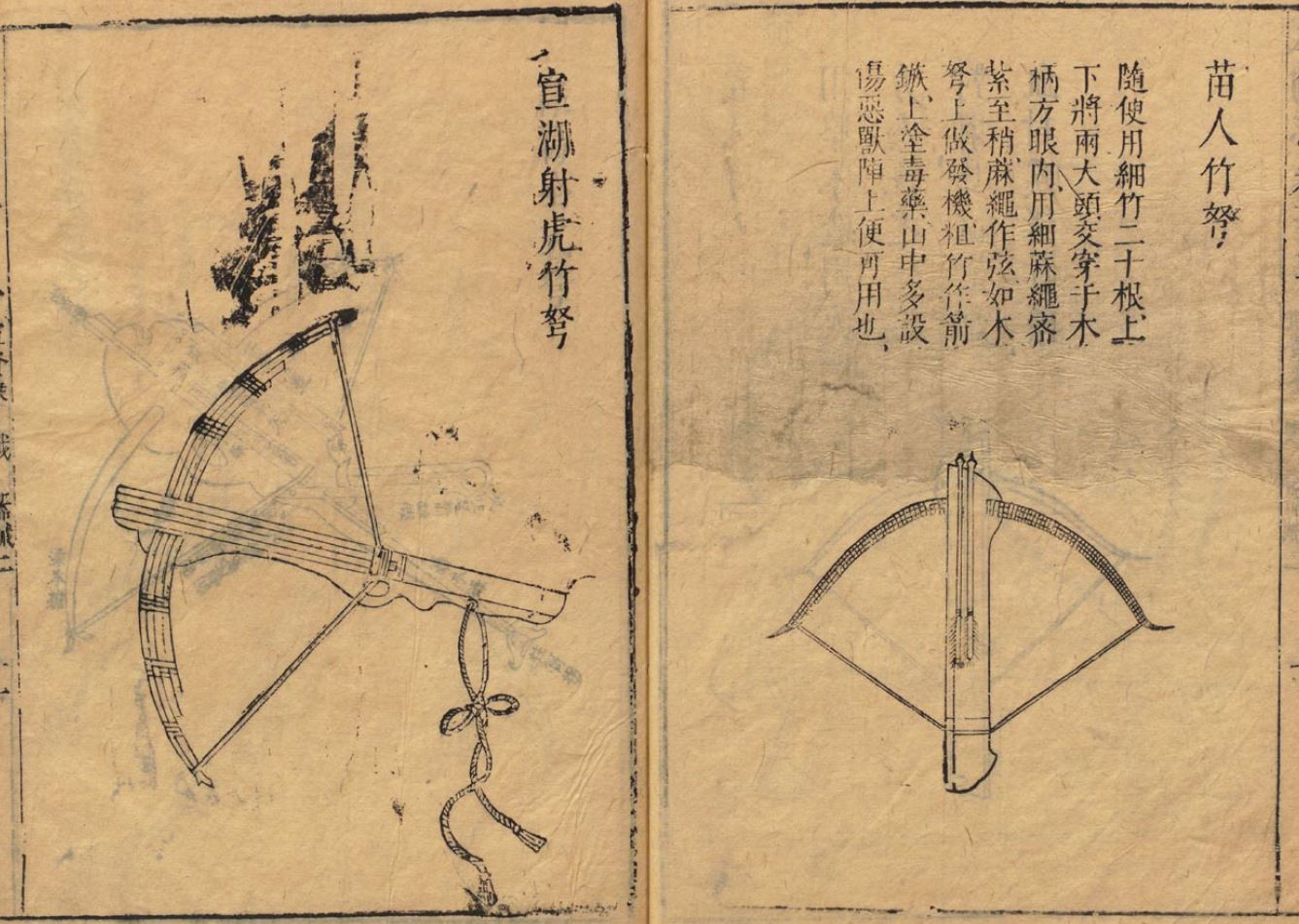
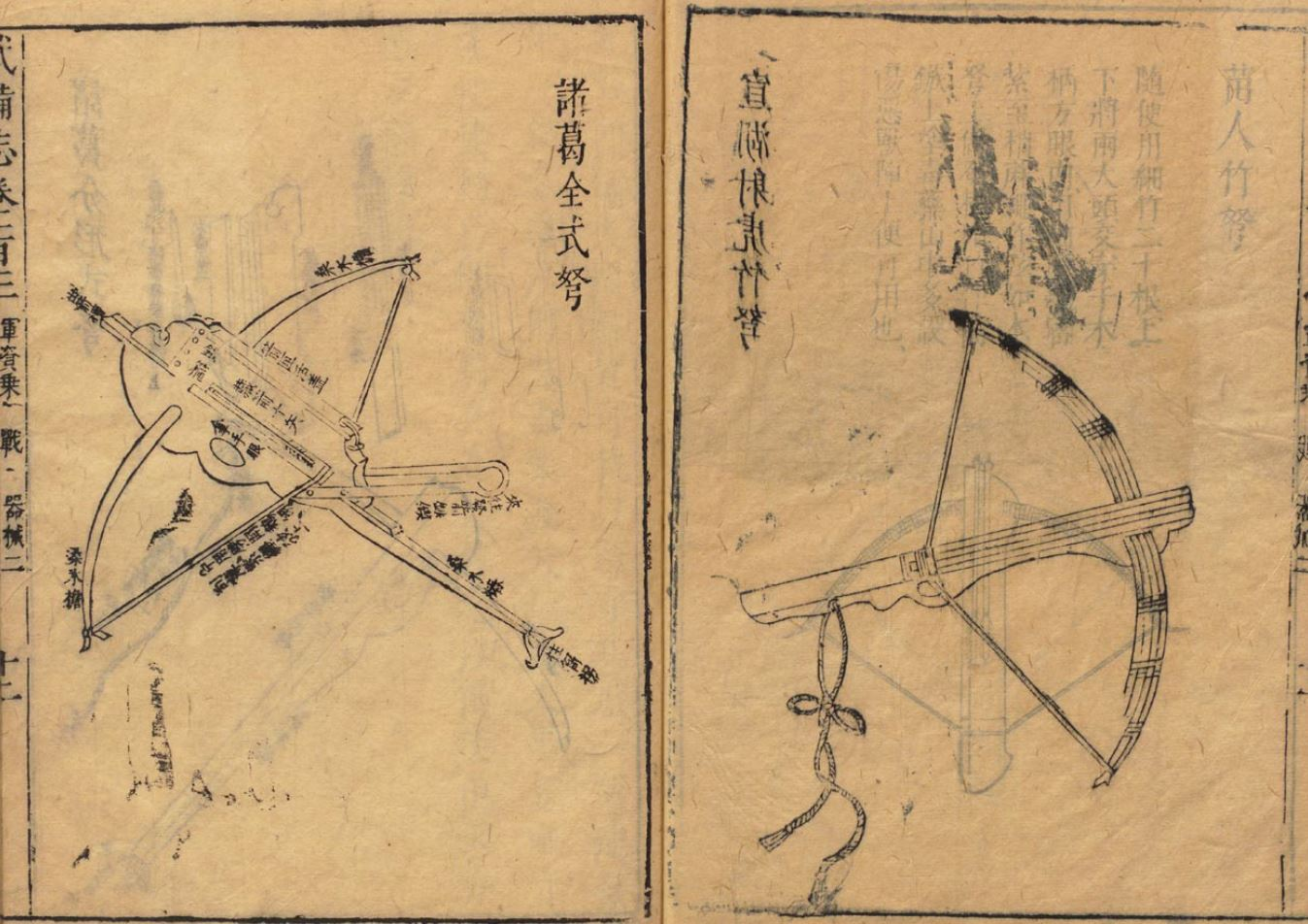
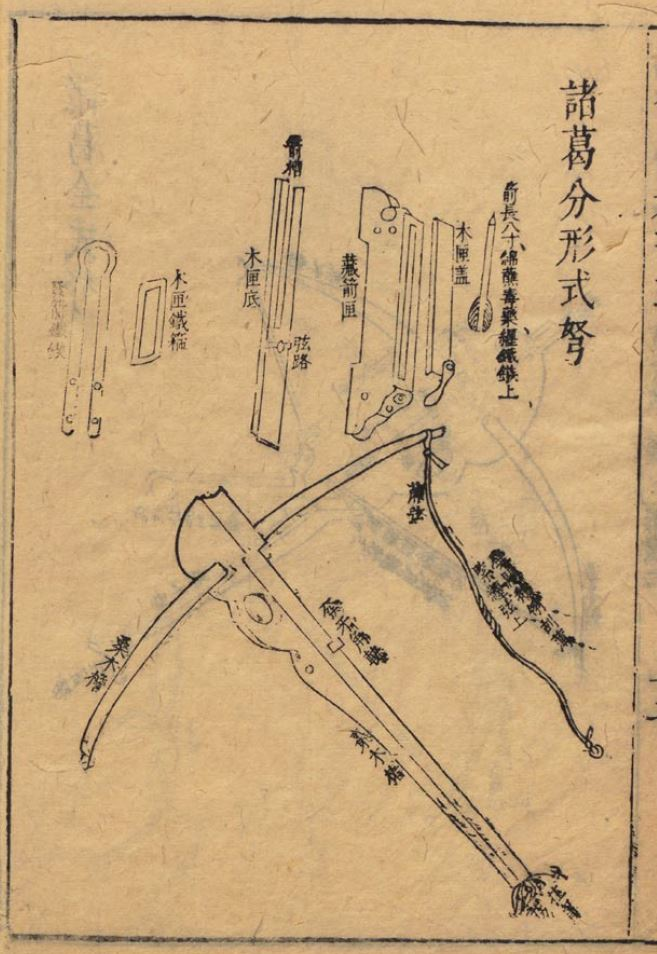
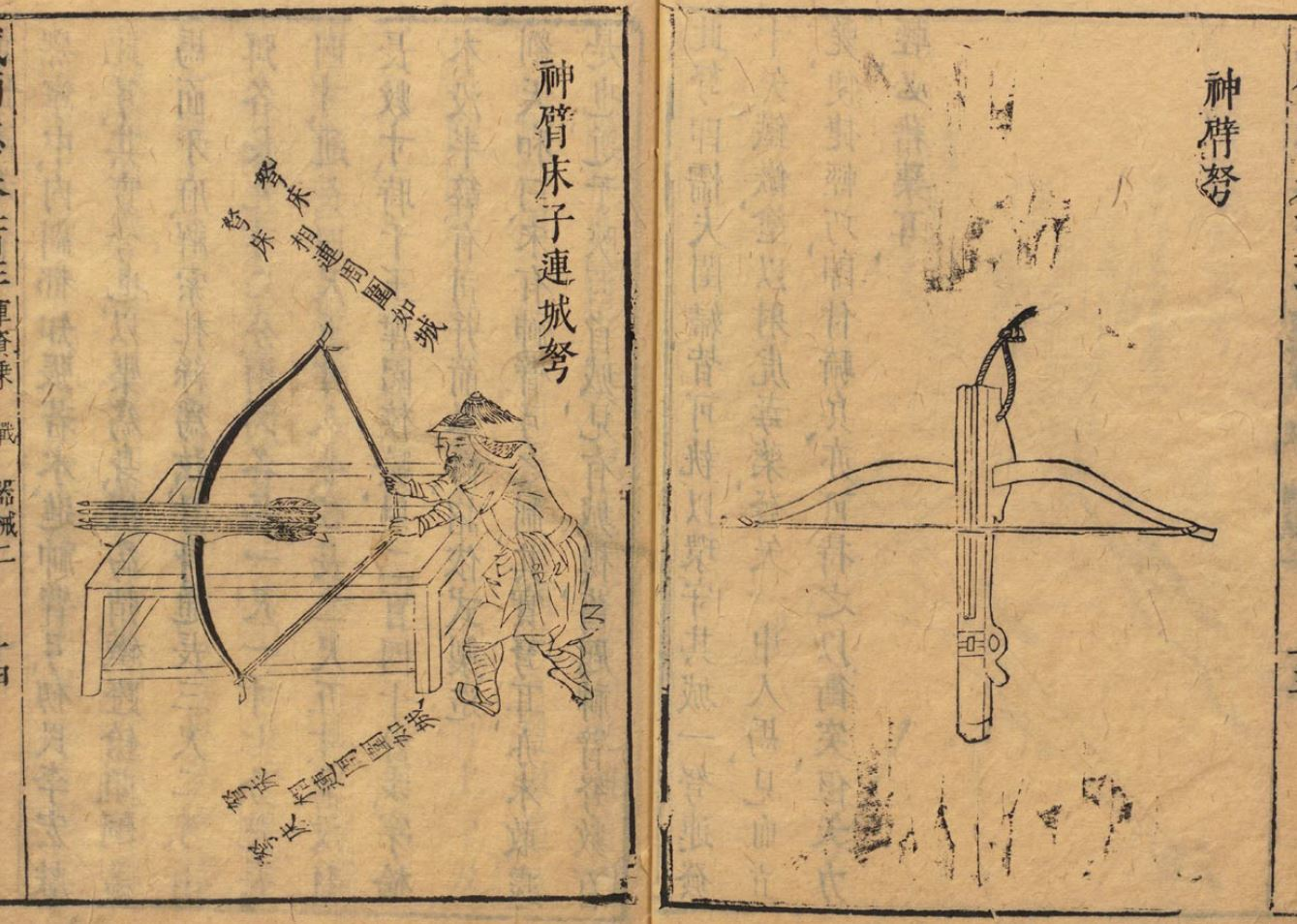
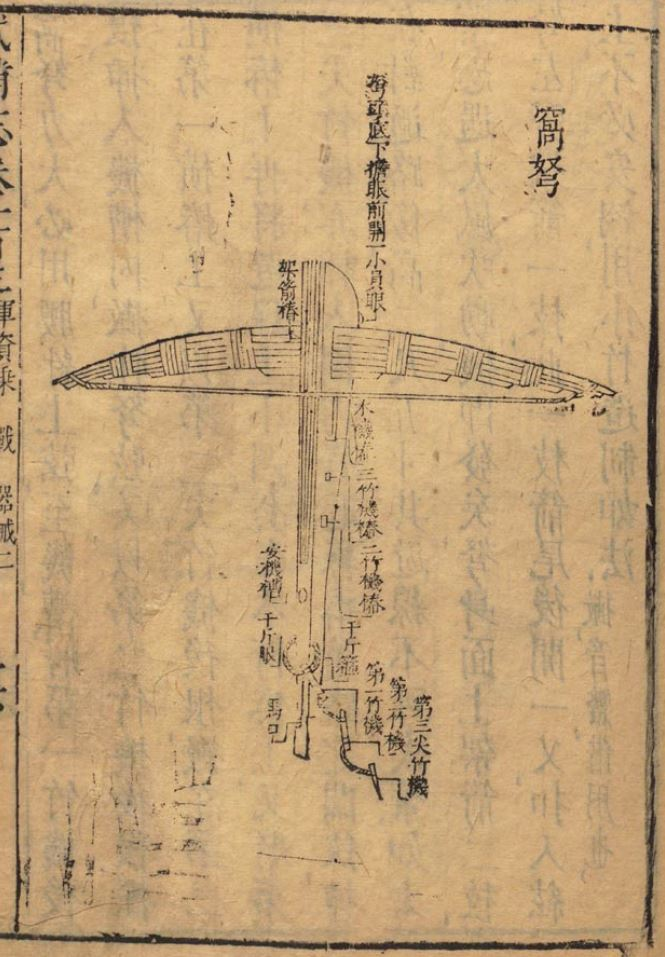
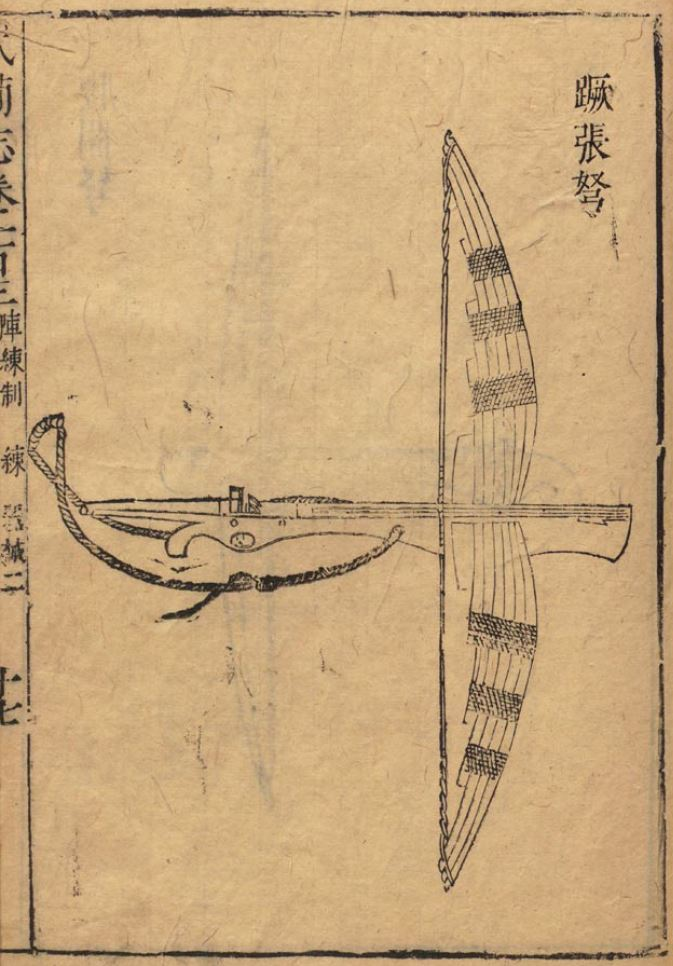
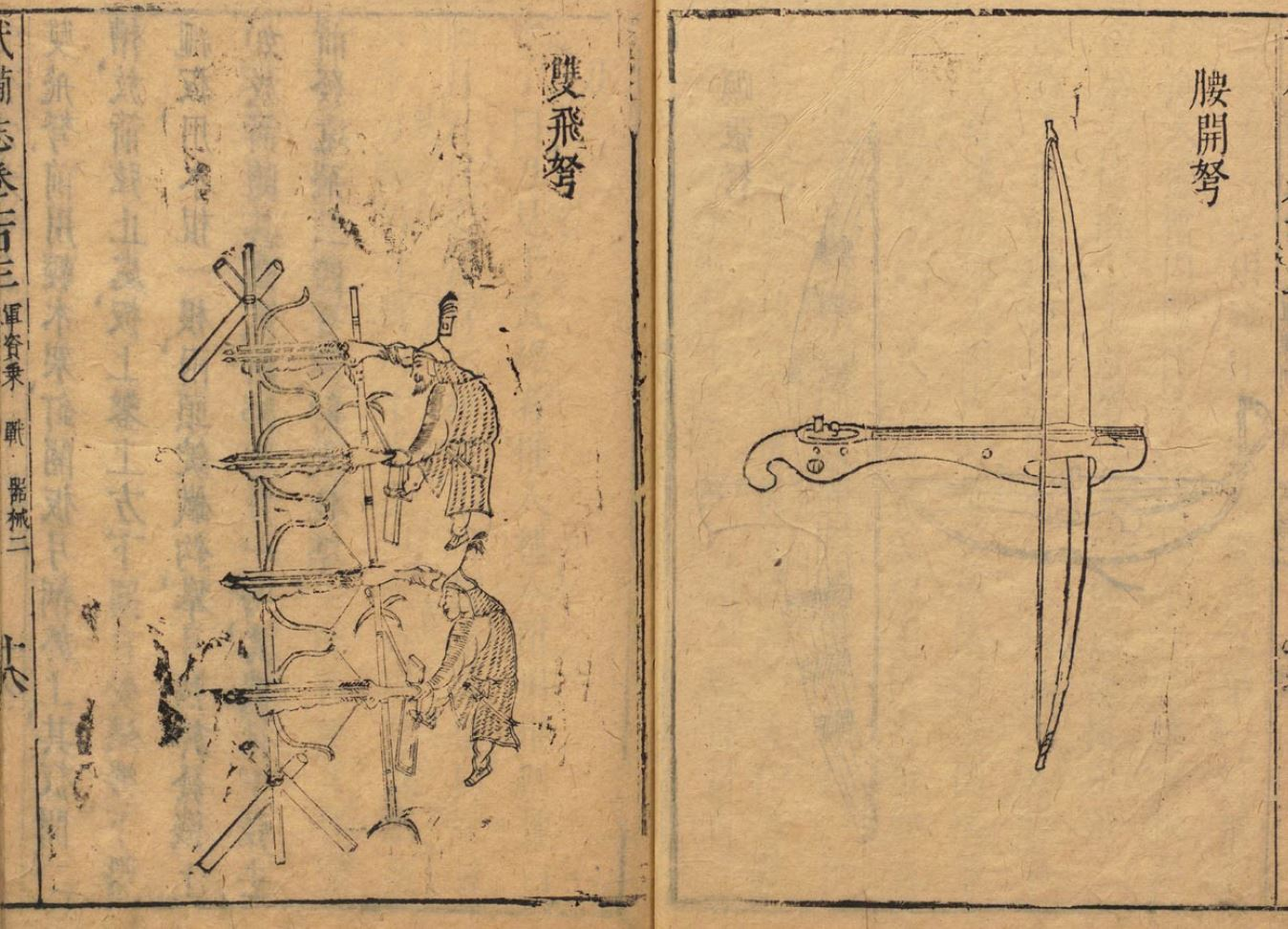

### Cung tên lửa và hoả tiễn

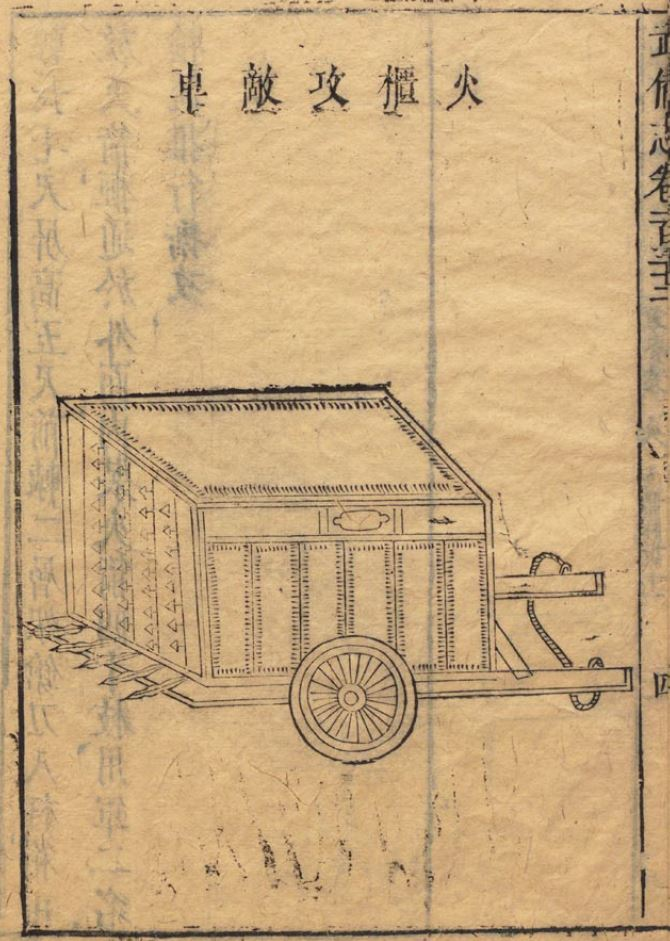
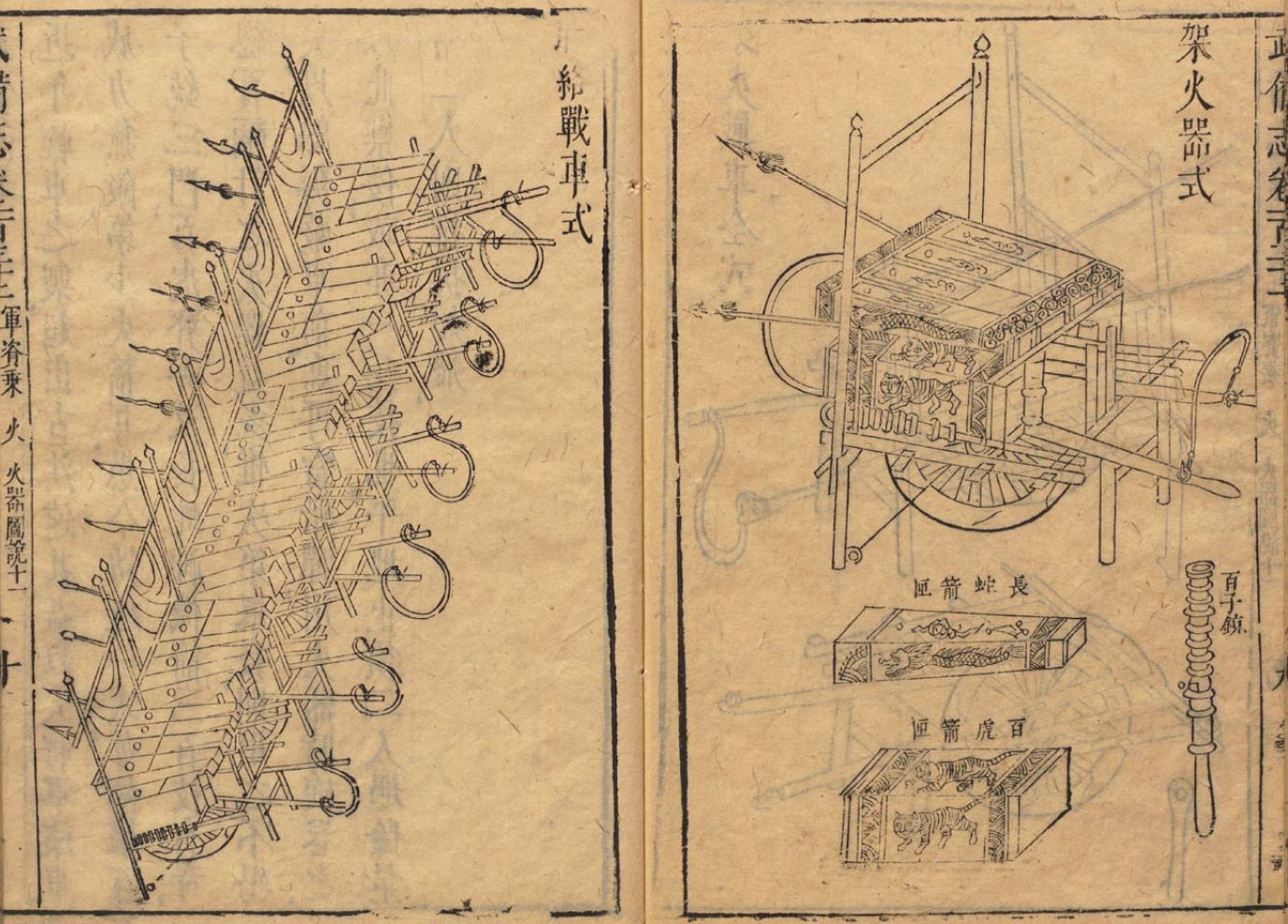
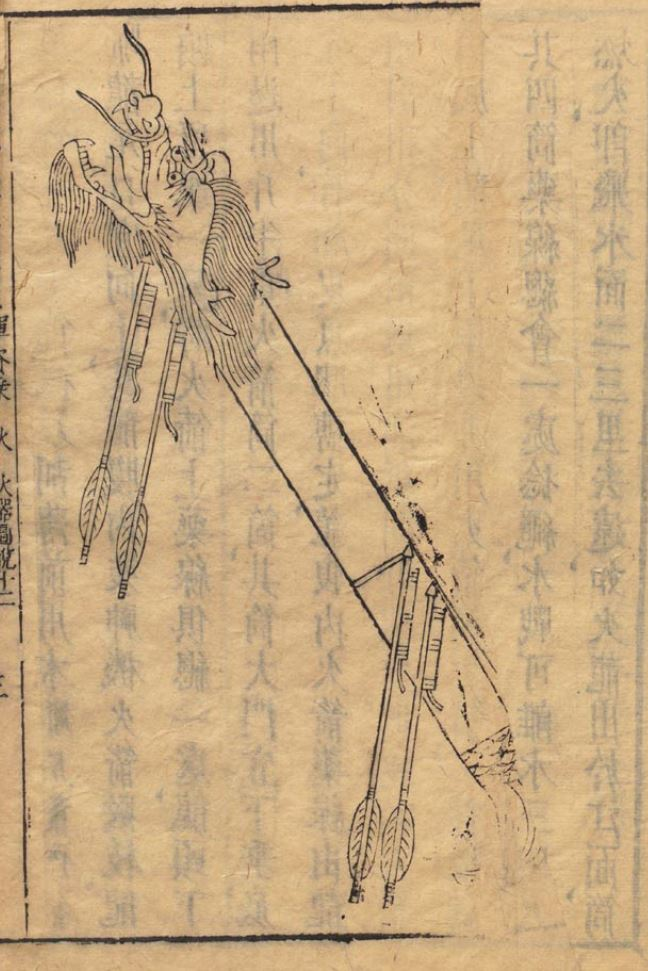
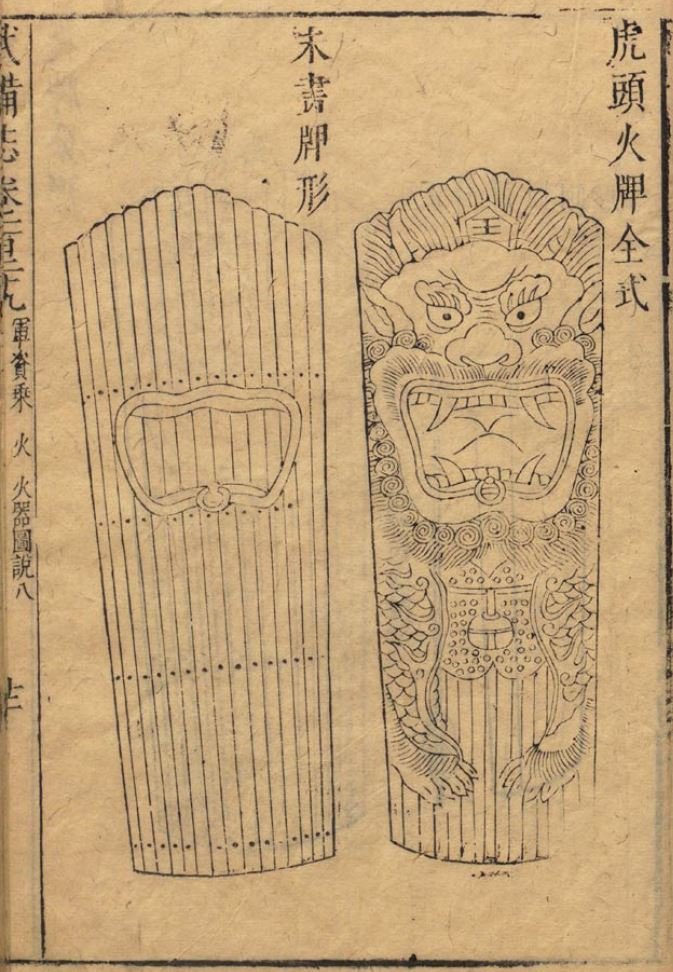
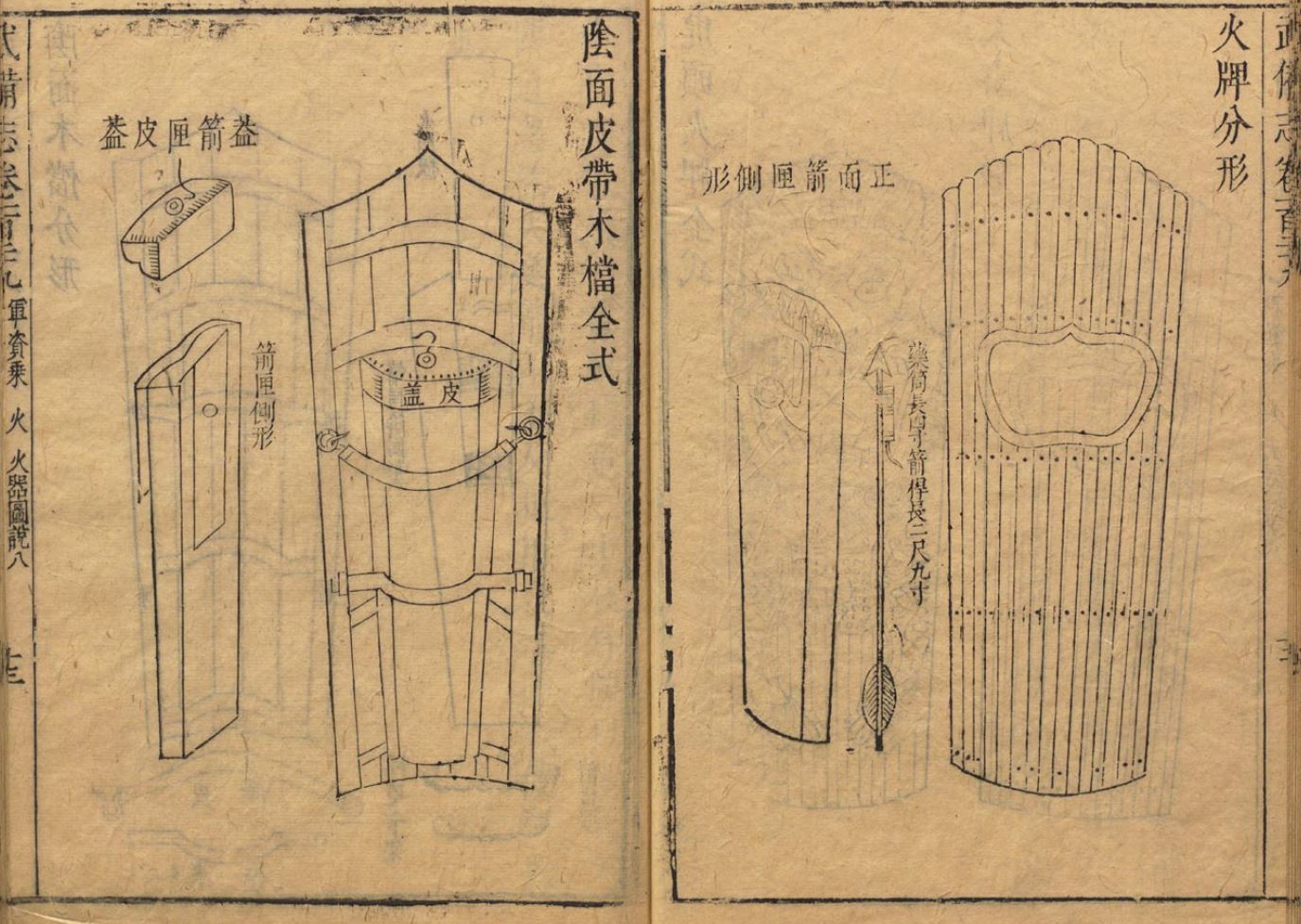
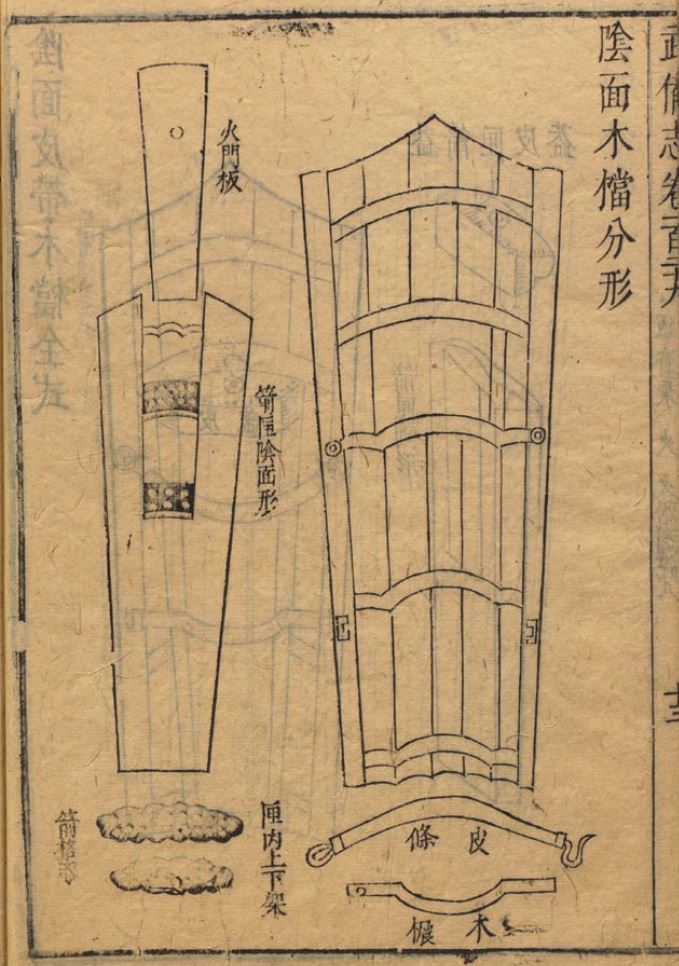
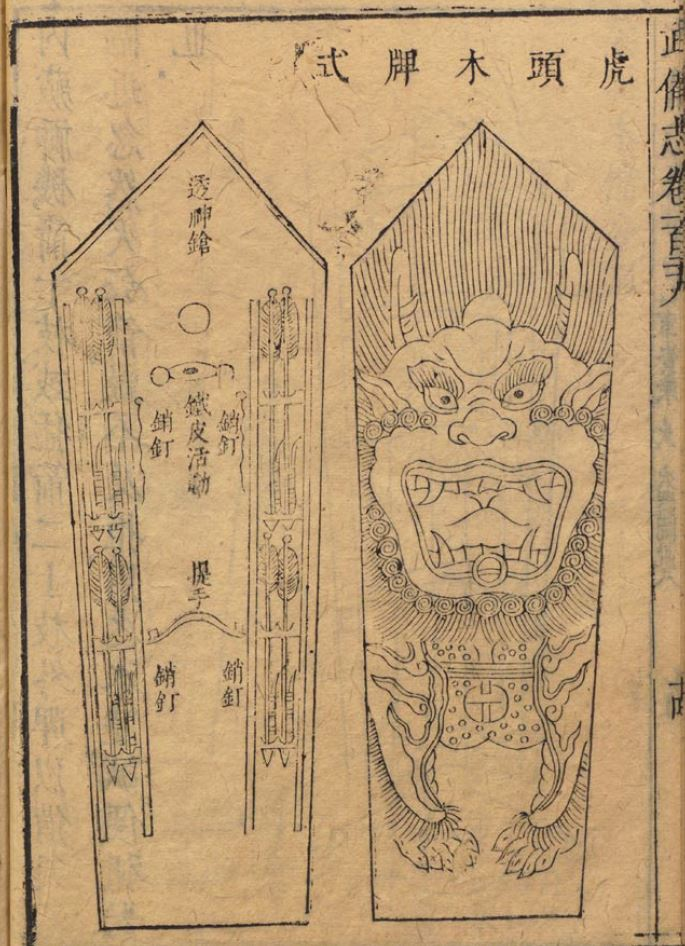
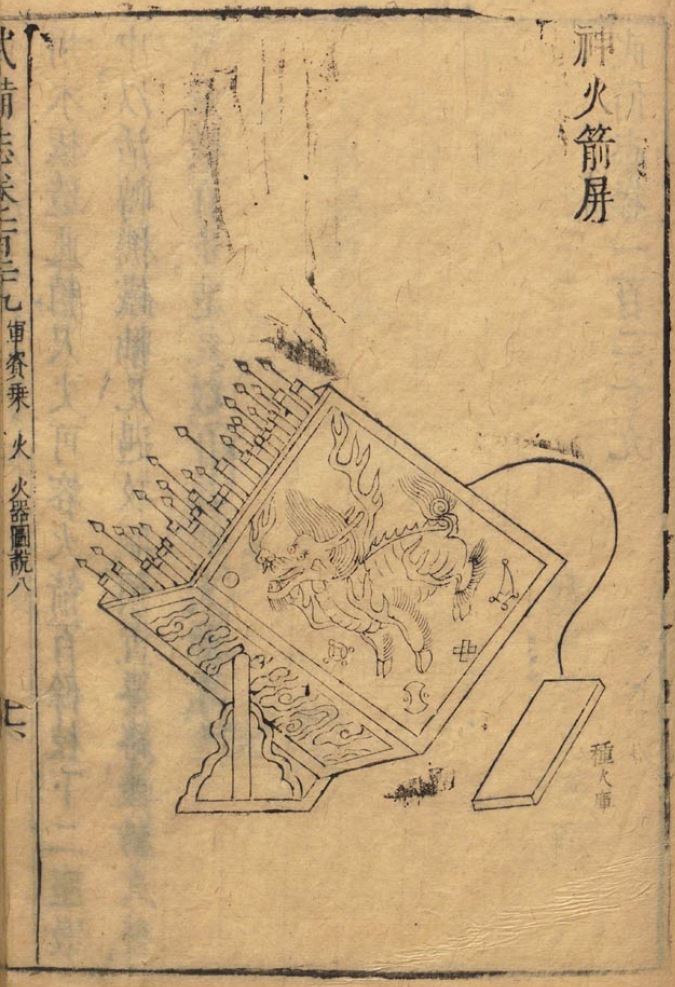
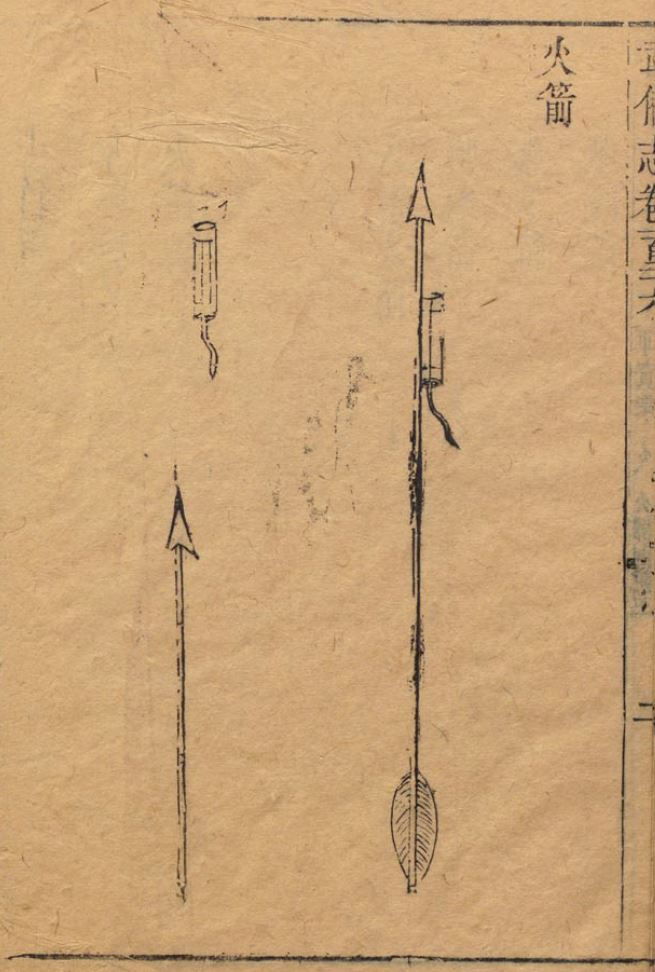
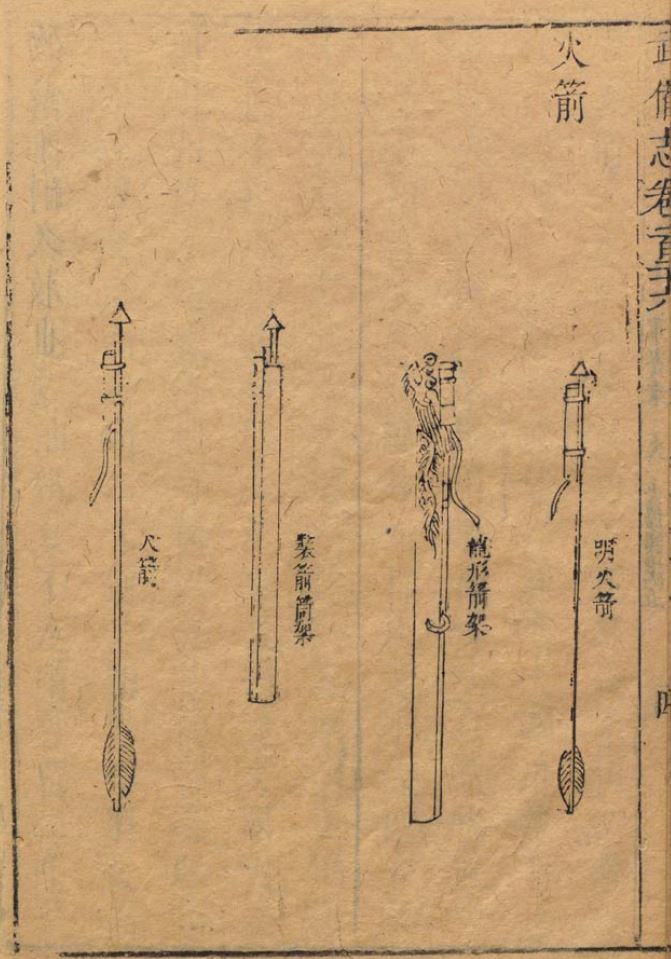
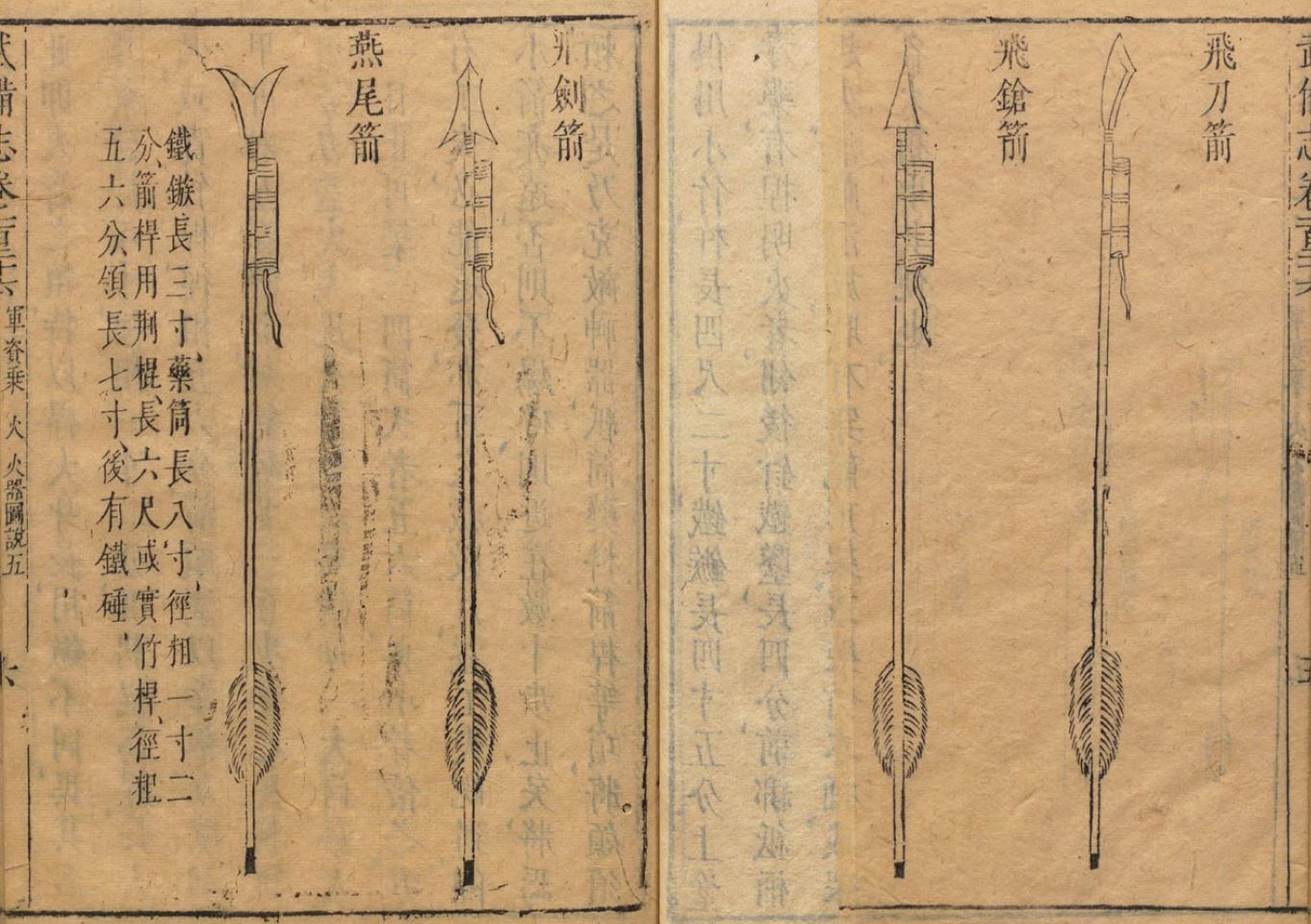
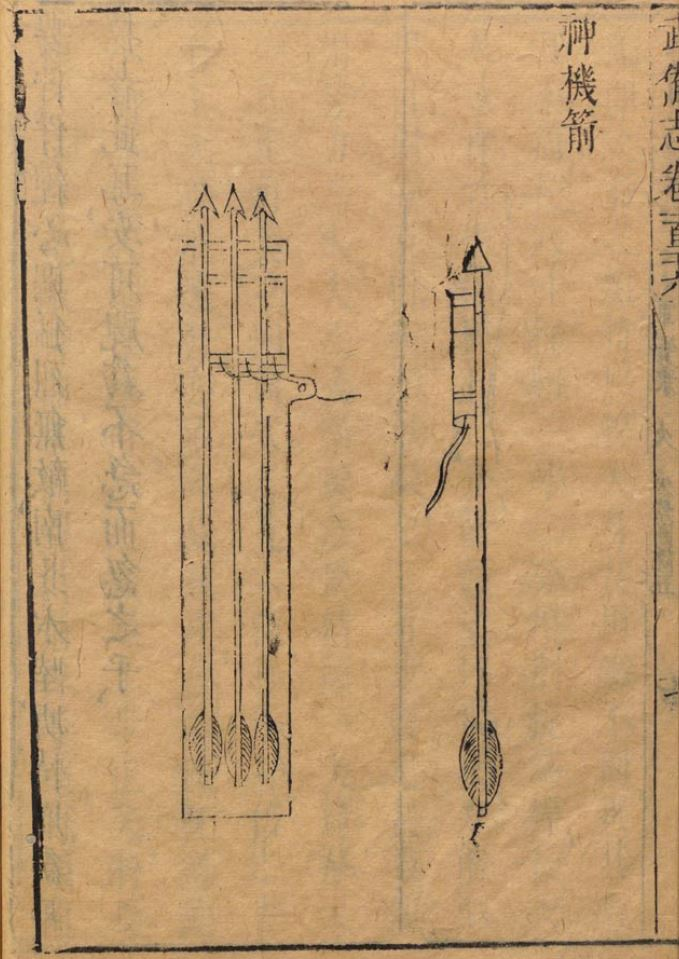
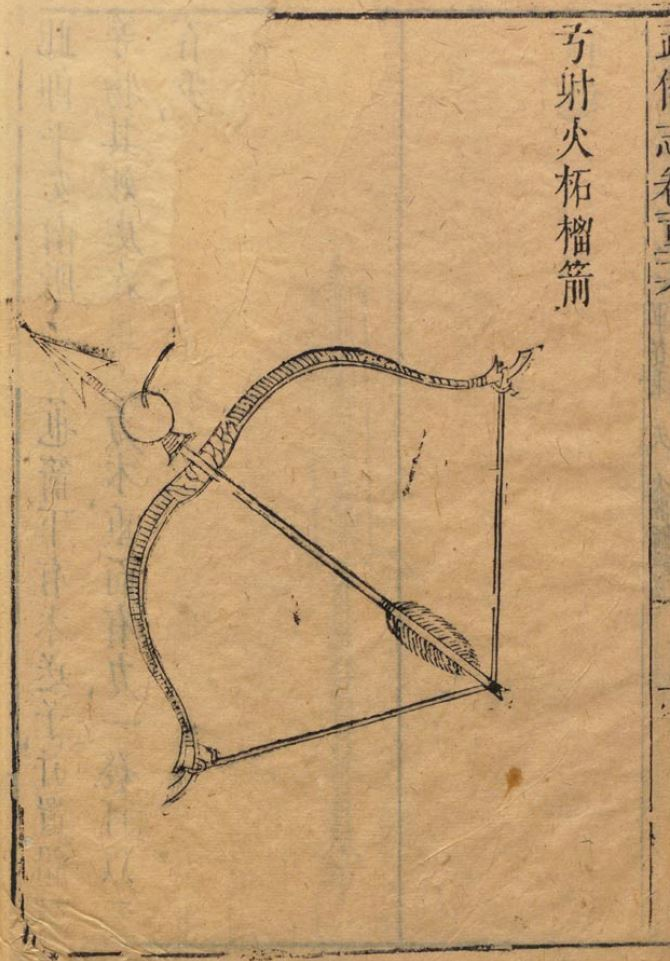
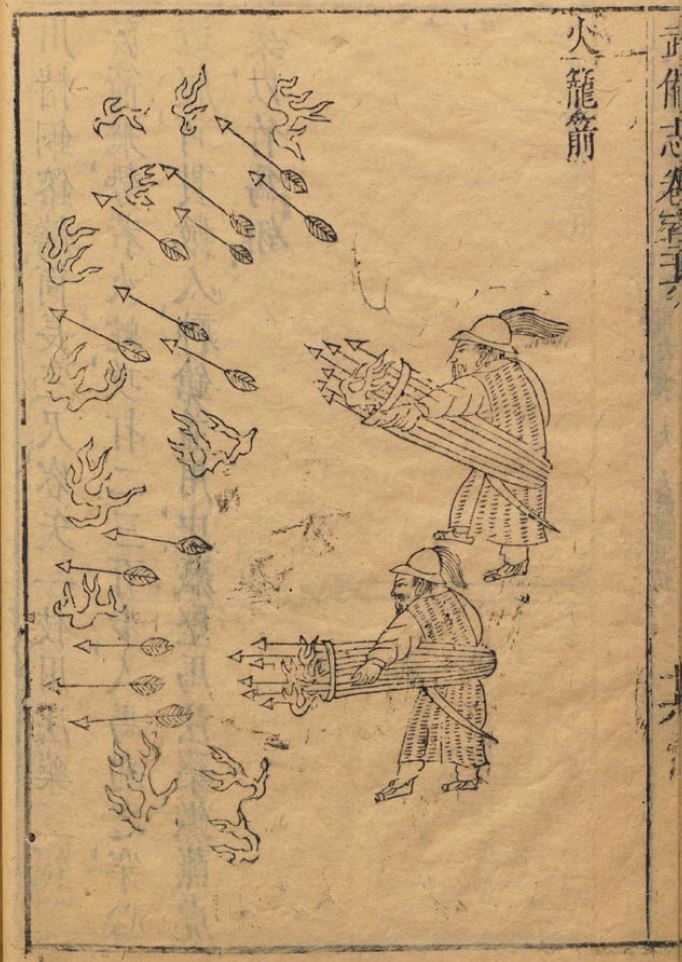
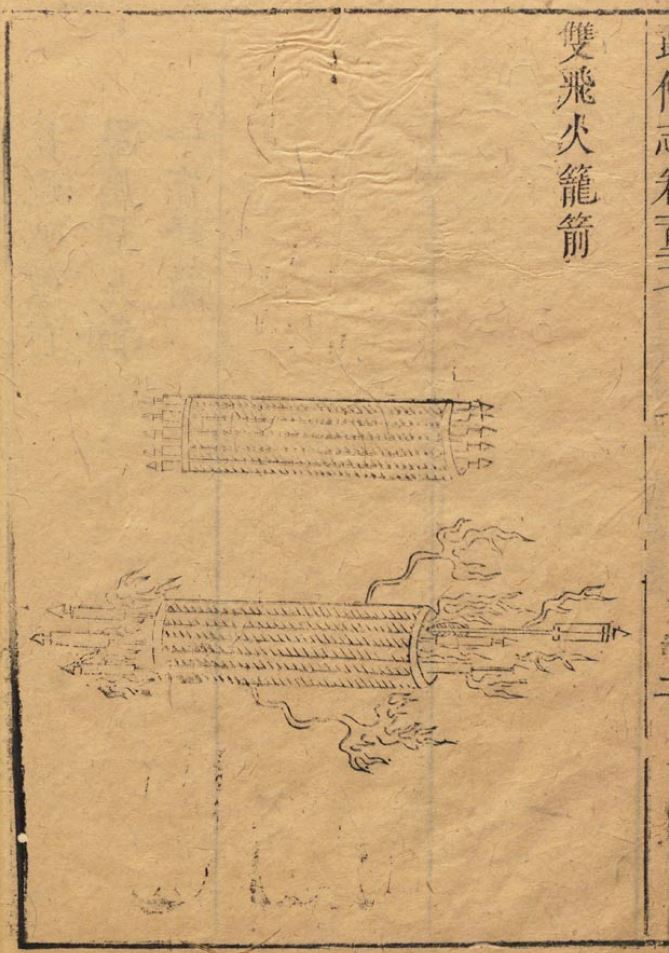
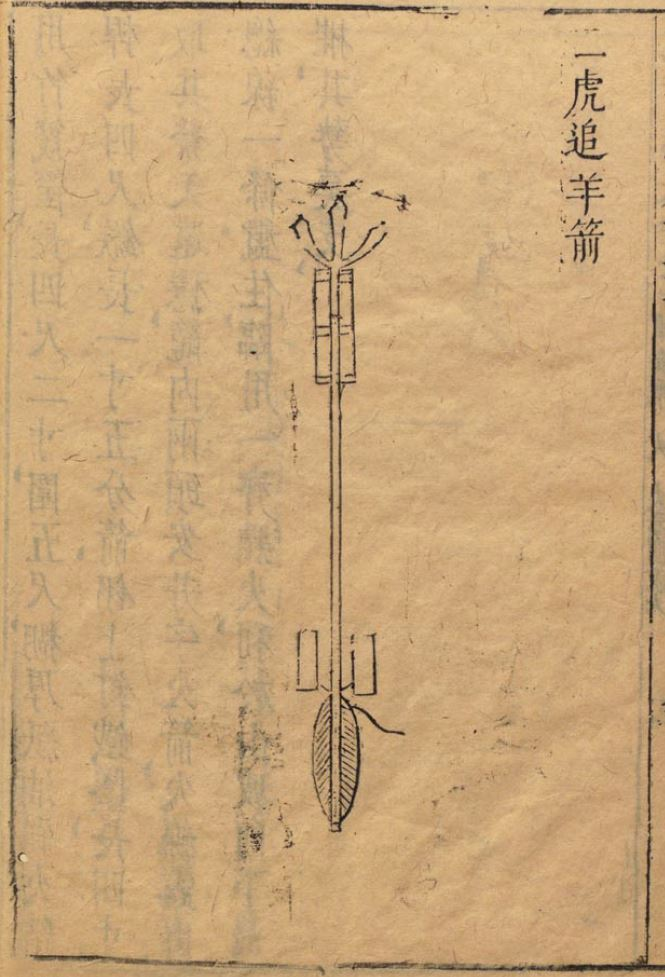
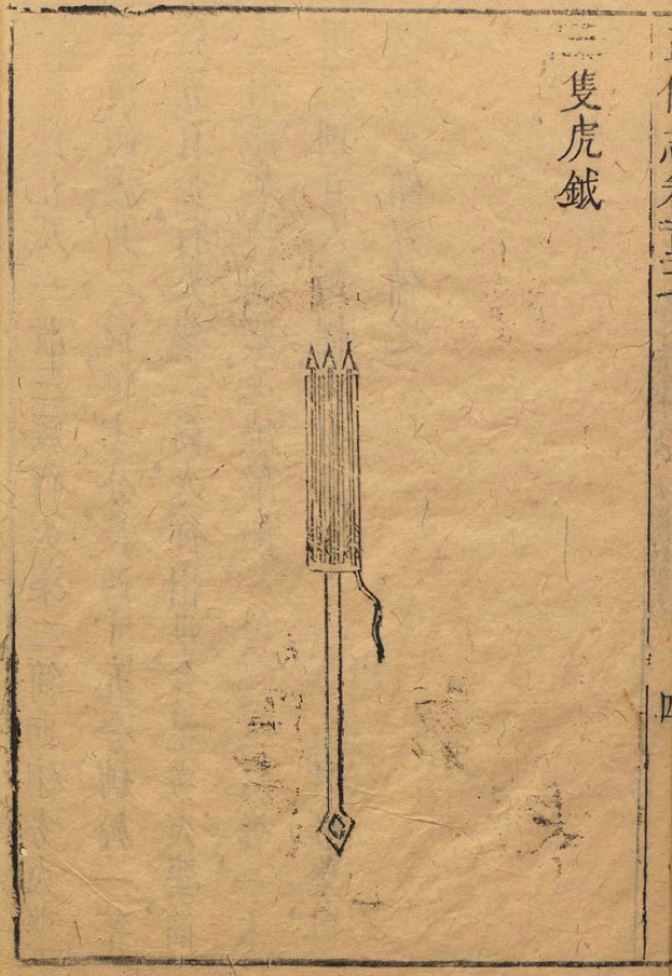
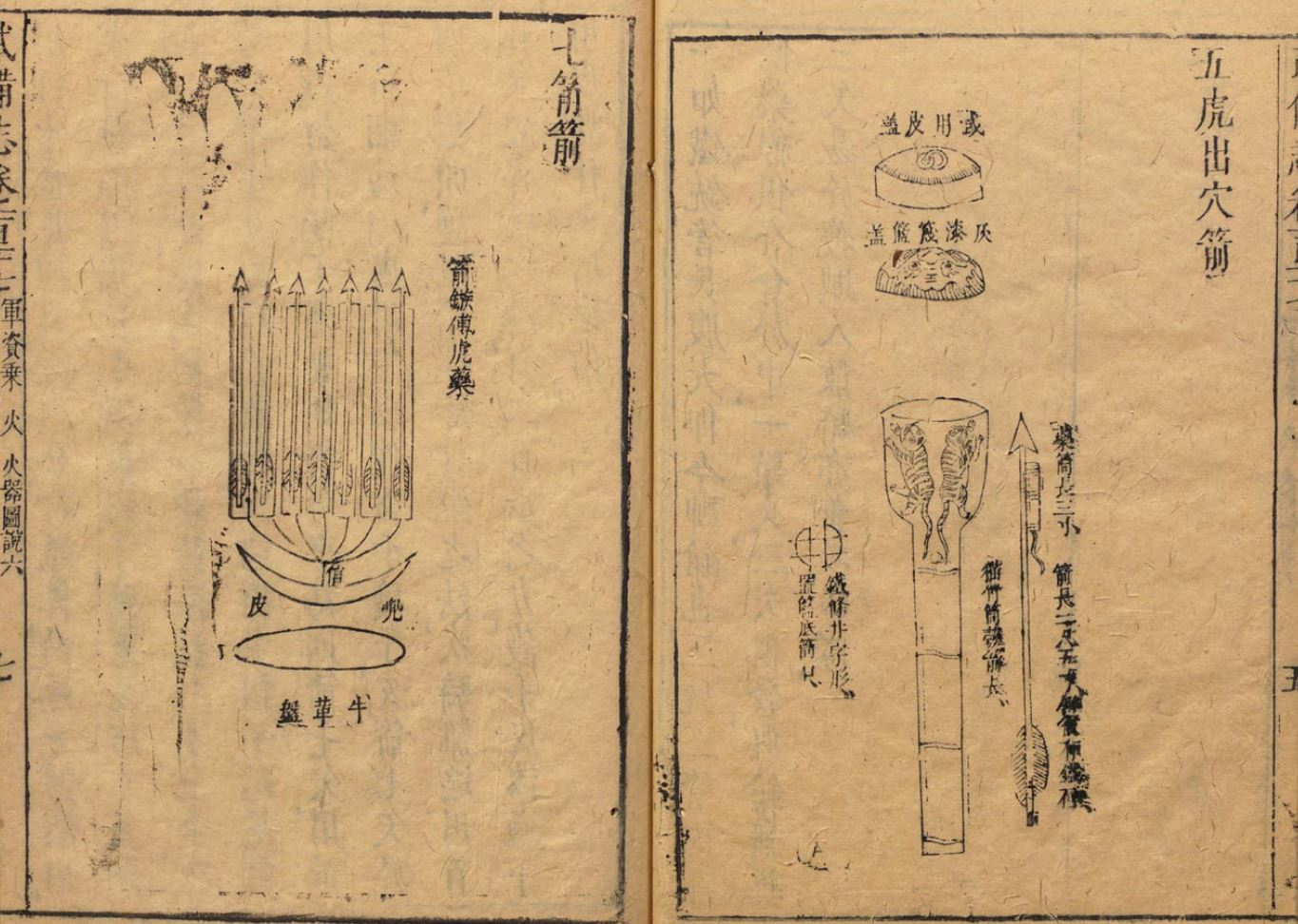
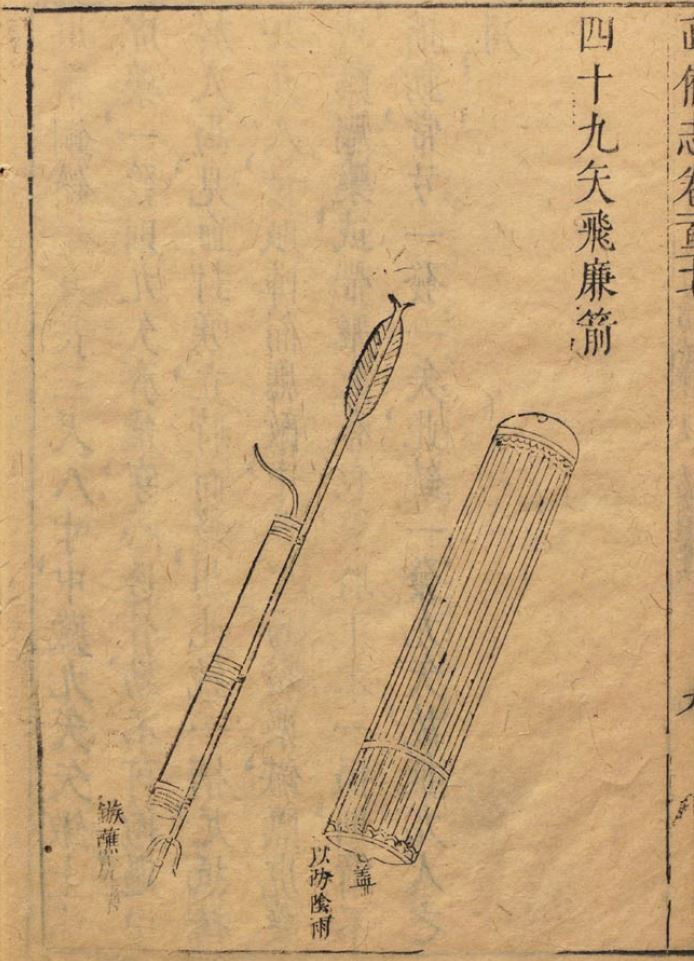
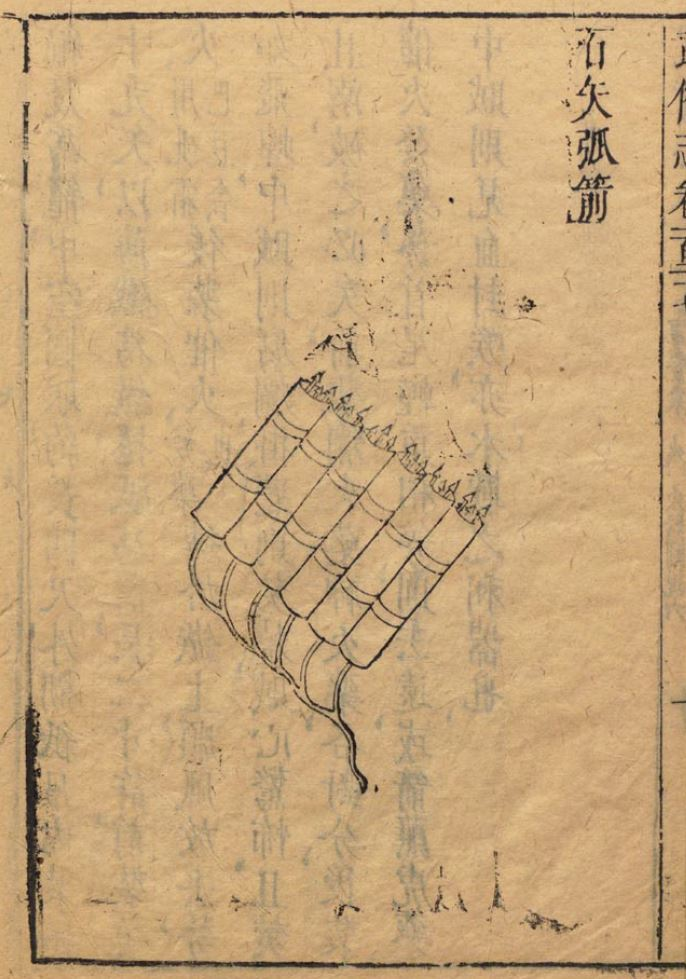
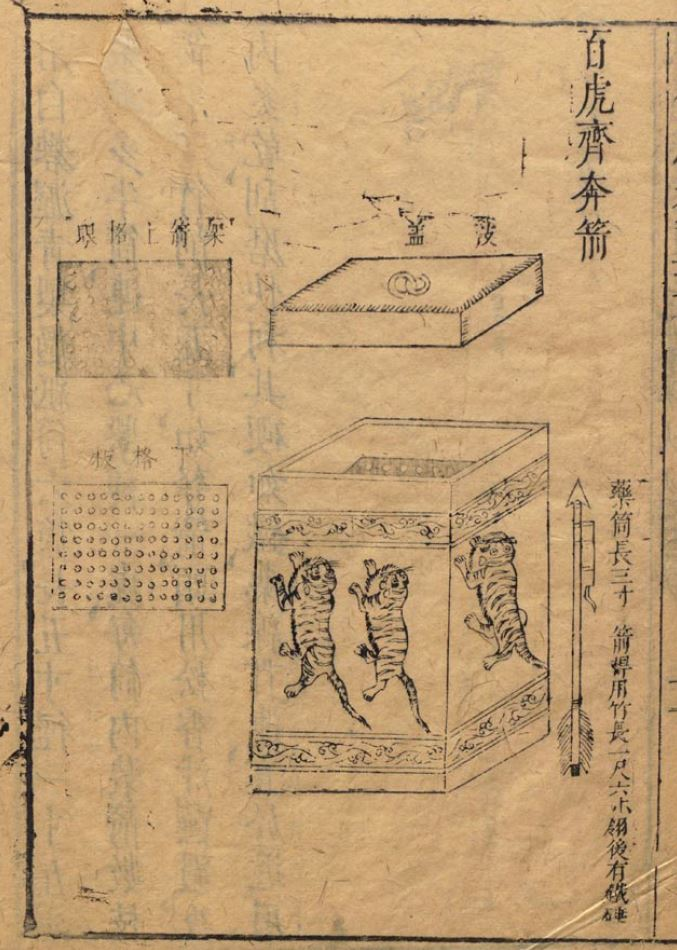
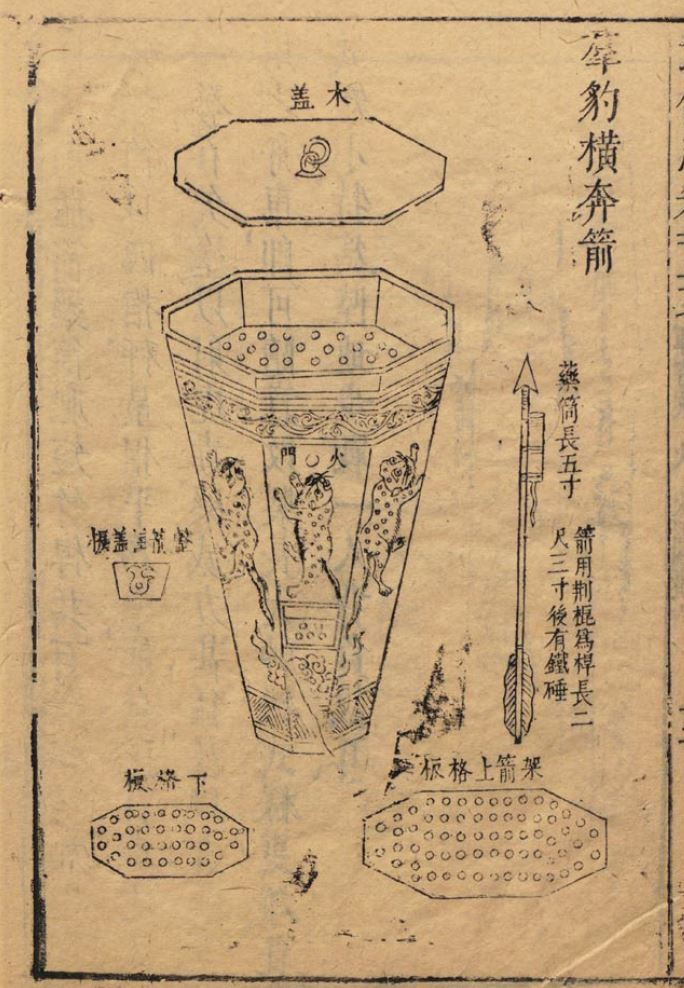
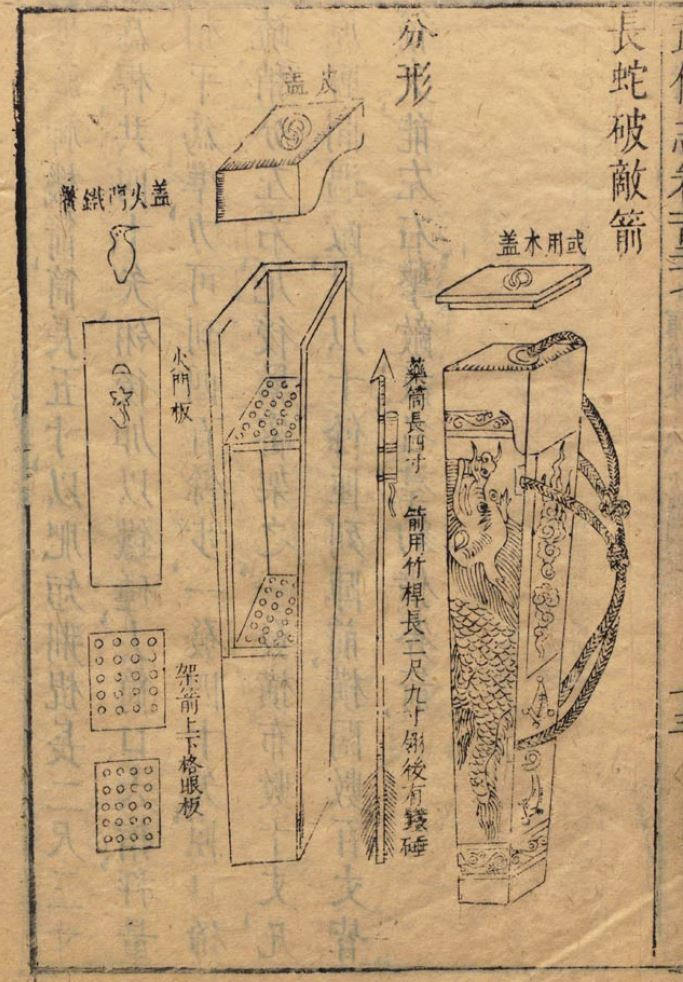
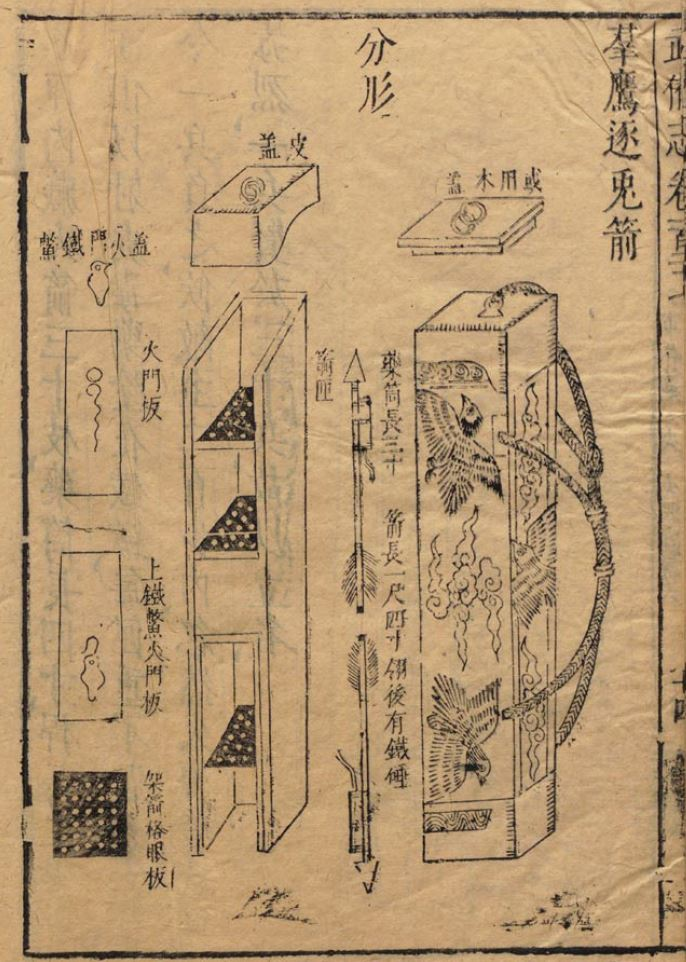
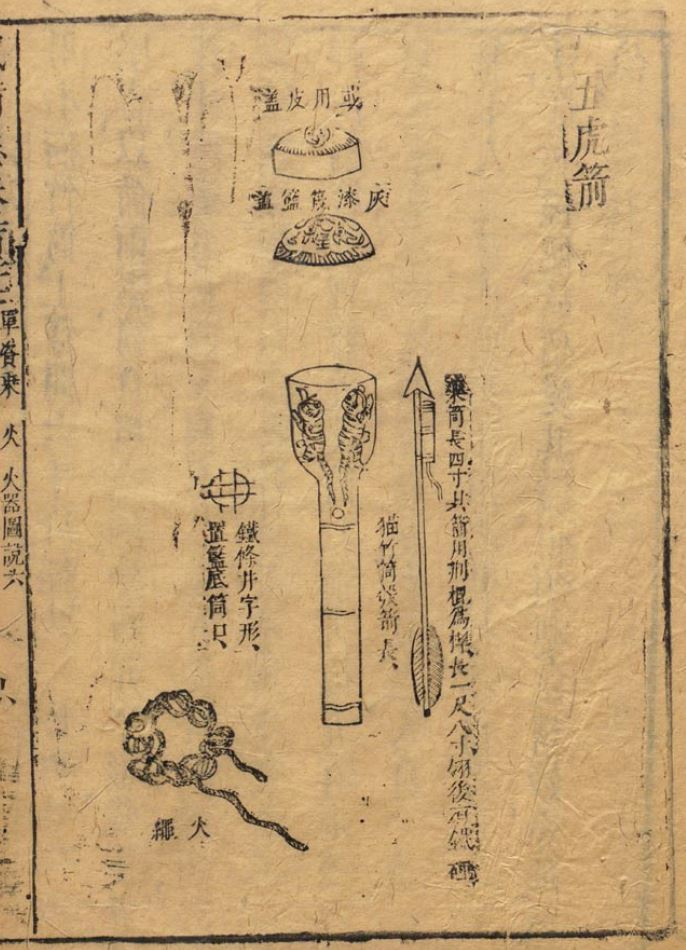
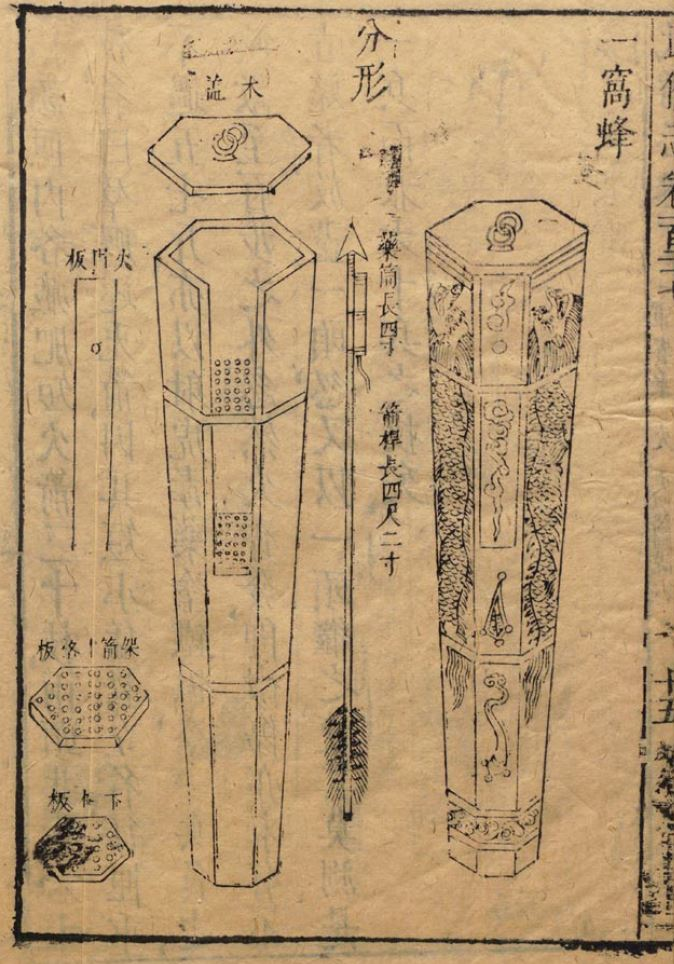

### Khẩu thần công cầm tay và phun lửa

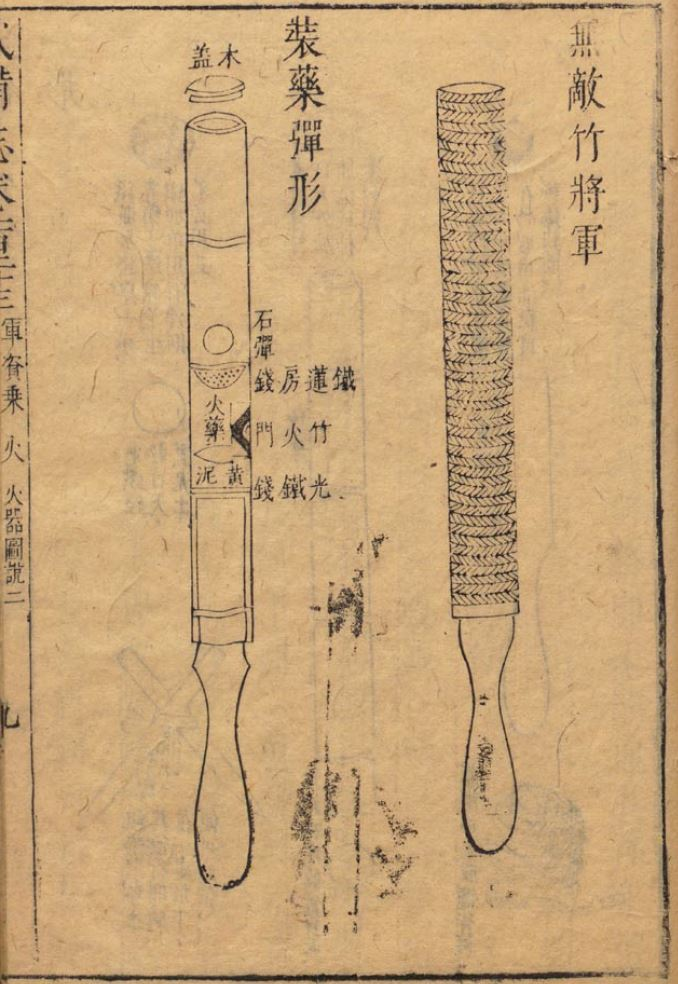
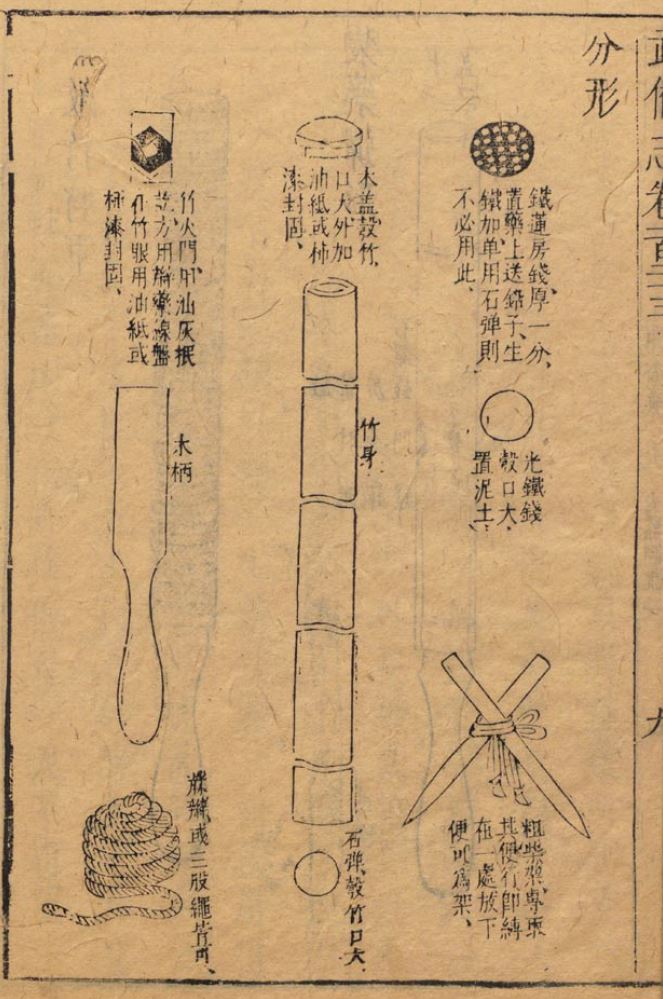
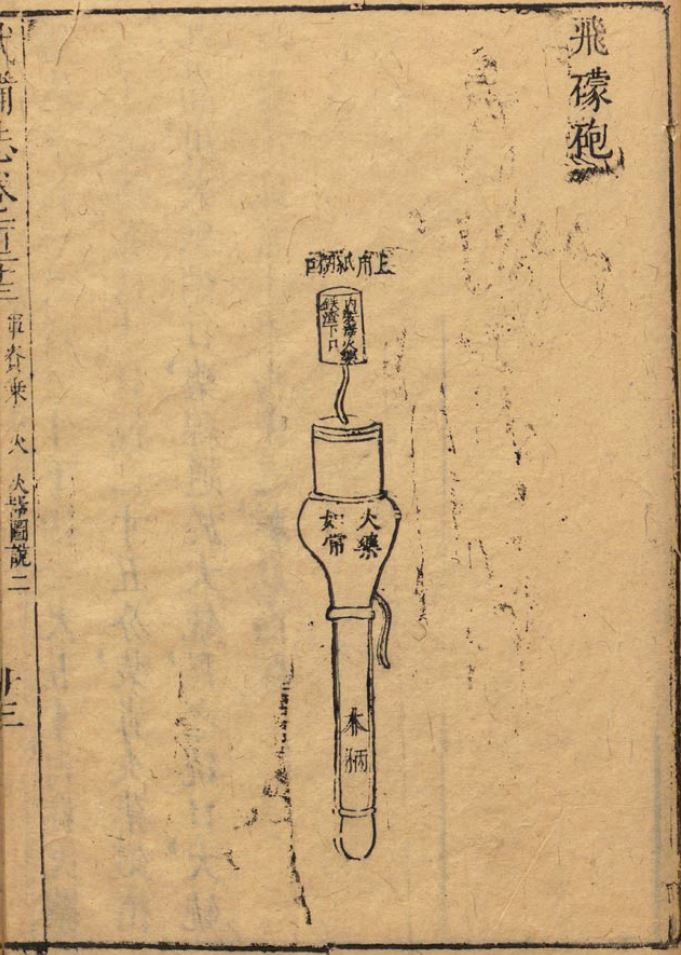
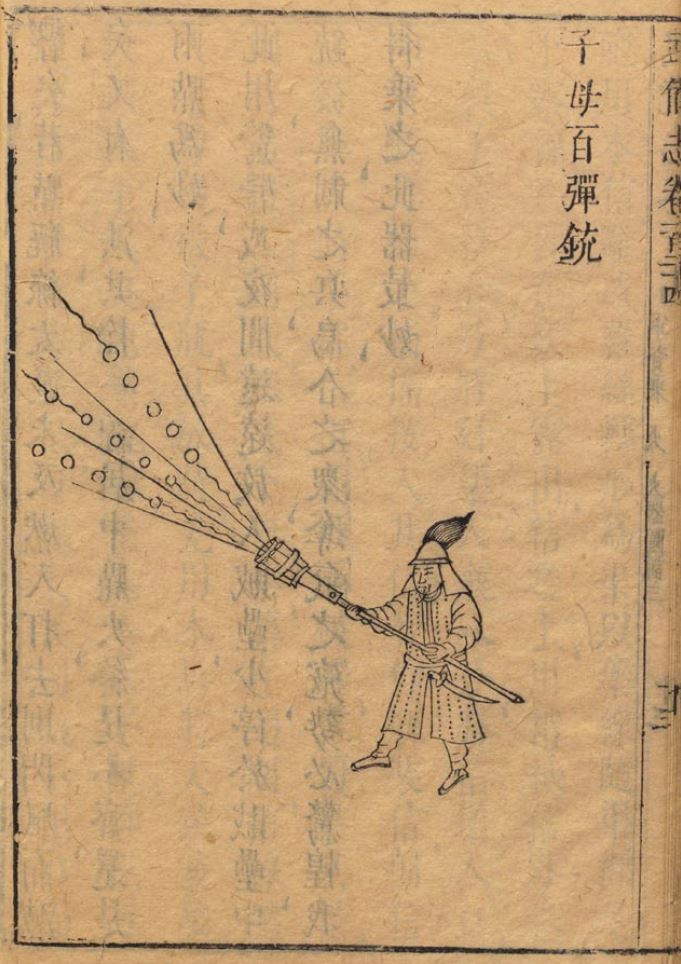
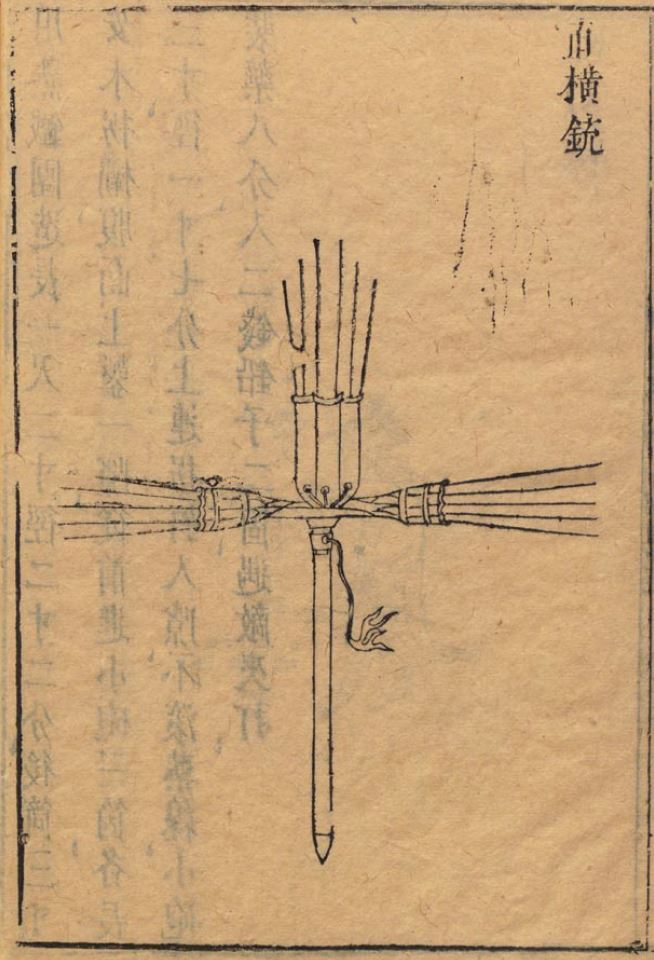
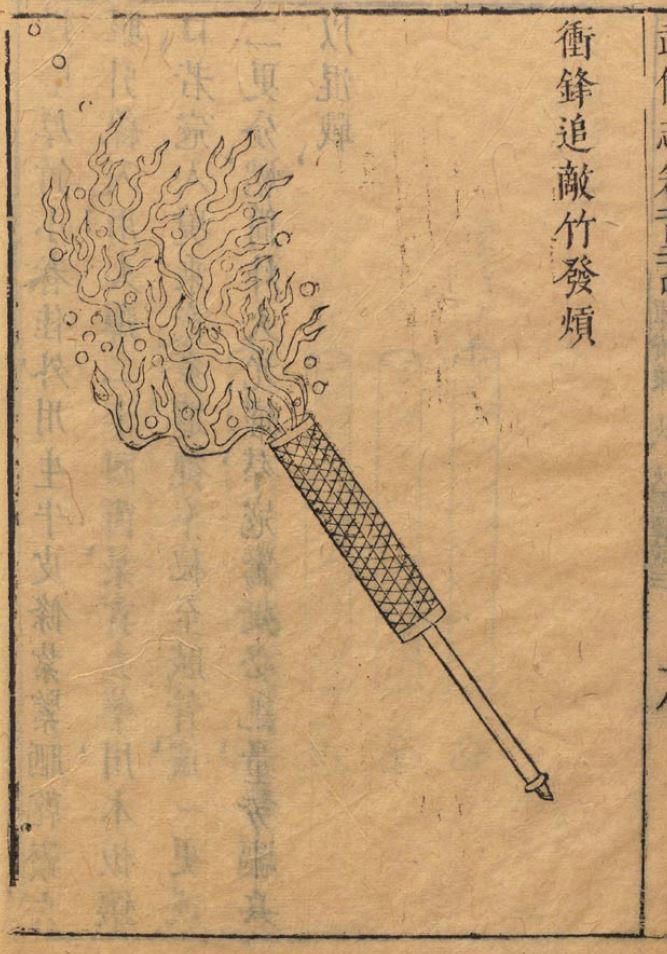
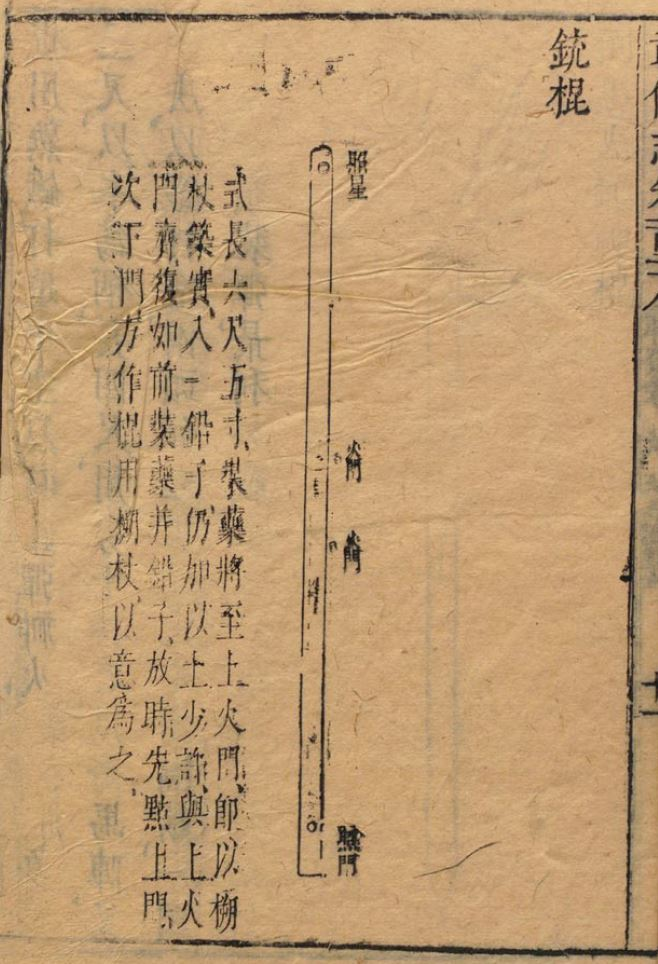
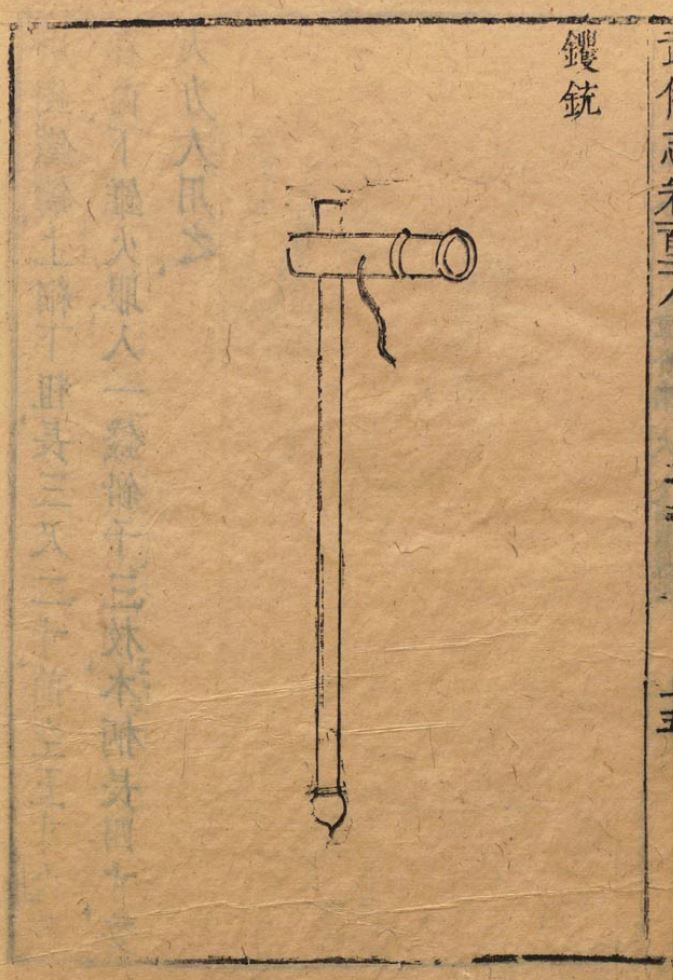
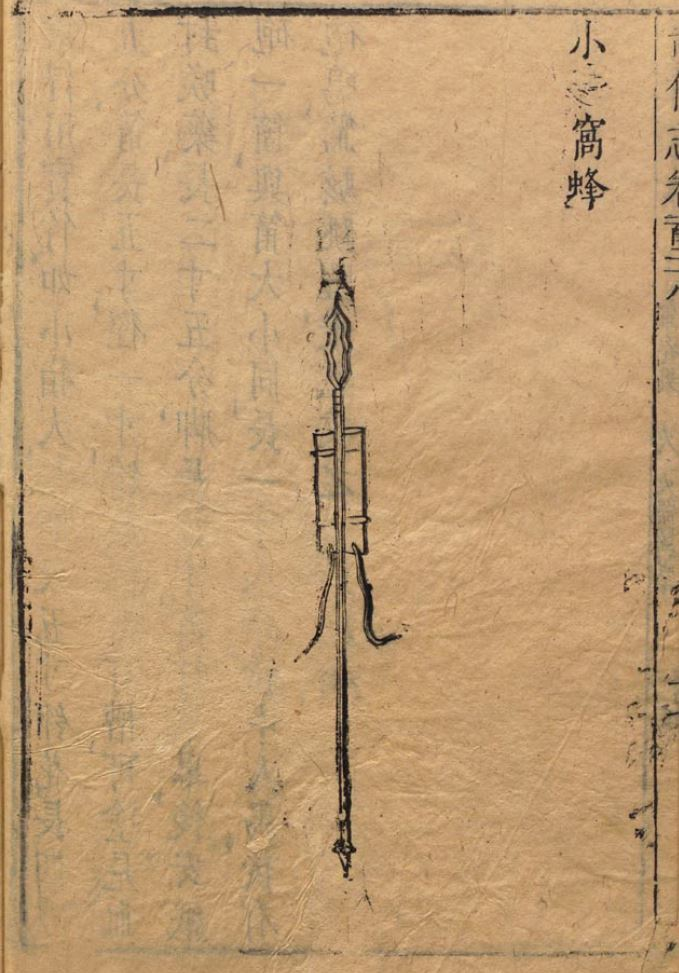
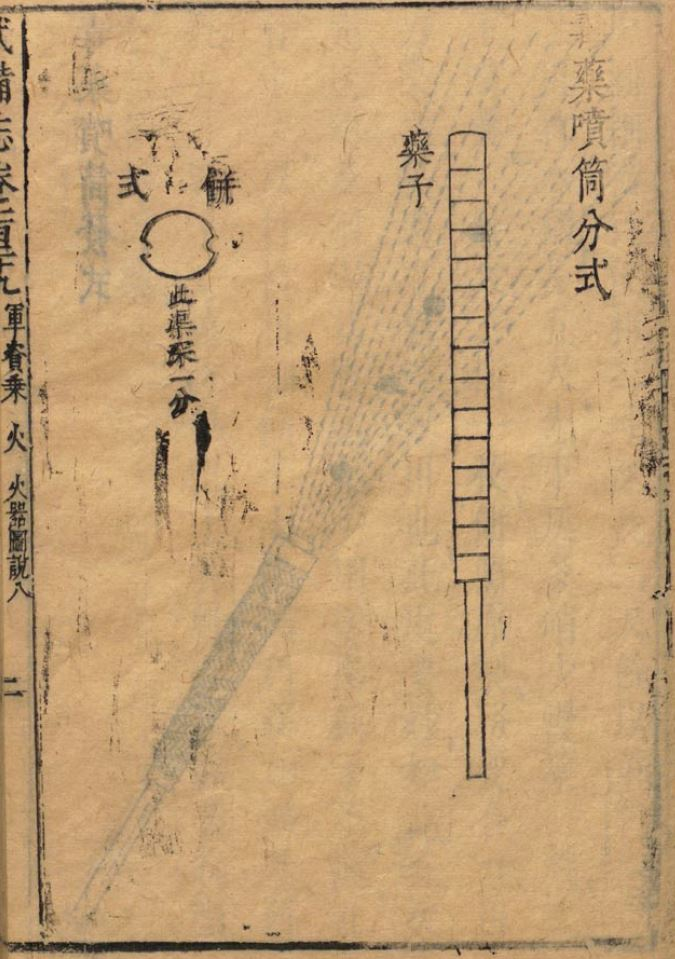
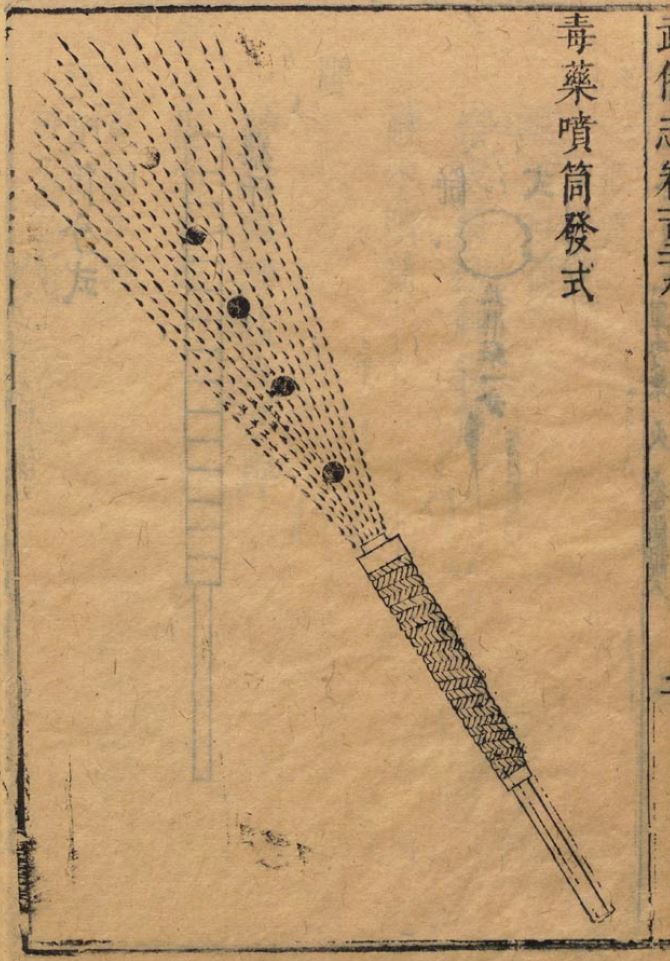
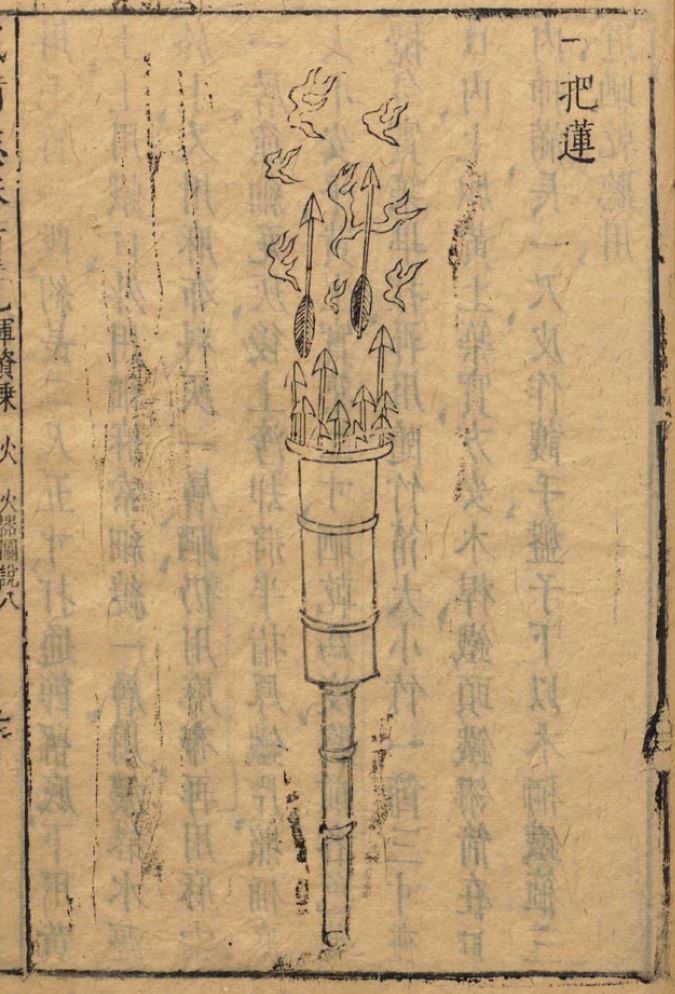
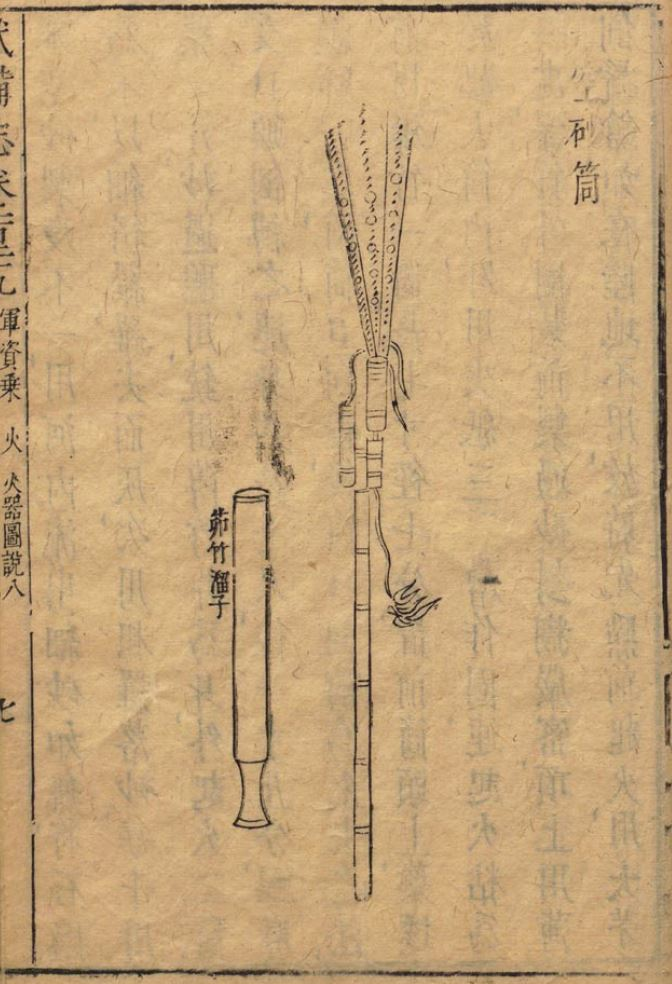
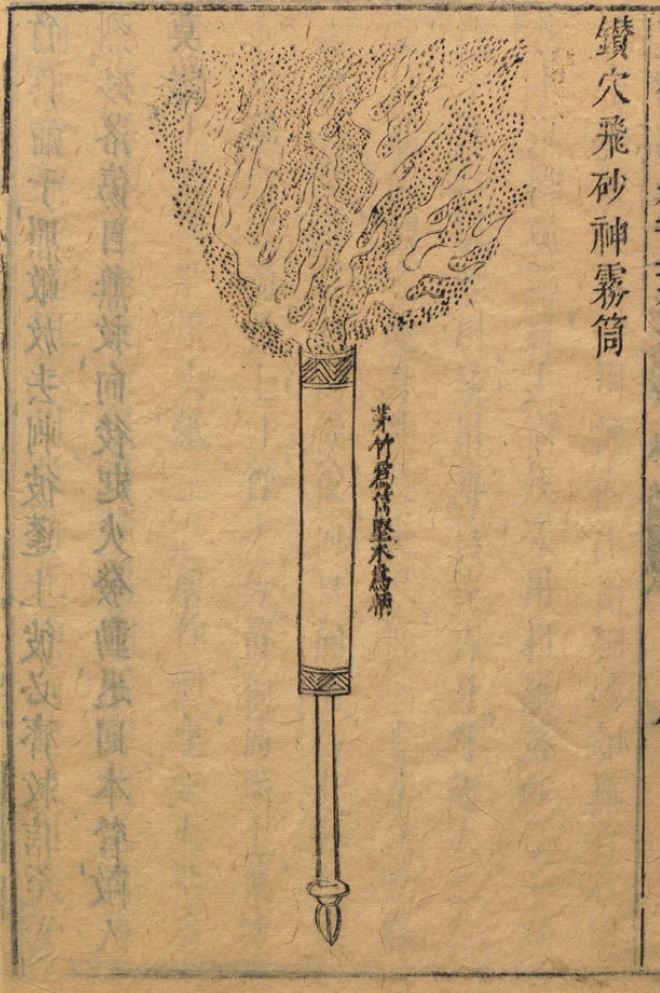
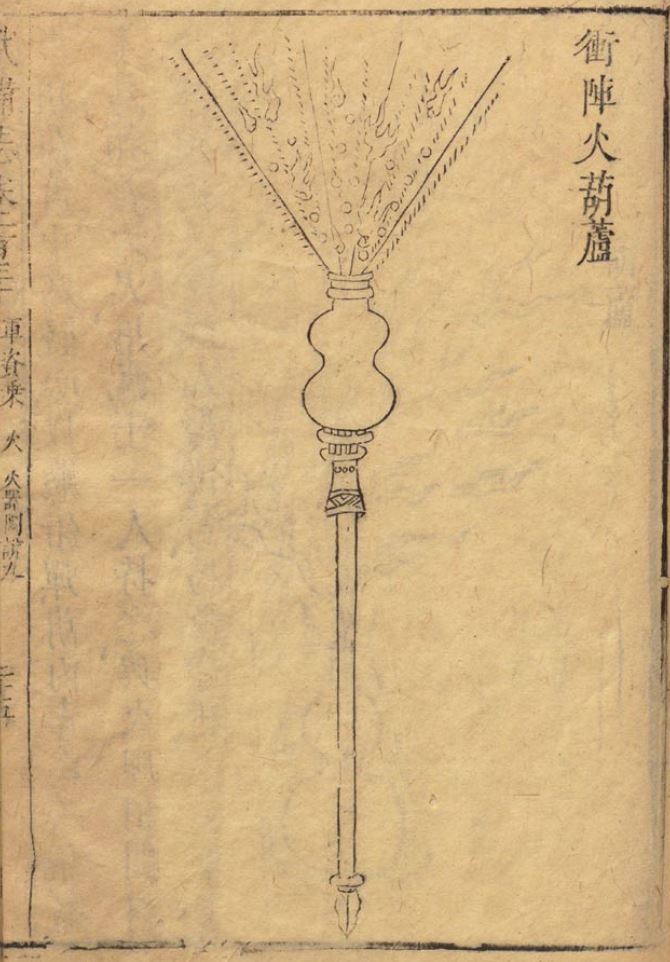
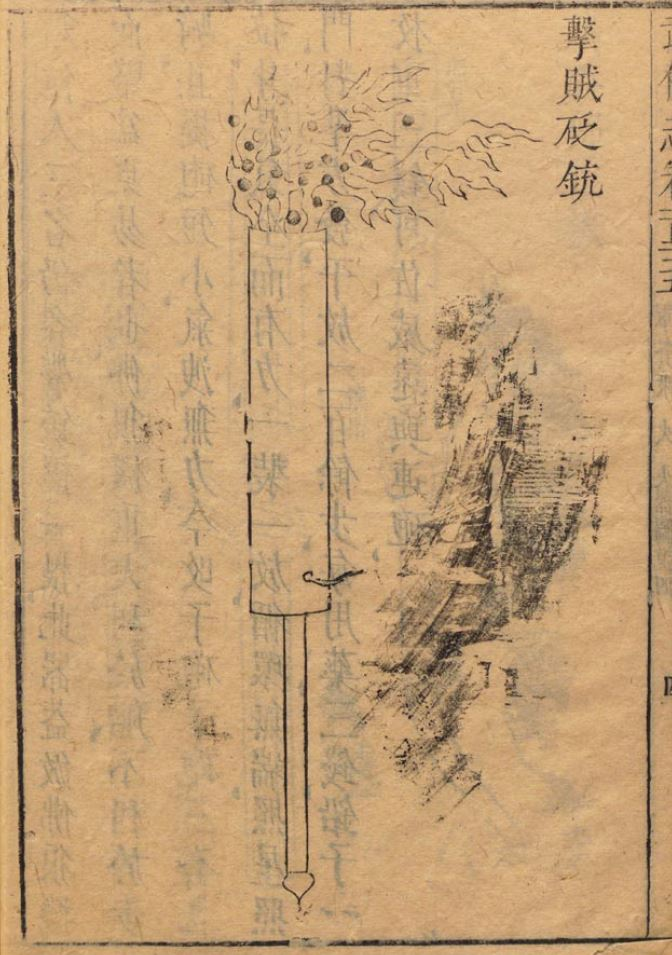
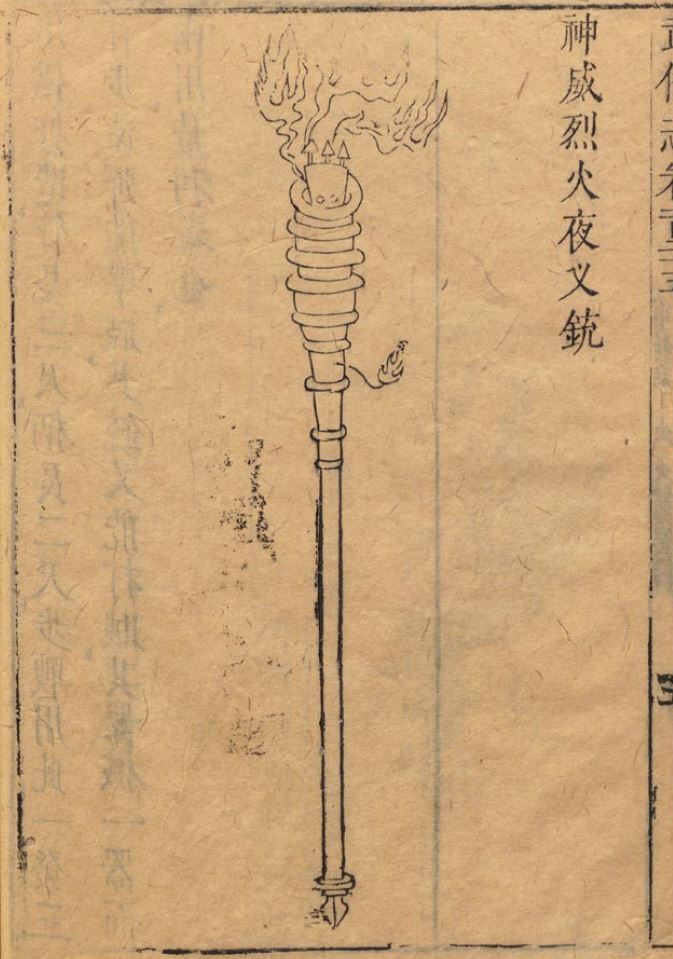
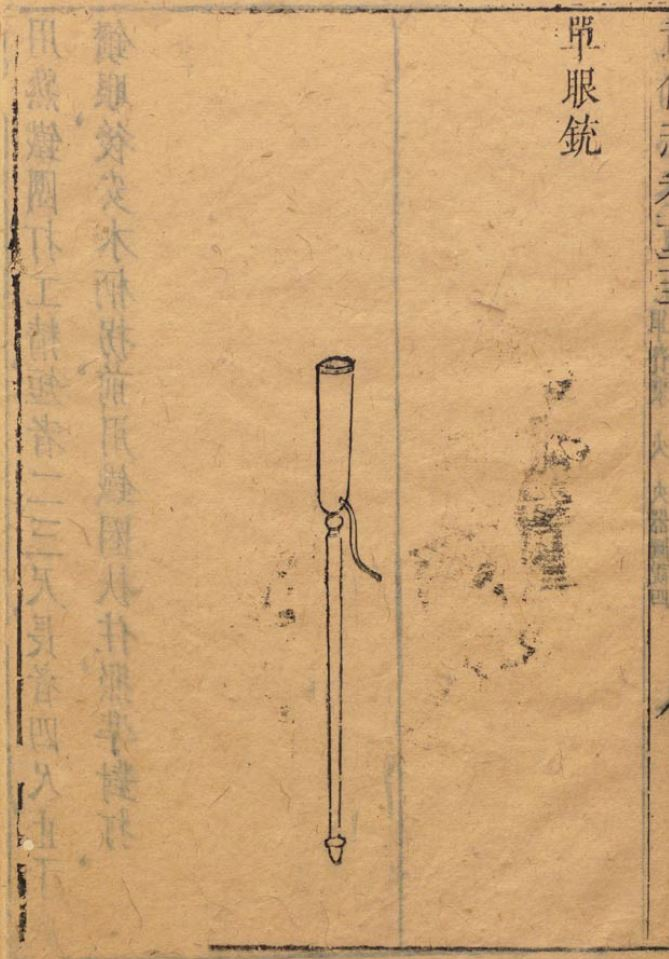
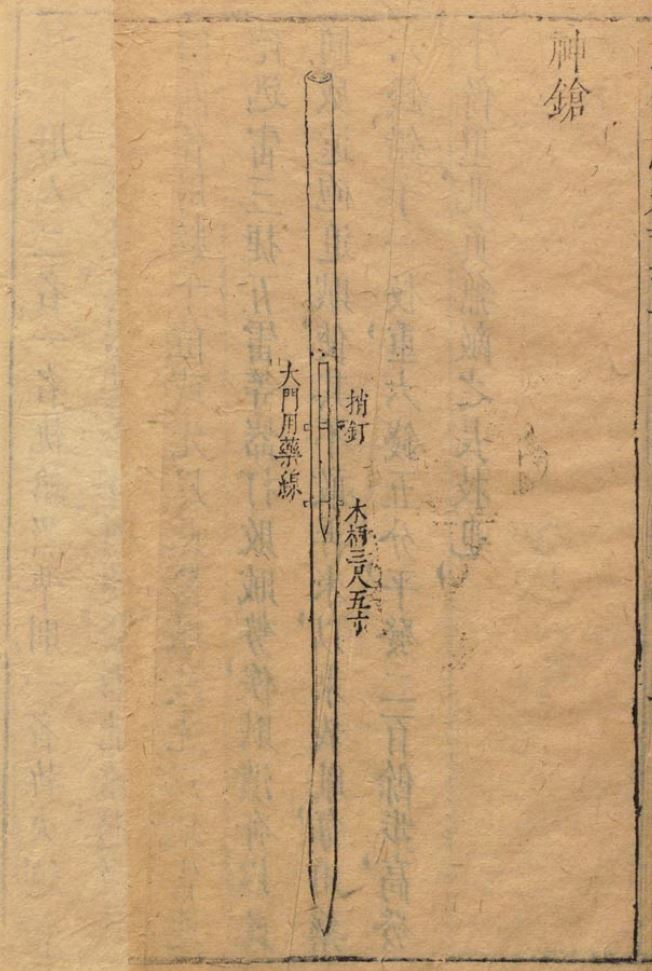
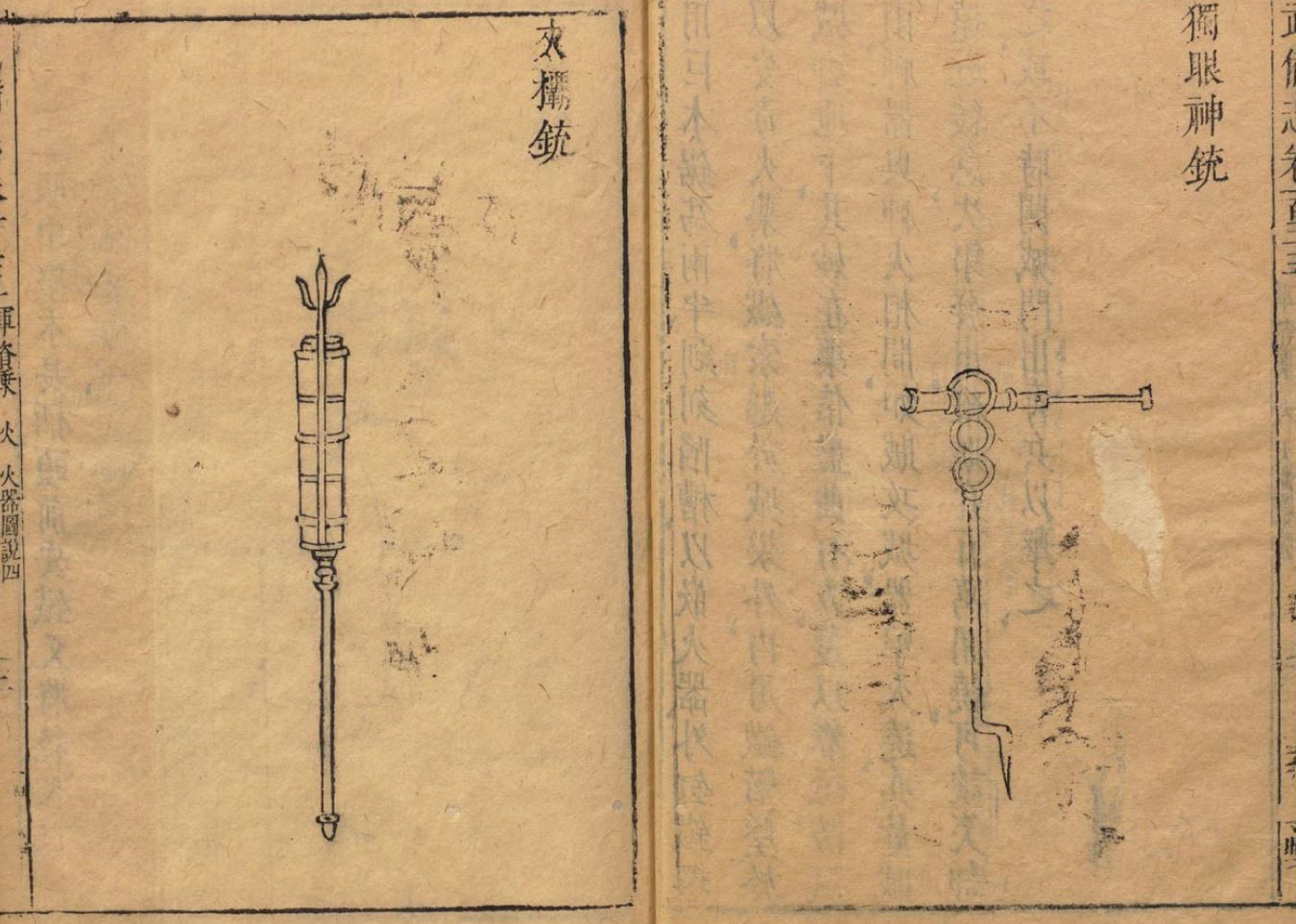
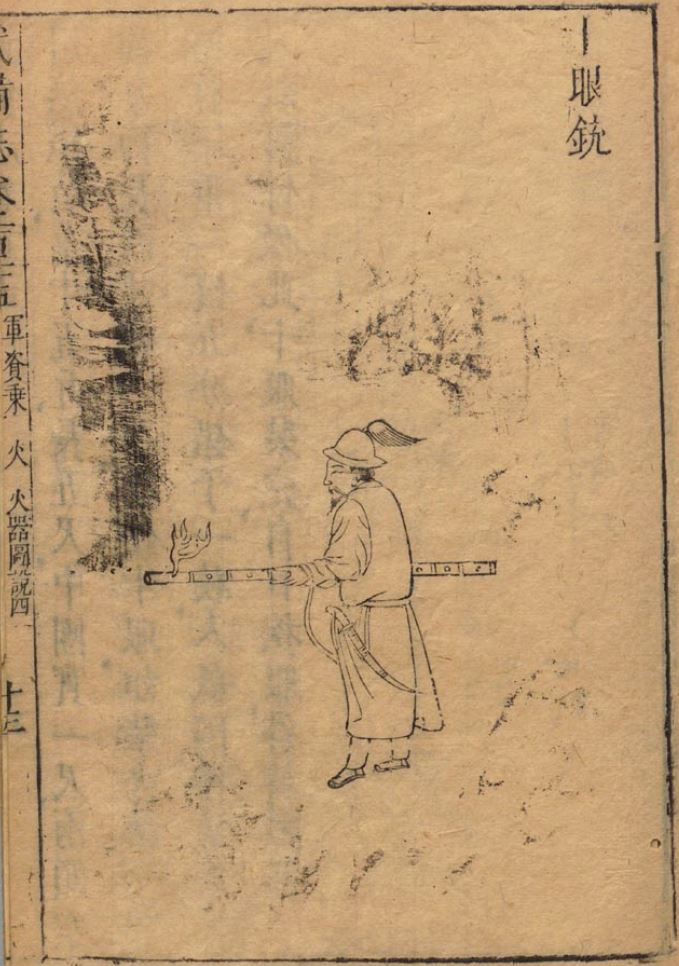
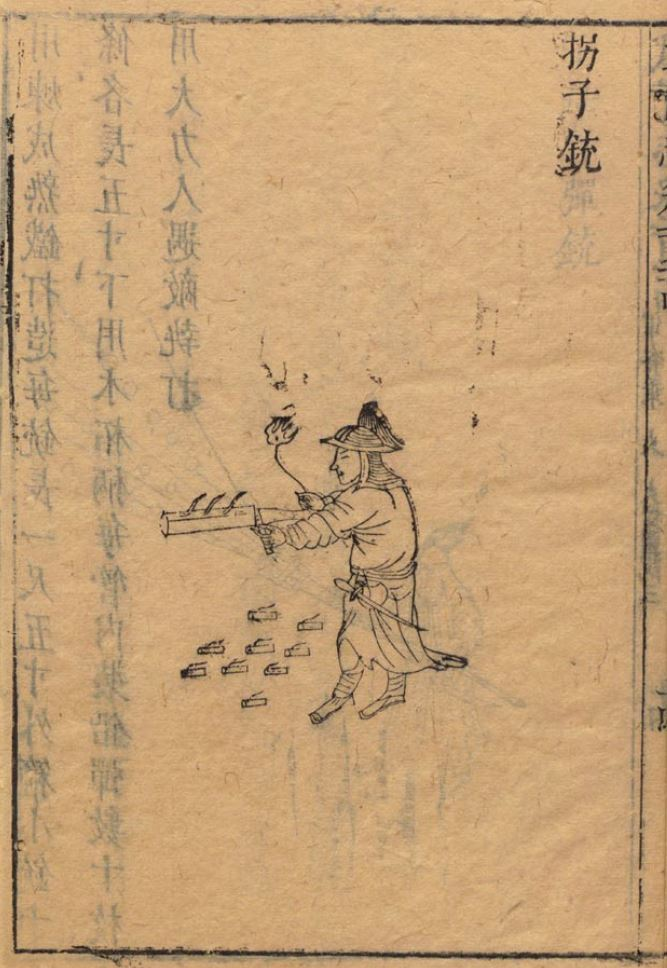
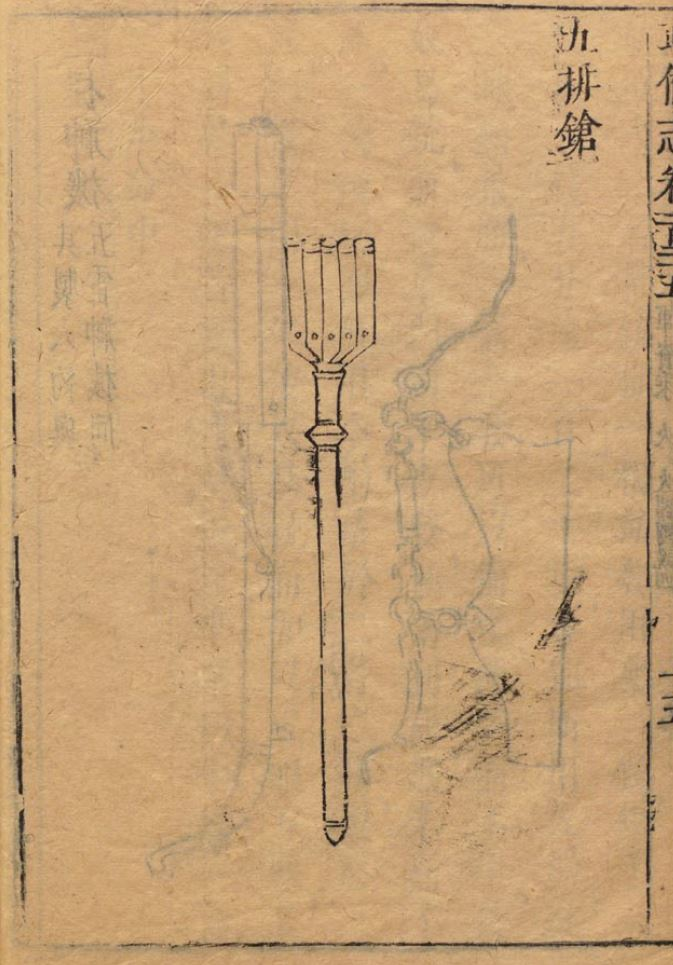
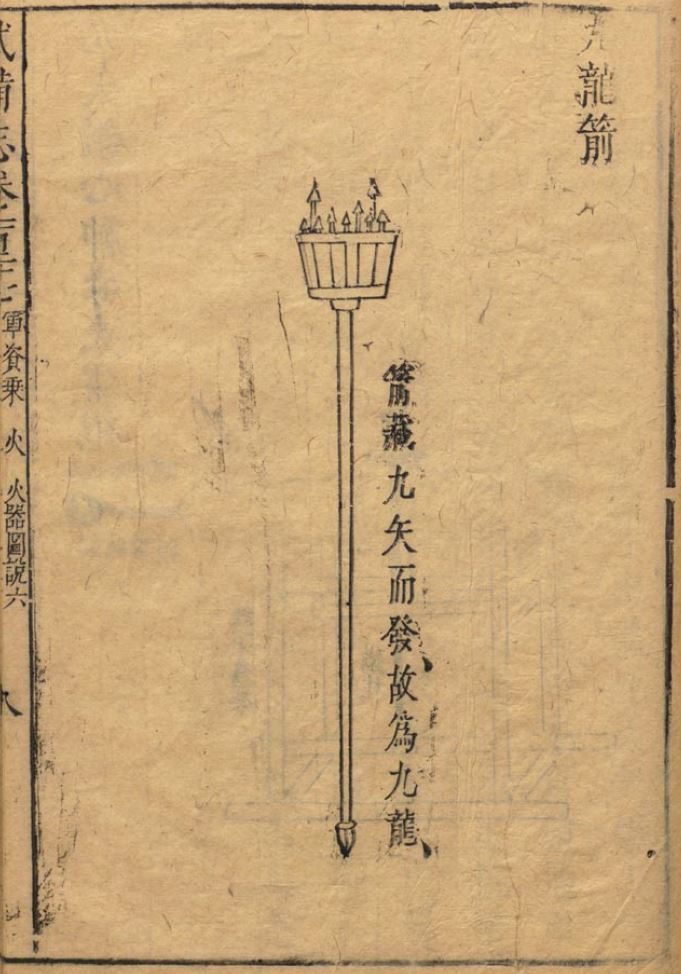
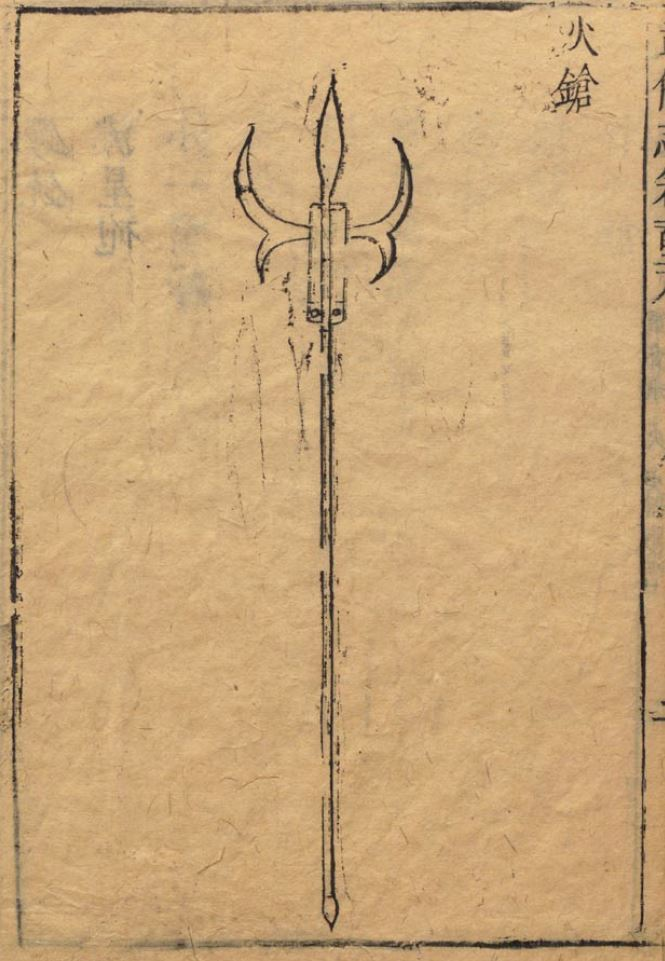
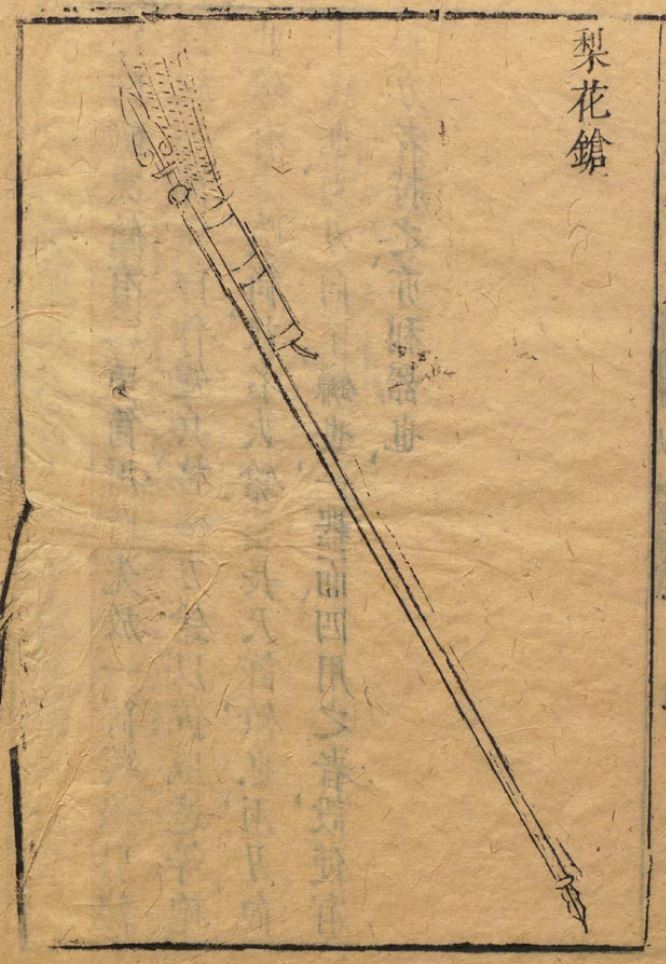
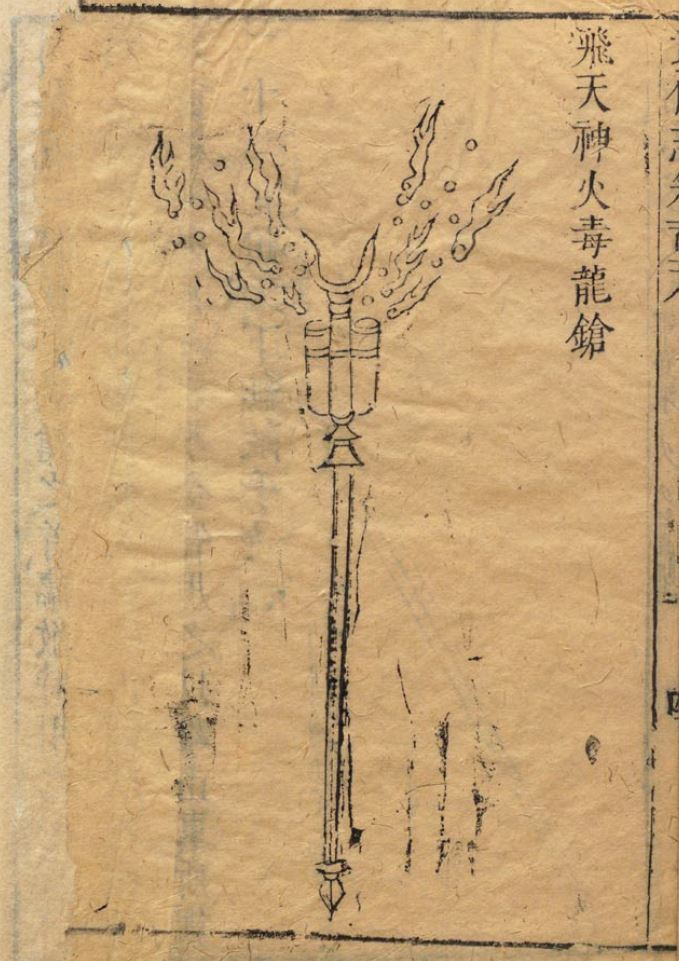
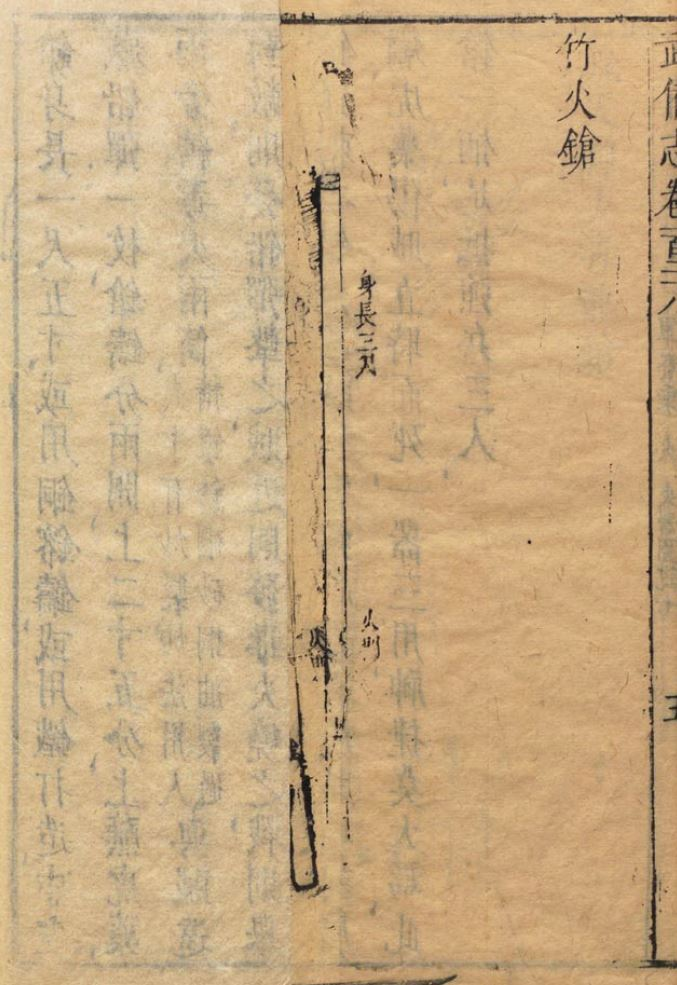
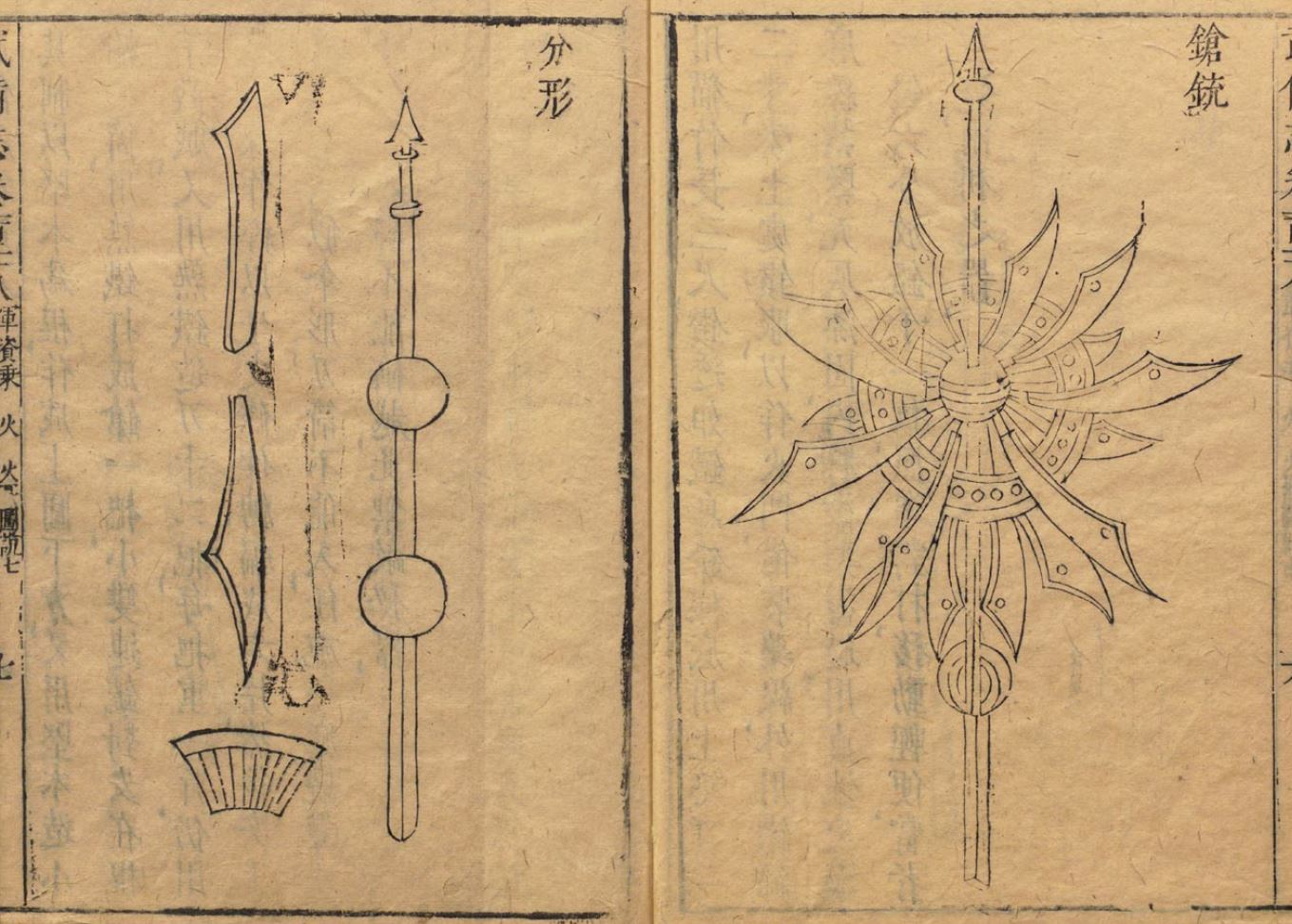
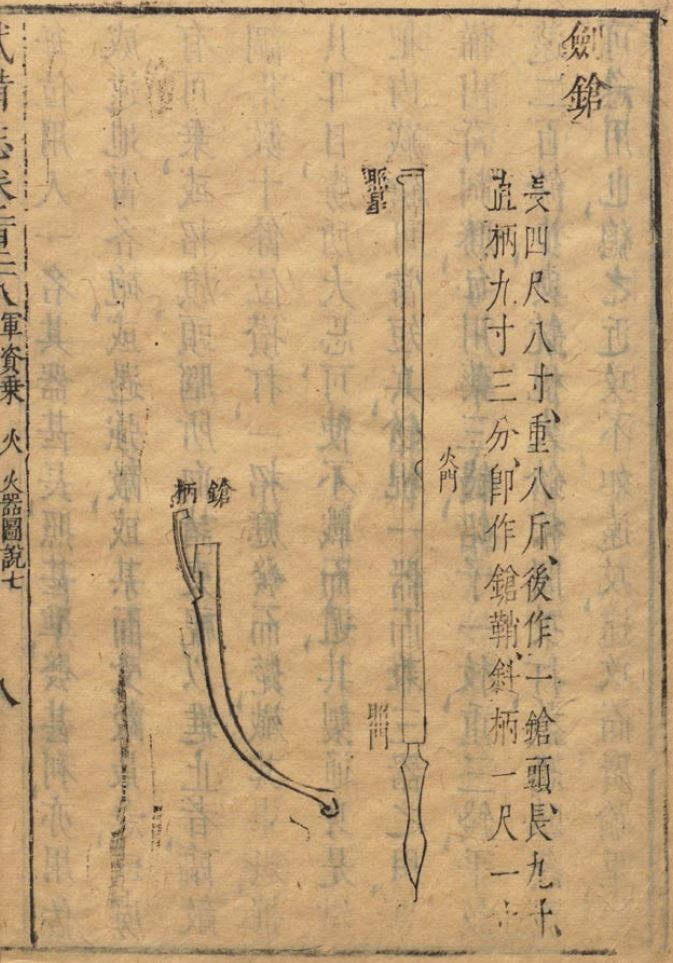
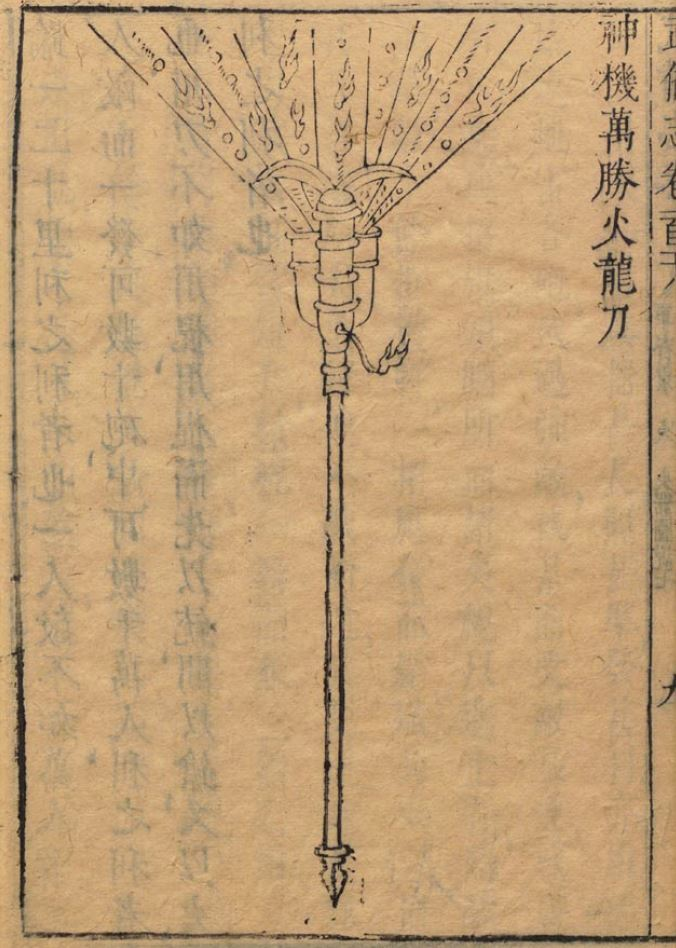
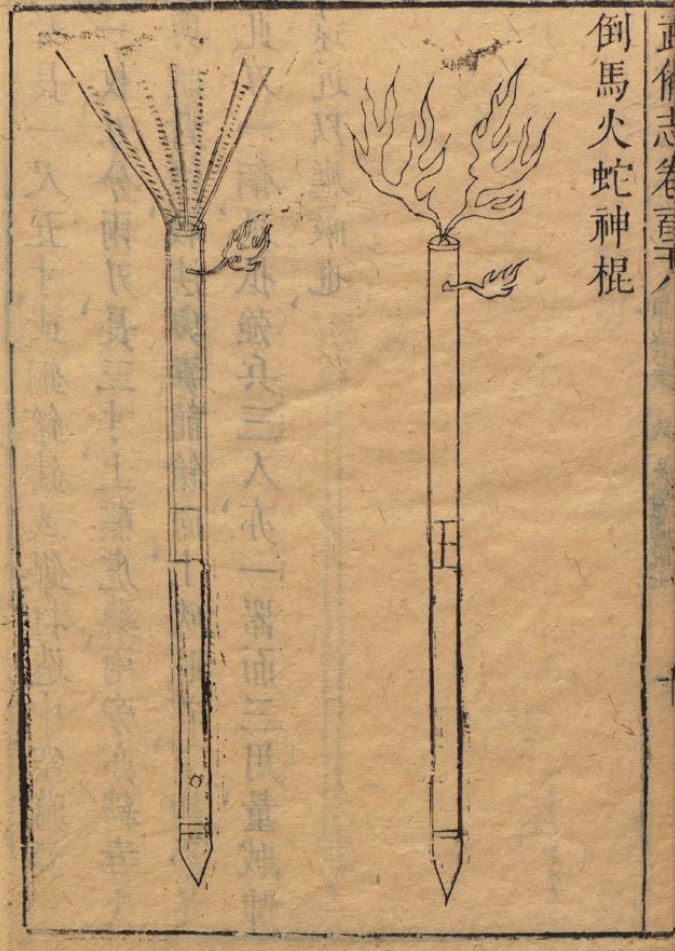
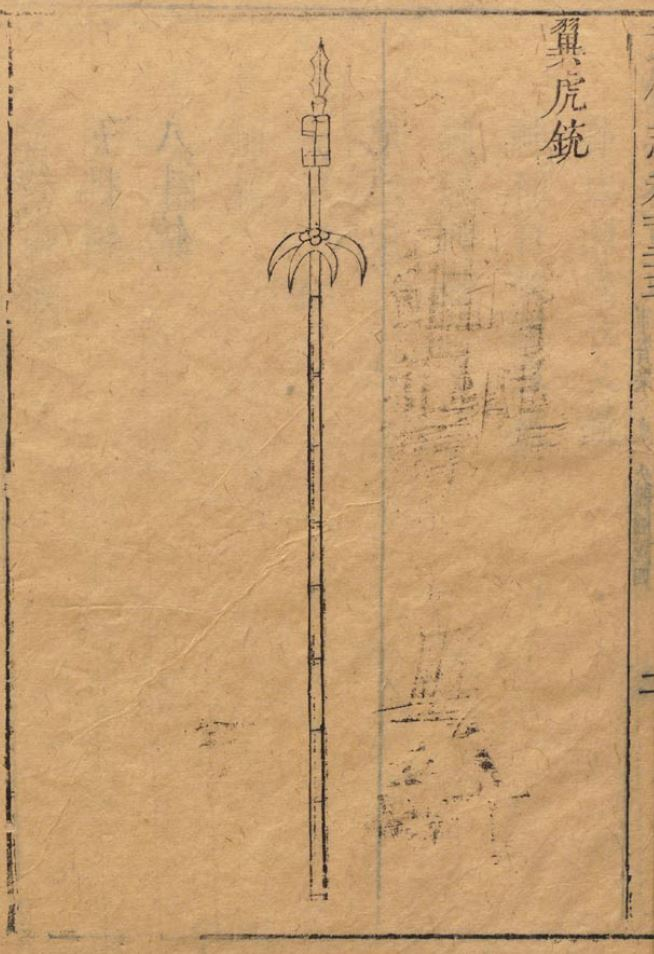

### Súng đánh lửa

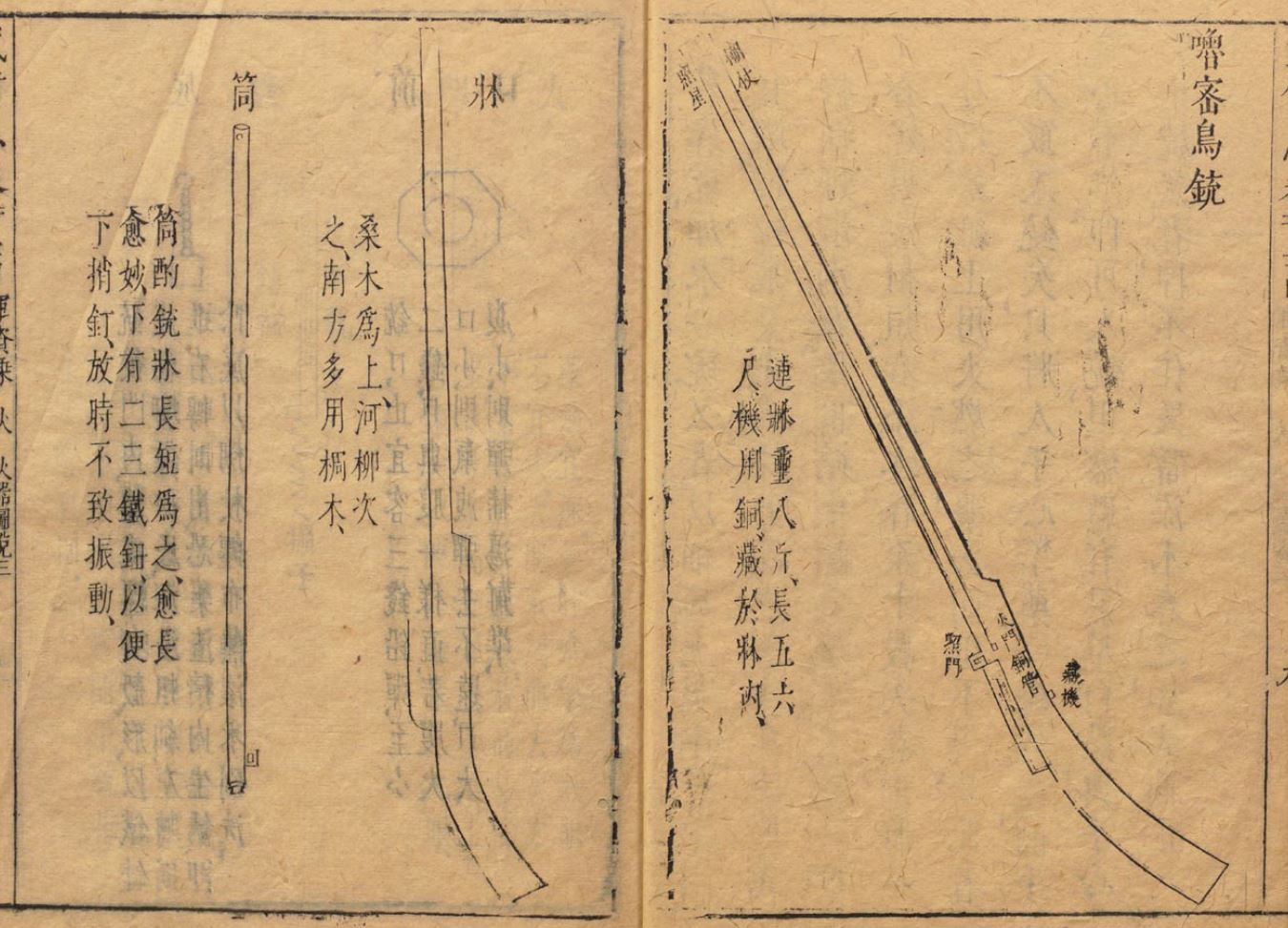
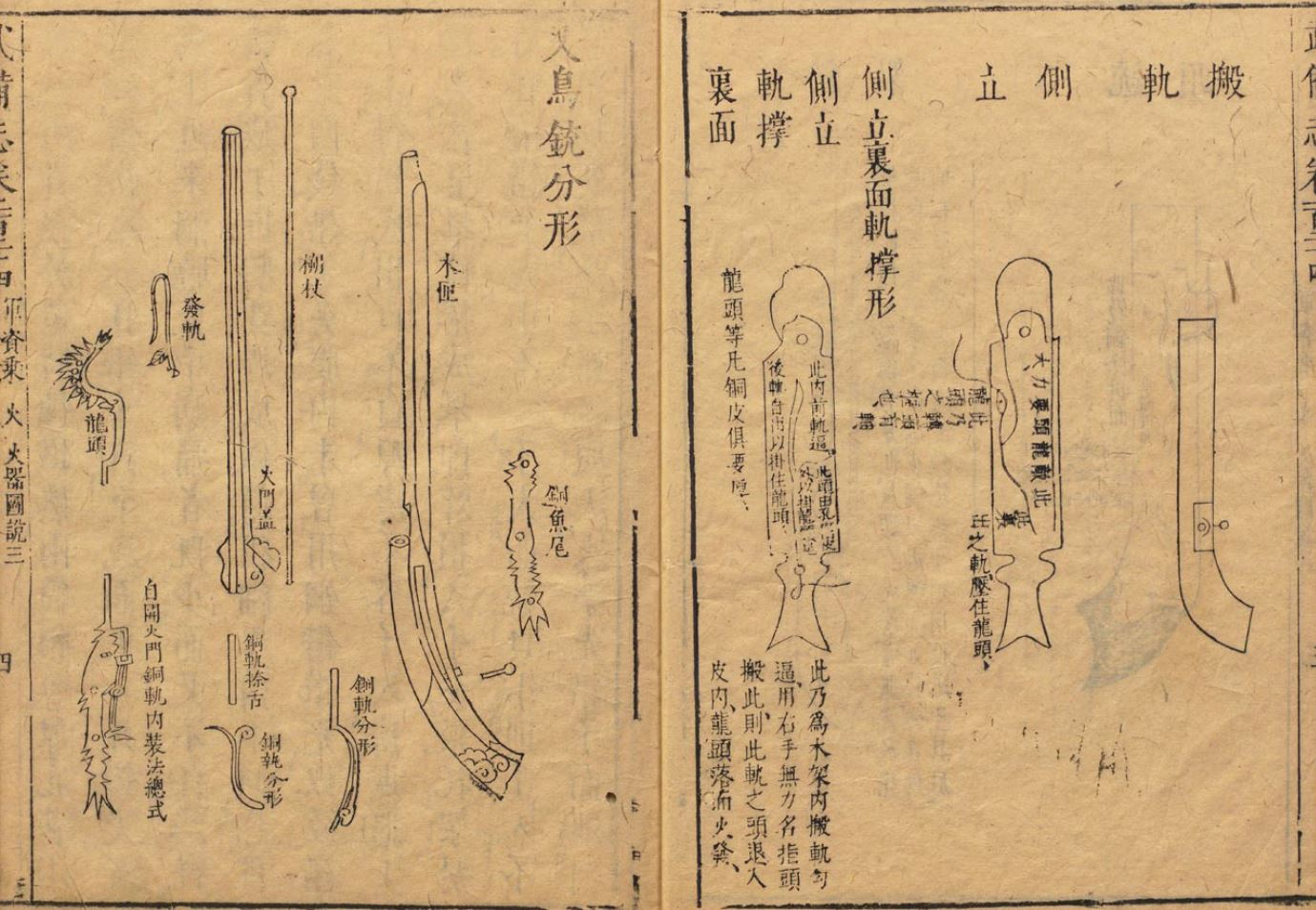
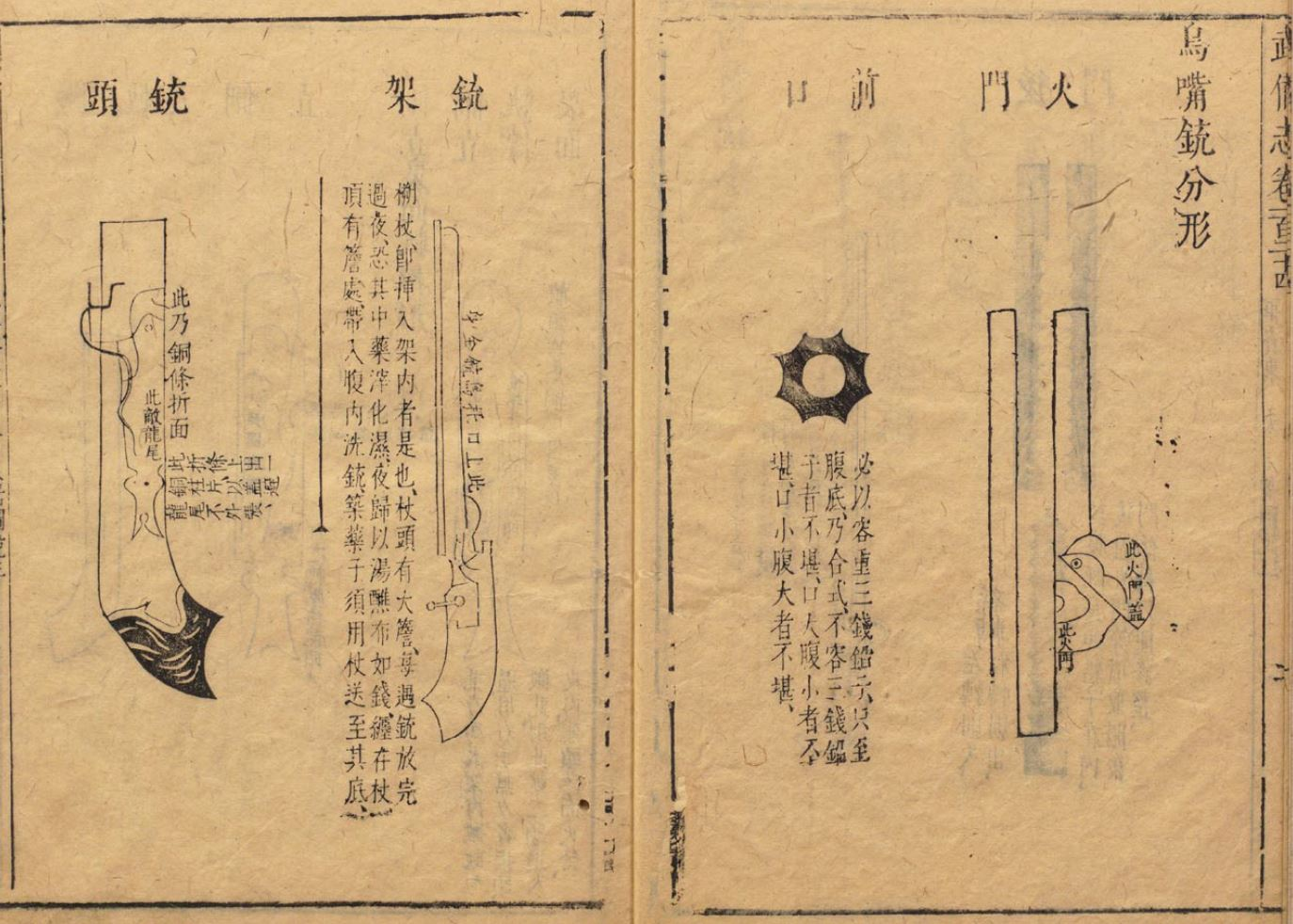
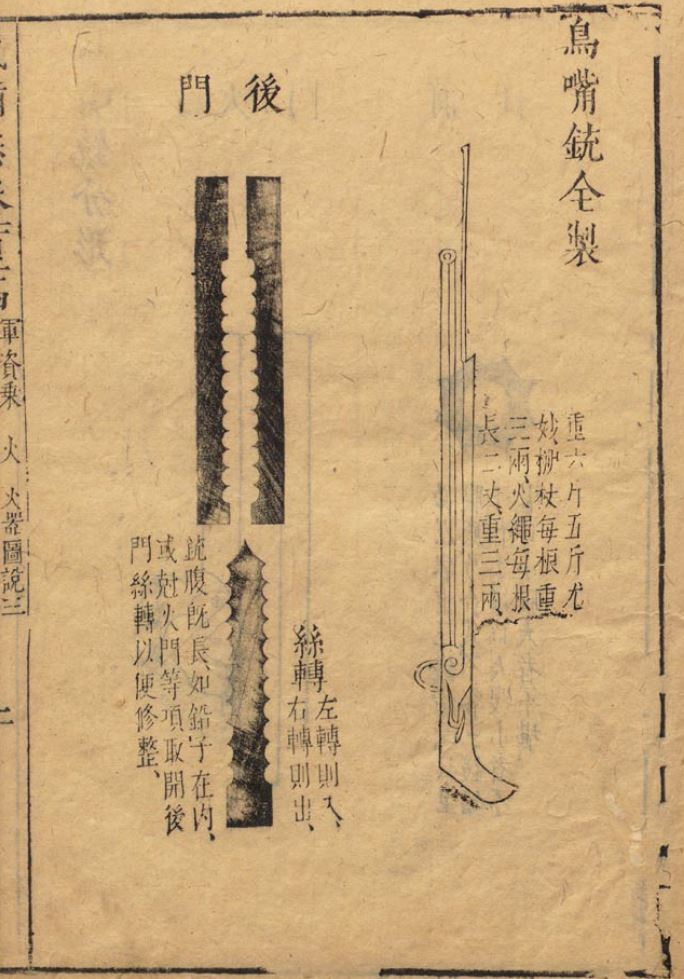

### Khẩu thần công

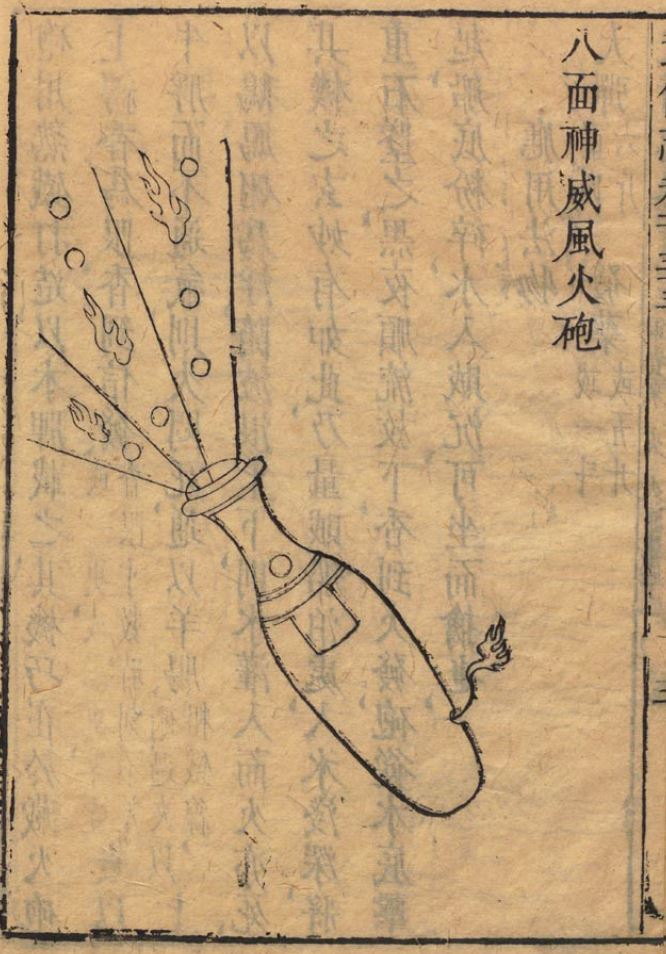
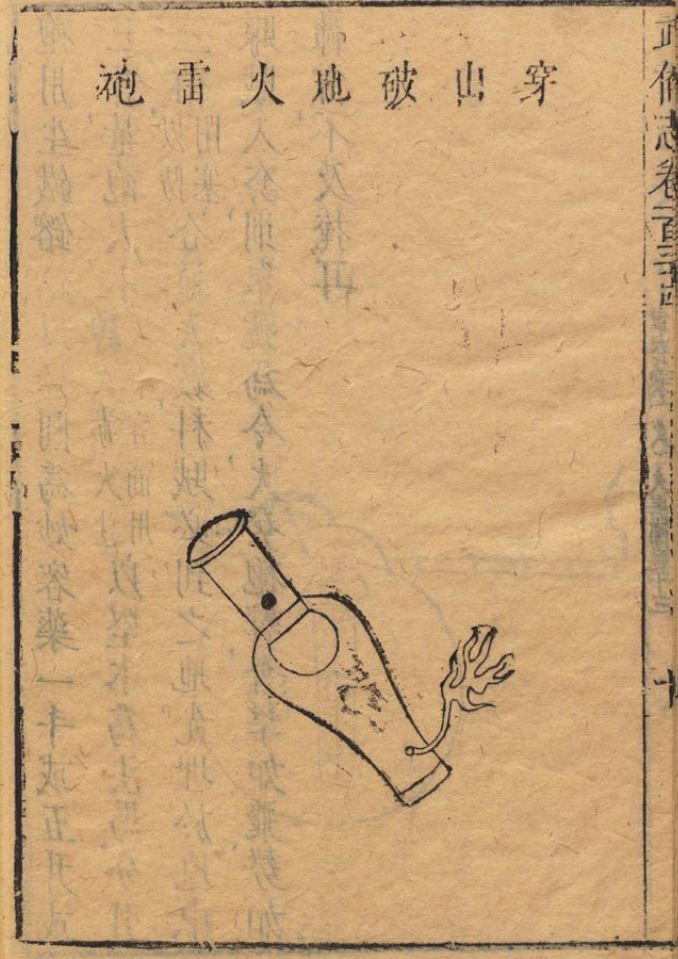
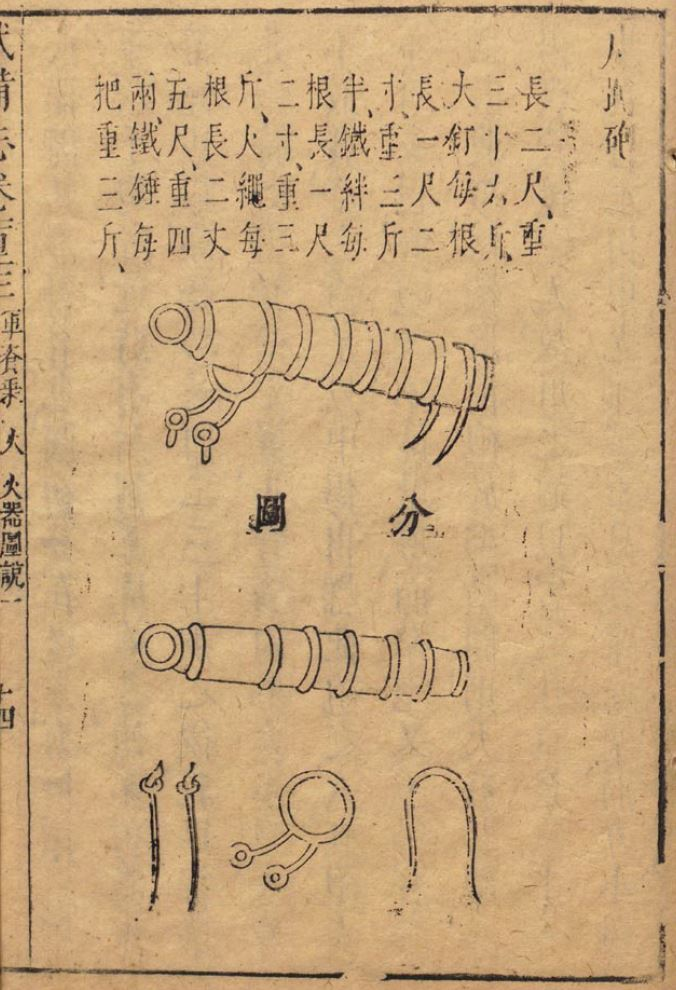
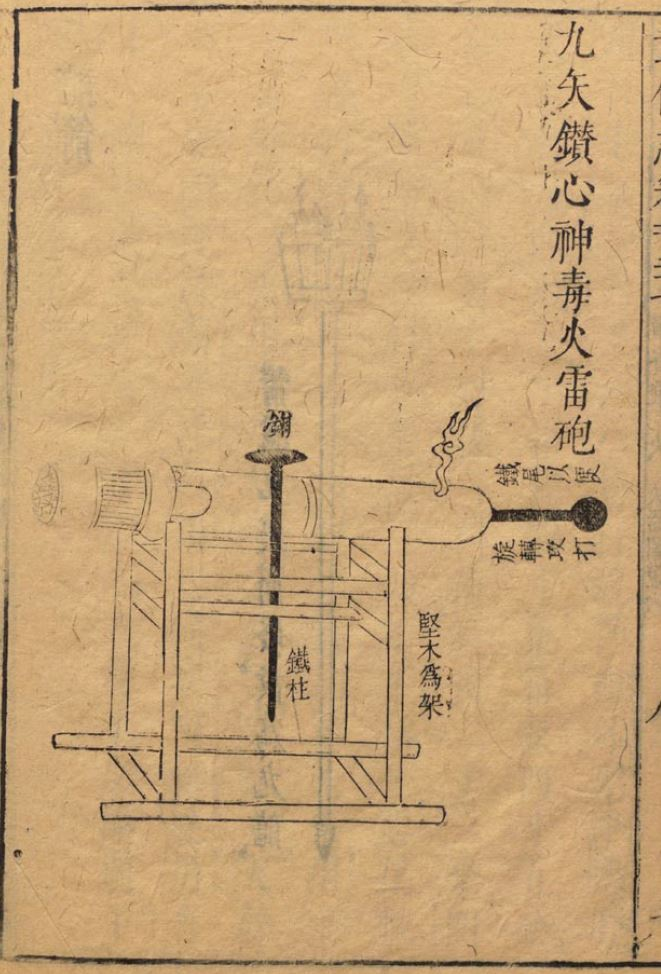
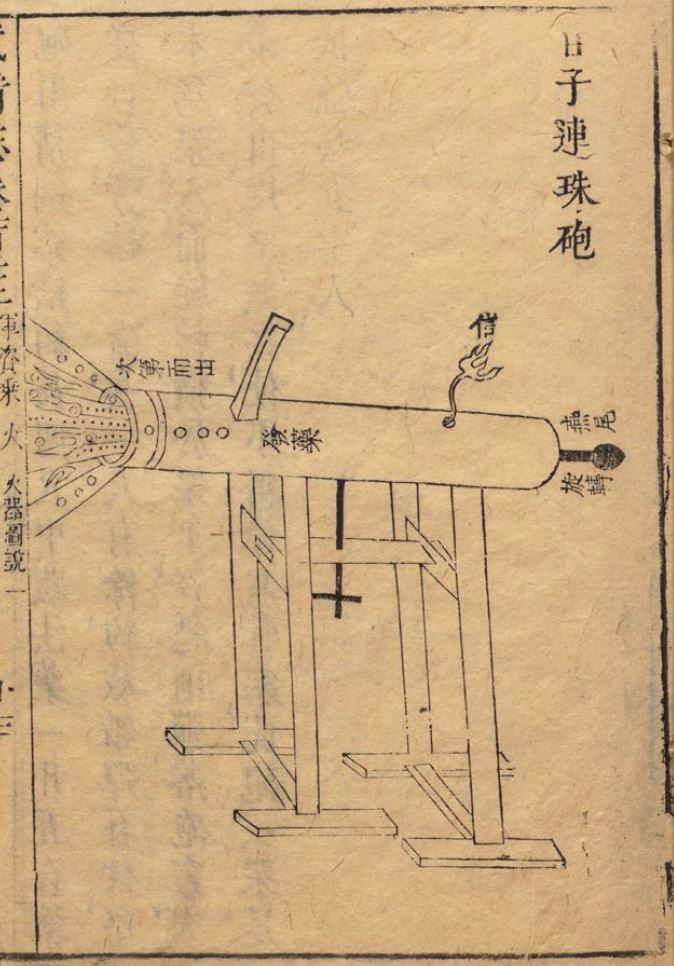
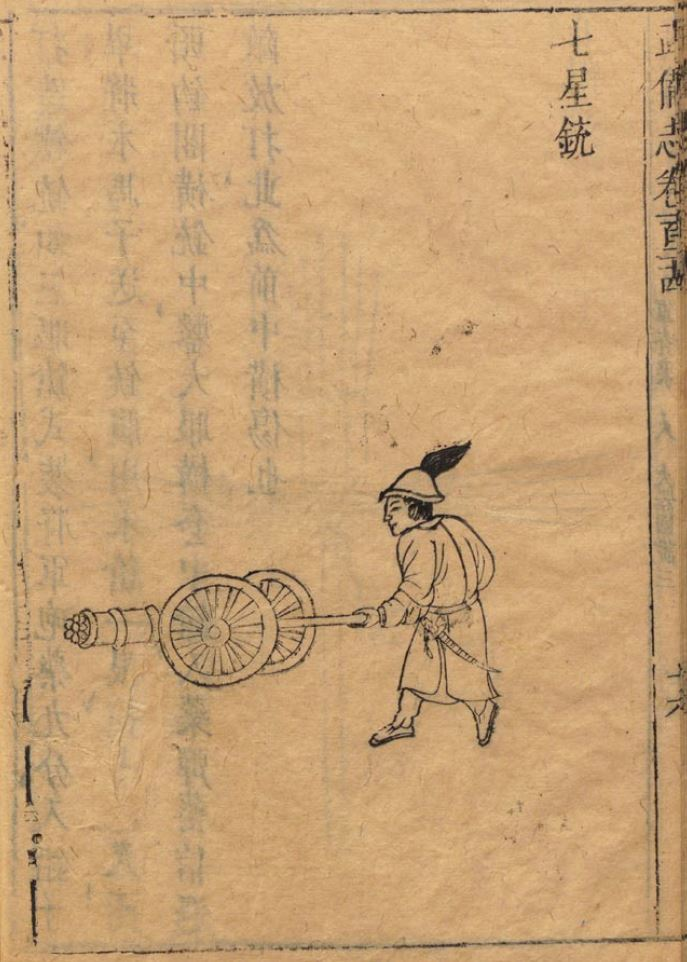
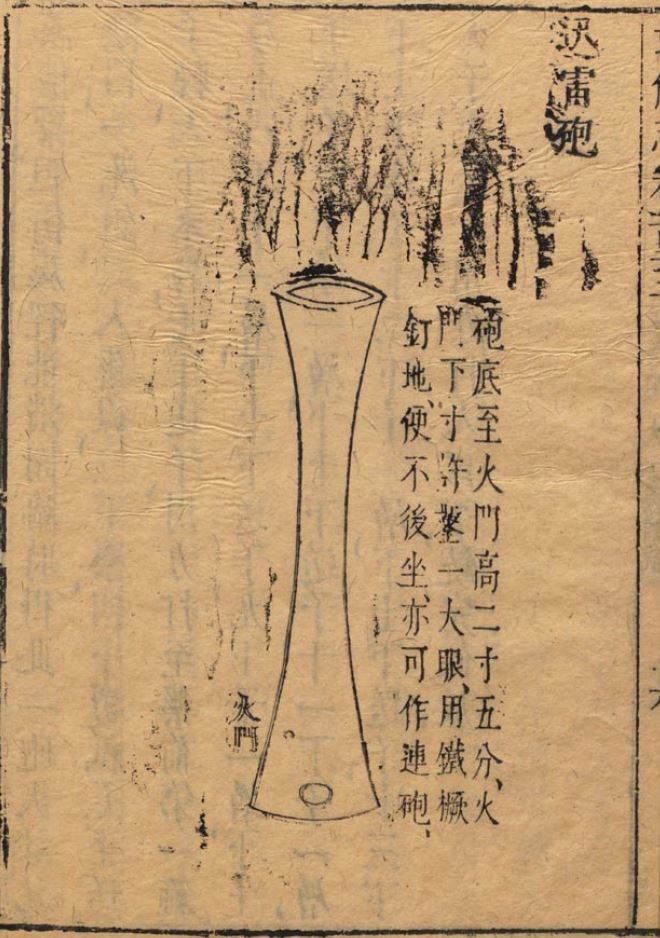
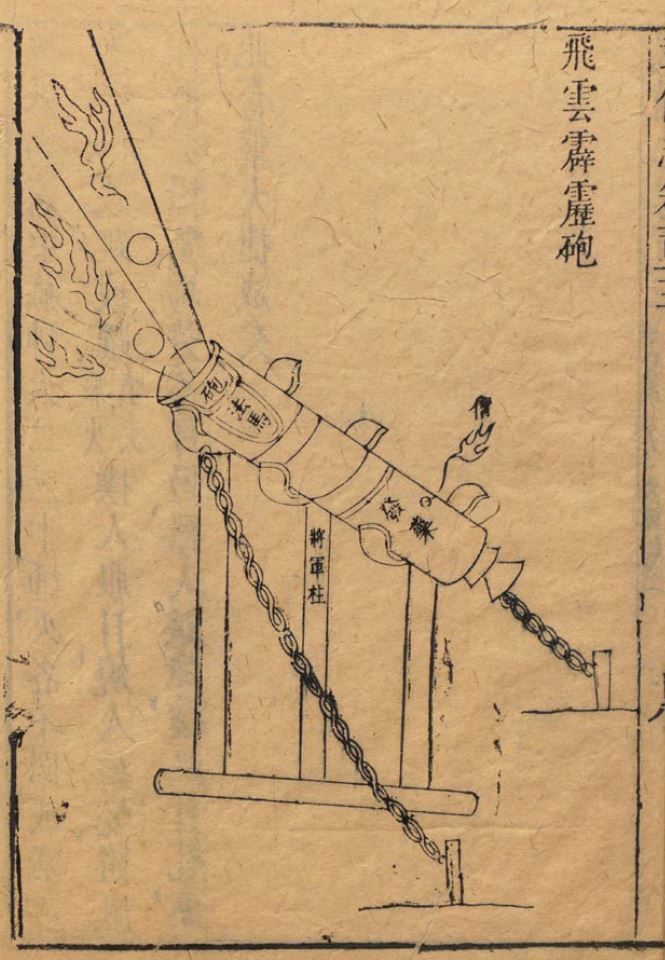
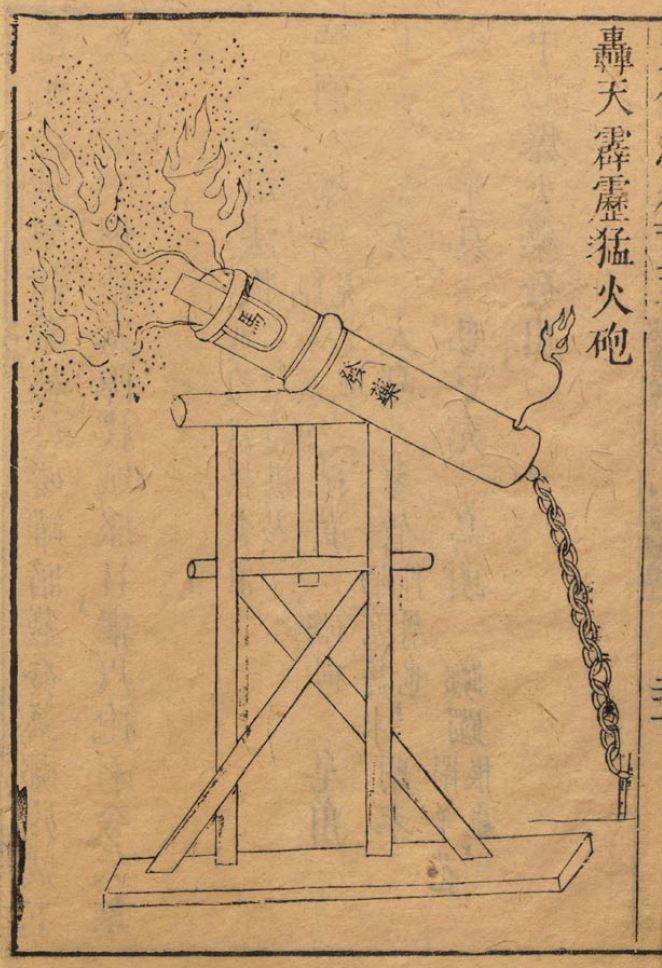
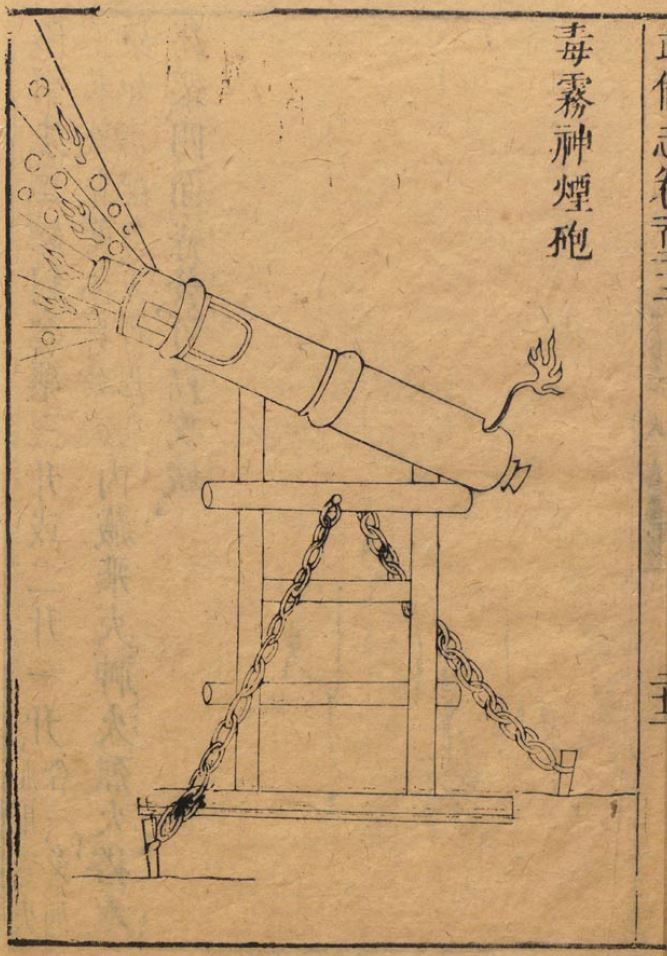
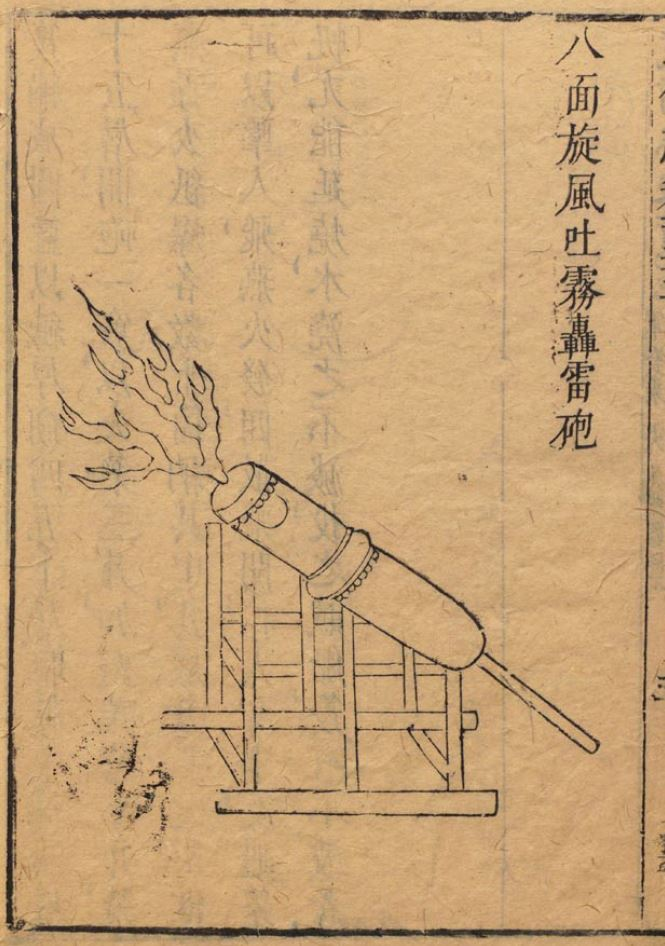
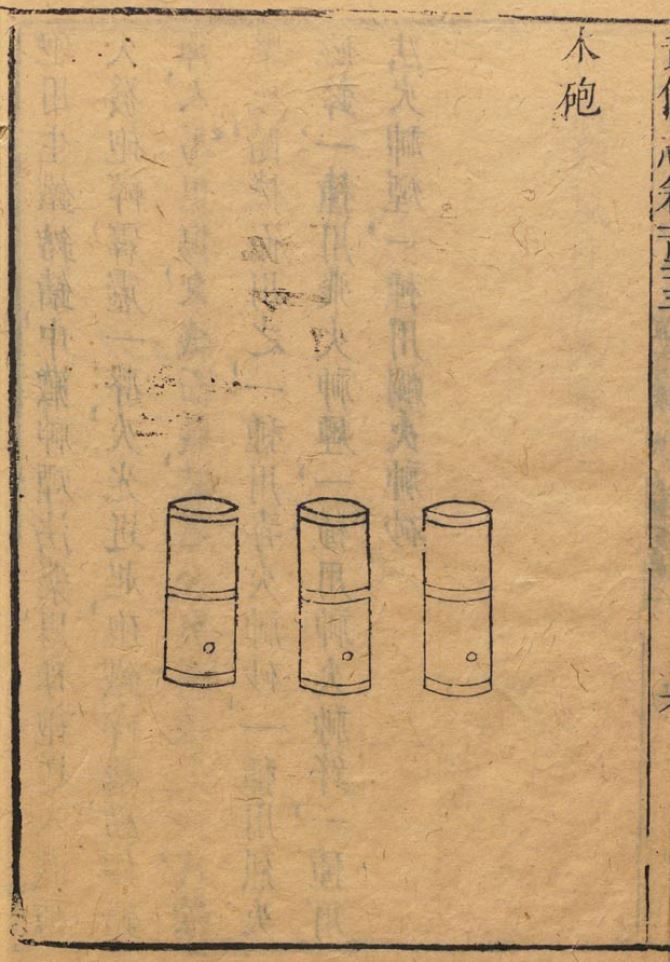
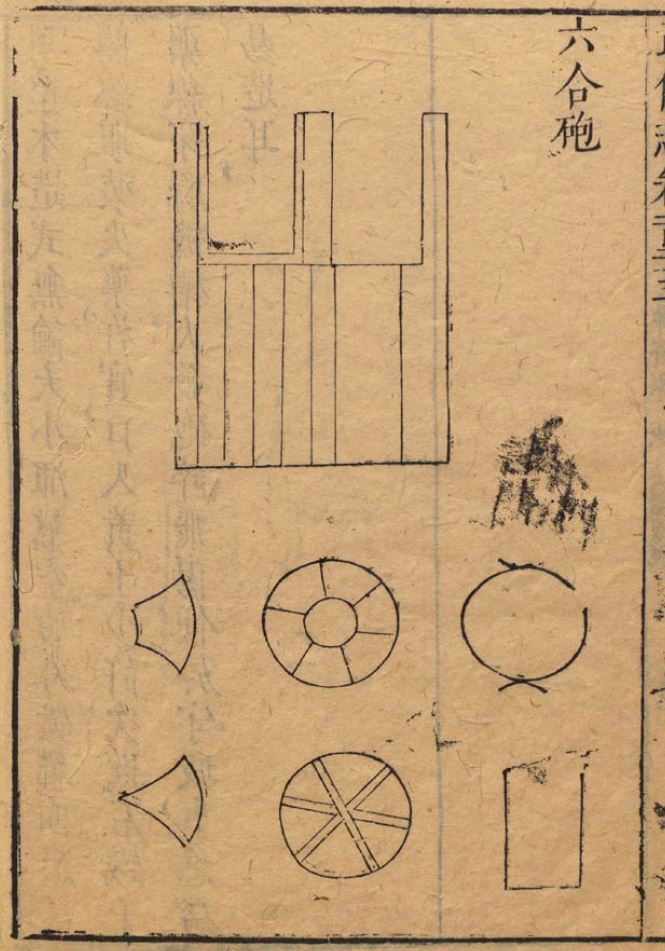
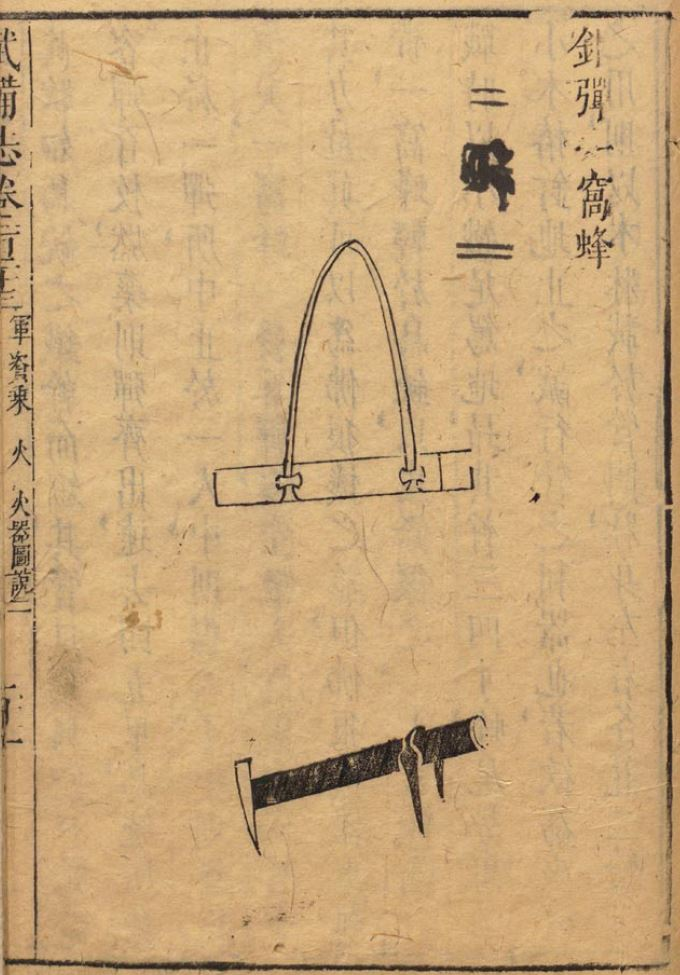
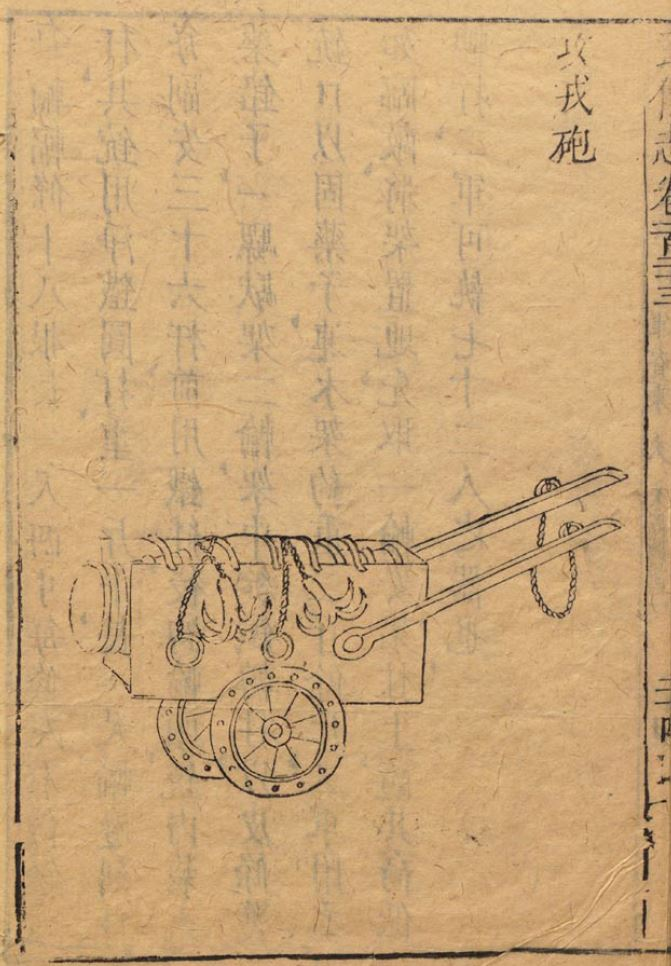
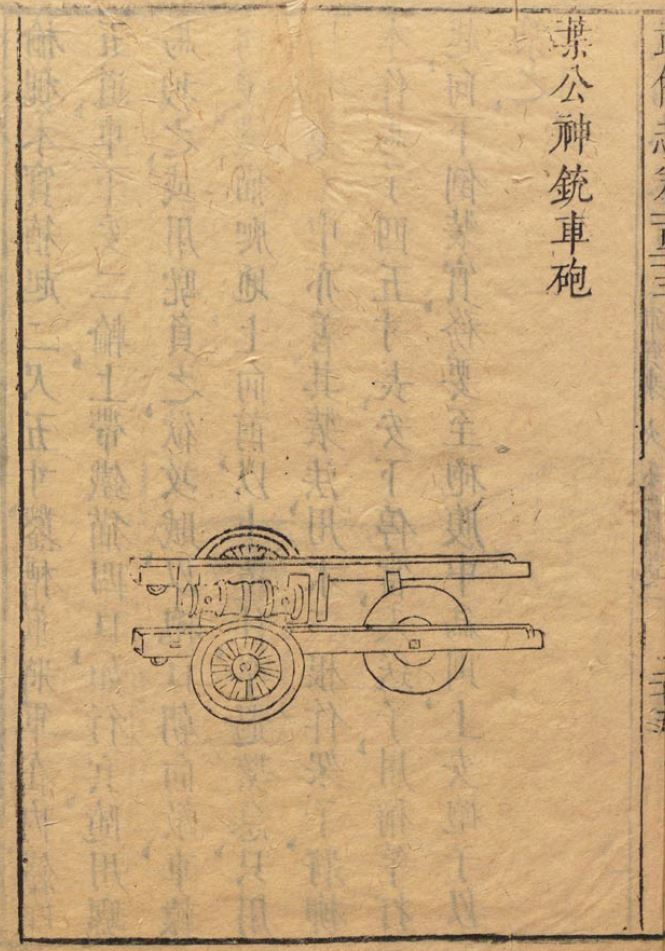
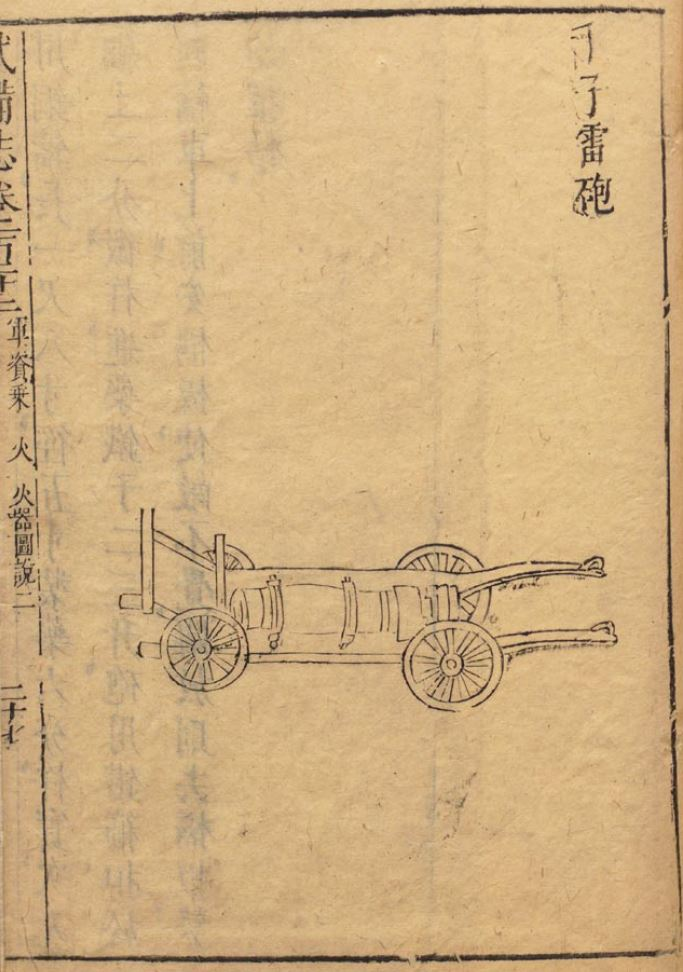
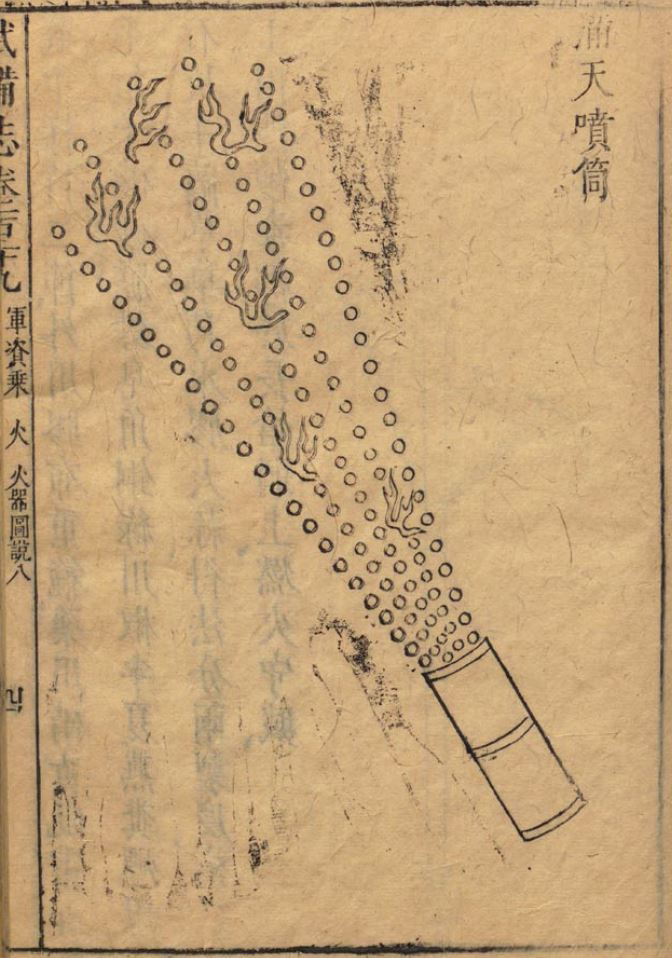
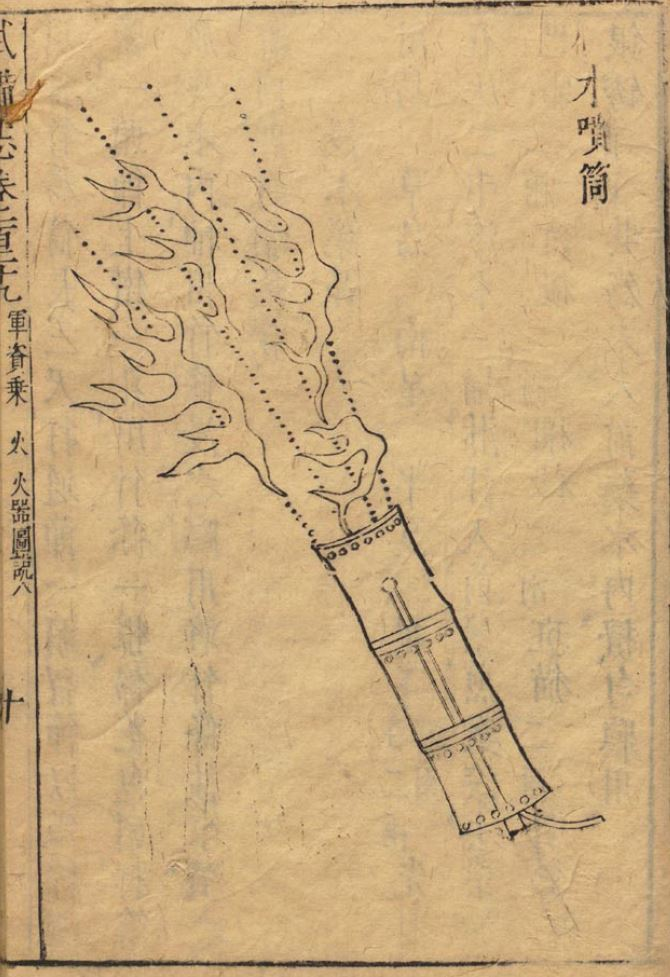
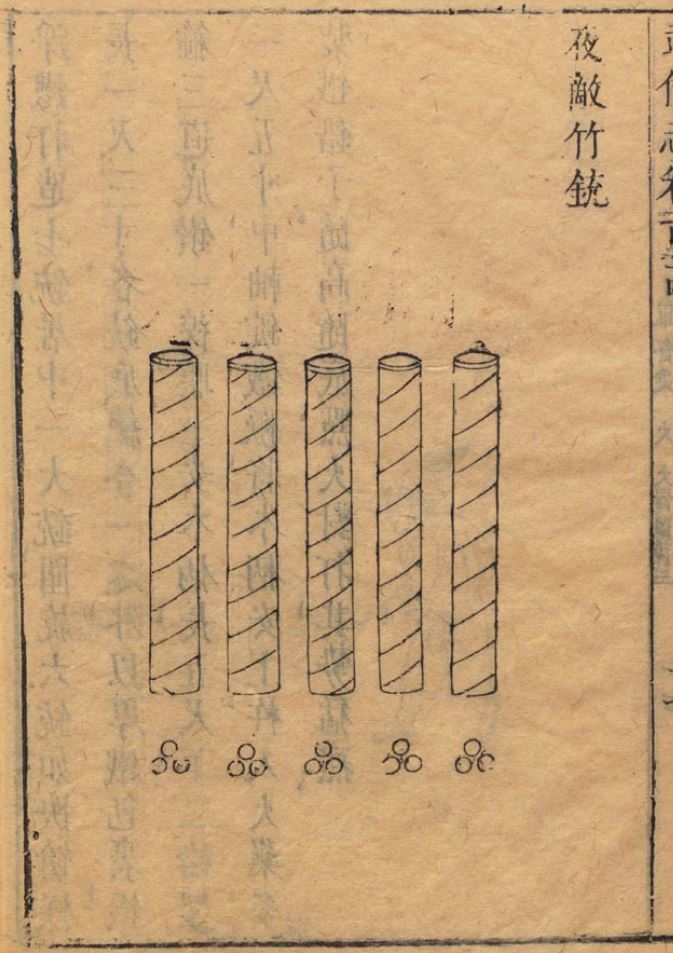
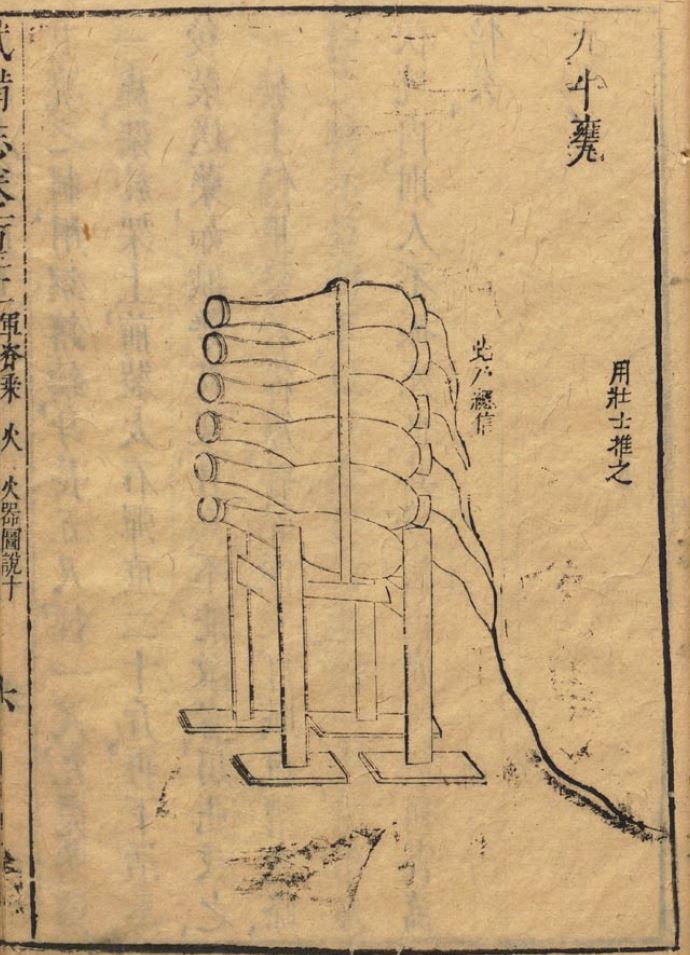
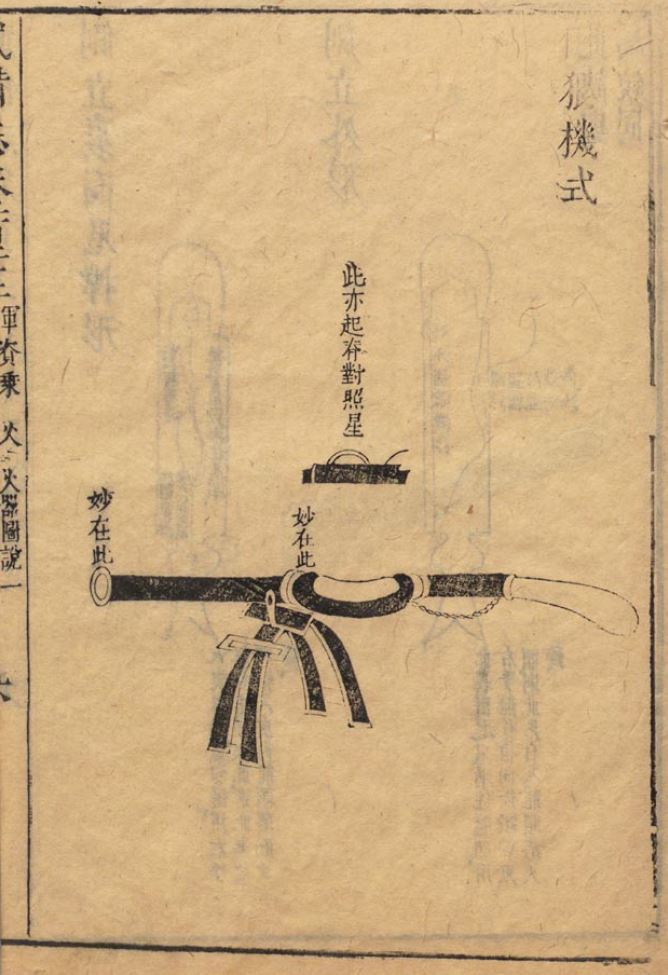
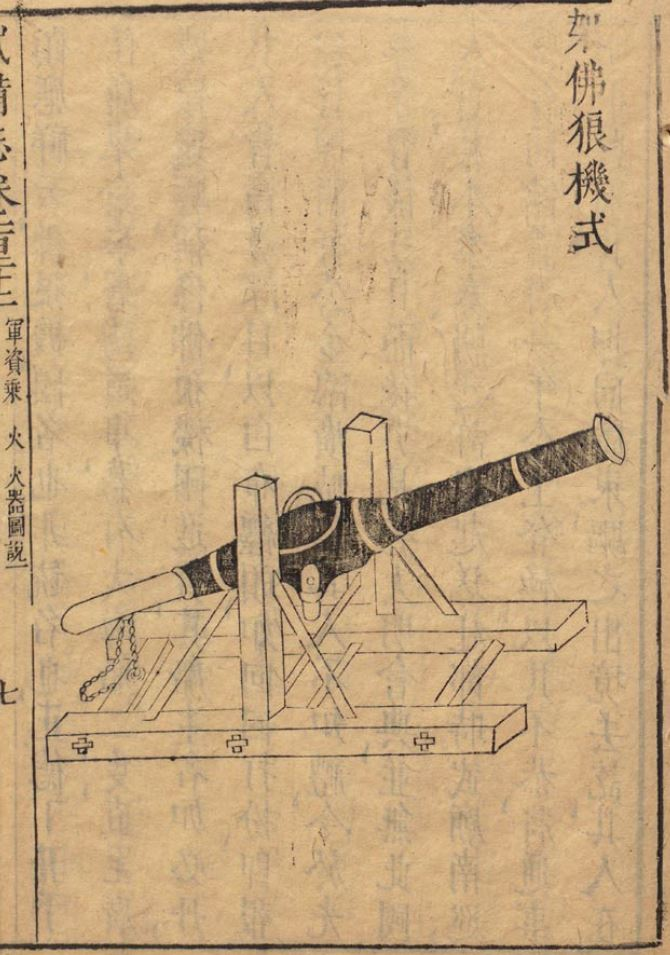
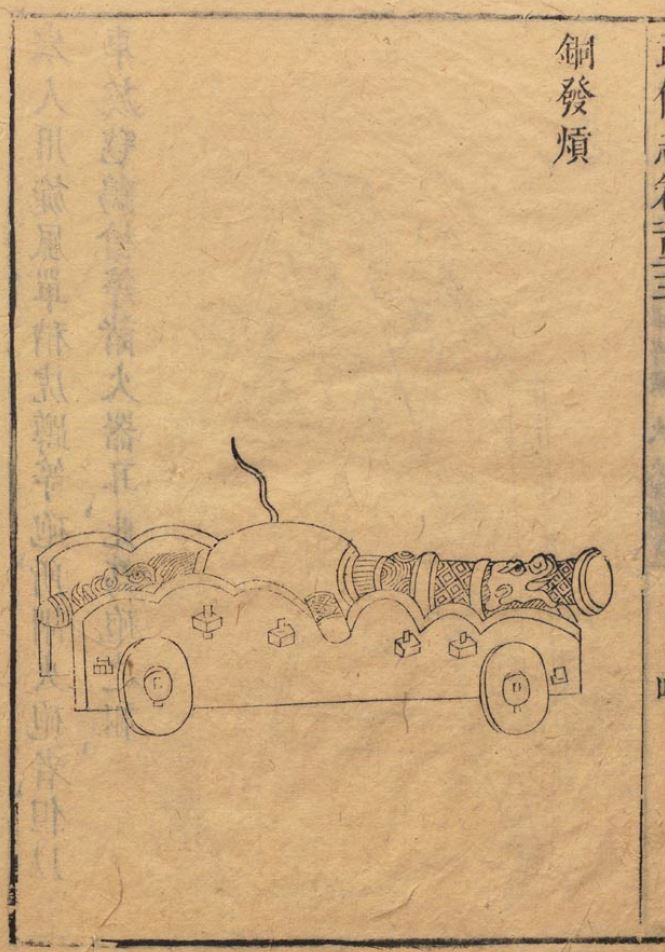
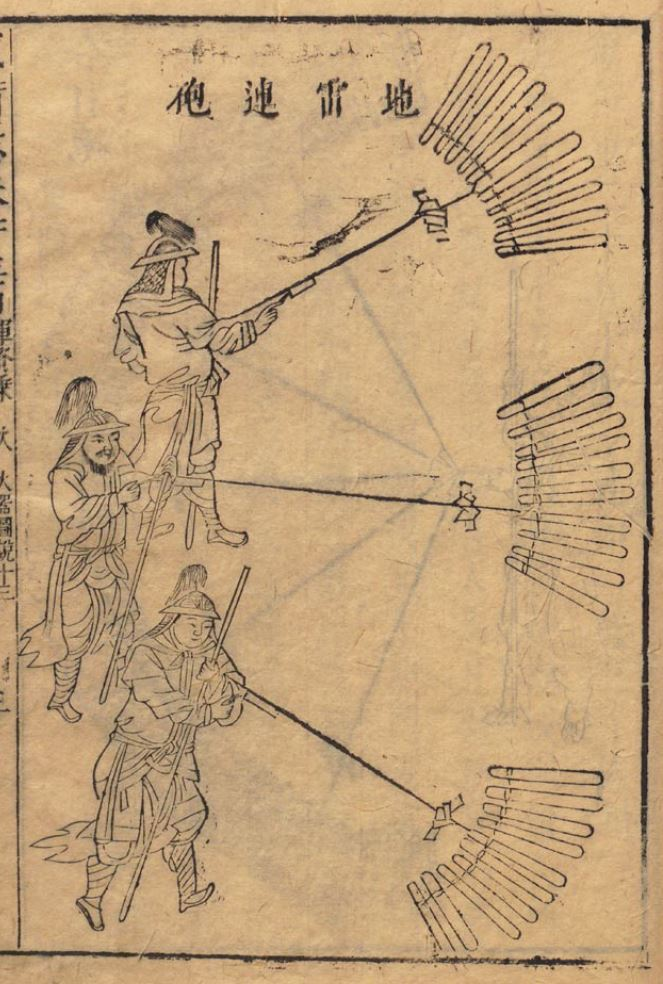
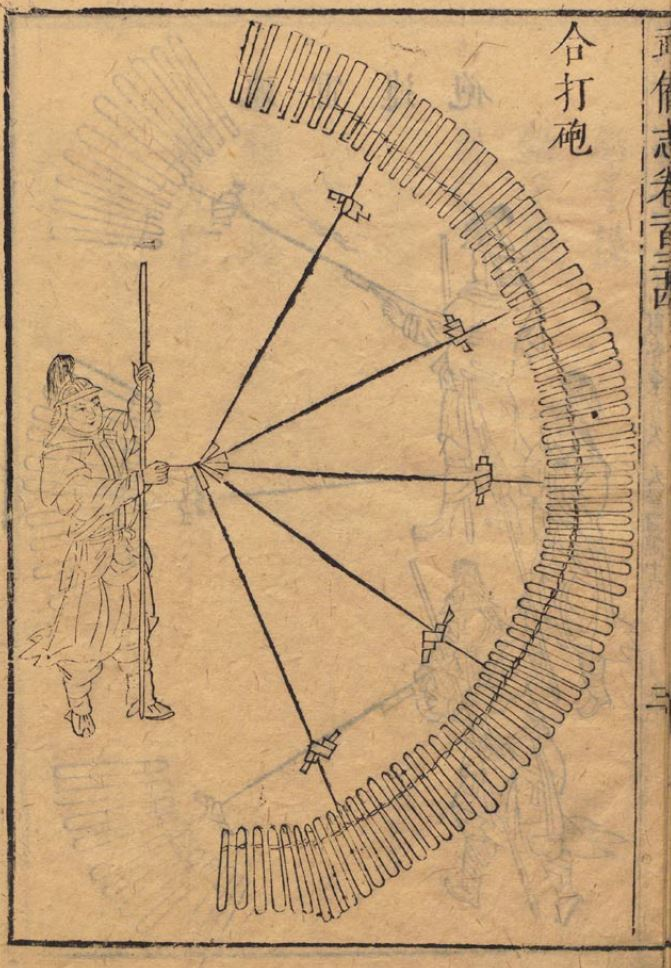

### Chất nổ/Thuốc súng

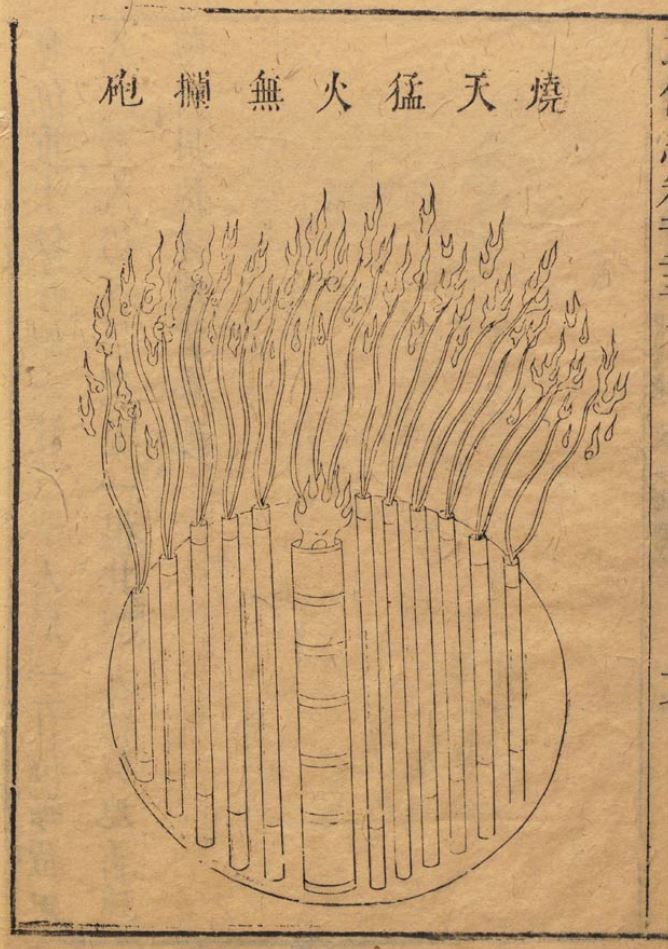
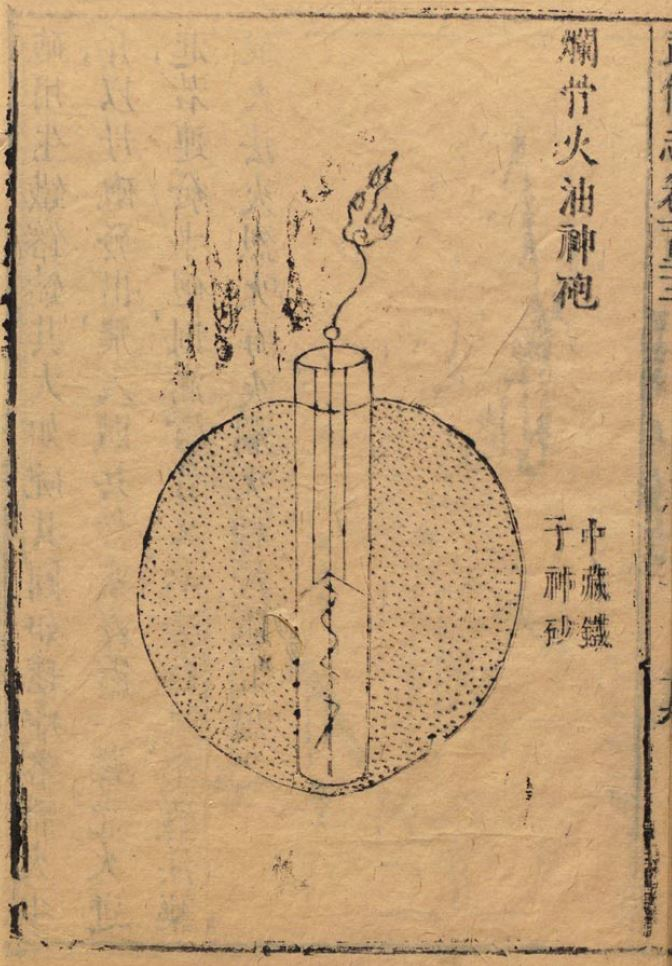
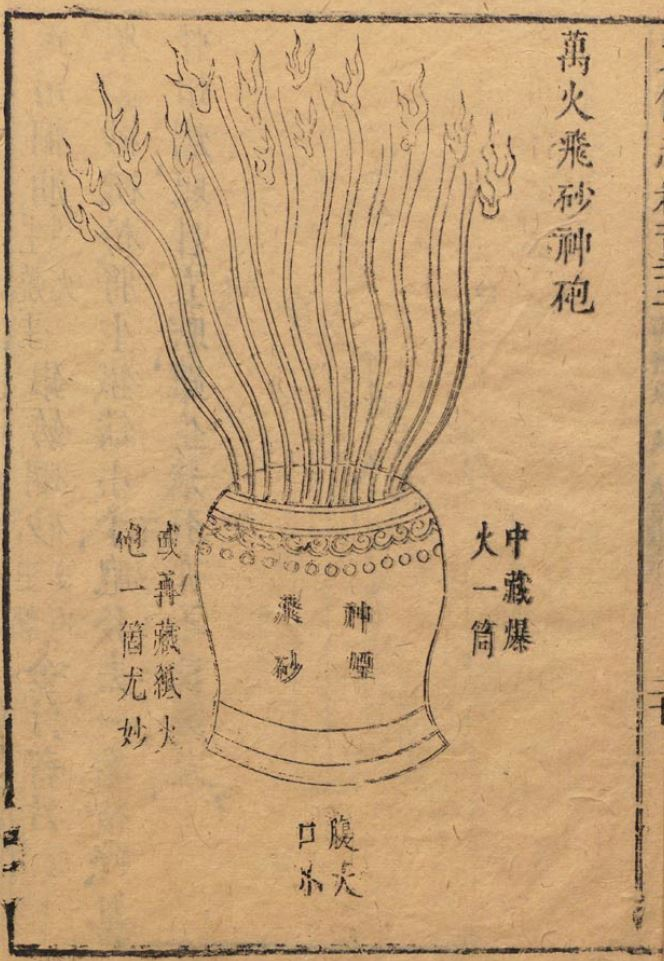
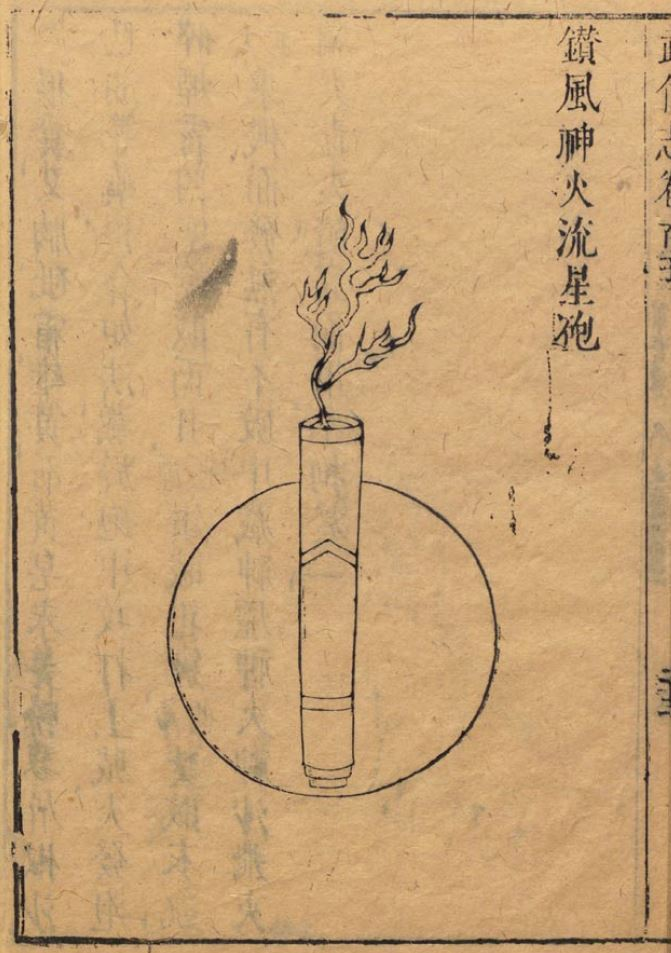
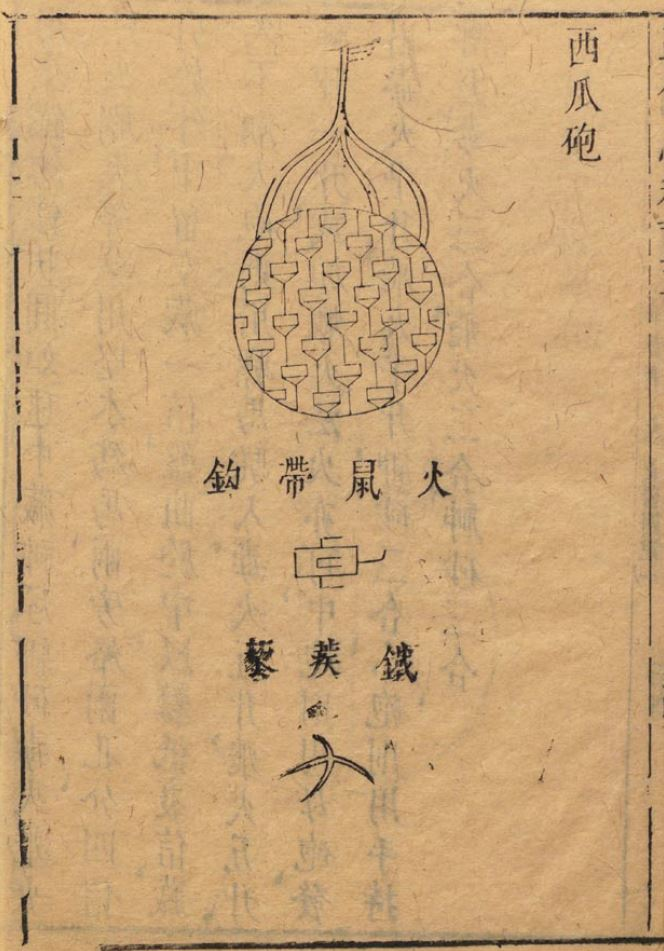
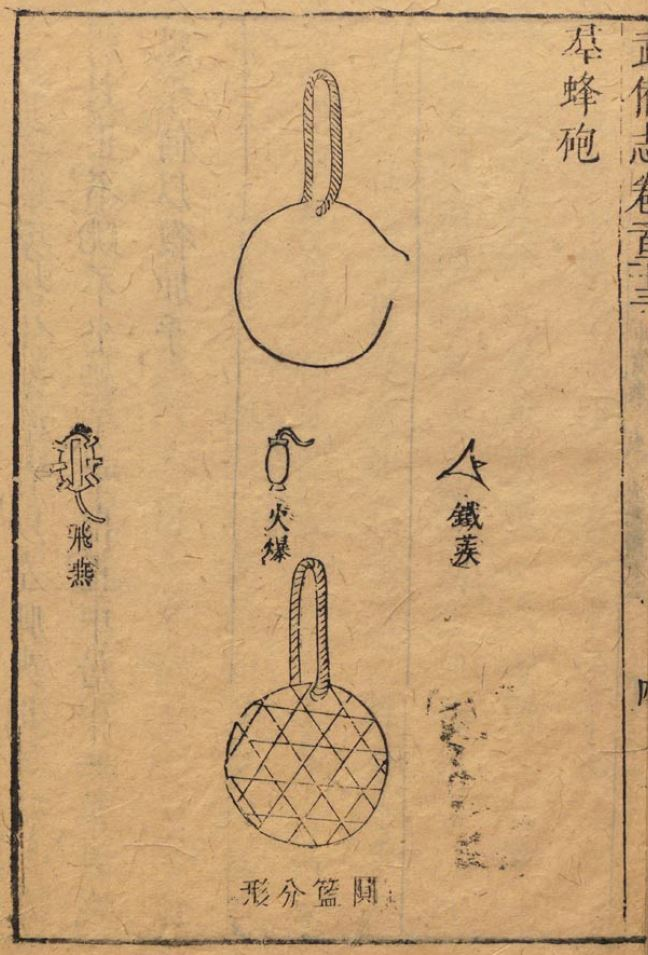
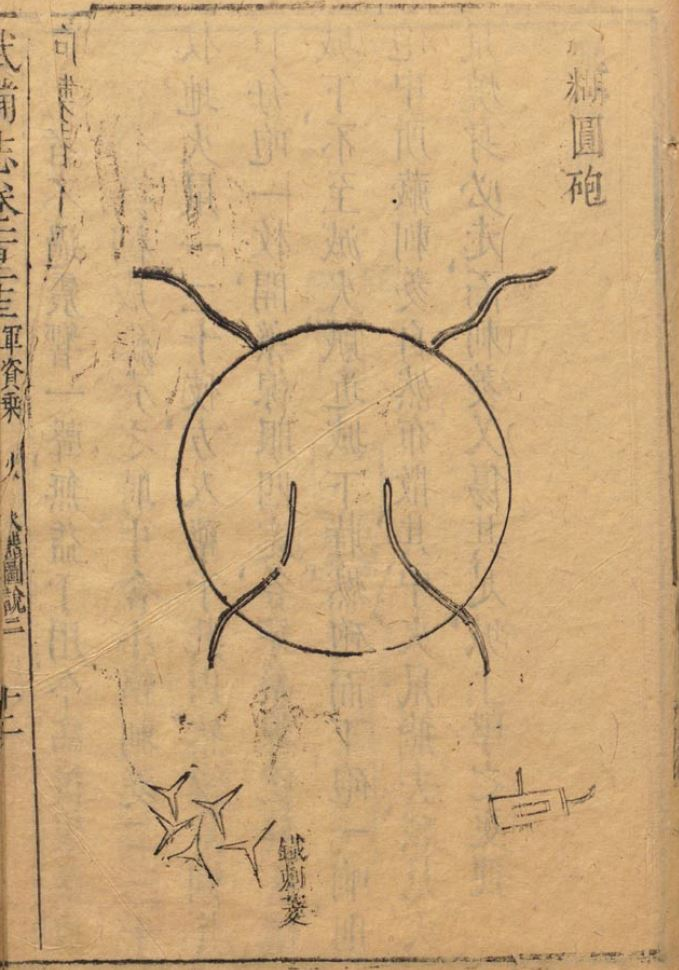
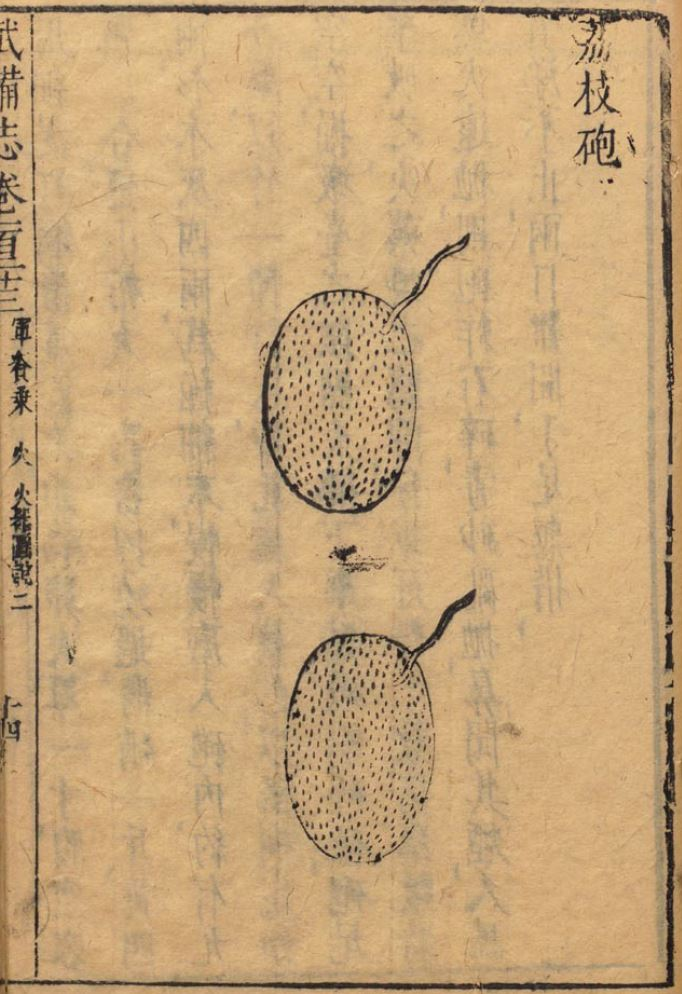
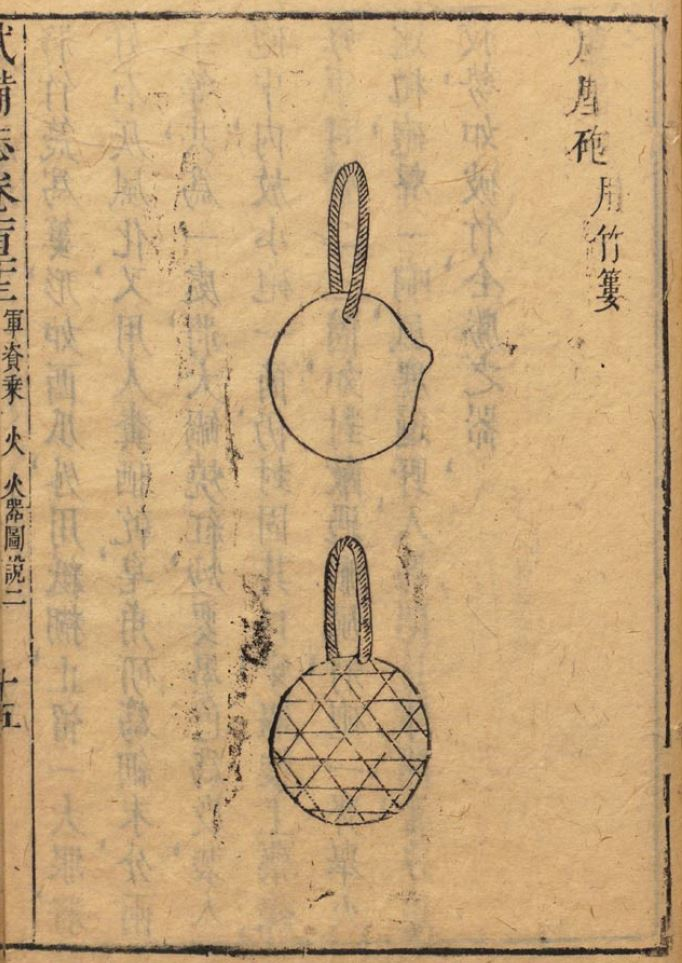
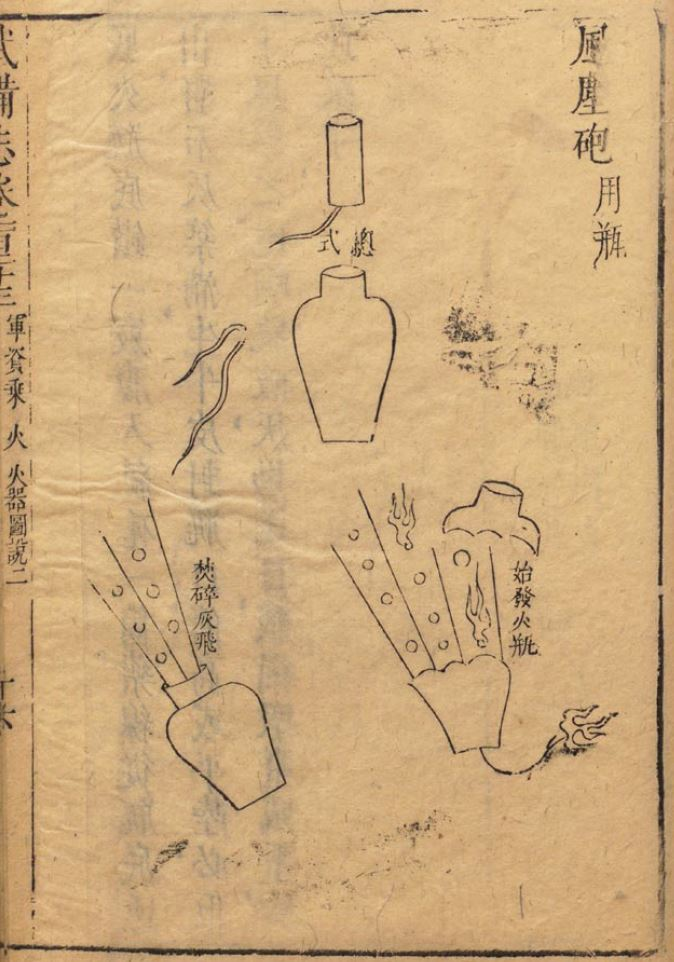
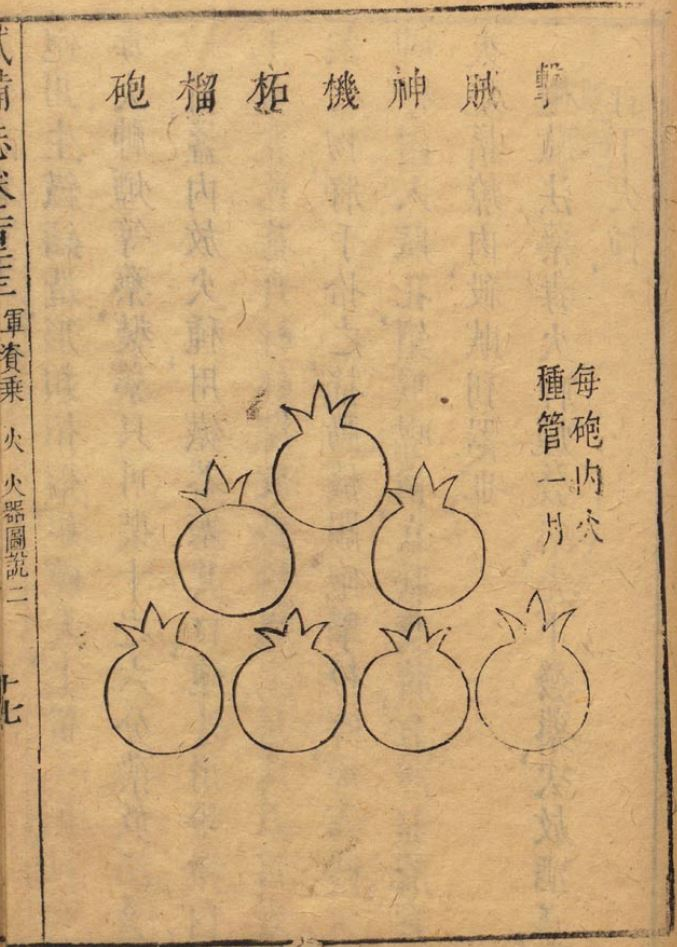
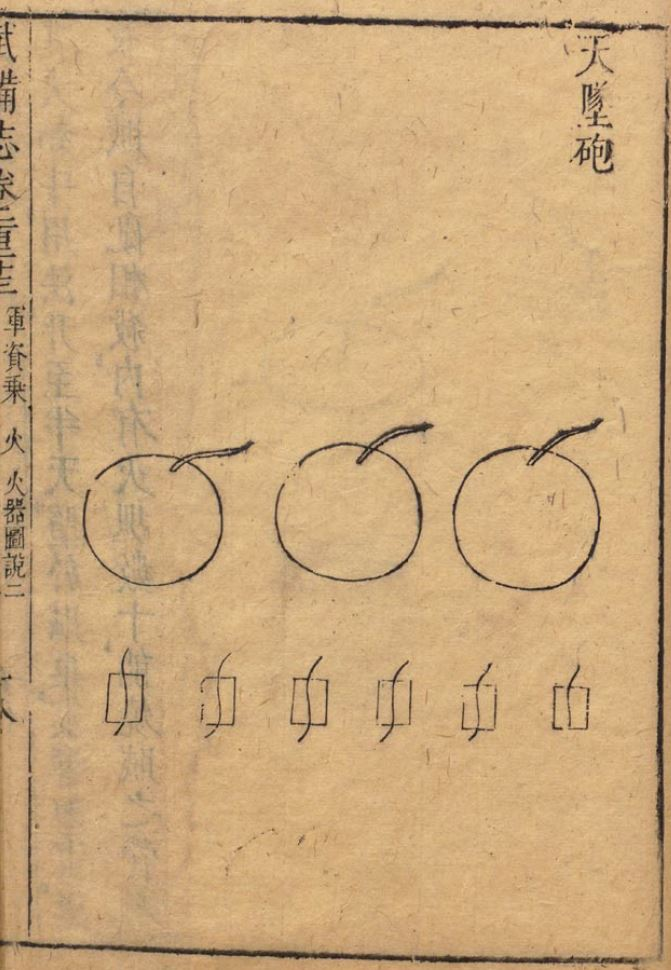
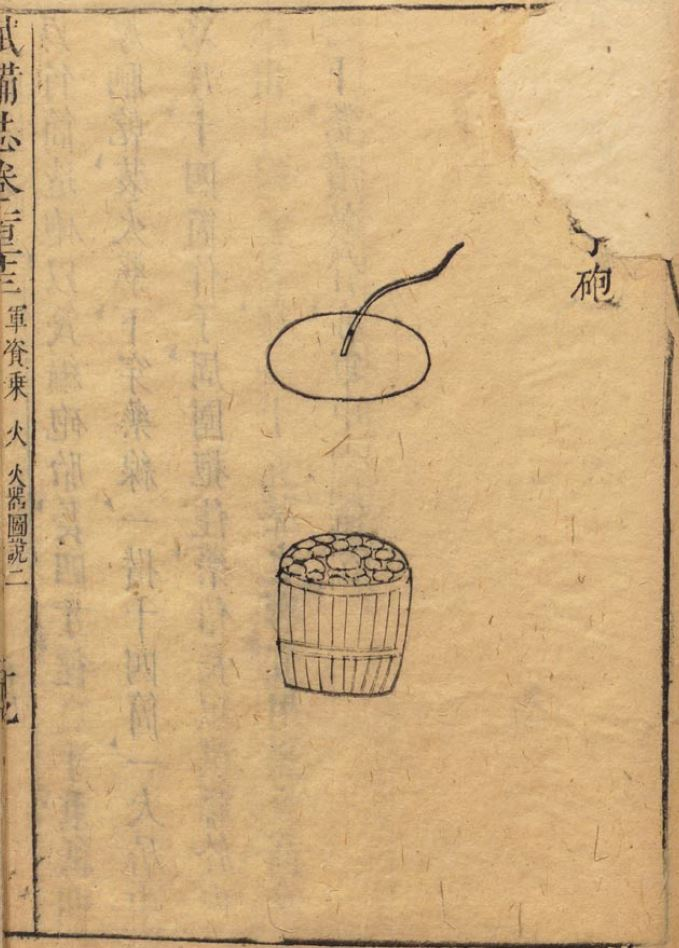
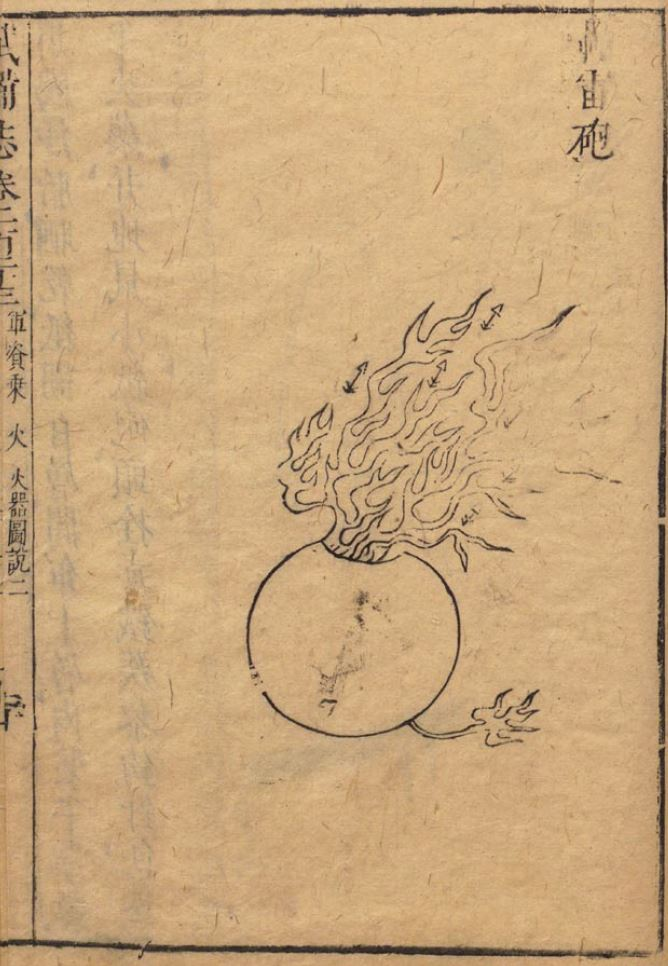
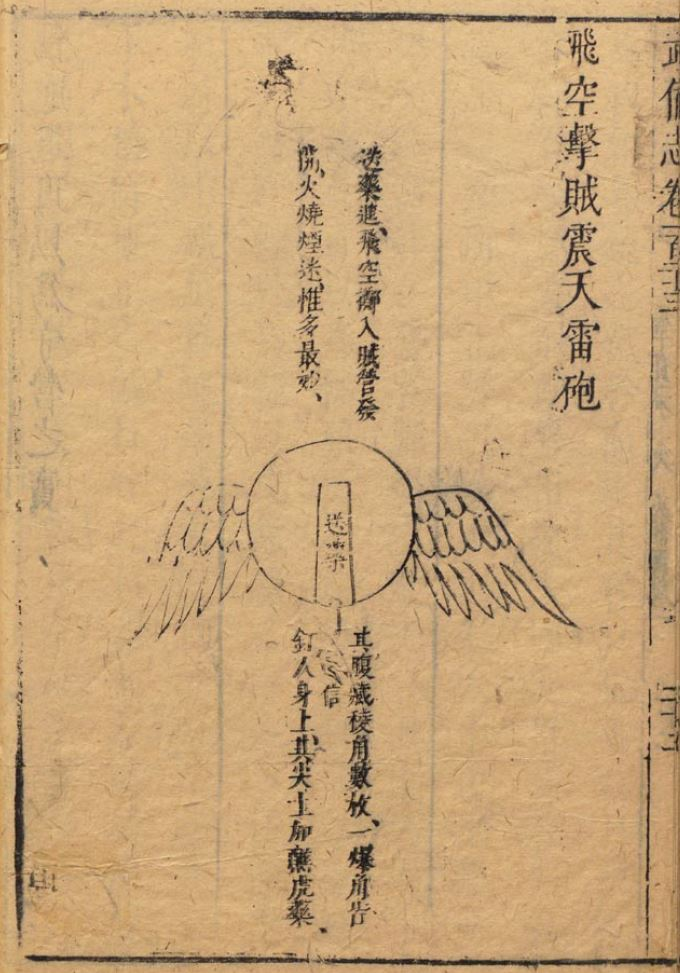
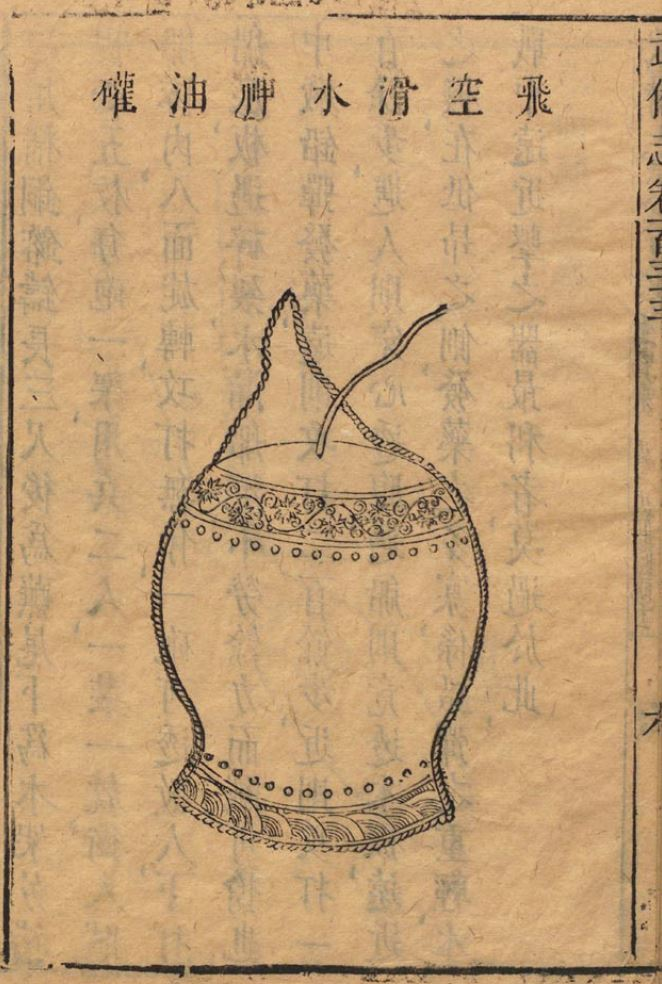
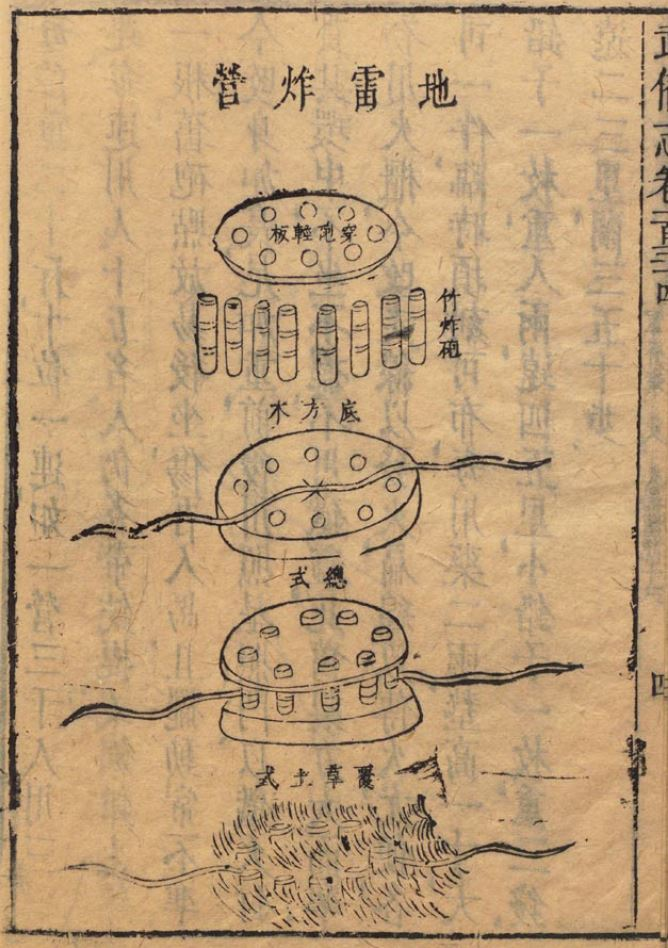
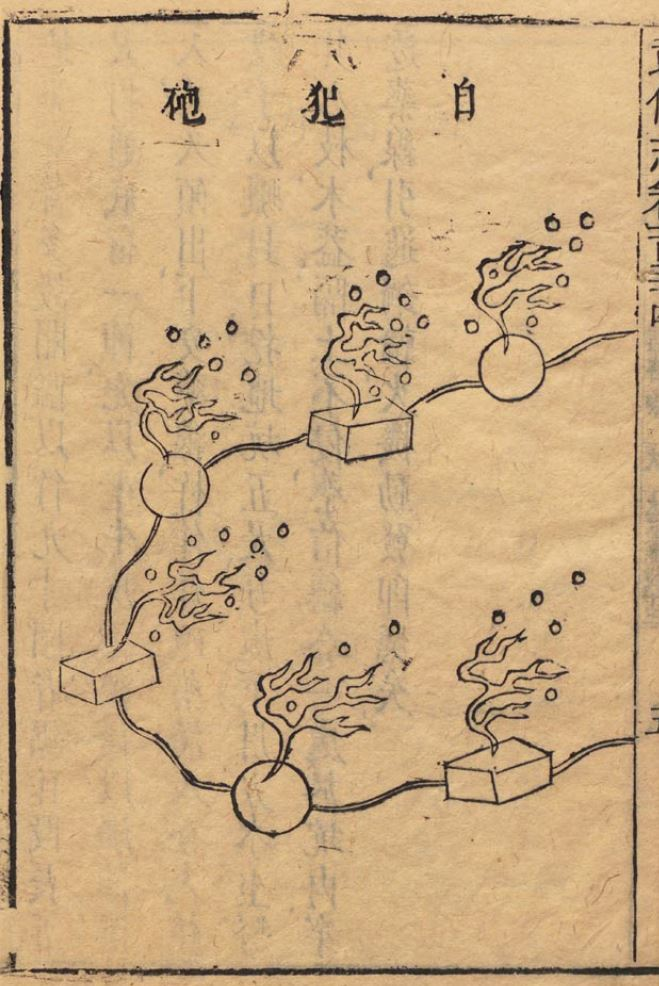
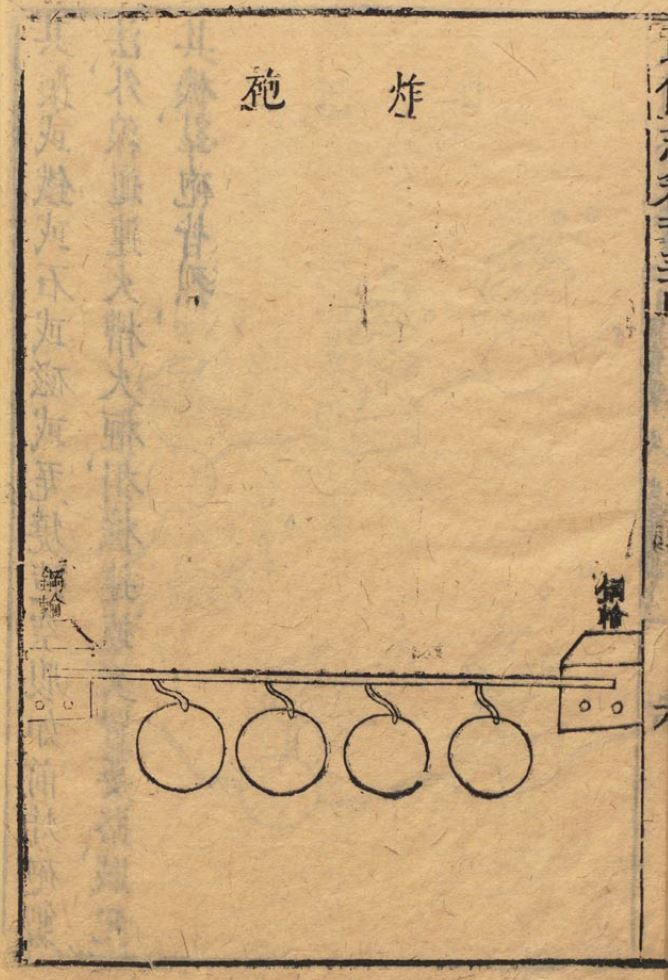
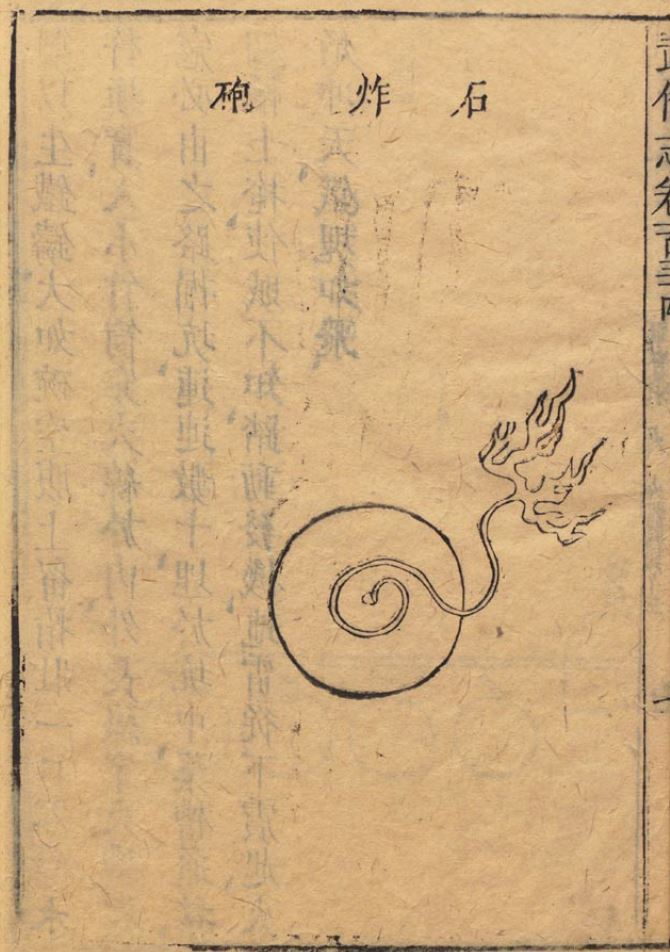
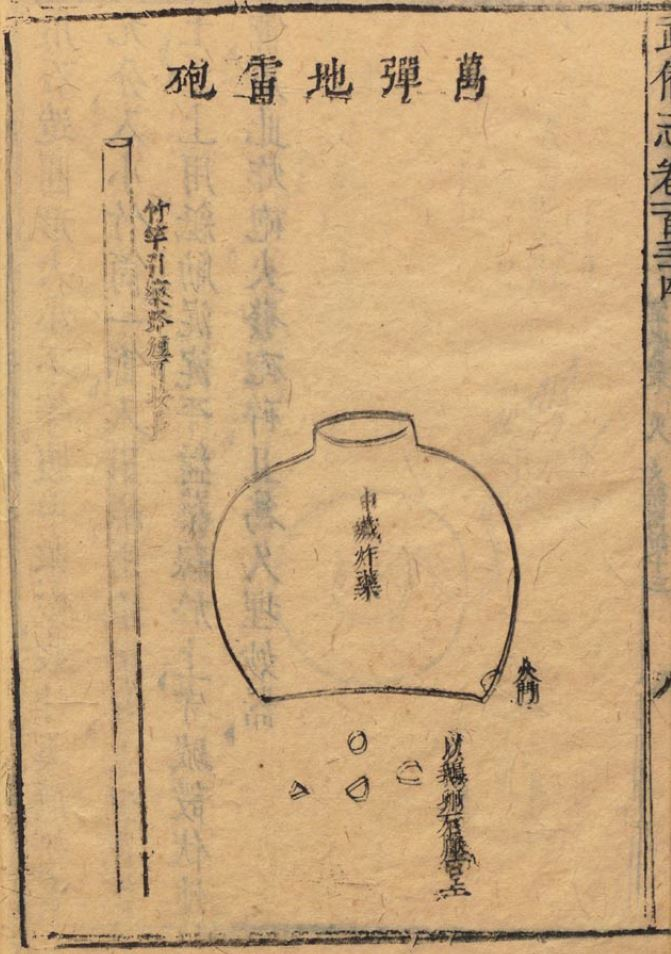
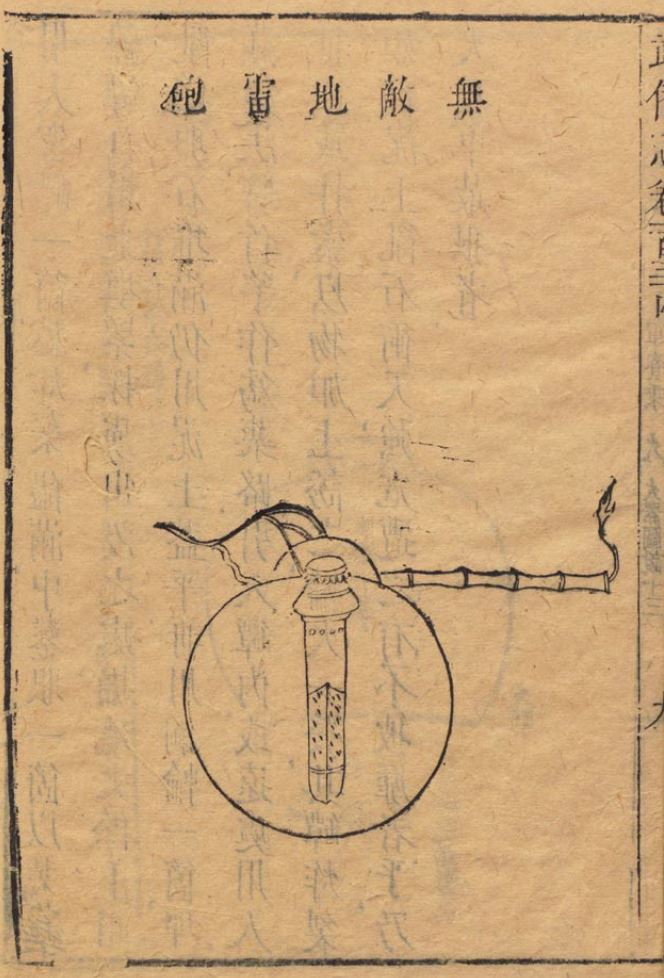
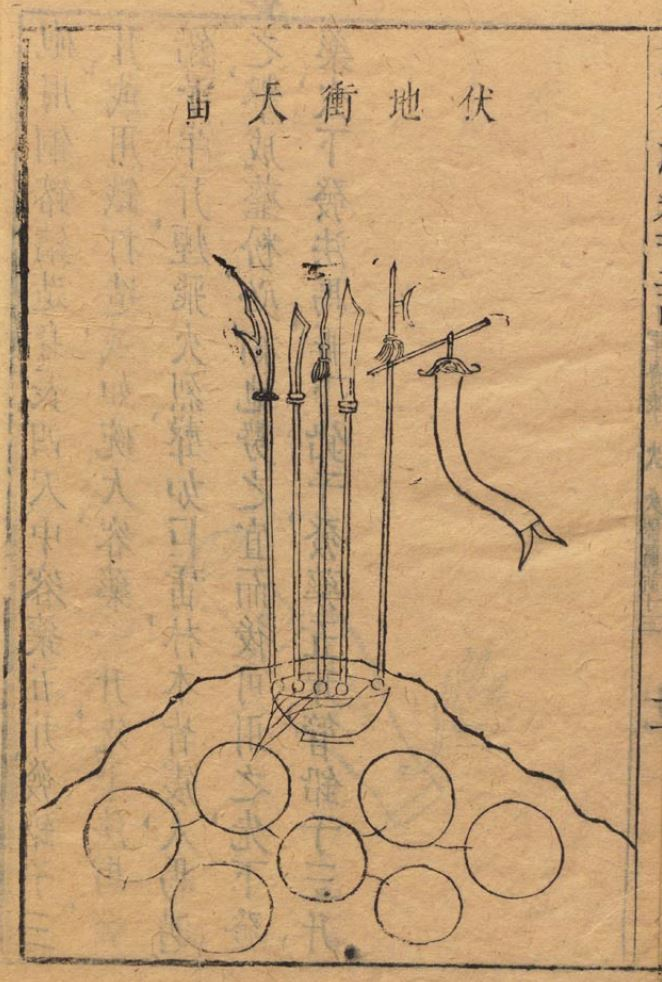
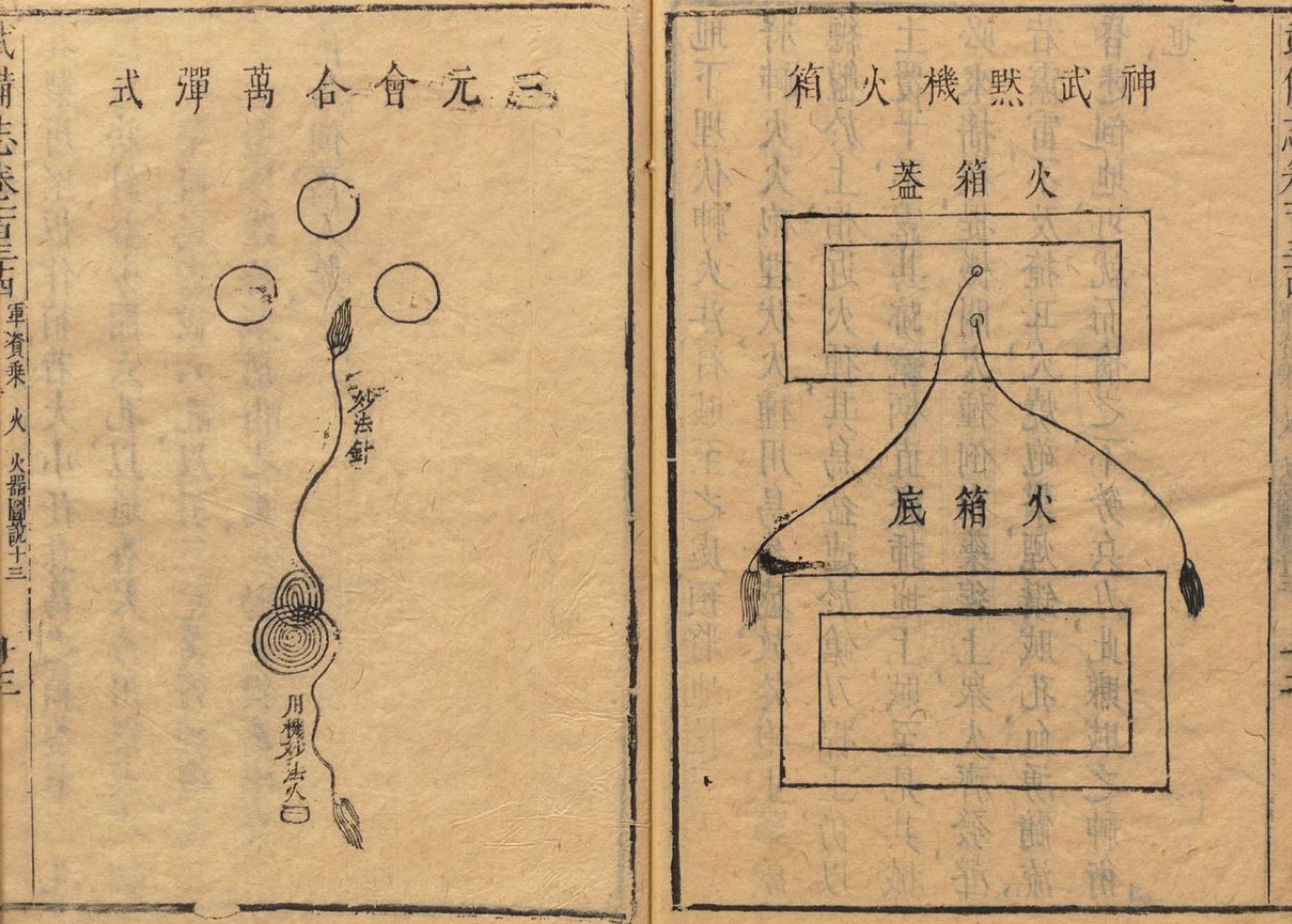
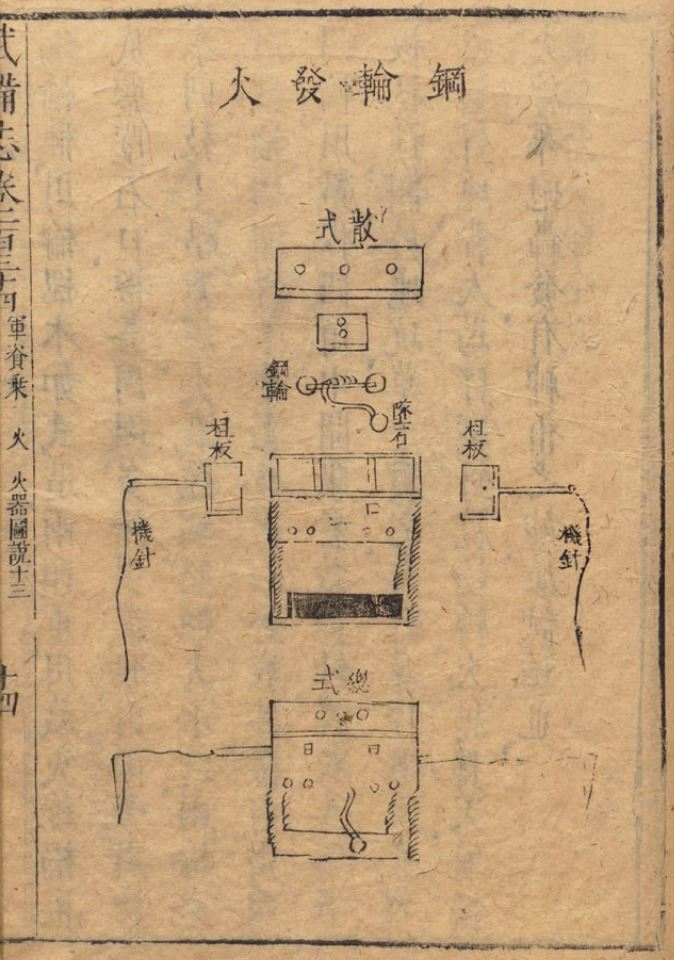
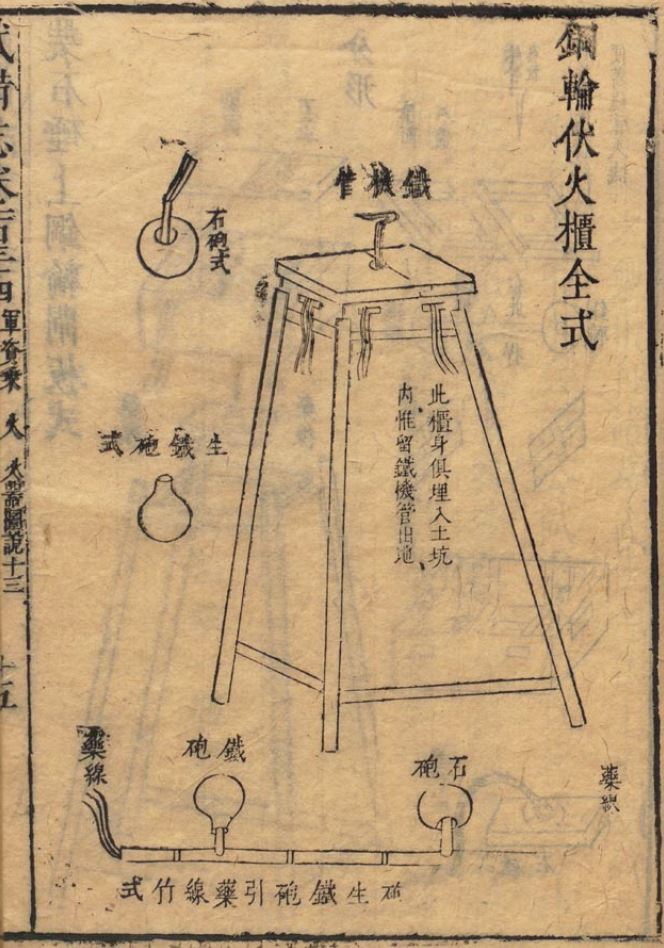
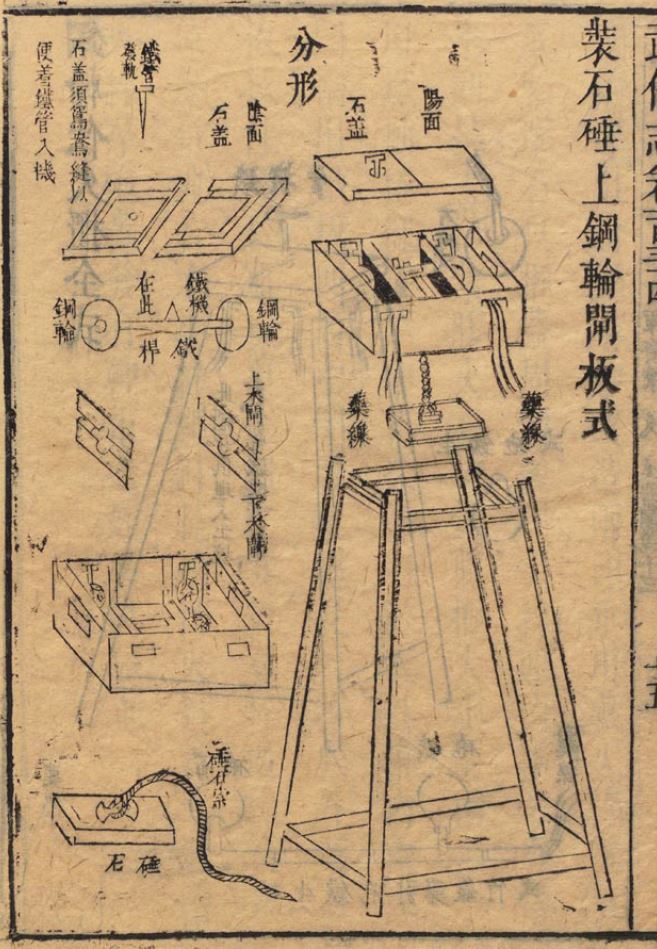
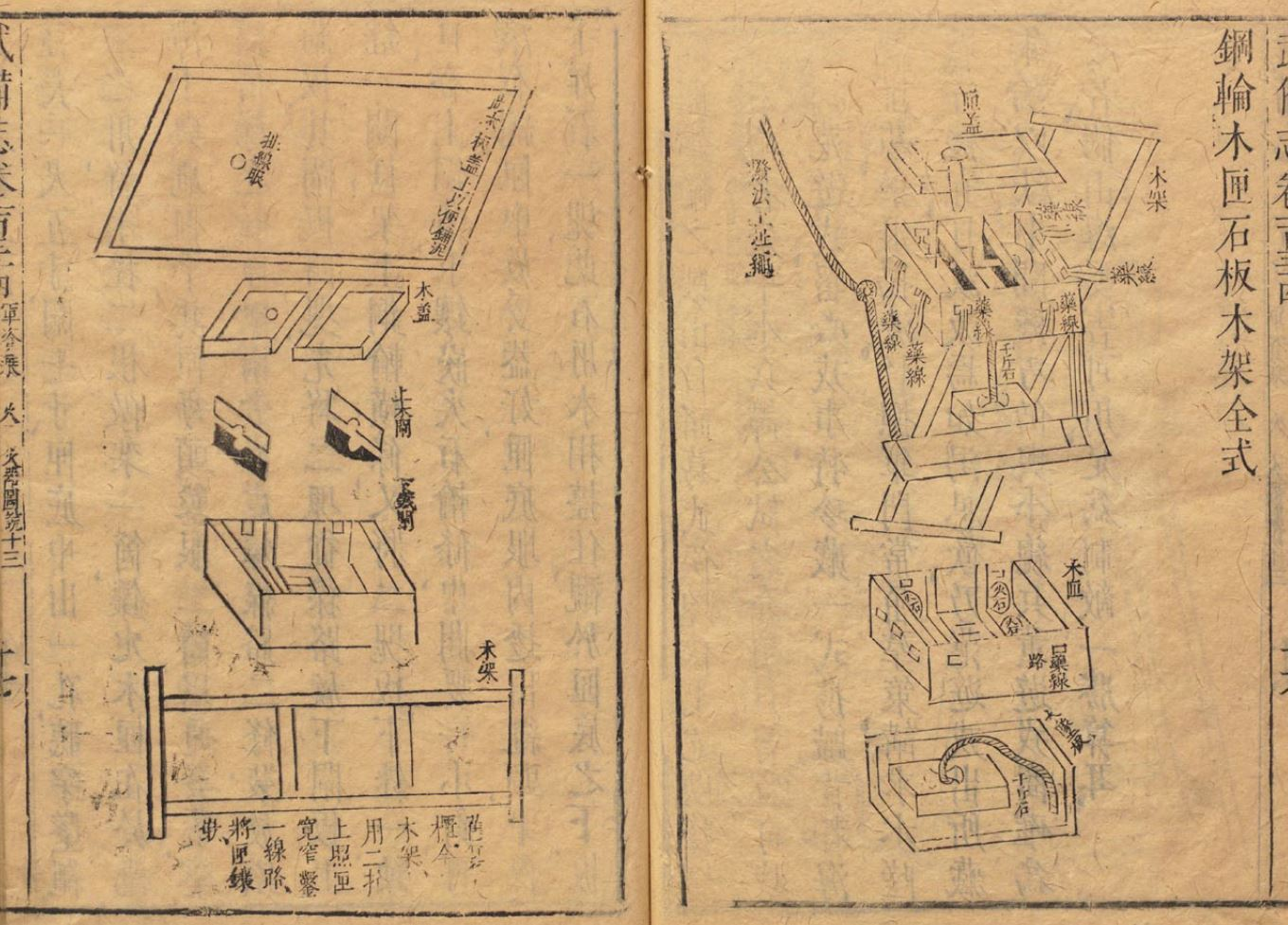
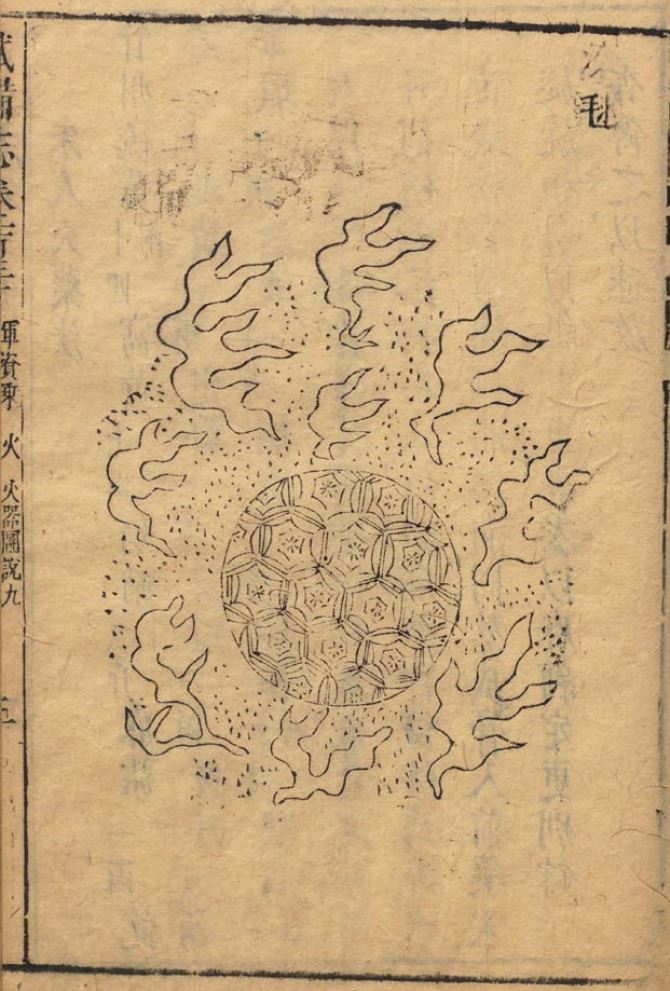
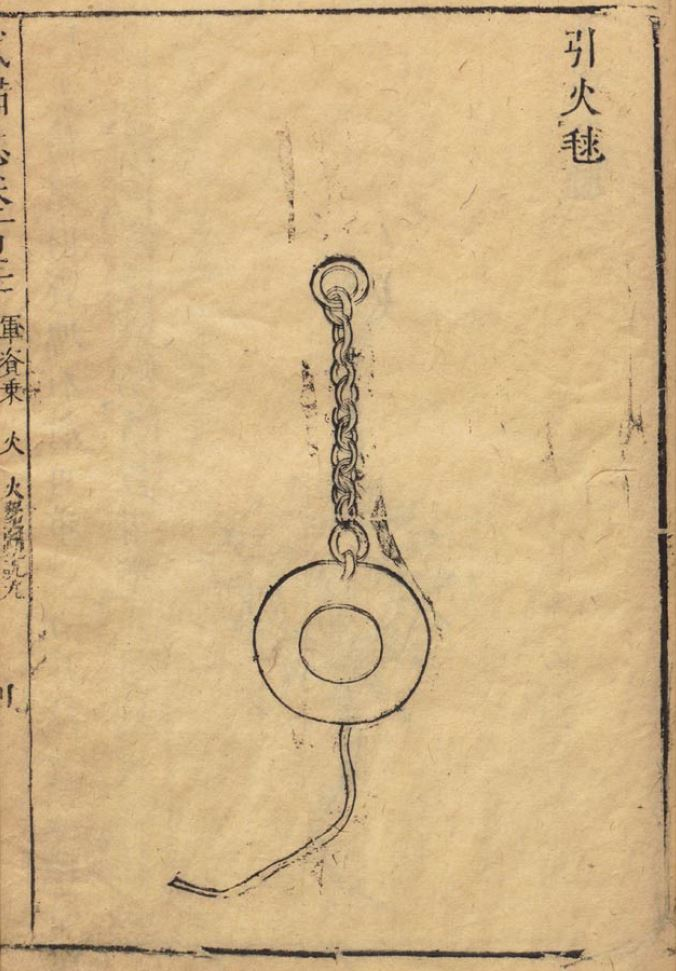
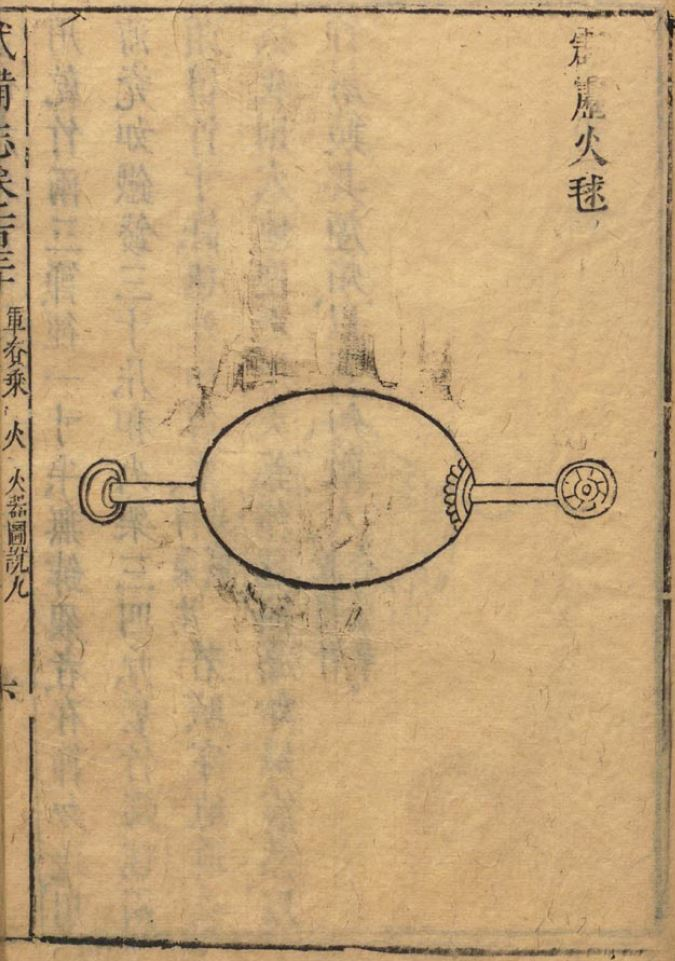
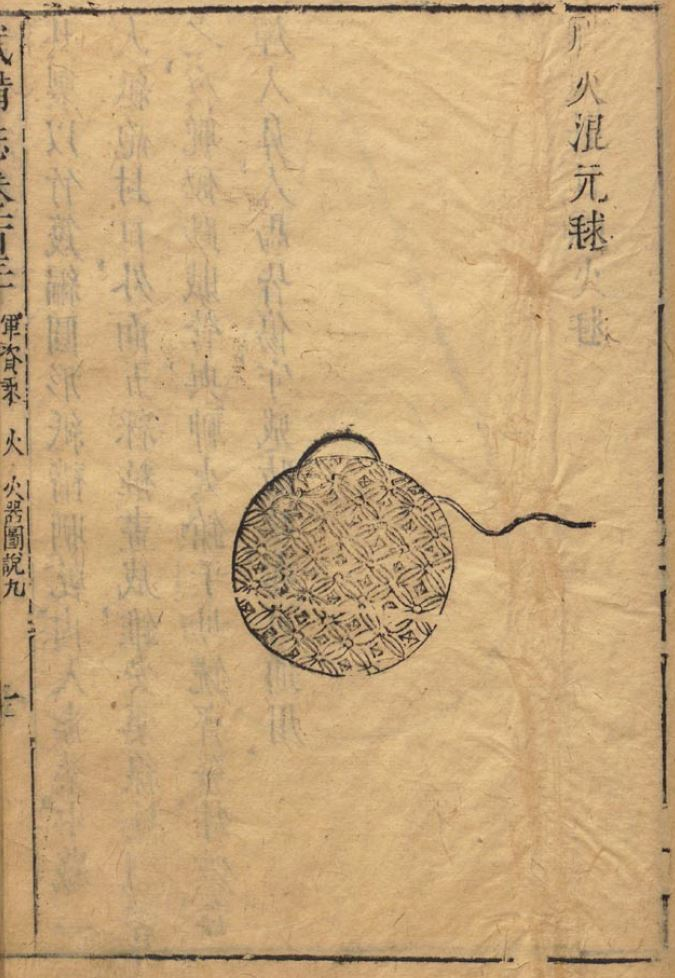
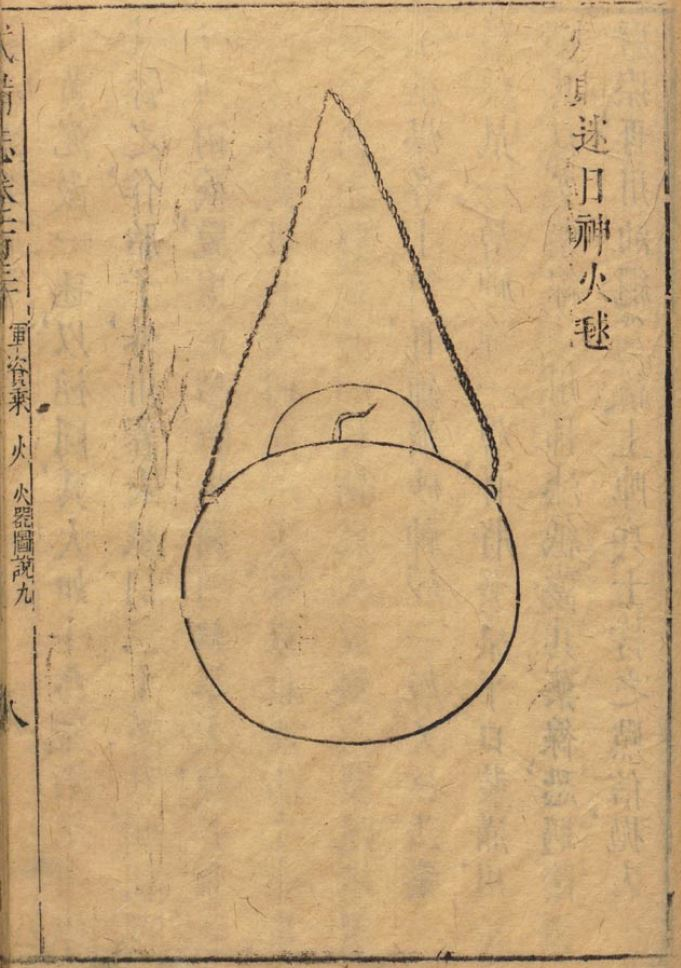
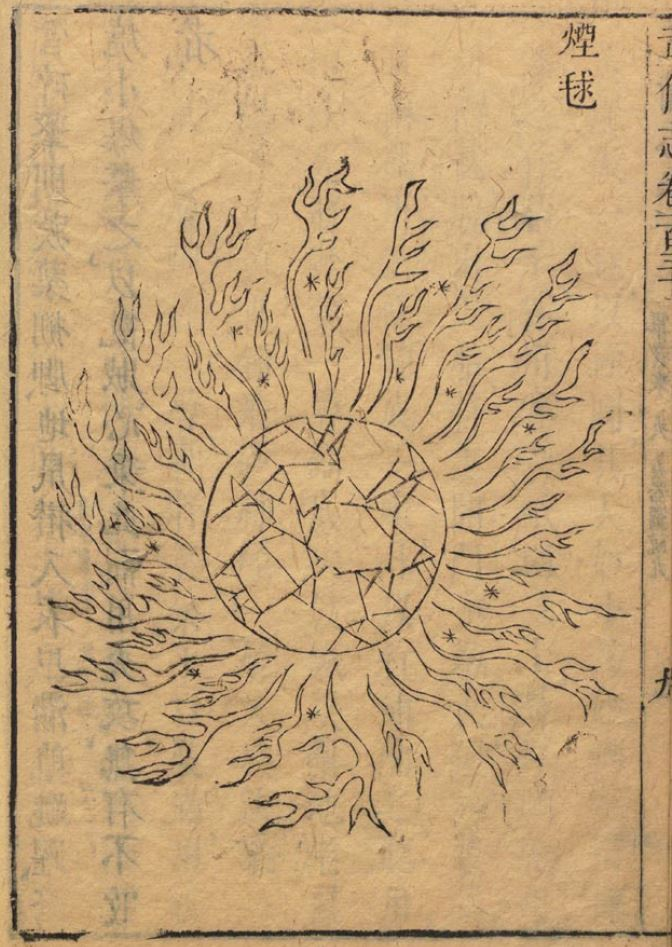
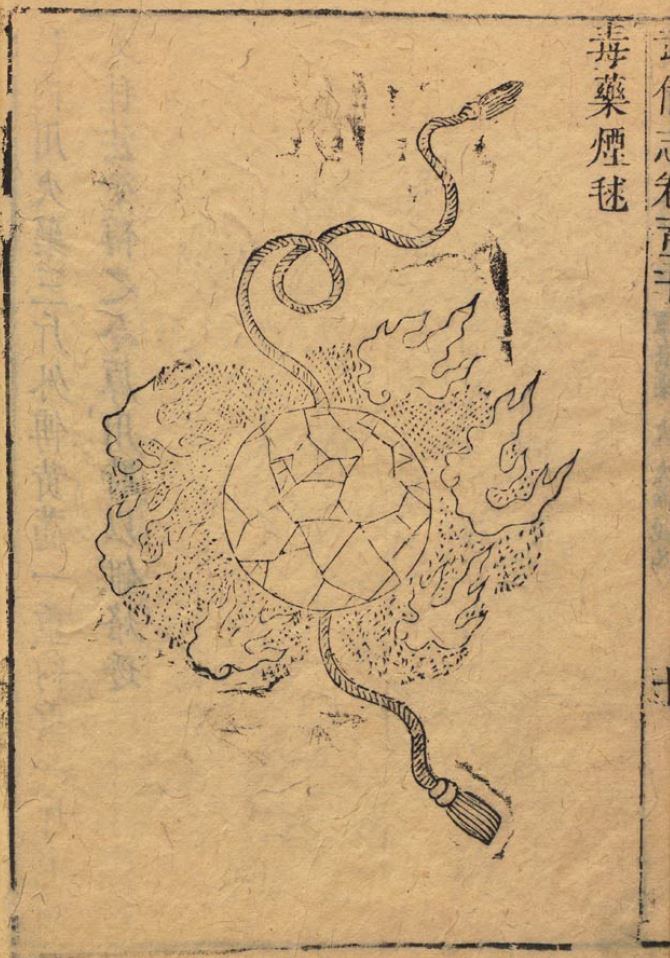
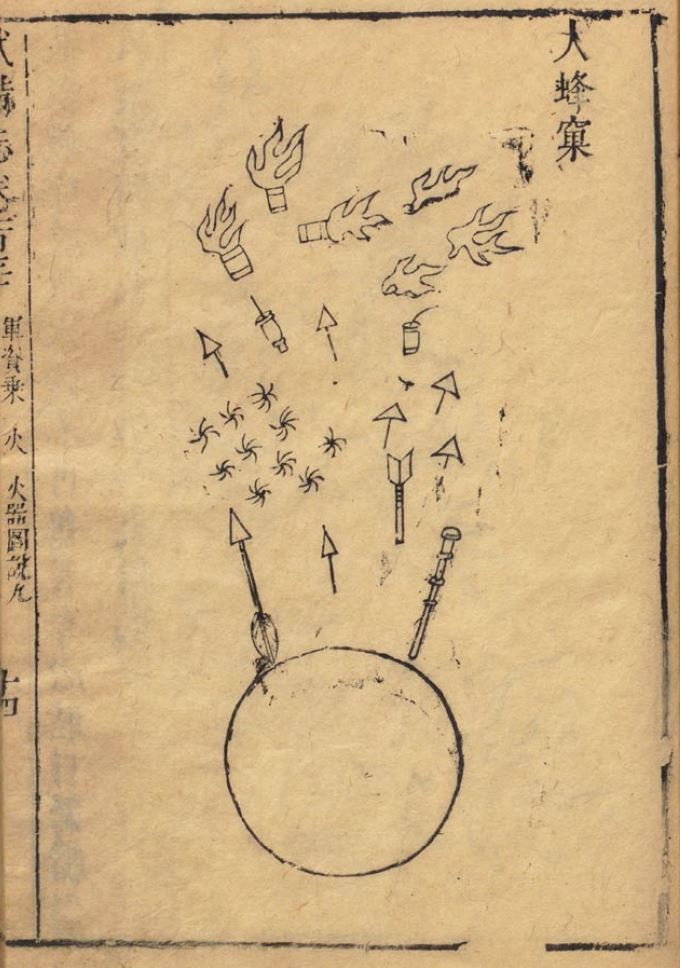
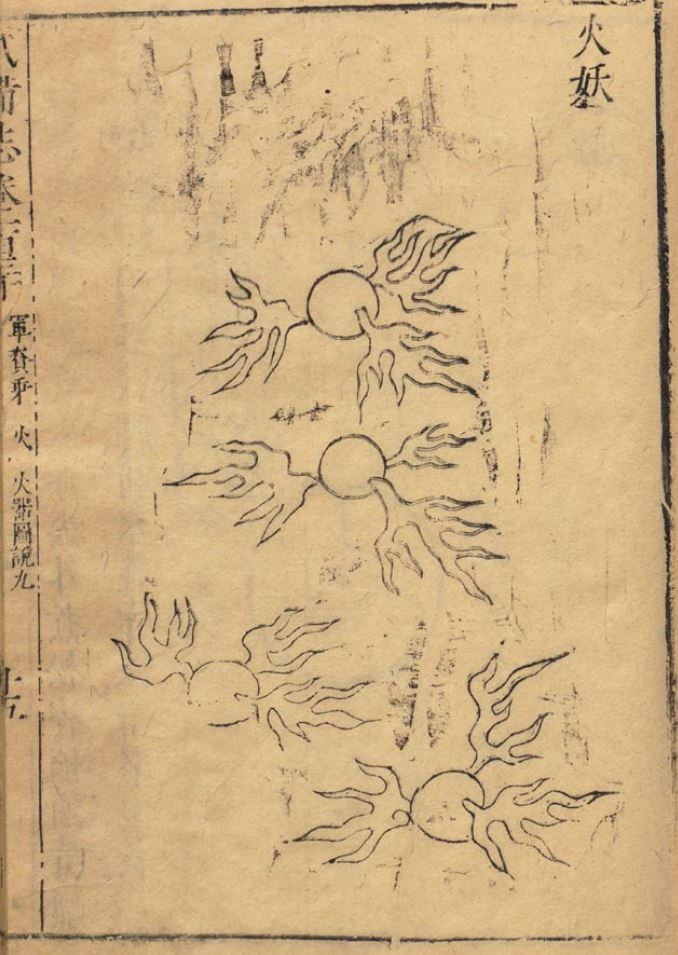
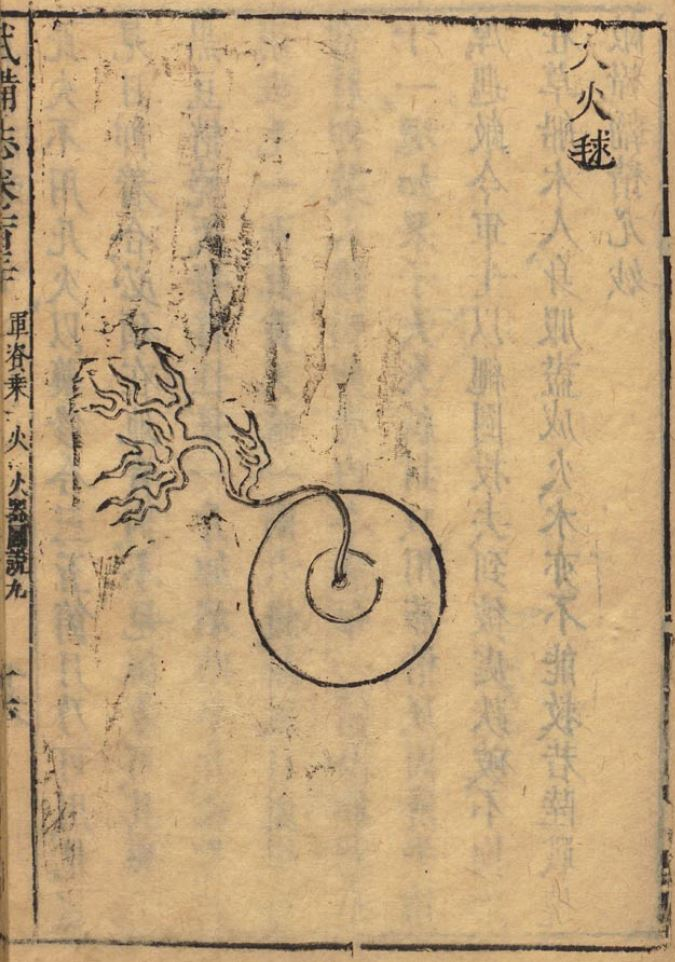
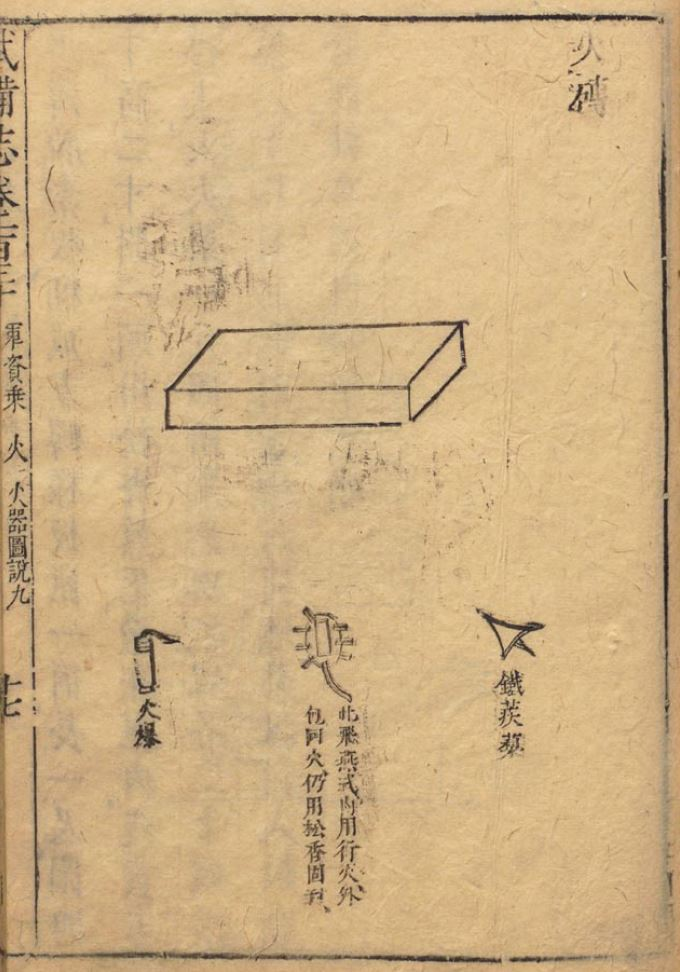
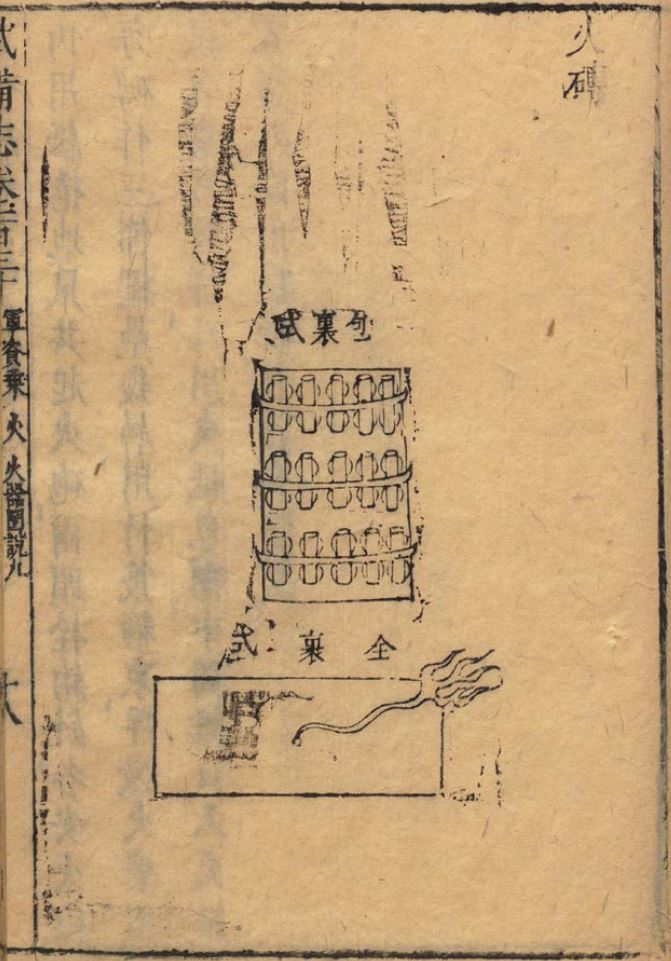
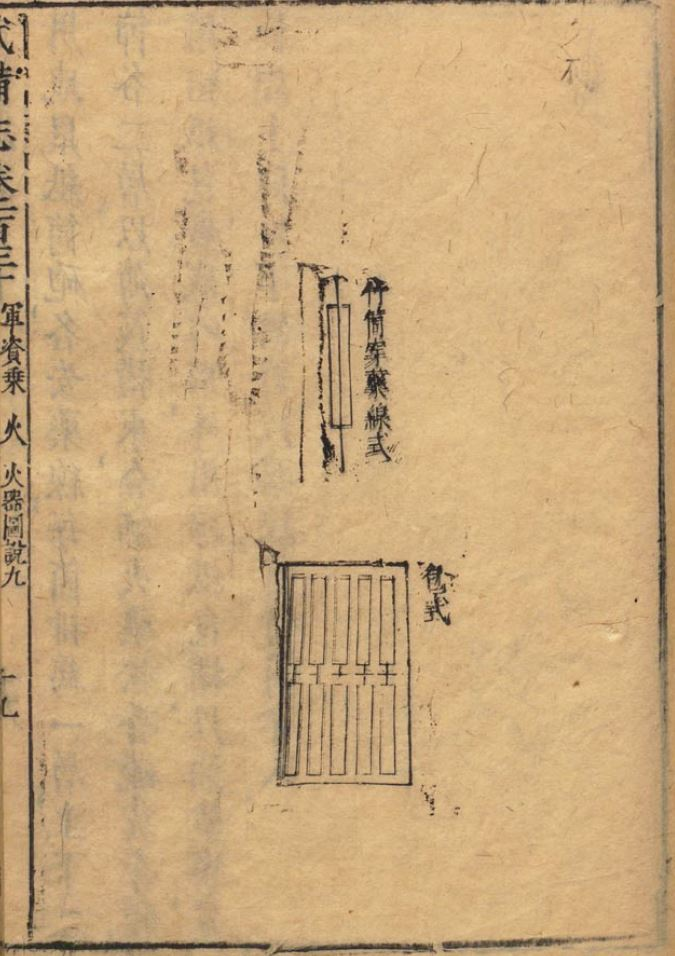
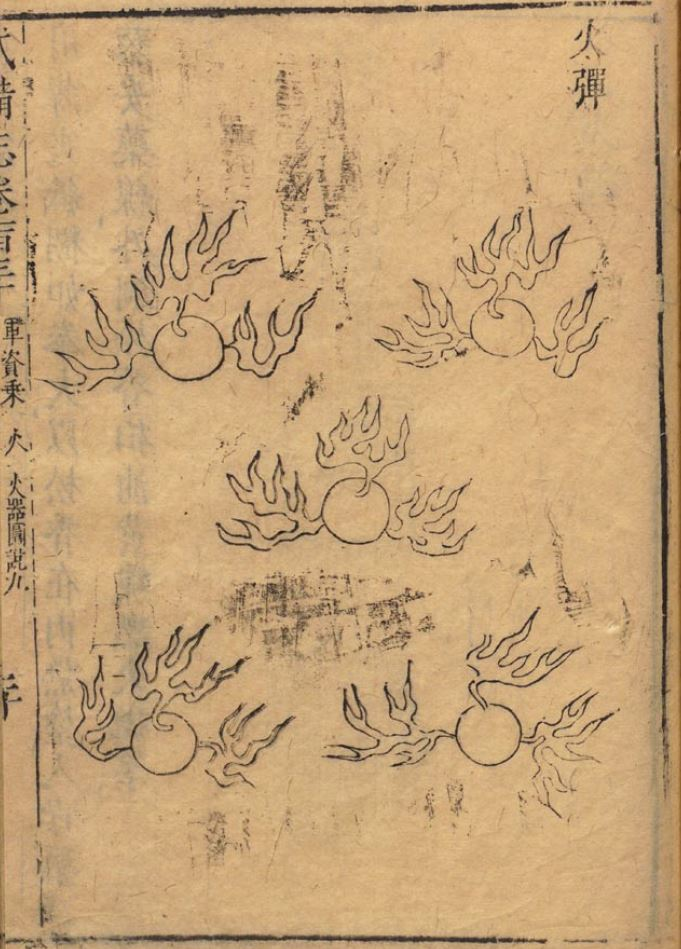
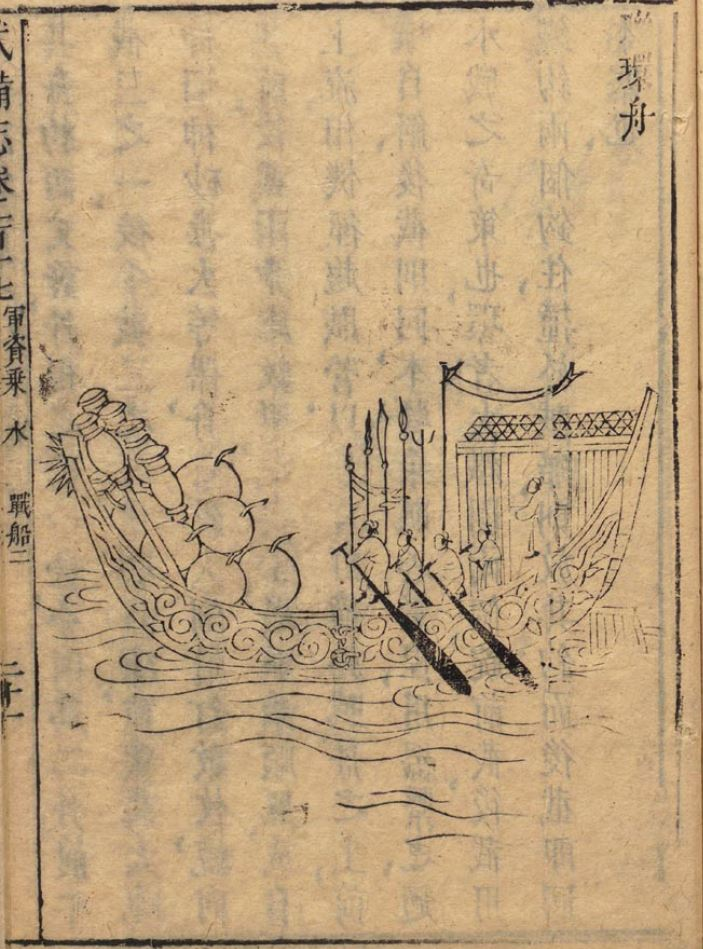
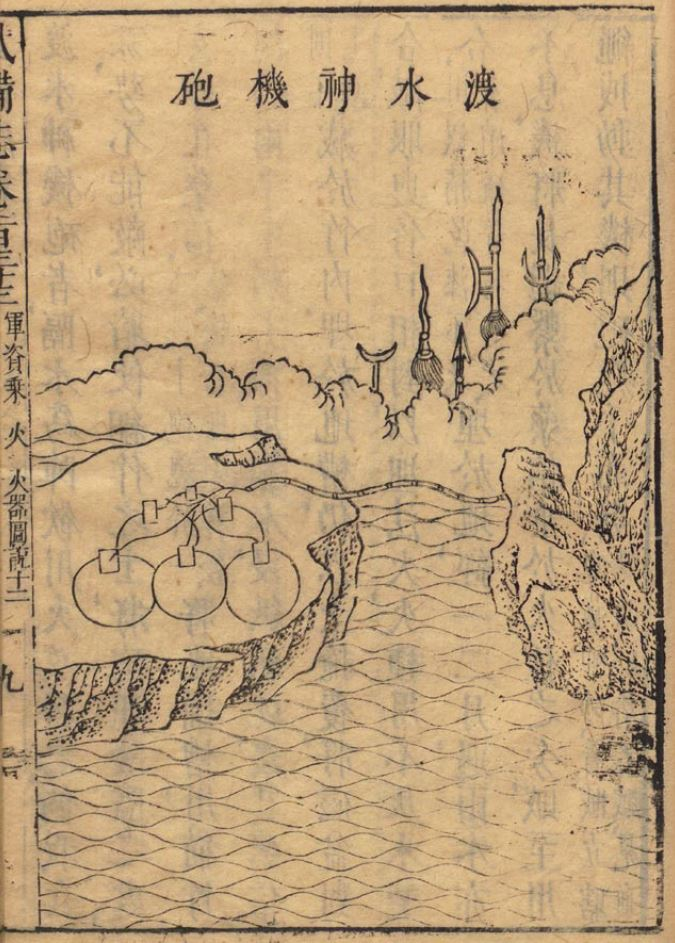

### Động vật

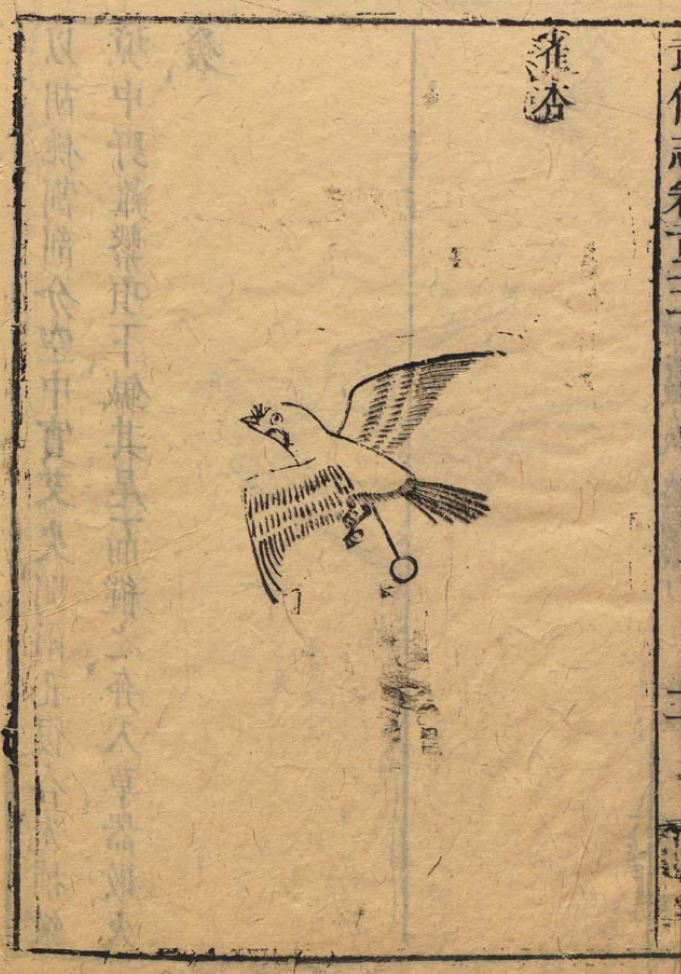
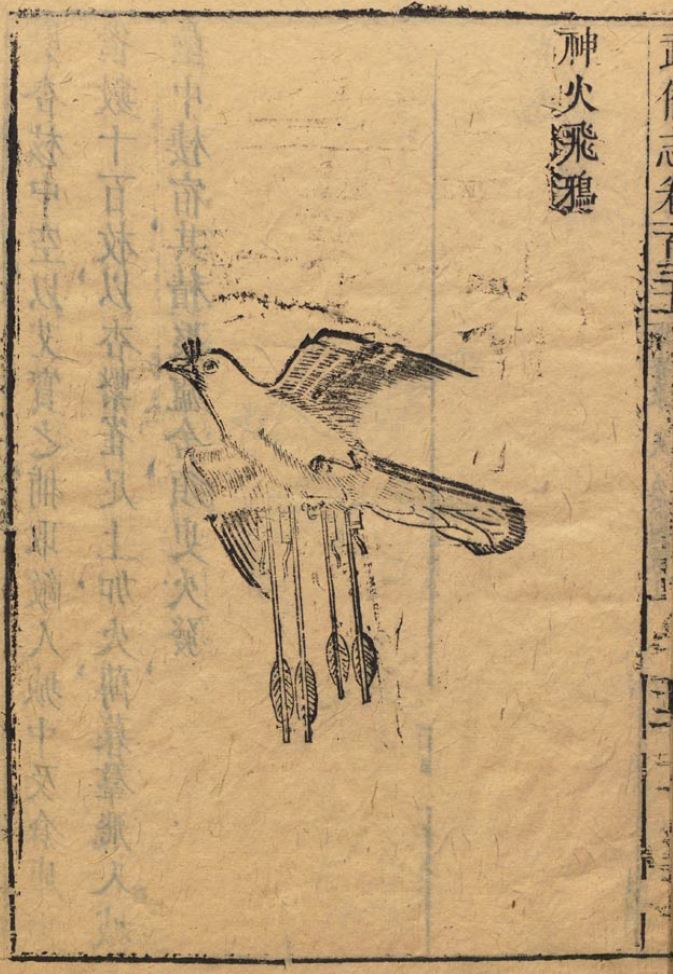
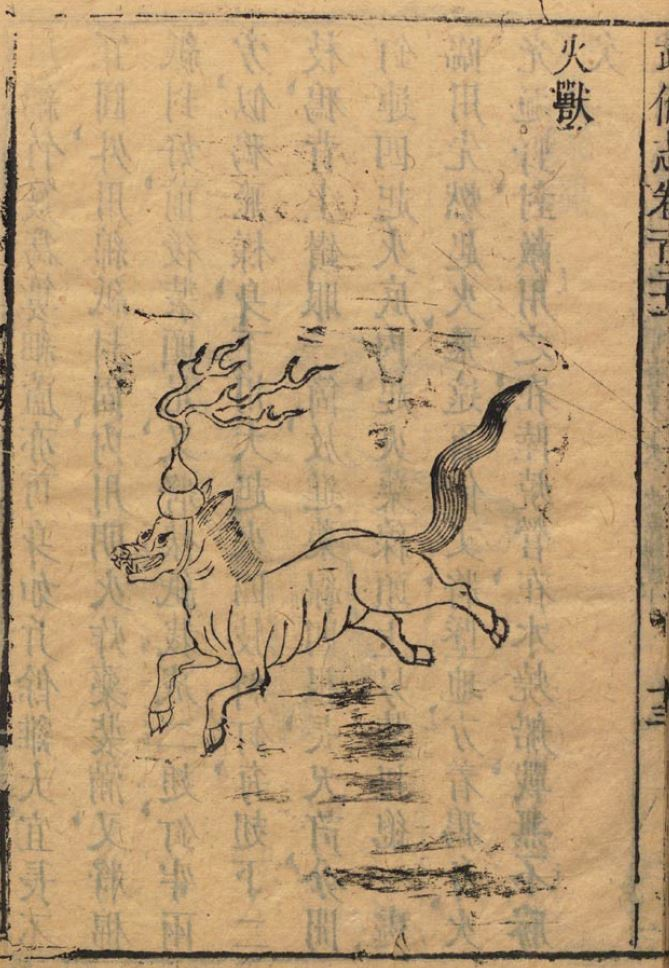
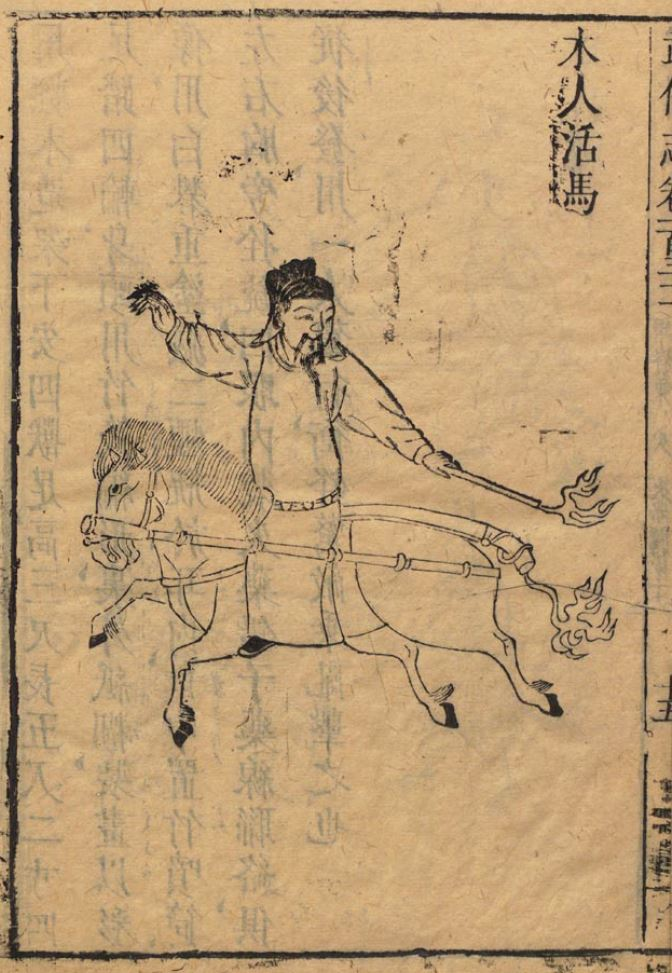
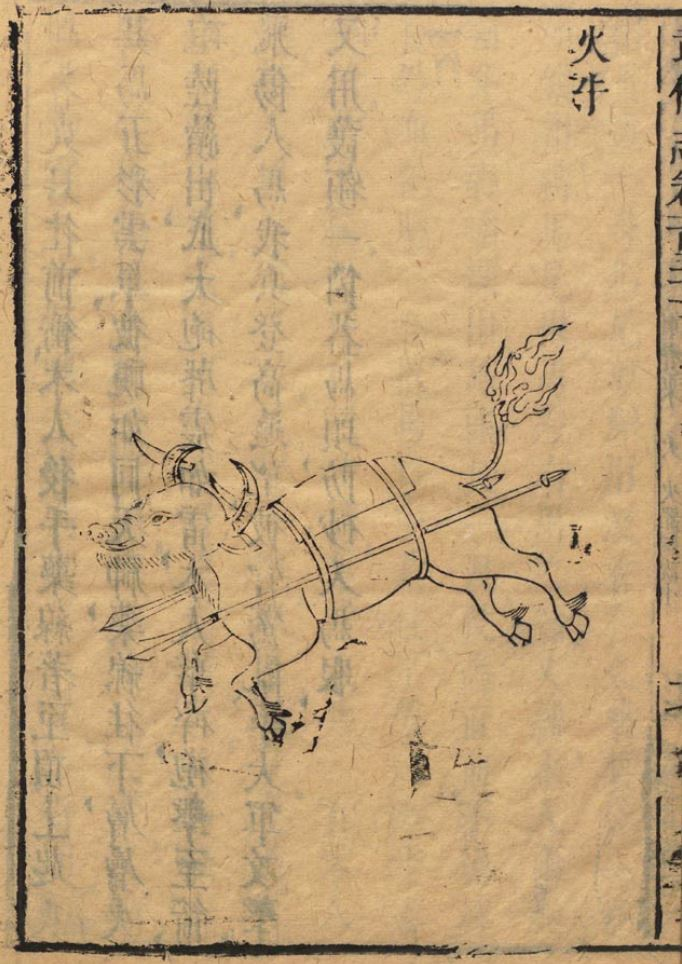
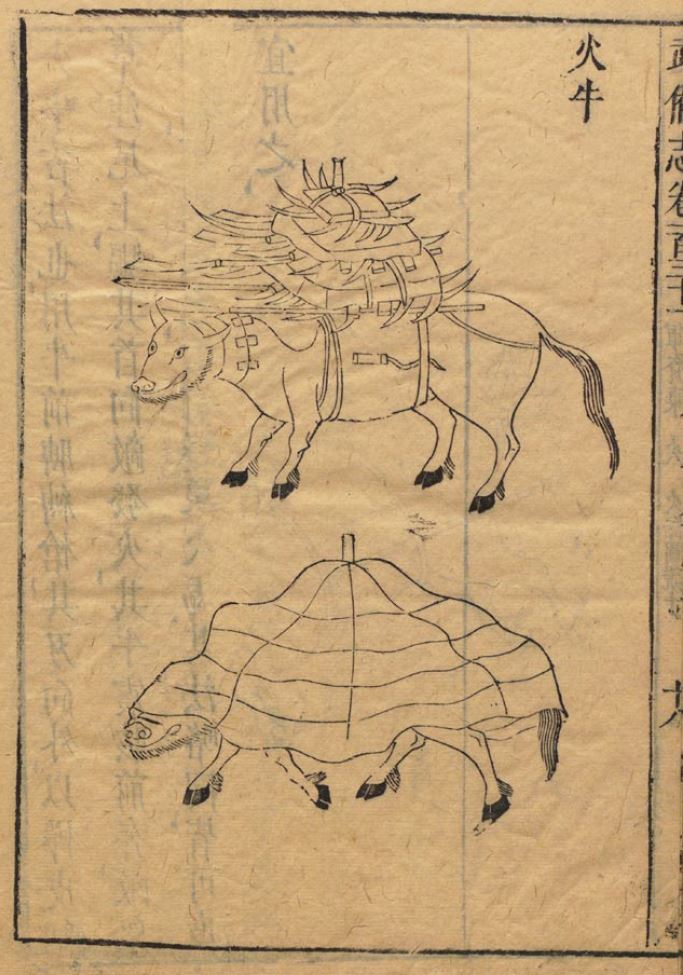
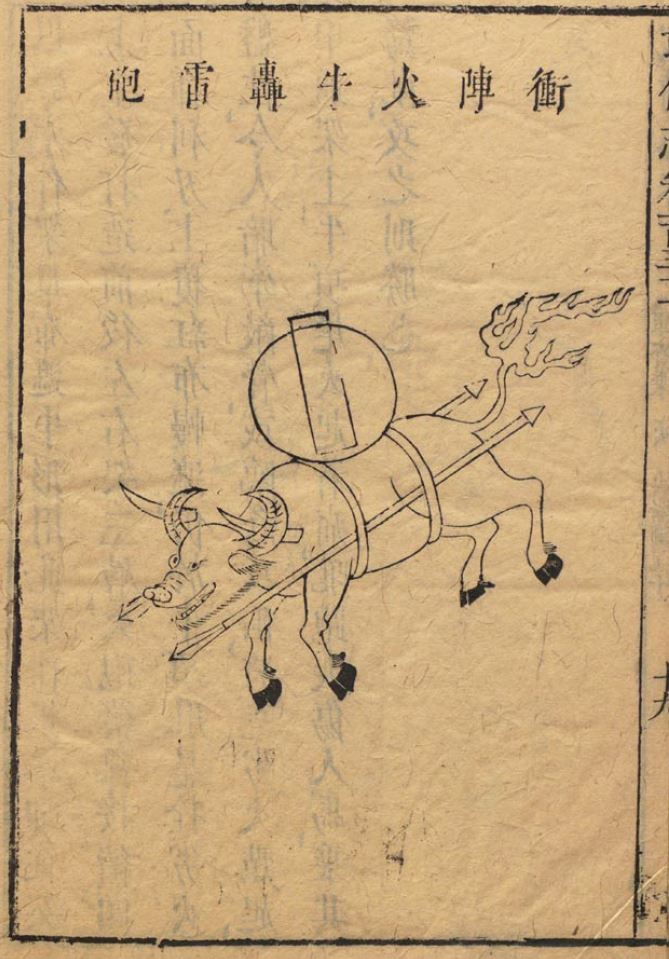